# Мисько Людмила Василівна
Людмила Василівна Мисько (нар. 14 січня 1971, Київ, уроджена Маляренко, англ. Lyudmyla Mysko) — сучасна українська скульпторка, авторка низки монументальних творів у понад 25 країнах світу, активістка міжнародного симпозіумного руху.

## Життєпис
Народилася в Києві у родині Василя Омеляновича Маляренка та Людмили Михайлівни Маляренко (до шлюбу Пироженко). Онука українського журналіста Михайла Панасовича Пироженка.
Одружена зі скульптором Юрієм Мисько. Мати комп'ютерного графіка Еммануїла Миська (2000 р.н.).
Членкиня Національної спілки художників України (з 2005 р.).
Закінчила Національний педагогічний університет ім. М. Драгоманова (Київ, 1993 р.) та Національну академію образотворчого мистецтва та архітектури (Київ, 2000; викл. І. Макогон, М. Олексієнко, В. Швецов).
На творчій роботі з 2000 р. Працює в жанрах садово-паркової та станкової скульптури (з 1998 р. створила близько 100 садово-паркових та меморіальних скульптур з каменю), художньої емалі. Техніку художньої емалі вивчала з 1994 по 2007 р.р. в майстерні заслуженого художника України Олександра Бородая.
З 1996 року учасниця понад 150 міжнародних та всеукраїнських симпозіумів, виставок та мистецьких акцій. Була художньою керівницею фестивалів піскової скульптури у Києві (2007), Мінську, Білорусь (2008), Малевізі, Греція (2016, 2017, 2018 ), брала участь у створенні 10-метрової піскової скульптури (рекорд Росії, Санкт-Петербург, Росія 2006).
Людмила Мисько - авторка найвищої та найдовшої (5х42 м) піскової скульптури в Україні, зареєстрованої в українській книзі рекордів Гіннеса (Київ, 2007).
Твори мисткині зберігаються у Музеї українського народного декоративного мистецтва (Київ), Музеї модерного мистецтва (Київ), музей модерного мистецтва (Пенза, Росія), Регіональному музеї м. Стальова Воля (Польща), Тефен музей (Маалот-Таршиха, Ізраїль), художній музей Мосан (м. Борийонг, Південна Корея), парк-музей Центру польської скульптури (Ороньсько, Польща), у публічних та приватних збірках України, Австралії, Азербайджану, Бразилії, БосніЇ і Герцоговини, Великої Британії, В'єтнаму, Греції, Єгипту, Ізраїлю, Індії, Італії, Ірану, Іспанії, Канади, Китаю, Кіпру, Нідерландів, Непалу, ОАЕ, Оману, Палестини, Південної Кореї, Польщі, Росії, Румунії, Саудівської Аравії, Сирії, Словаччини, США, Таїланду, Туреччини, Франції, Чилі, Швейцарії, Швеції, Японії.

## Нагороди
- 2022 - нагороджена Всесвітнім Орденом Золотої Зірки «Кредо», за найвищі досягнення у своїй сфері діяльності, ГО «Грандів, рейтингів та номінацій», БО «Комітет з громадських нагород України» спільно з експертною радою,  Україна.
- 2022 - нагороджена міжнародним орденом Золотої Зірки «Культурна дипломатія», ГО «Грандів, рейтингів та номінацій», БО «Комітет з громадських нагород України» спільно з експертною радою, Україна.
- 2022 - лауреатка міжнародної премії «Культурна дипломатія», ГО «Грандів, рейтингів та номінацій», БО «Комітет з громадських нагород України» спільно з експертною радою, Україна.
- 2021 - шорт-ліст національного мистецького конкурсу «Open Art» від ТРЦ «Караван» та Port.agency.
- 2020 - двозіркова сертифікатка ISSA міжнародного альянсу симпозіумів скульптури за встановлення монументальних скульптур у більш ніж 20 країнах світу.
- 2018 - І премія, Кубок сніжно-льодяної скульптури, Ice Hotel, курорт Буковель Івано-Франківської області[3][4].
- 2018 - Гран-прі І міжнародного бієнале, м.Коломия, Україна.
- 2017 - III премія Китайського інституту скульптури, міжнародна виставка скульптури, м. Веньчжоу, Китай[5].
- 2017 - "Nominated" премія, міжнародний проєкт скульптури, м. Чжаньцзян, Китай.
- 2017 - «Nominated» премія, міжнародна виставка скульптури, м. Путянь, Китай.
- 2015 – «Excellent» премія, міжнародна виставка скульптури, м. Фучжоу, Китай.
- 2015 – «Nominated» премія, міжнародна виставка скульптури, м. Фучжоу, Китай.
- 2015 – «Excellent» премія, міжнародний симпозіум скульптури, м. Хошимін, В'єтнам.
- 2009 – II премія в номінації «Дизайн костюма», «Український тиждень мистецтва», м. Київ.
- 2008 – Гран-прі конкурсу дизайнерських колекцій одягу тематики антиСНІД, м. Львів.
- 2005 - Гран-прі III міжнародного фестивалю піскової скульптури, м. Київ.
- 2005 – І премія в номінації «фотографія» в мистецькій акції «Антиснід», м. Львів.
- 2004 – І премія молодіжного симпозіуму зі скульптури, м. Жовква[6].
- 1999 – І премія в номінації «Скульптура»  в мистецькій акції «Антиснід», Львів.

## Геометрична абстракція

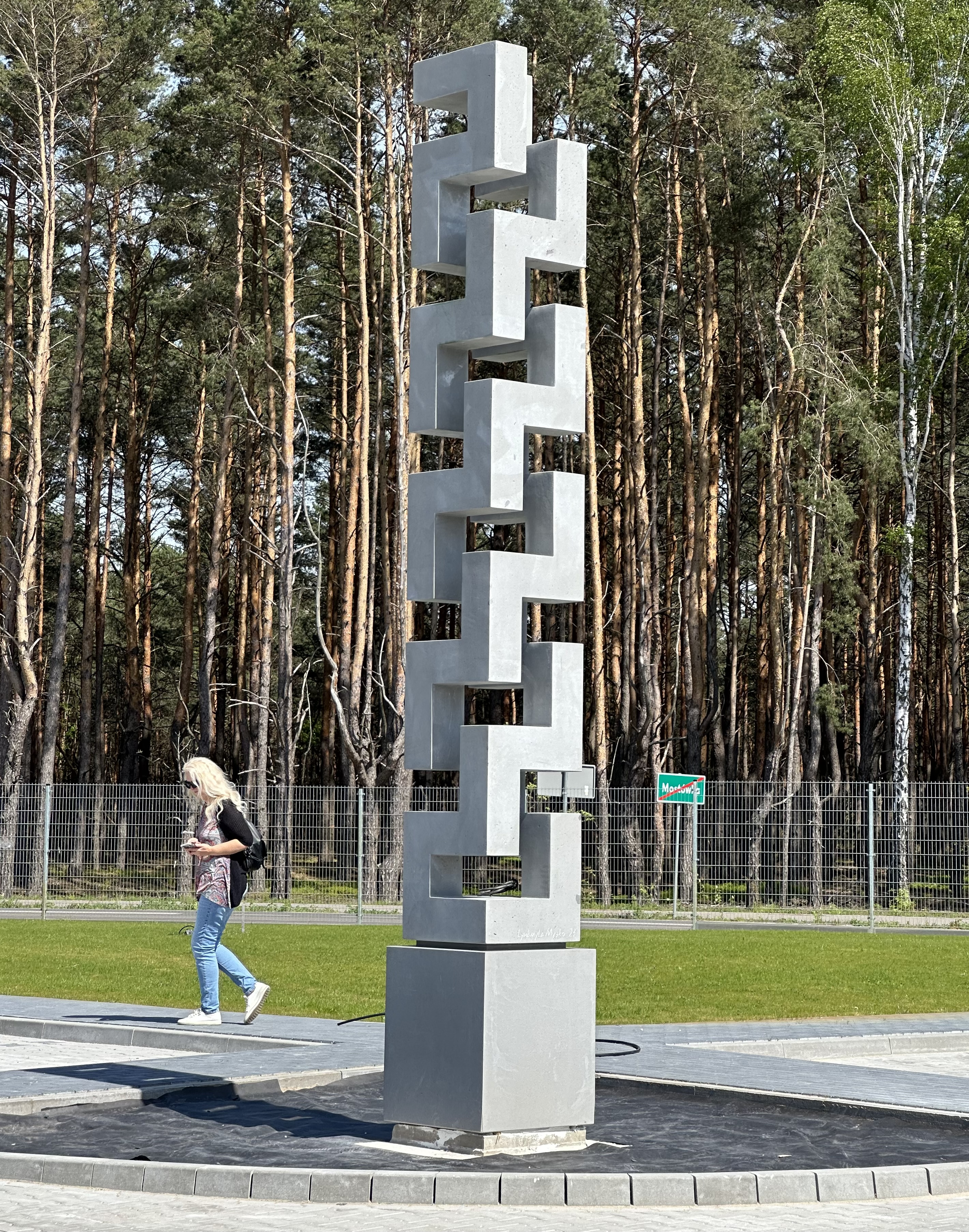
Сходи до неба III" 2023, пісковик, 500х70х70 см, приватна колекція Маріуша Сквари, Слопськ, Польща
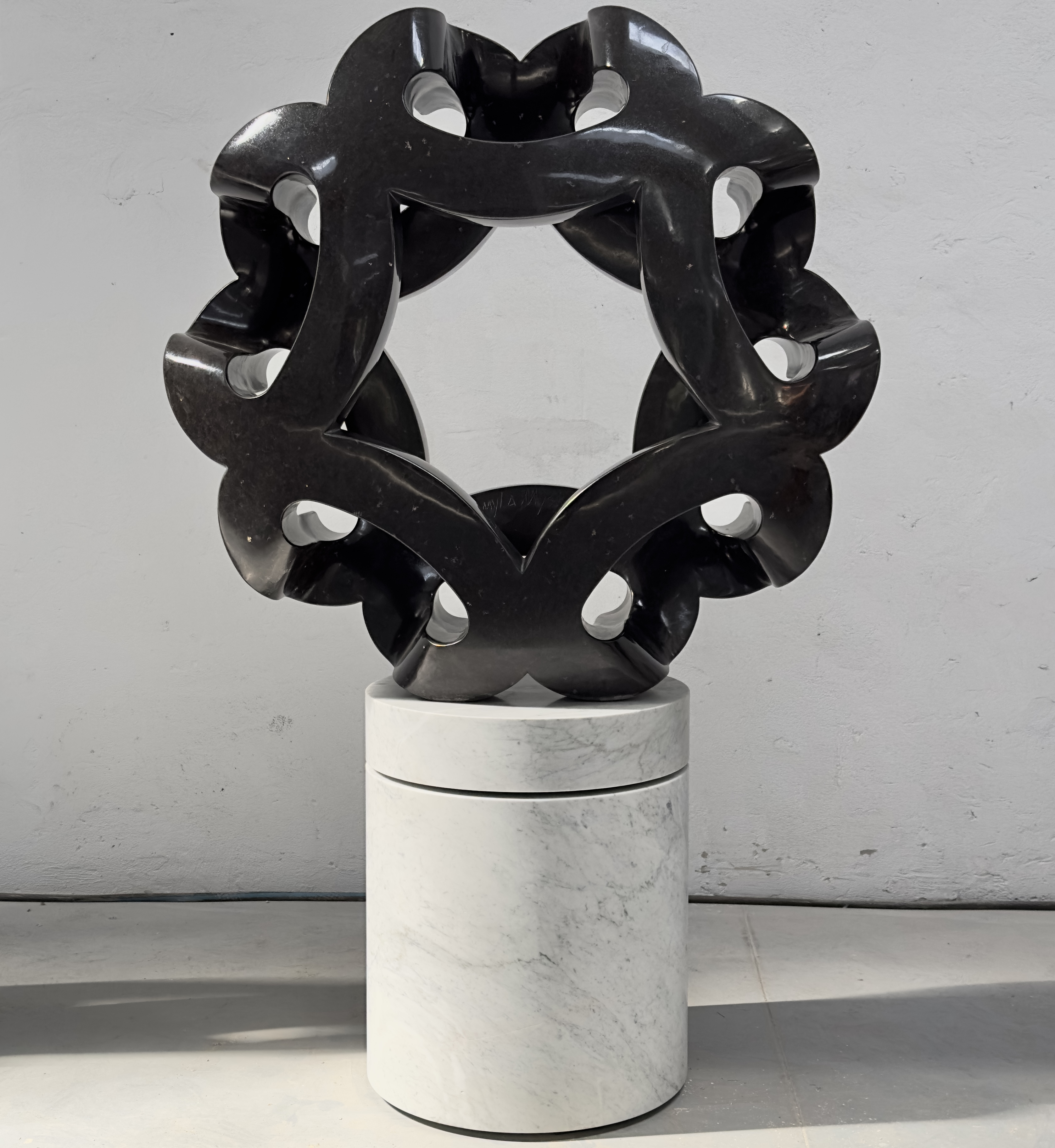
"Квантовий портал", 2023, шведське габро, 185х160х80 см, приватна колекція Маріуша Сквари, Слопськ, Польща
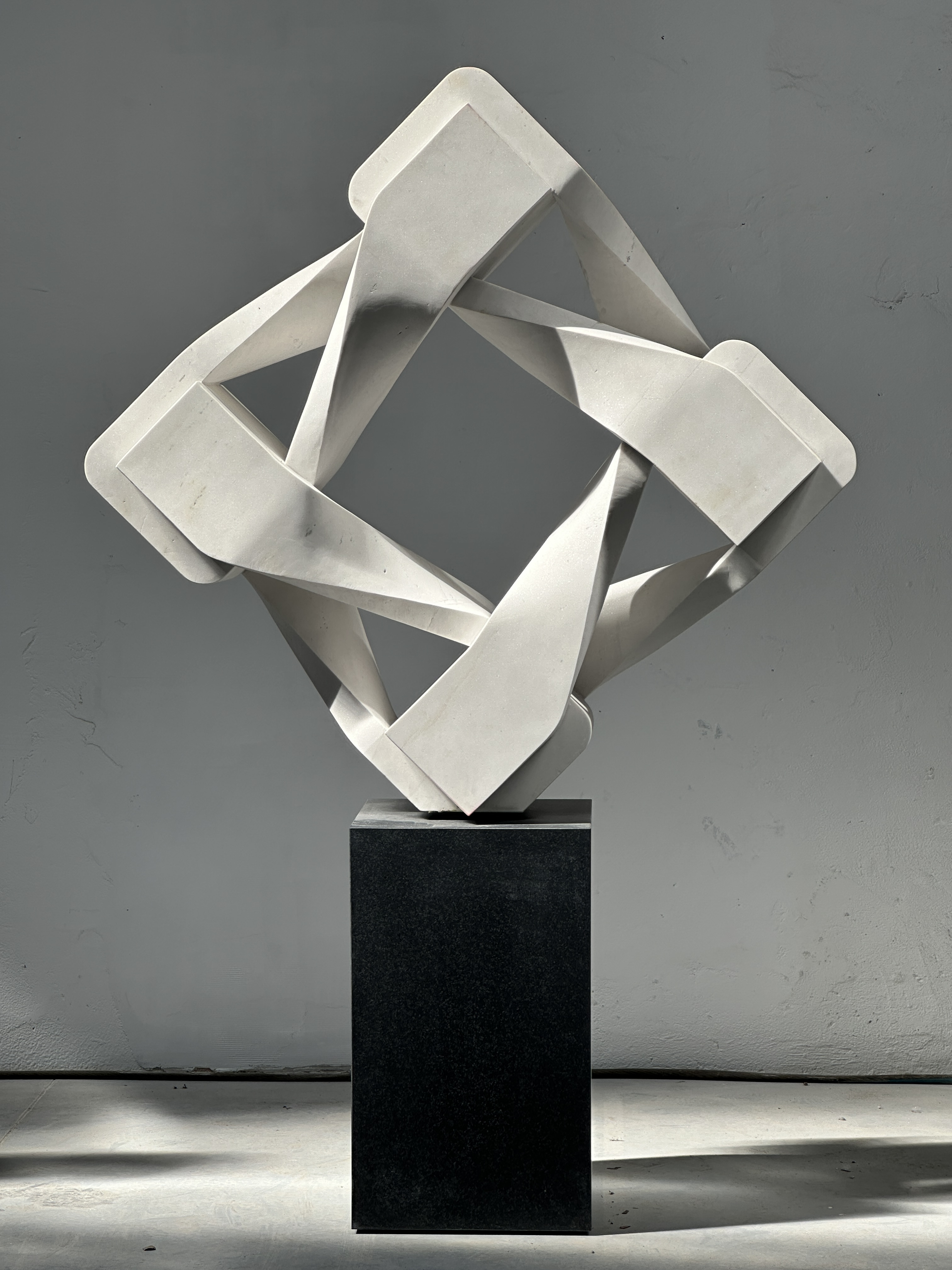
"Лабіринт любові", 2023, мармур, 180х163х120 см, приватна колекція Маріуша Сквари, Слопськ, Польща
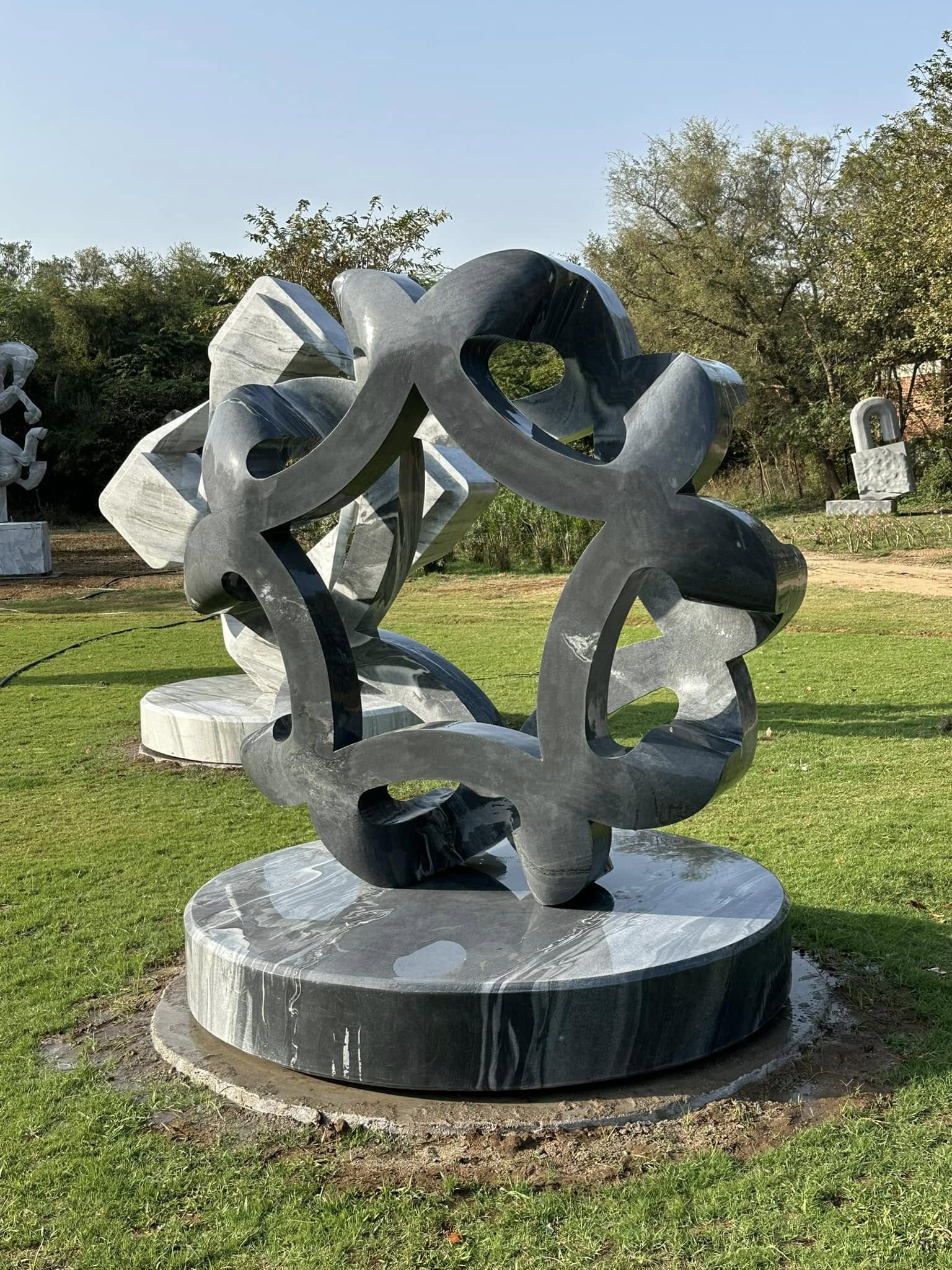
«Квантовий портал II» 2025, мармур Makrana, 218x190x187 см, Uttarayan Art Foundation, Вадодара, Індія
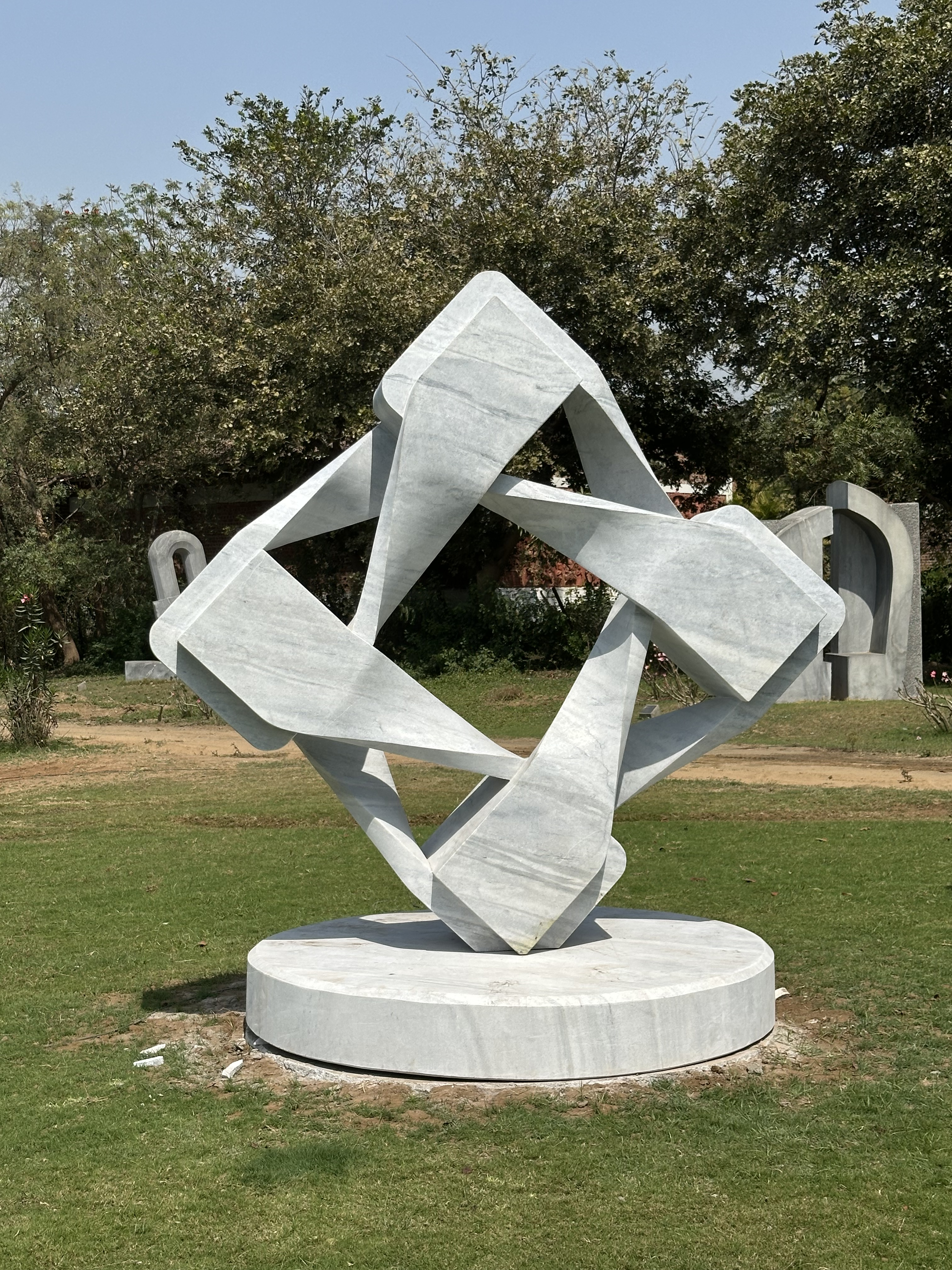
«Лабіринт кохання IV», 2025, мармур Makrana, 280x260x197 см, Uttarayan Art Foundation, Вадодара, Індія
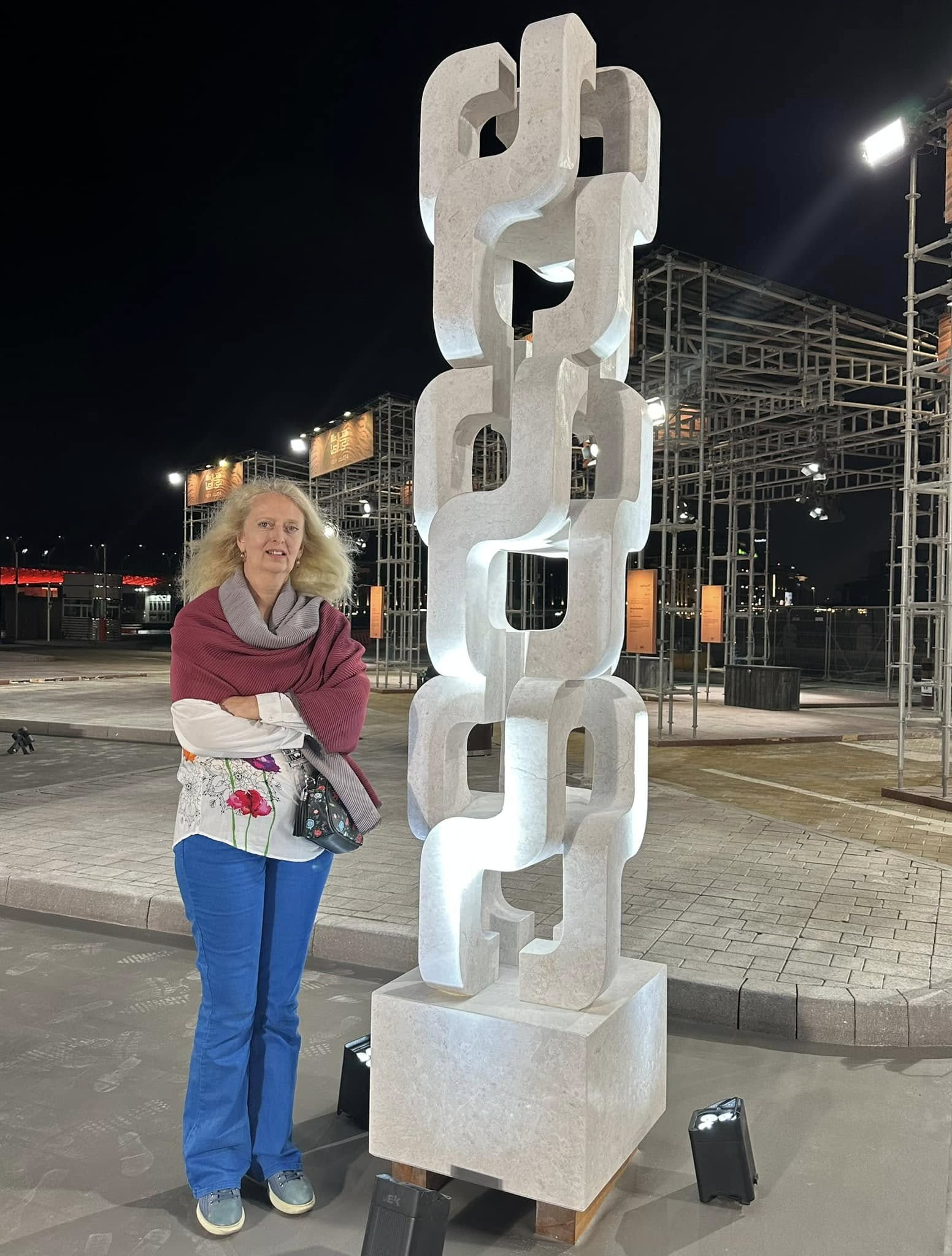
«Магнітний конструктор IX» 2024, мармур Оману, 280x60x60 см, Дубай, ОАЕ
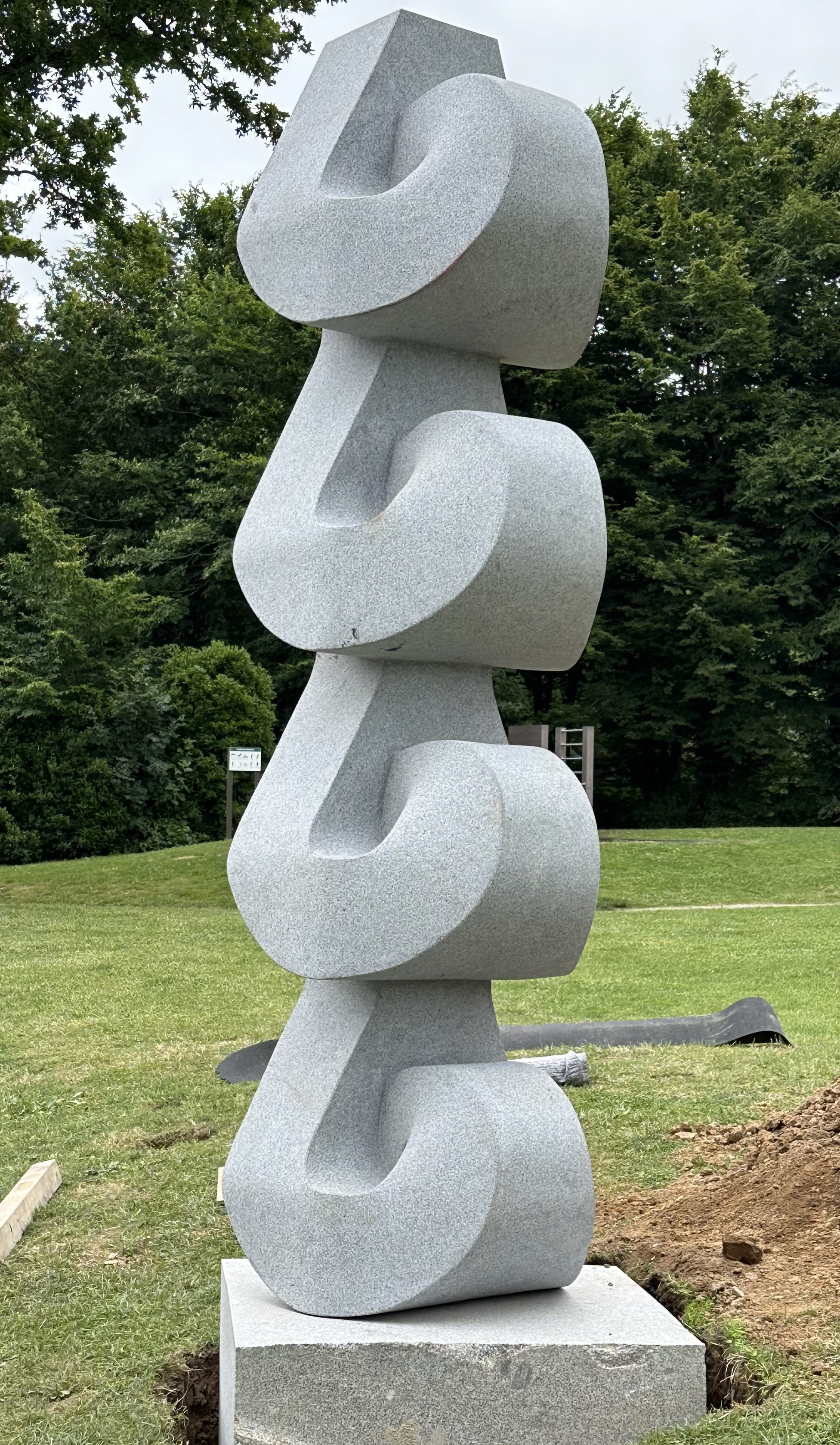
«Фрагмент еволюції» 2024, блакитний граніт Lanhelin, 300x75x75 см, Пон-Реан, регіон Бретань, Франція
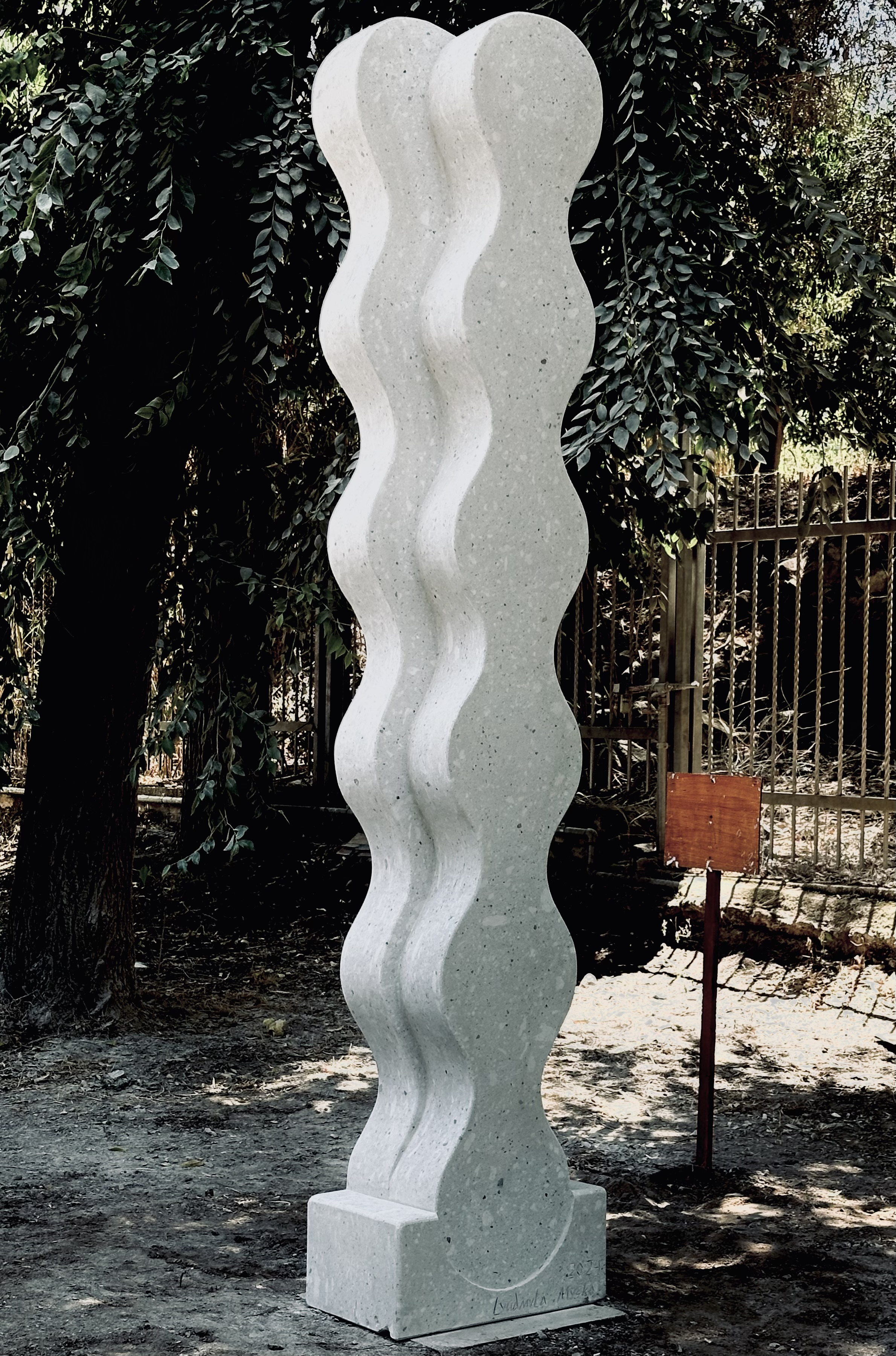
“Близнюки” 2024, трахіт, 307х60х40 см, Фордонгіанус, острів Сардинія, Італія
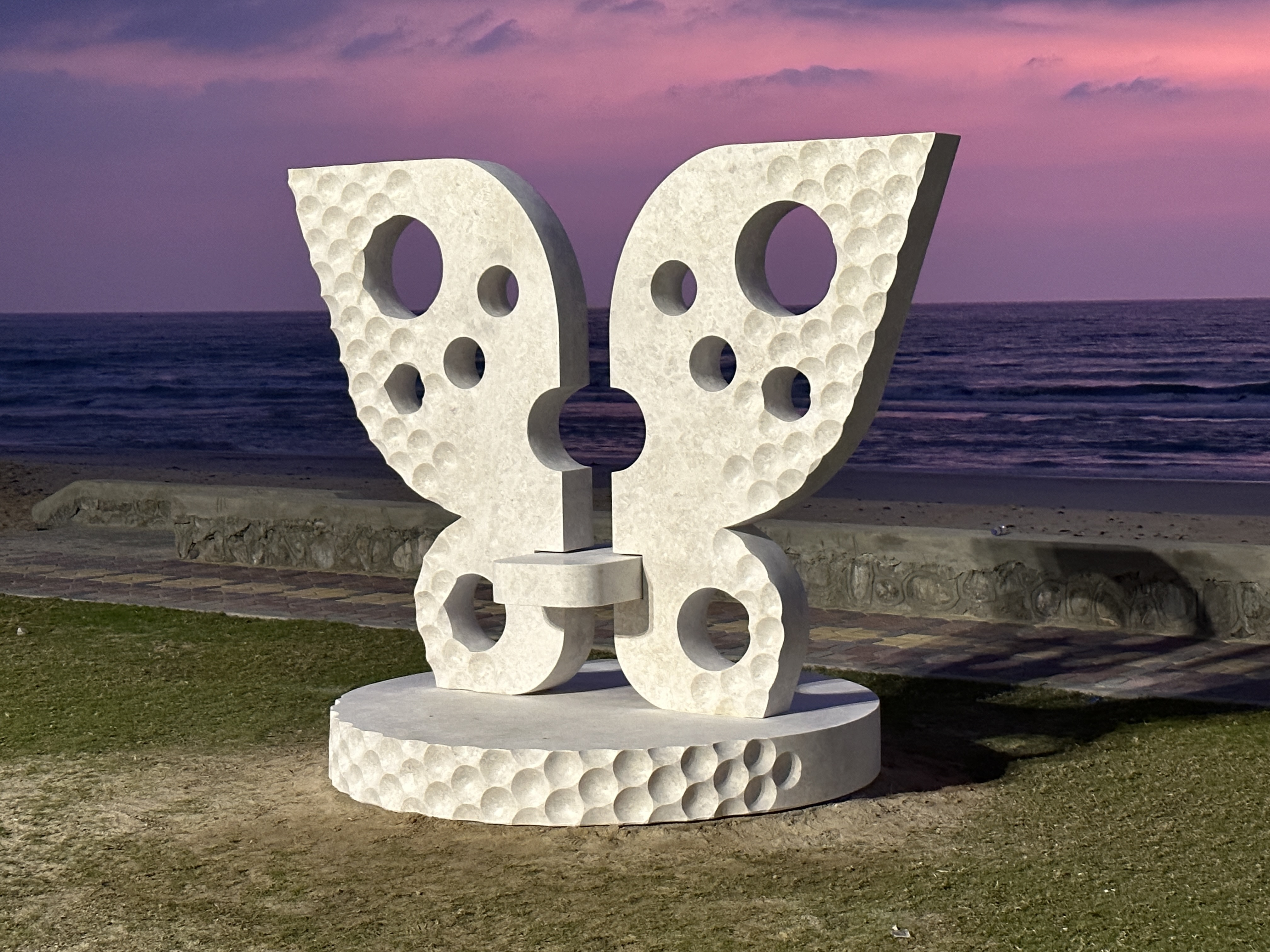
«Метелик» 2024, оманський мармур, 225х278х200 см, Бухра, Мусандам, Оман
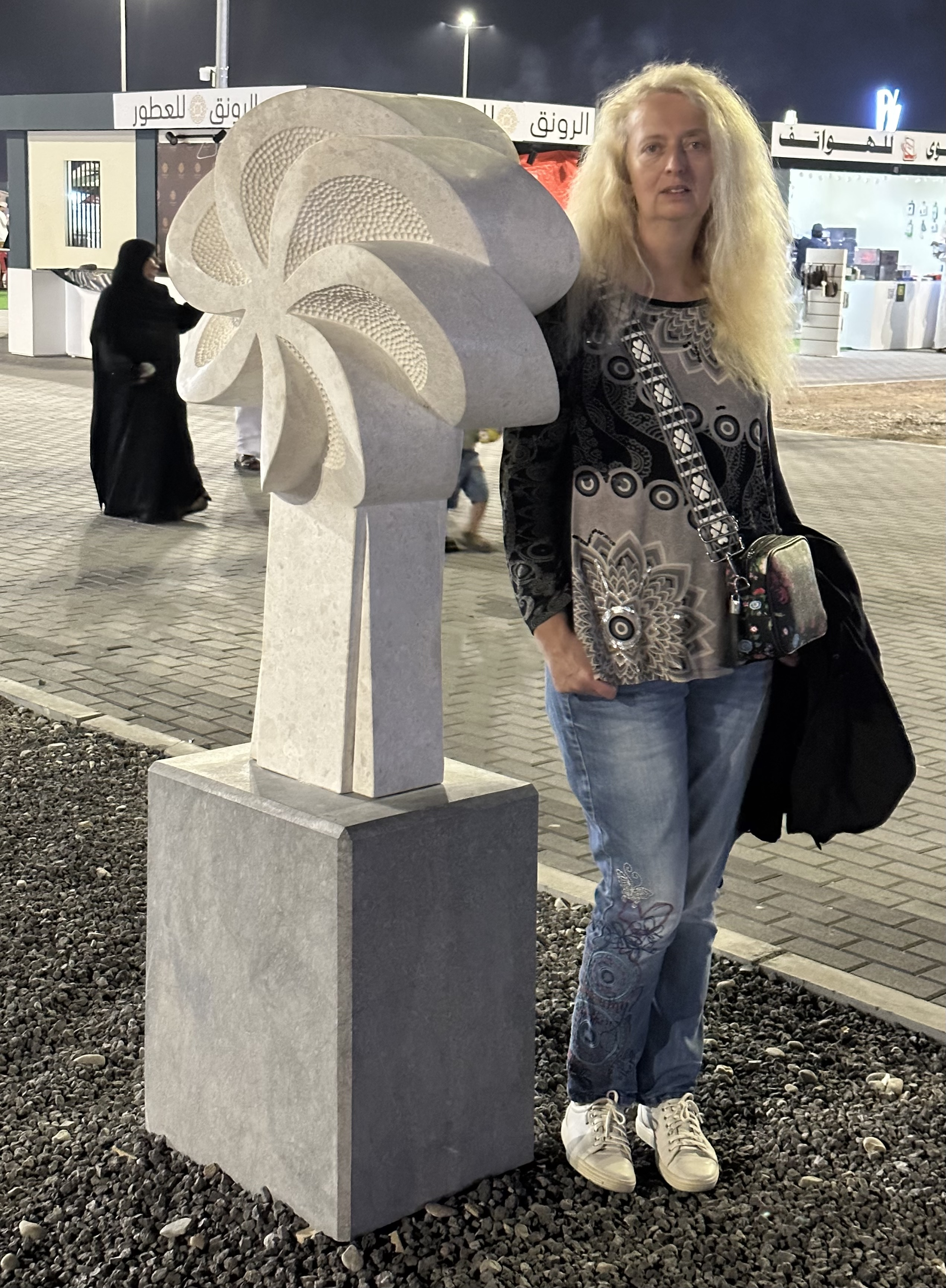
«Біле божевільне сонце пустелі» 2024, оманський мармур, Сухар, Оман
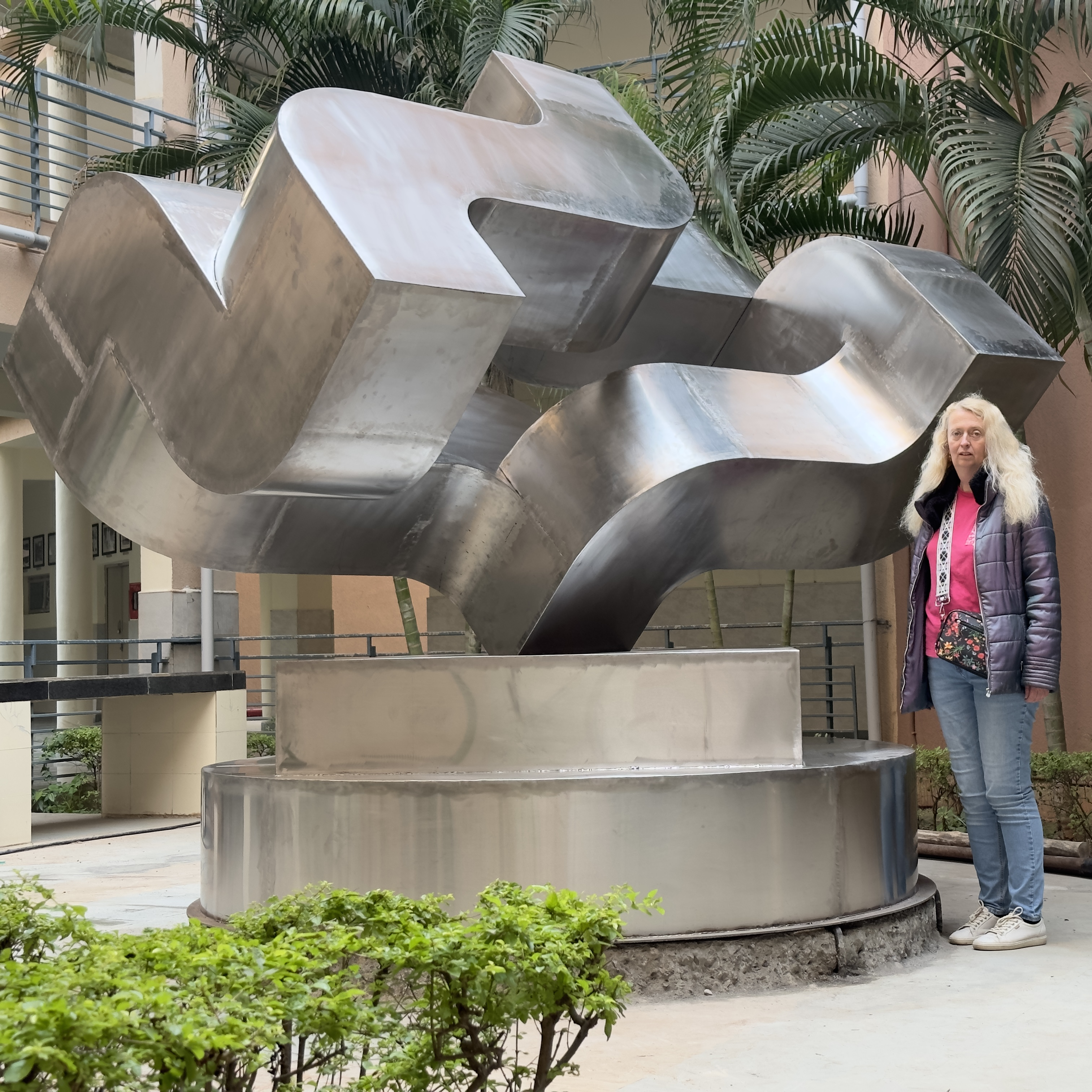
"Магнітний конструктор VIII”, 2023, нержавіюча сталь, 300x300x250 см, Університет ITM, Гваліор, Індія
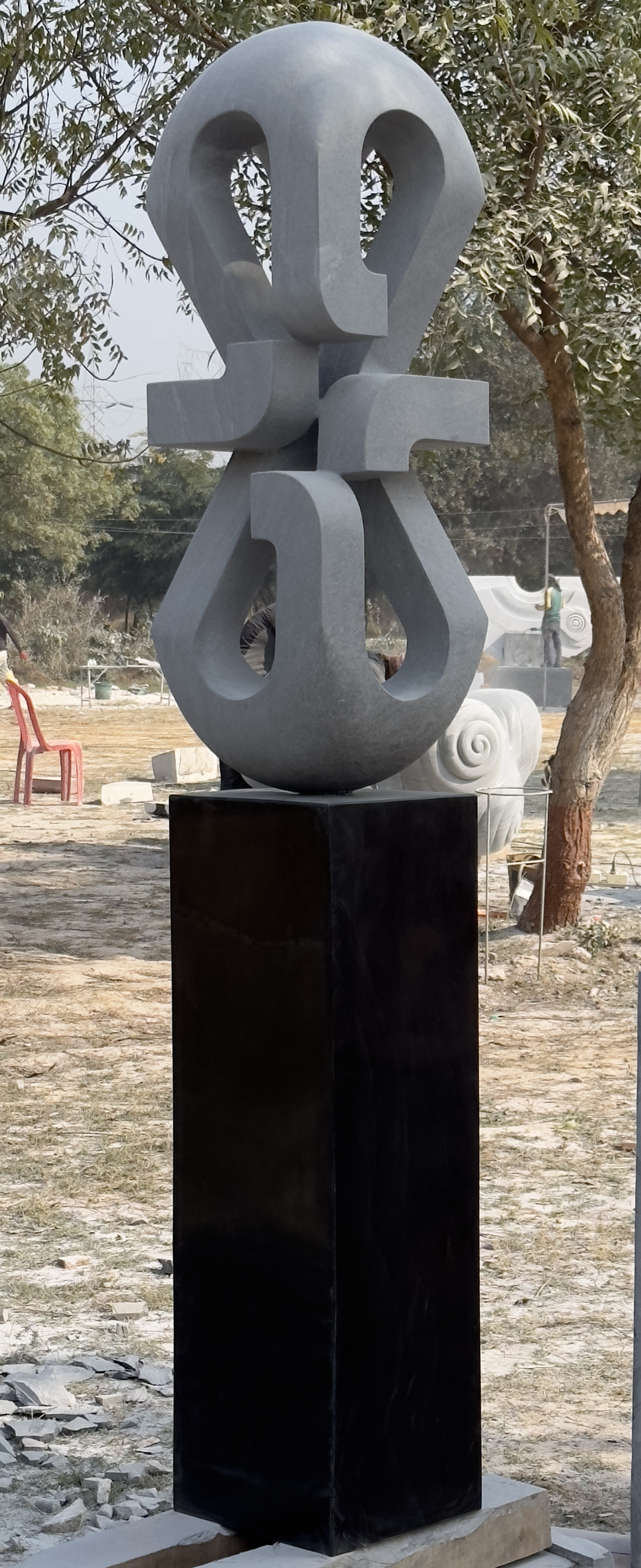
“Звільнення IV”, 2023, чорний індійський мармур, 179x29x29 см, приватна колекція Рами Шанкара Сінгха, голови університету ITM, Гваліор, Індія
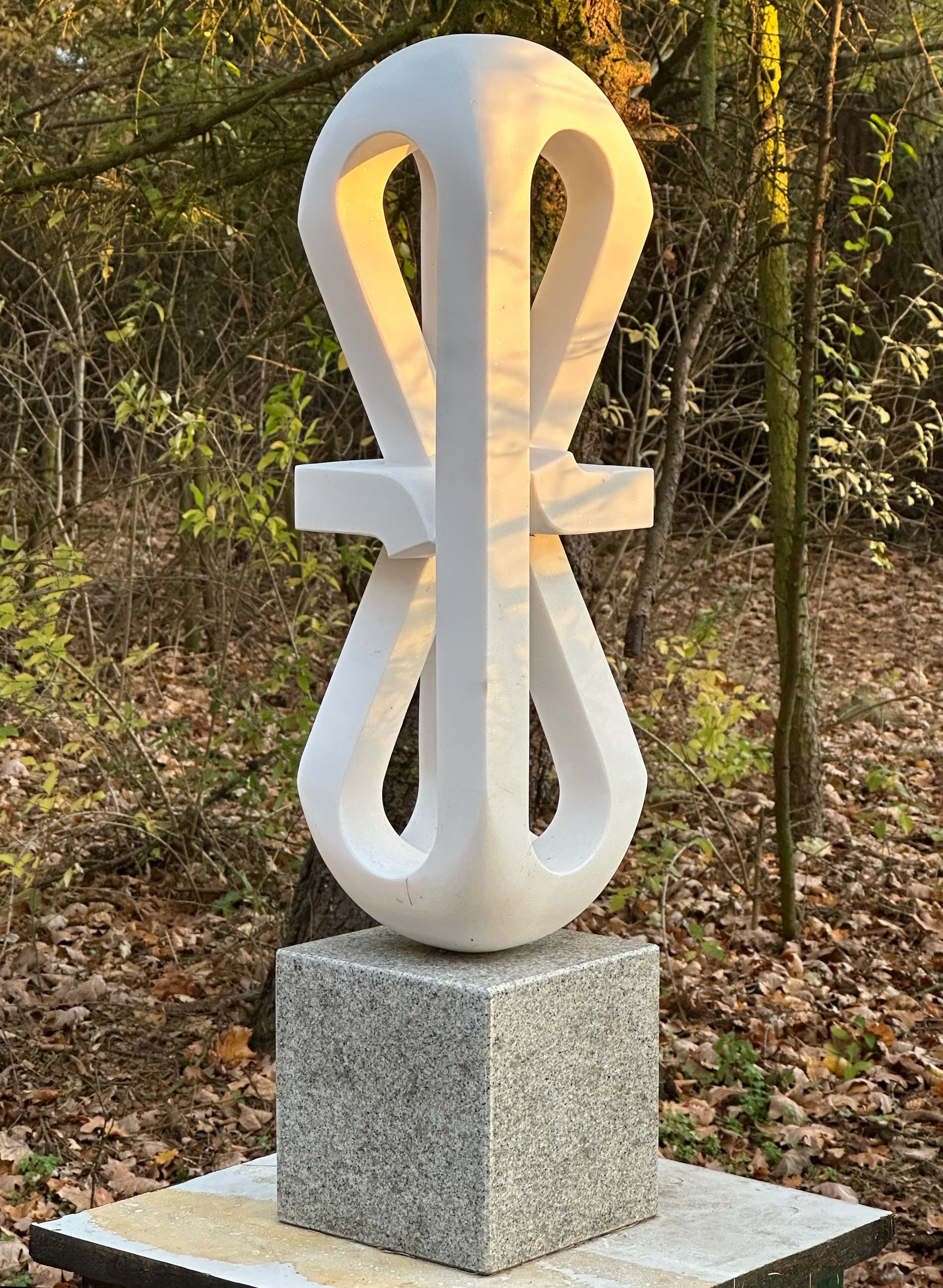
"Звільнення II" 2023, македонський мармур, граніт, 78х18х18 см, Слопськ, Польща
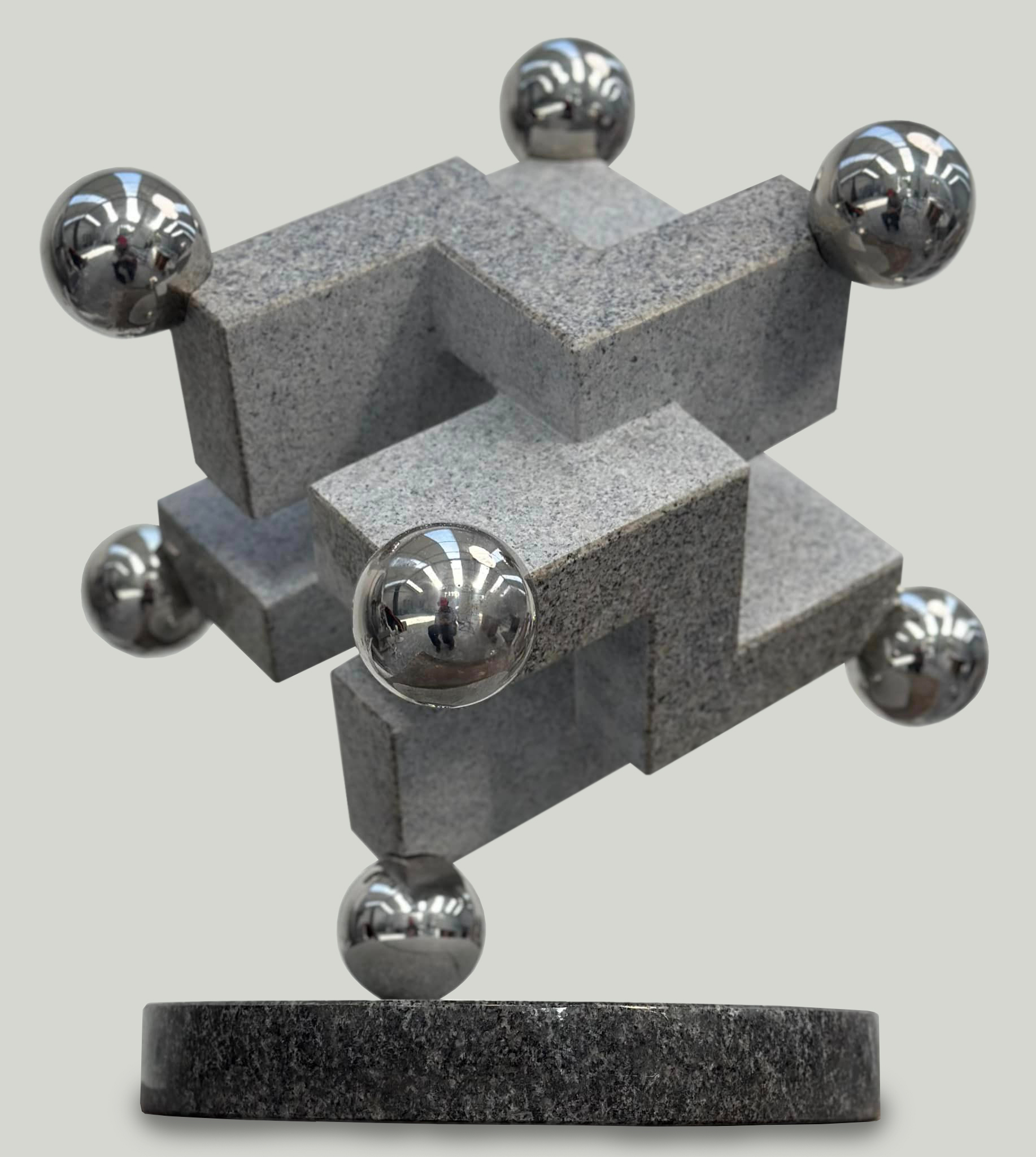
“Молекула пам’яті” 2023, граніт, метал, 51х47х47 см, Слопськ, Польща
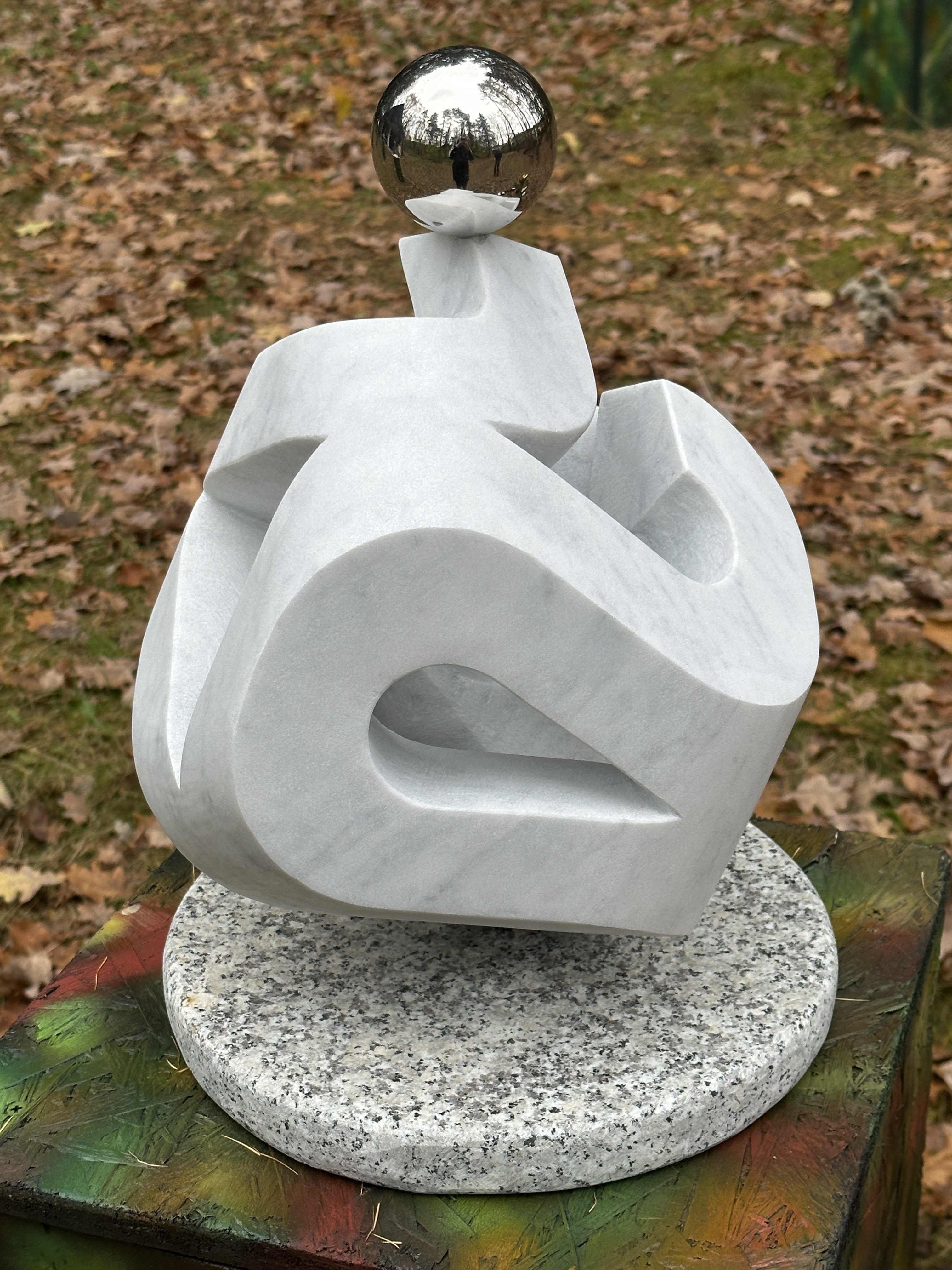
“Звільнення III” 2023, каррарський мармур, граніт, метал, 39,5х28,5х28,5 см, Слопськ, Польща
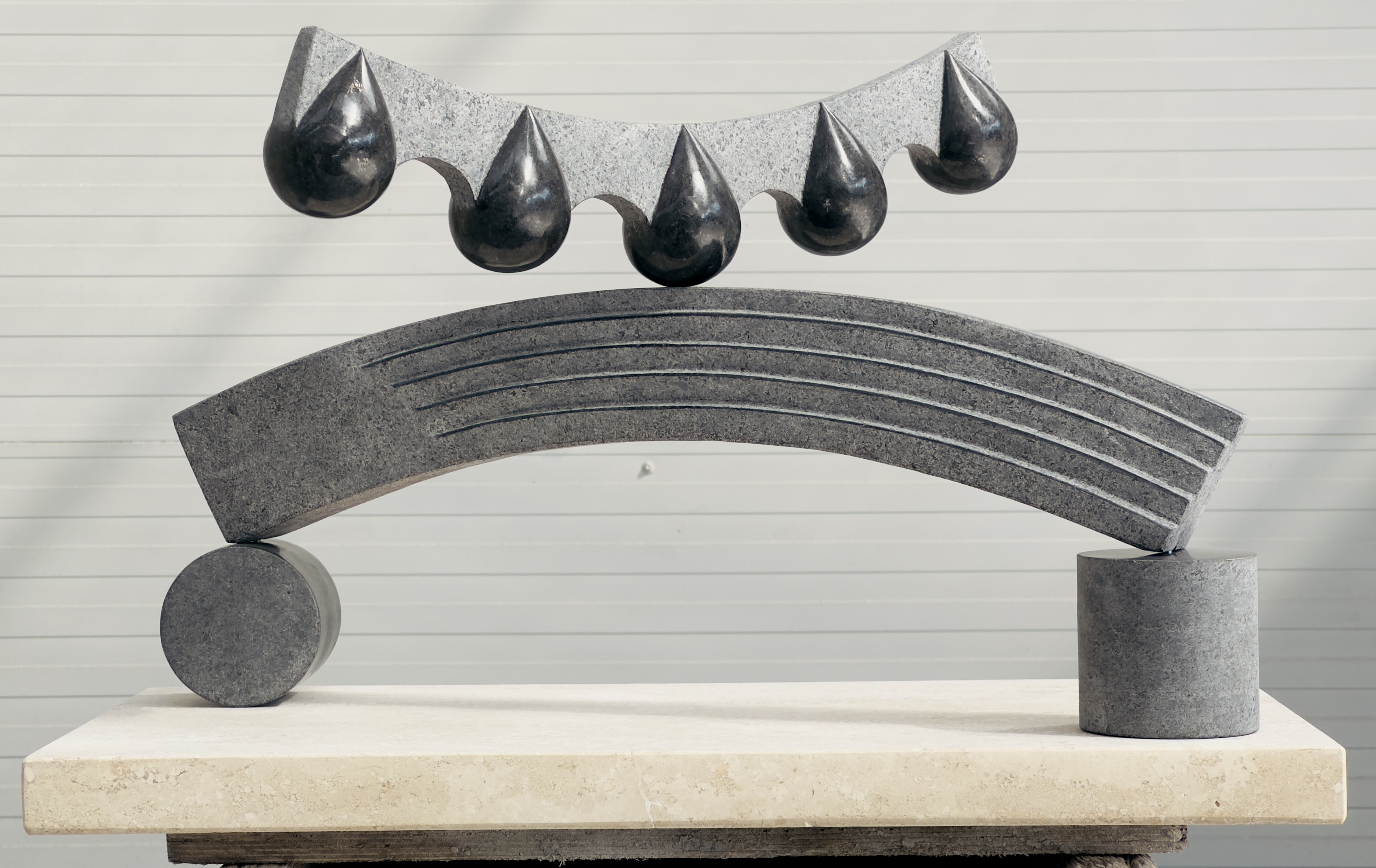
“Веселка завжди всередині шторму», 2023,  габро, вапняк, 41,5х67,5х34,5 см, Слопськ, Польща
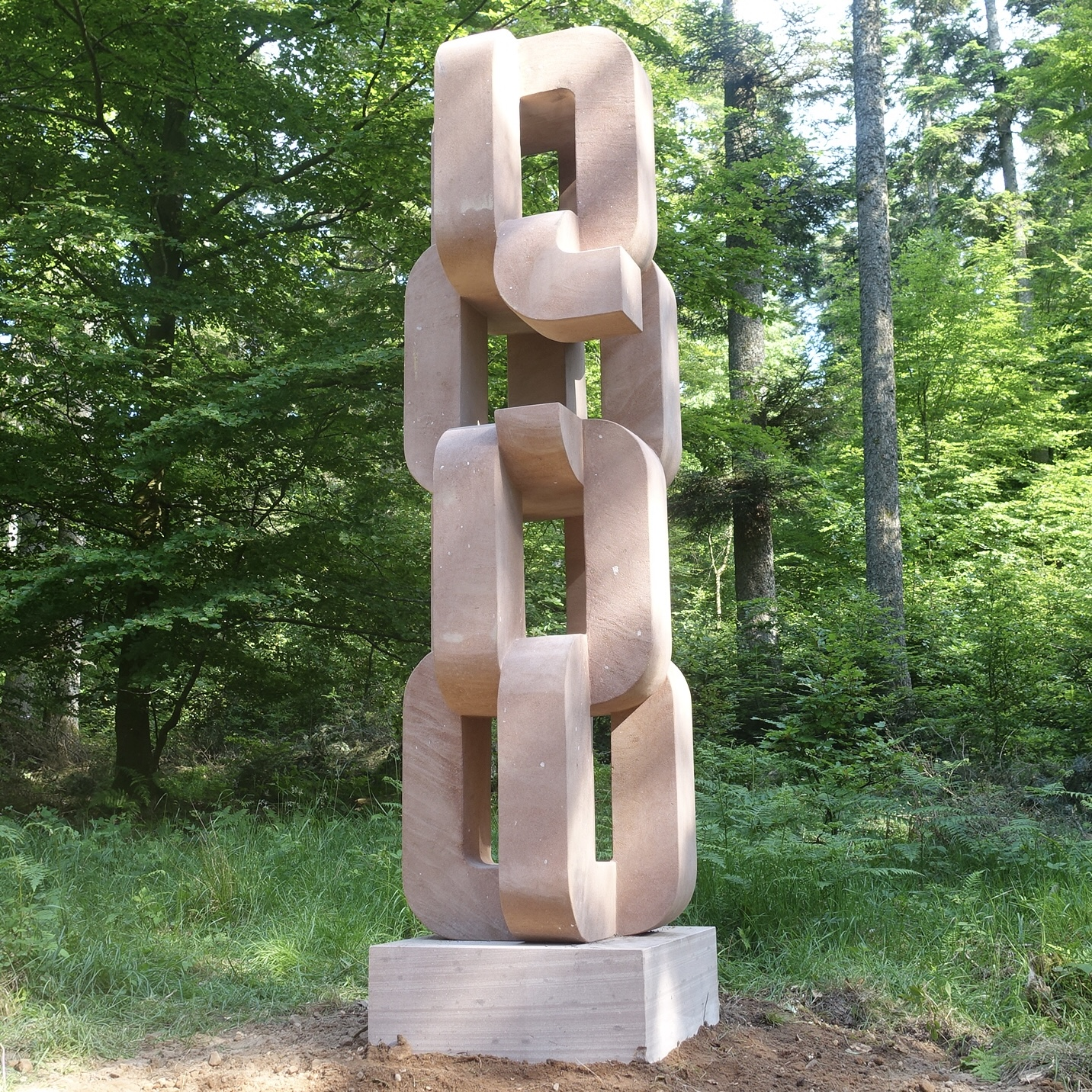
"Звільнення", 2023, пісковик, 310х80х80 см, Обераслах, Ельзас, Франція
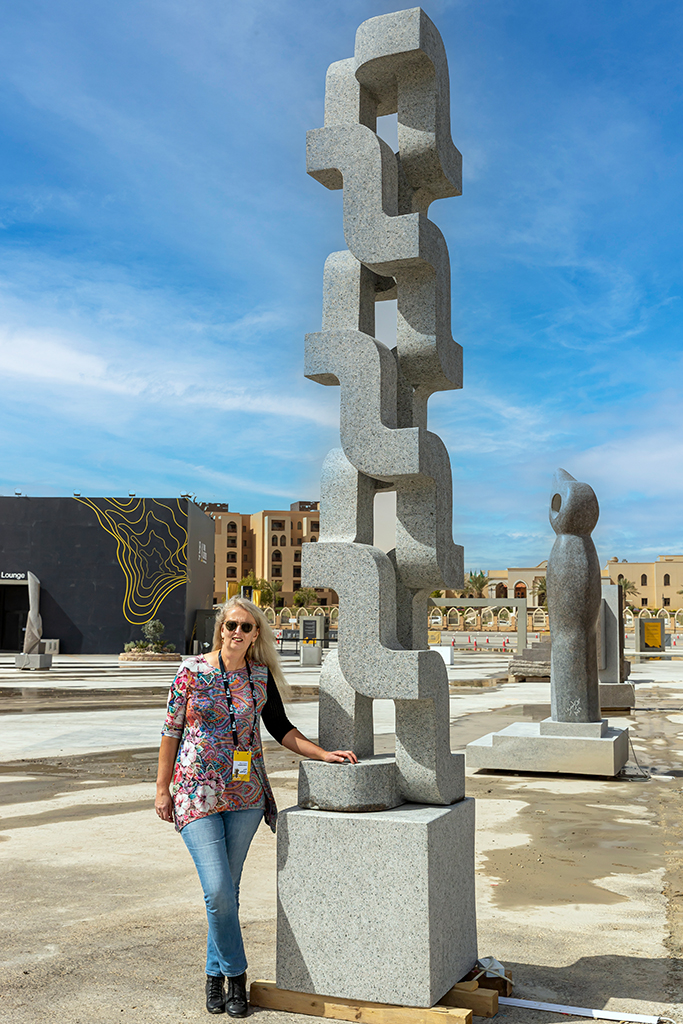
"Гармоніїя довіри", 2023, граніт, 435х70х70 см, Ер Ріяд, Саудівська Аравія
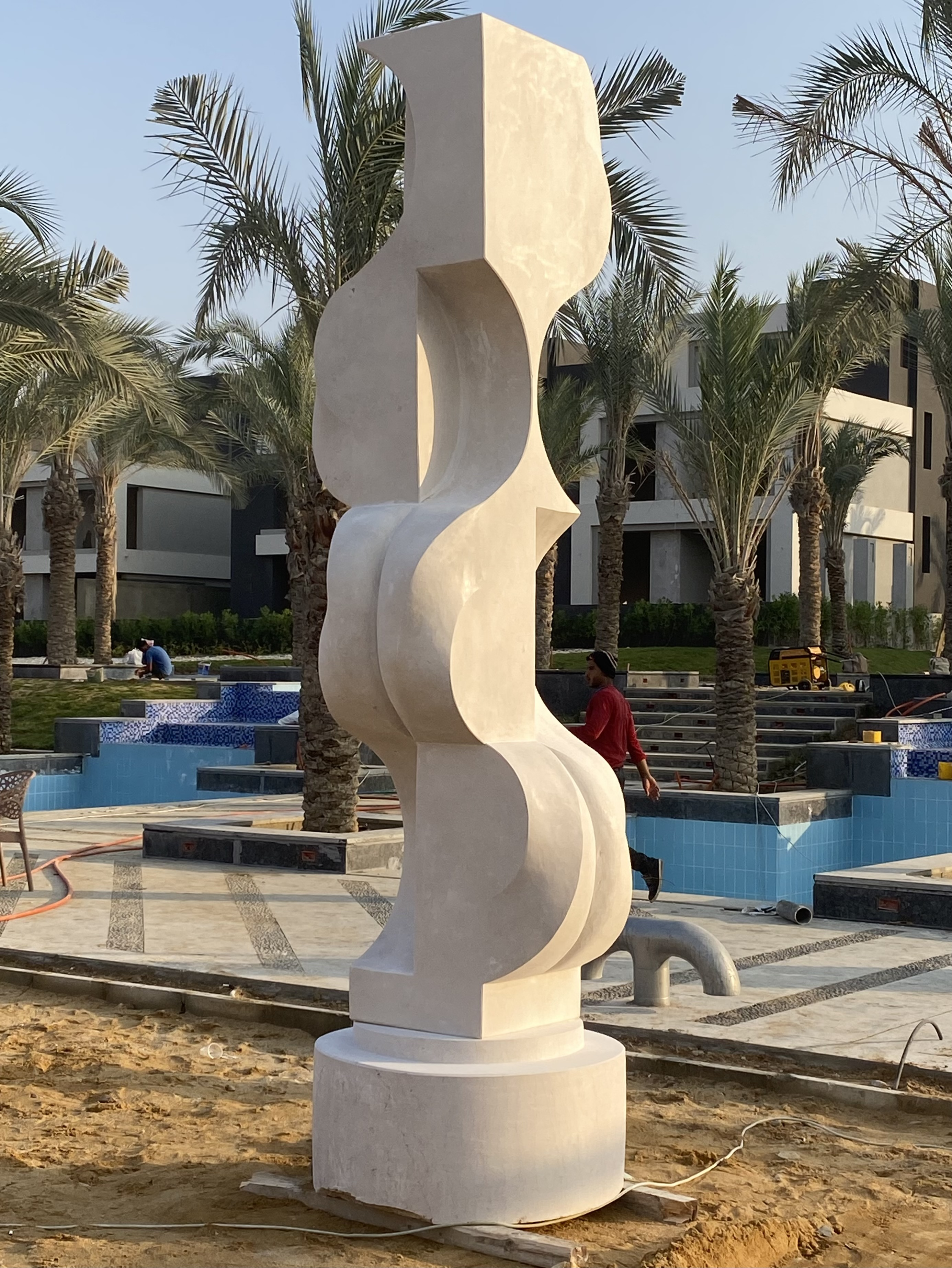
«Вогонь», 2022, мармур Galala Beige, 350х100х100 см, житловий квартал La Vista у новій адміністративній столиці Єгипту
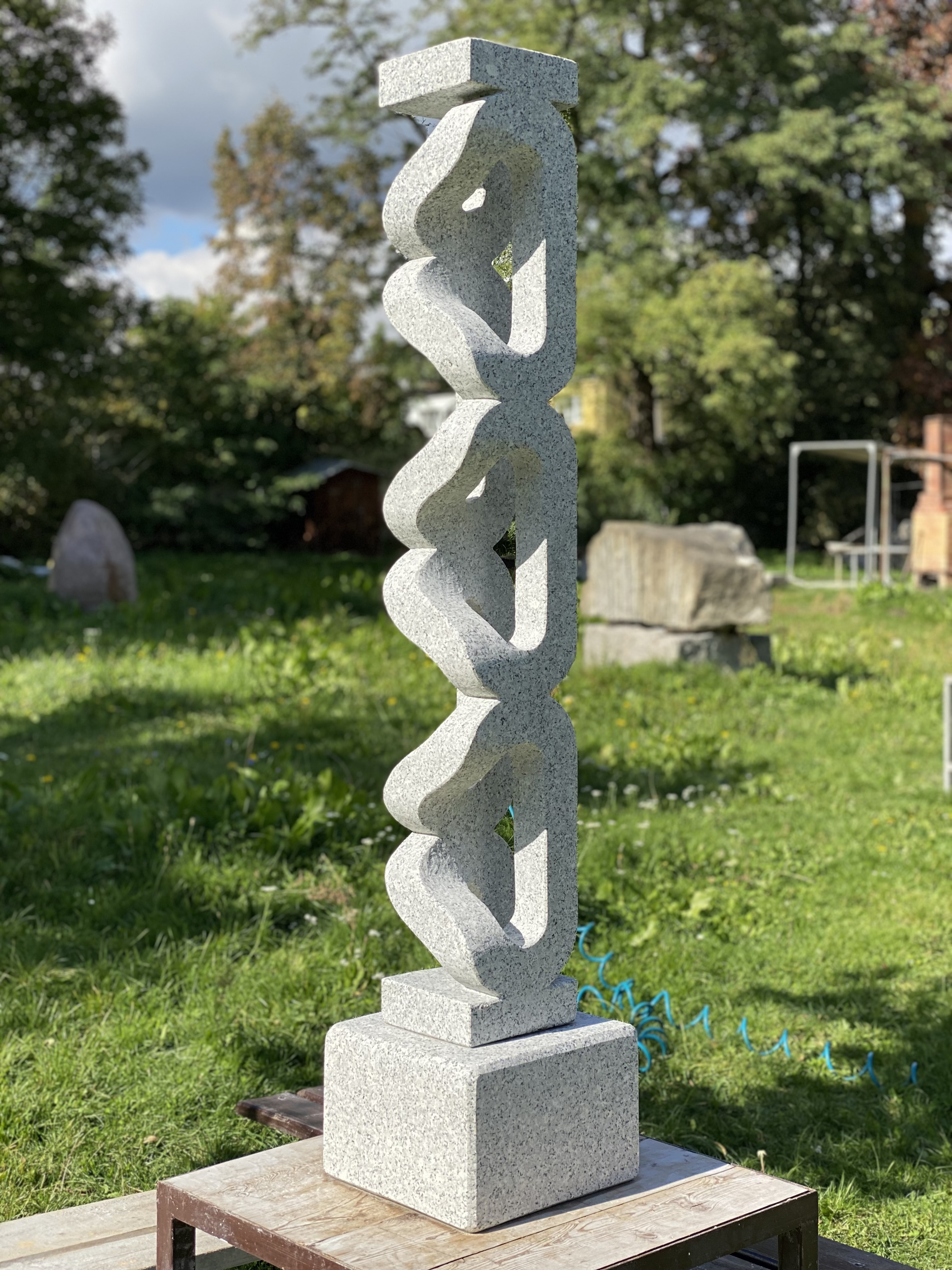
«Плетена колона», 2022, граніт, 153x32x31 cm Ороньсько, Польща
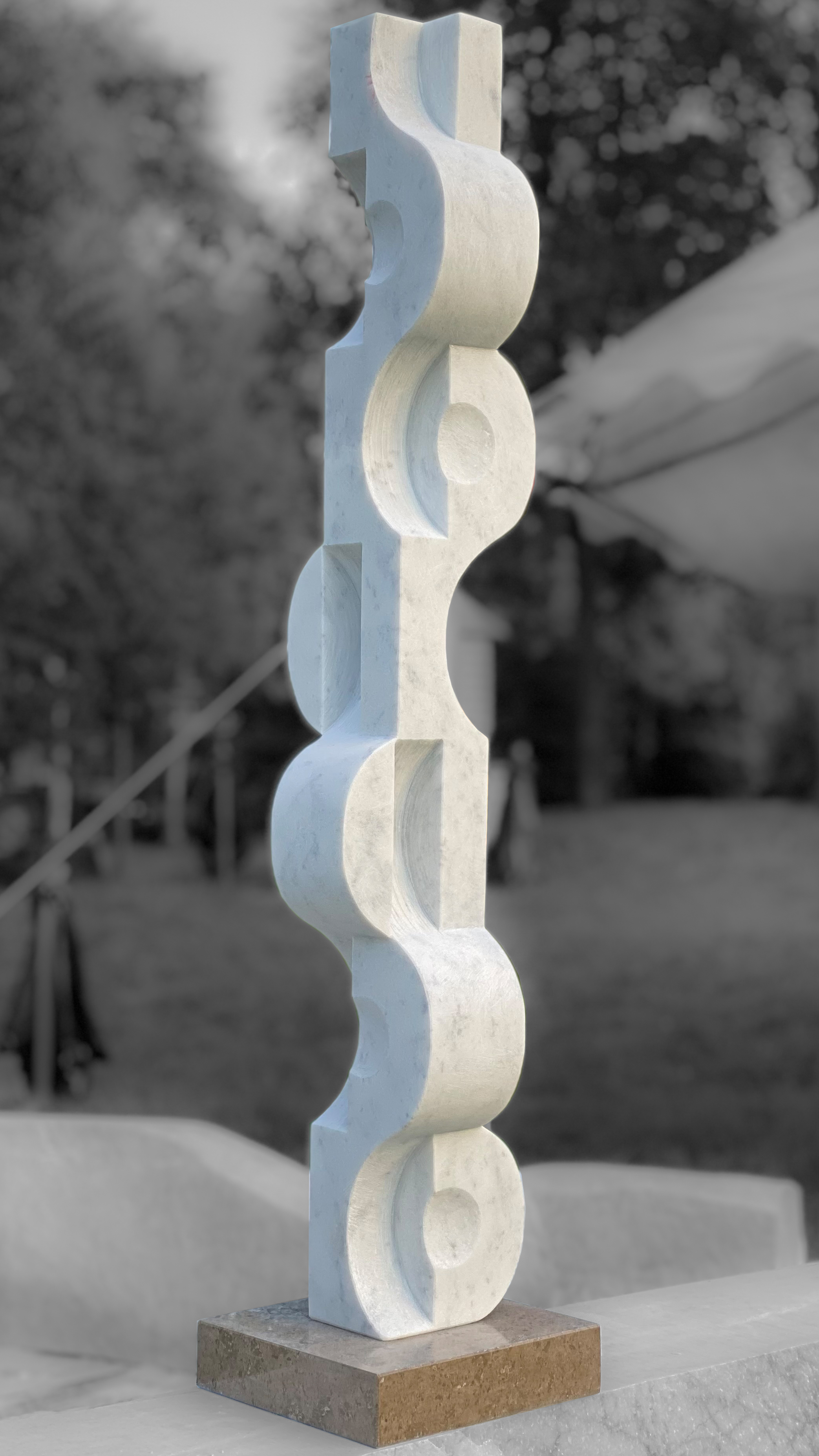
«Вертикальний рай», 2022, мармур, граніт, 84х17х17 см, власність Мачея Александровіча, Ороньсько, Польща
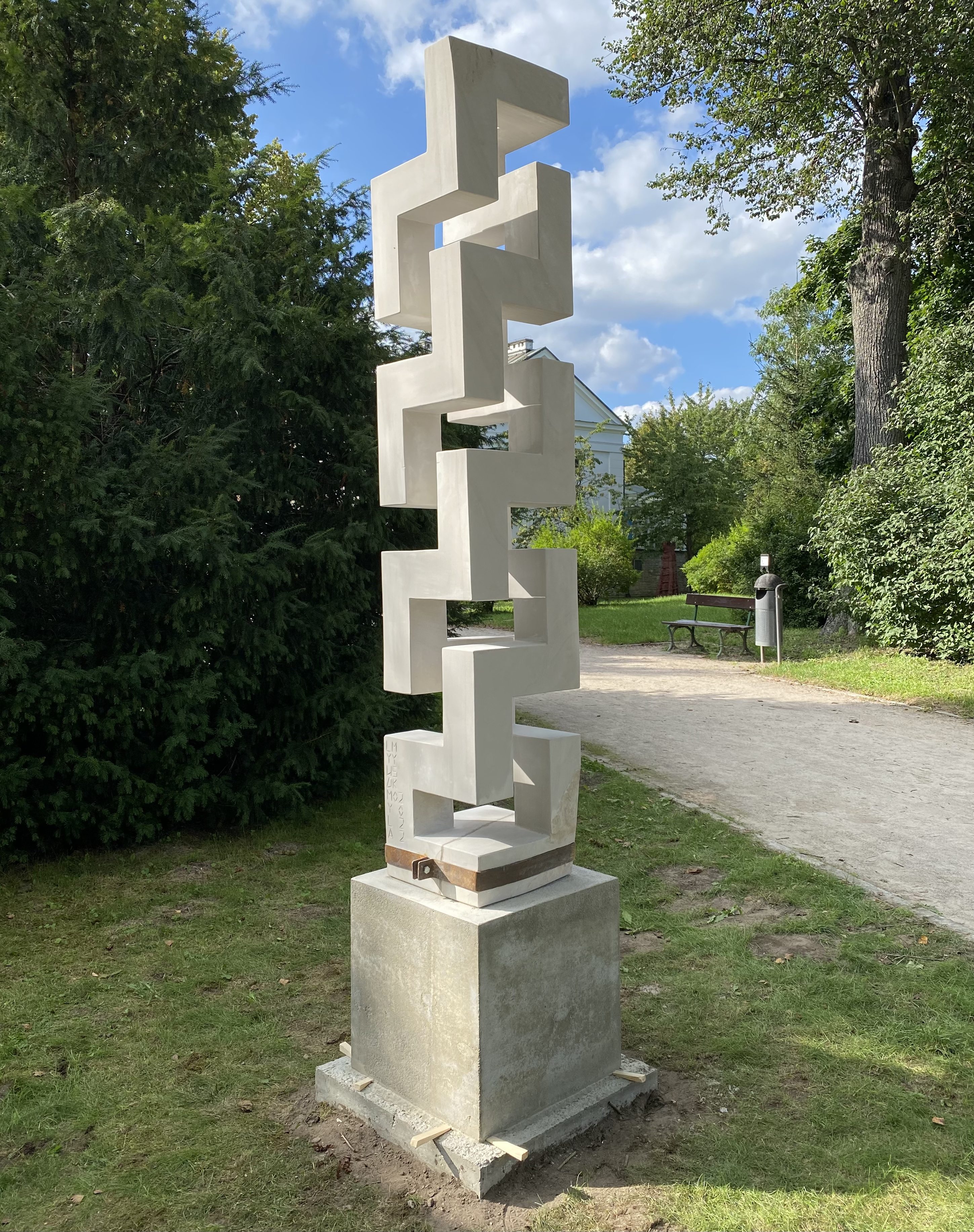
«Фрагмент сходів до Раю», 2022, пісковик, метал, цемент, 153х32х31 см, Ороньсько, Польща
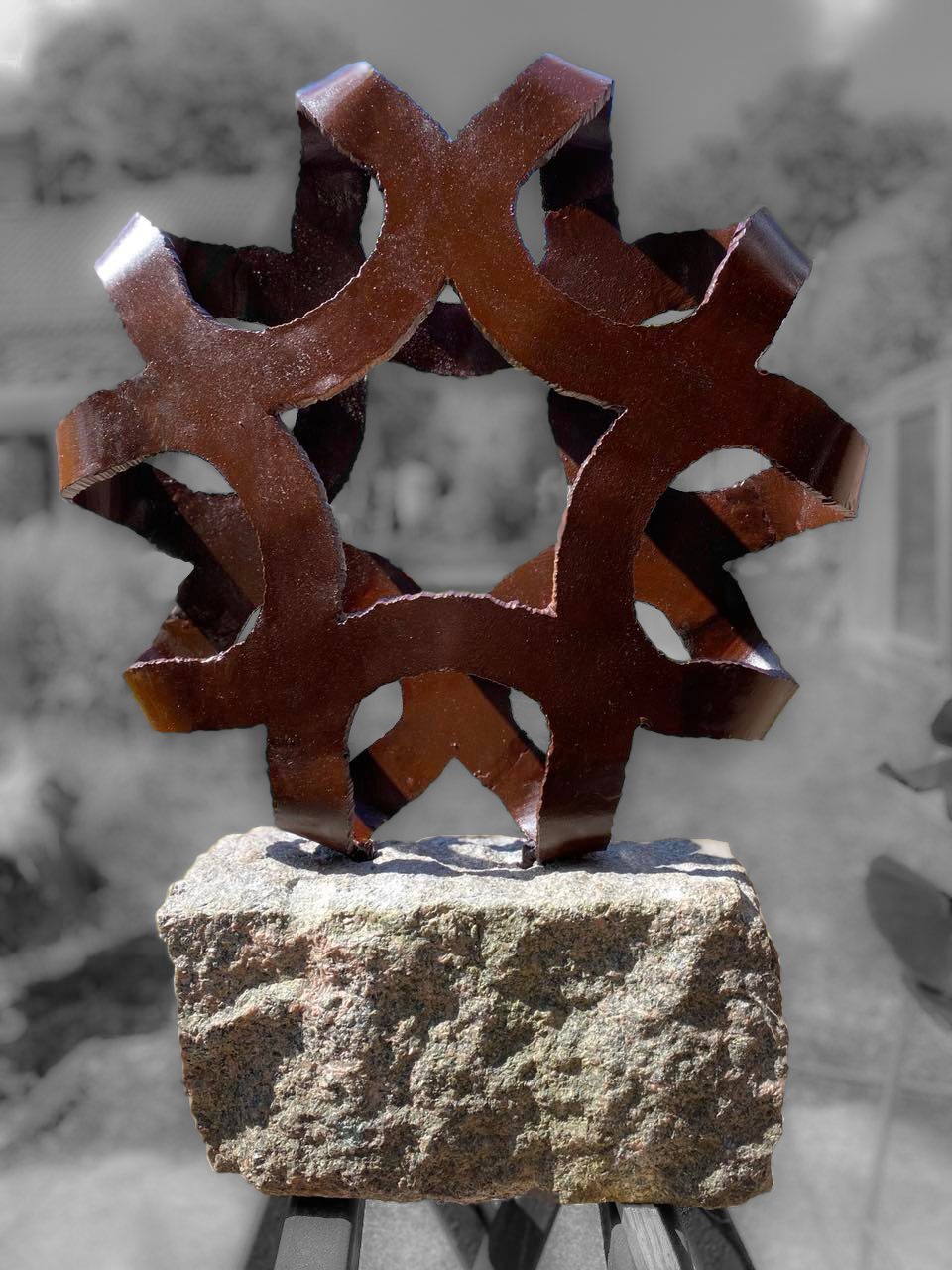
«Безкінечний рух II», 2022, метал, граніт, 82х62х20 см, Орсхьо, Швеція
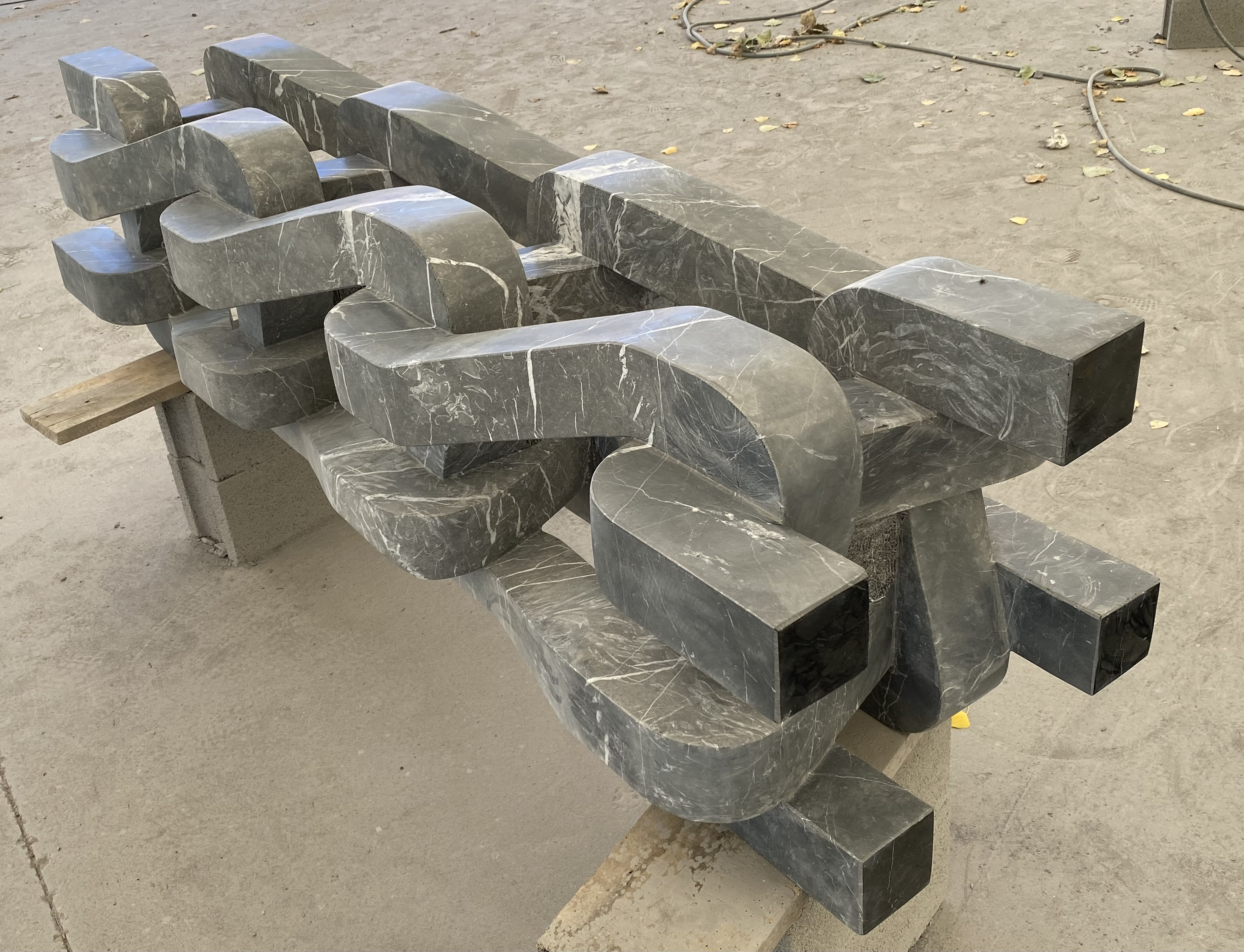
«Чорний вузол», 2022, мармур Black Marquina, 200х110х110 см, Алмазан, Іспанія
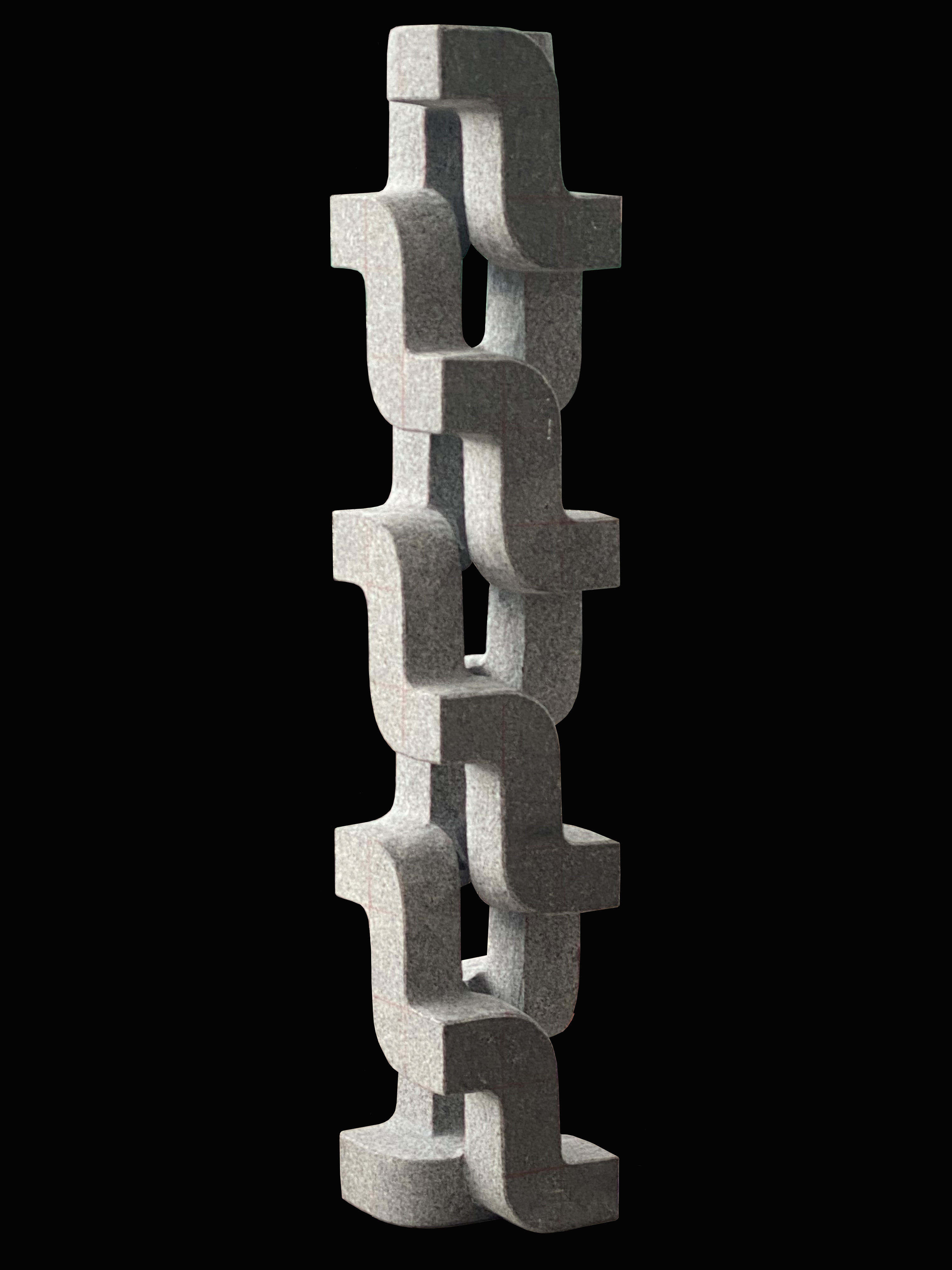
"24 лютого 2022 року", габро, власність автора, Київ
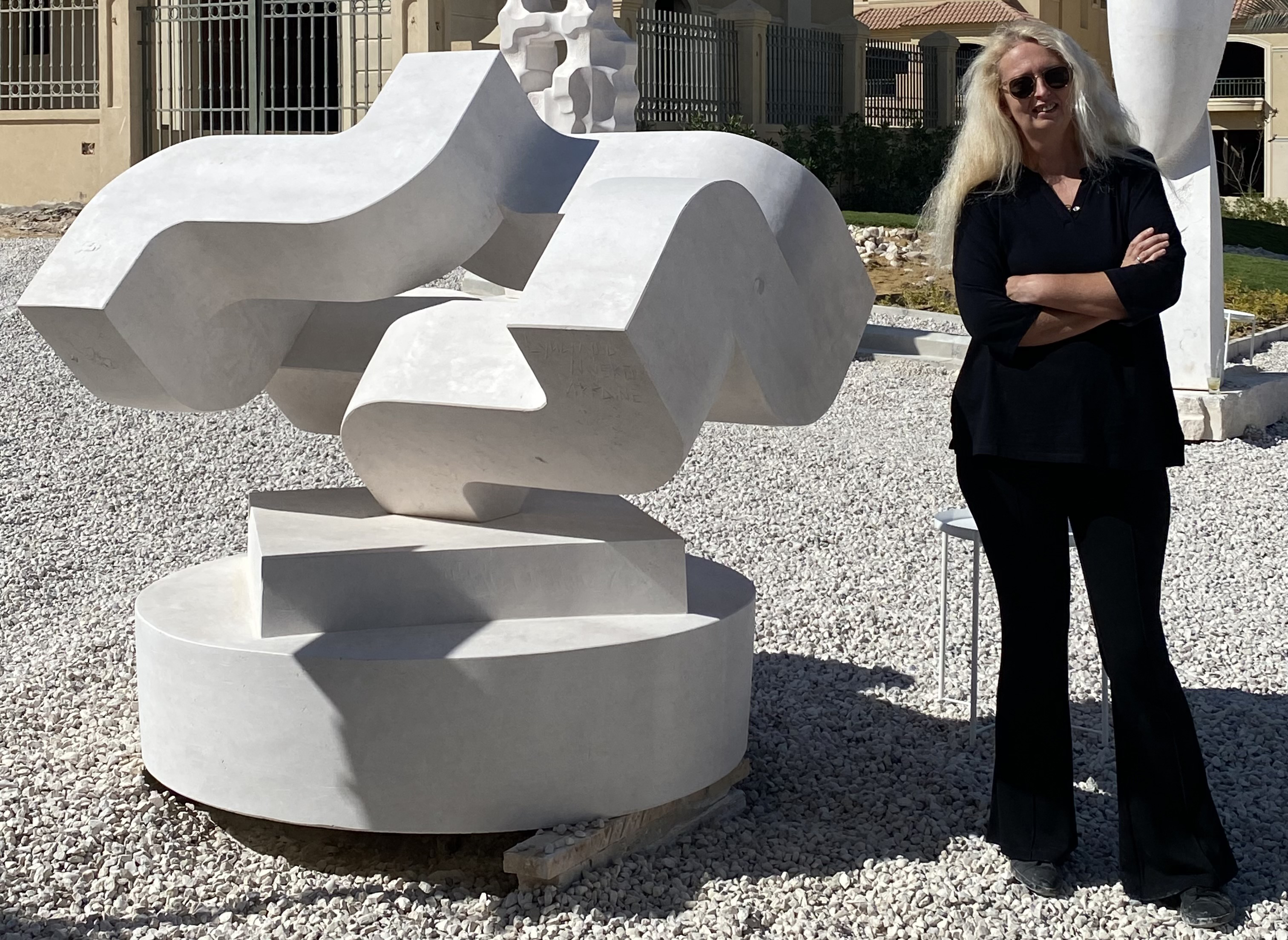
«Магнітний конструктор», 2021, мармур Galala Beige, 155х160х140 см, житловий квартал La Vista у новій адміністративній столиці Єгипту
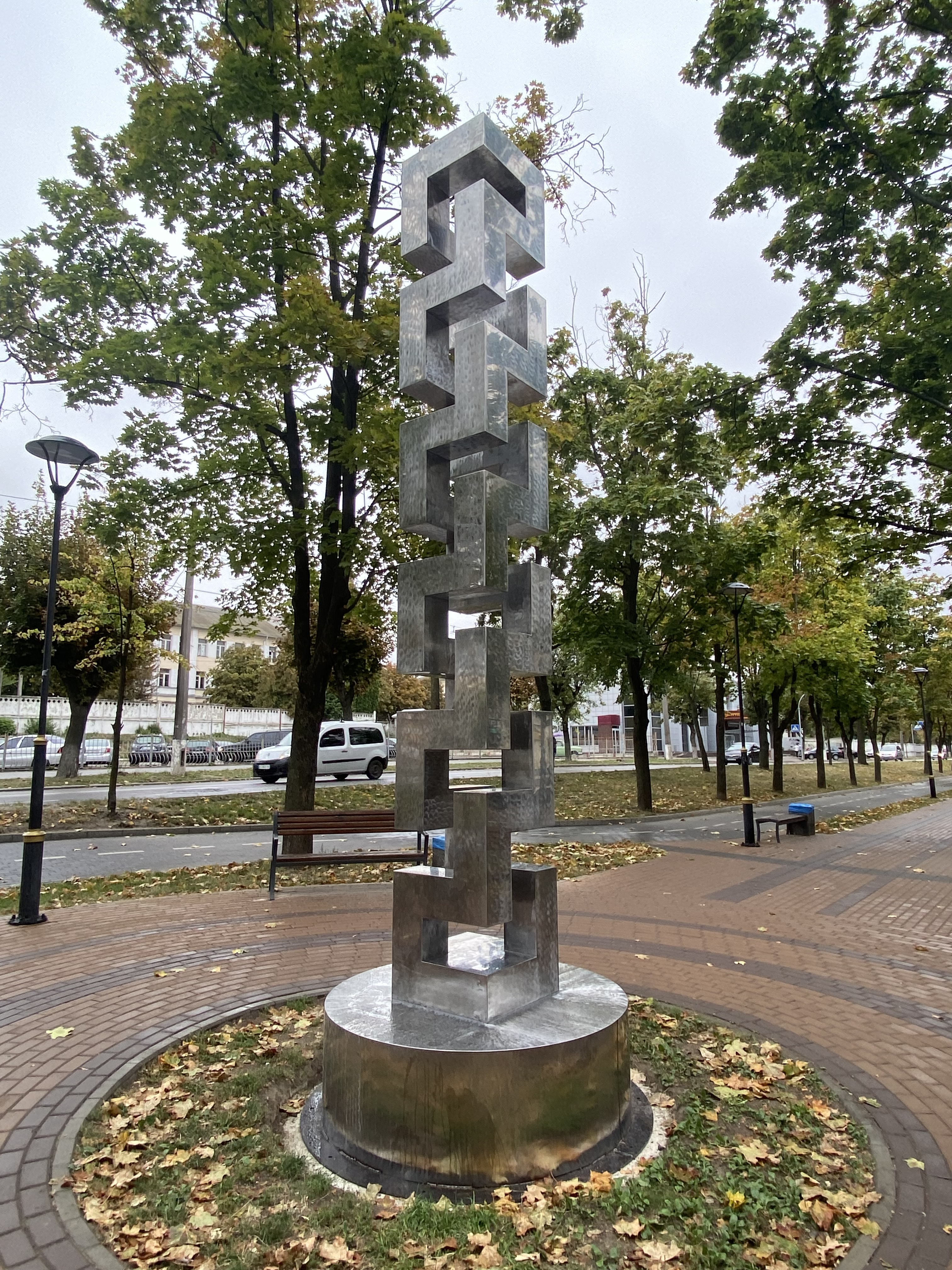
«Сходи до Раю», 2021, нержавіюча сталь, 500х120х120 см, м. Біла Церква
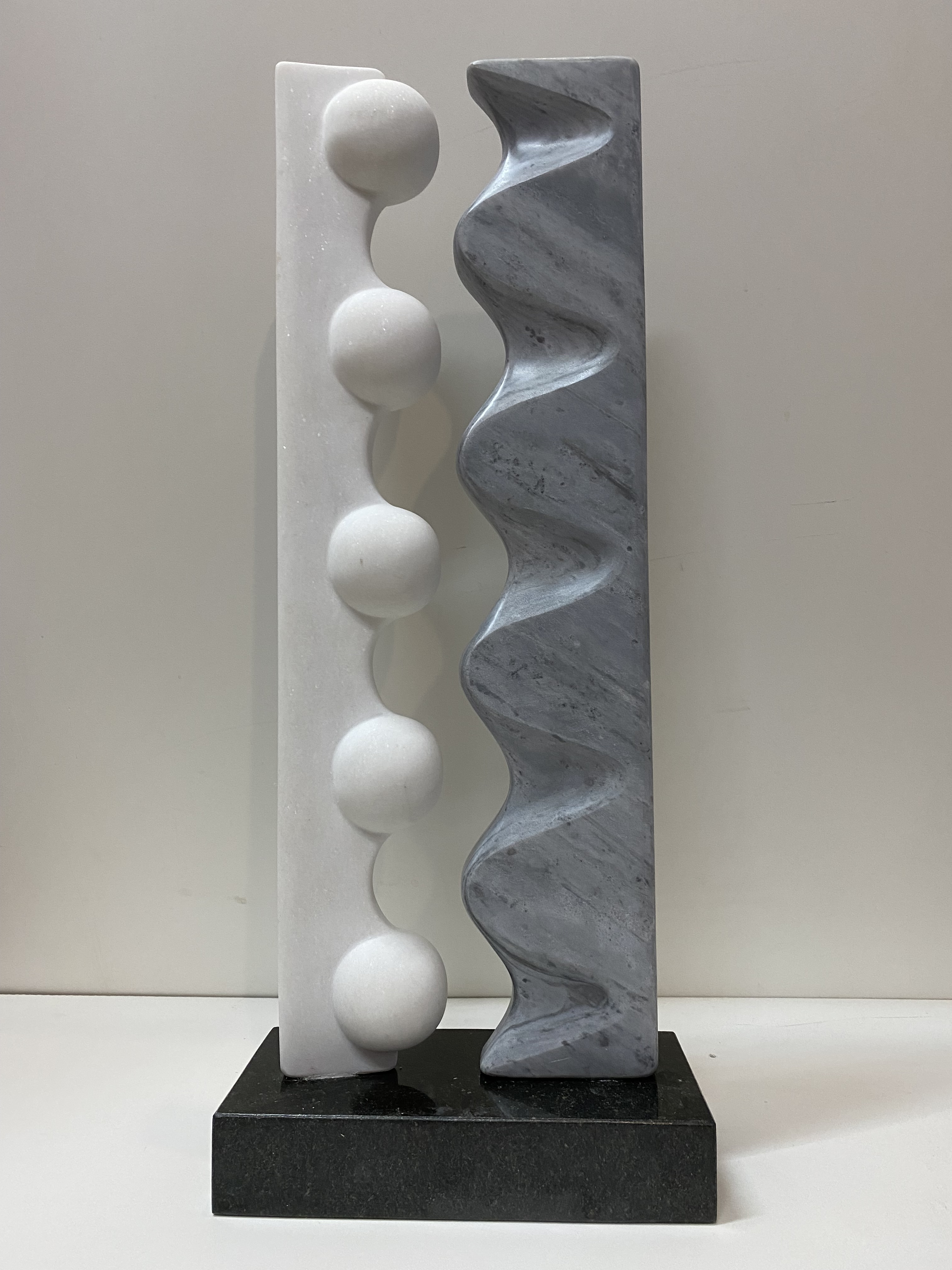
«Резонанс», 2021, сірий карарський мармур, македонський мармур, український габро, 61,5х25х12 см, власність автора, Київ
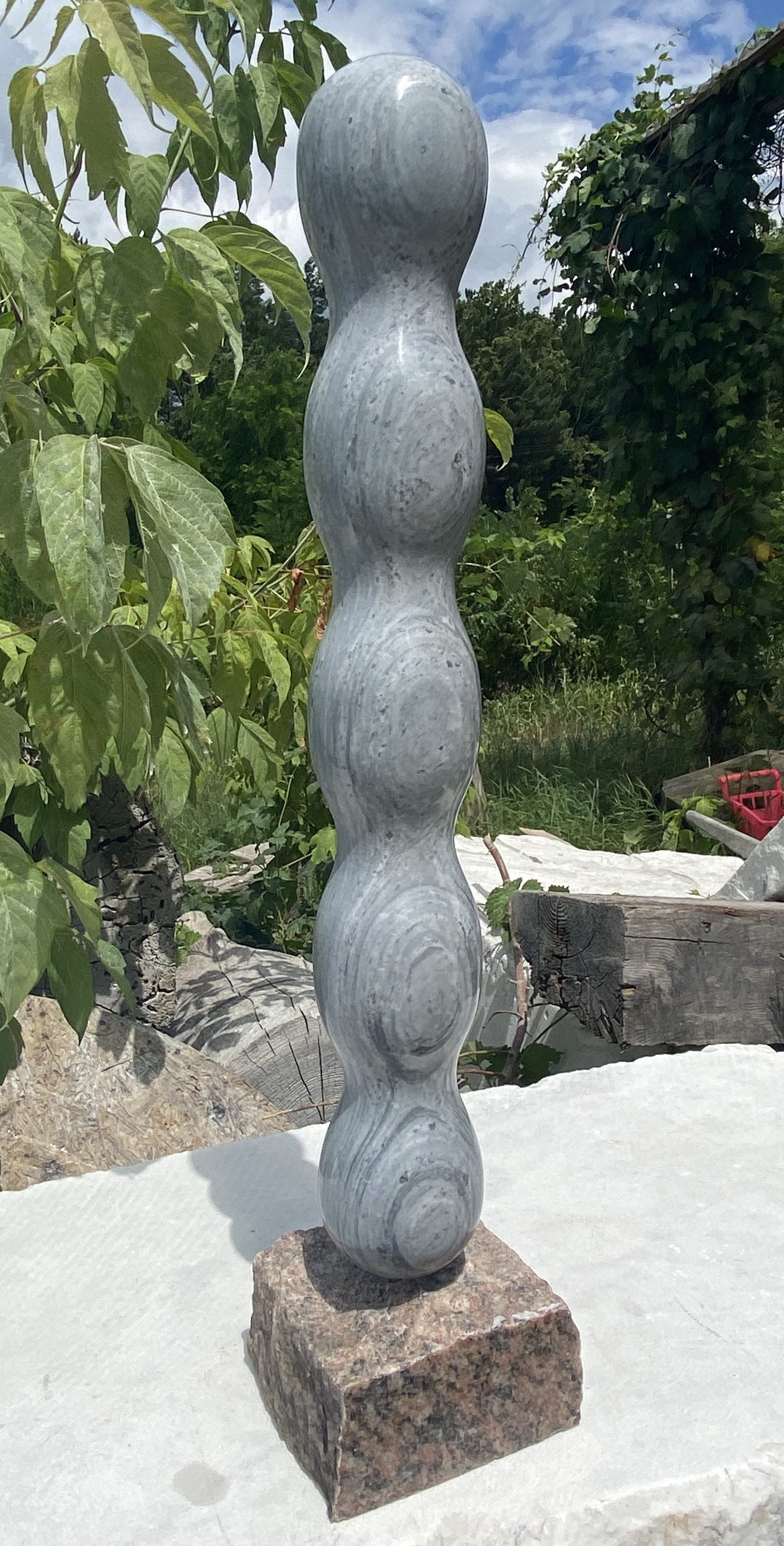
"Туманність. Парад галактик." 2021, карарський мармур, український граніт, 64х14х12 см, м.Київ
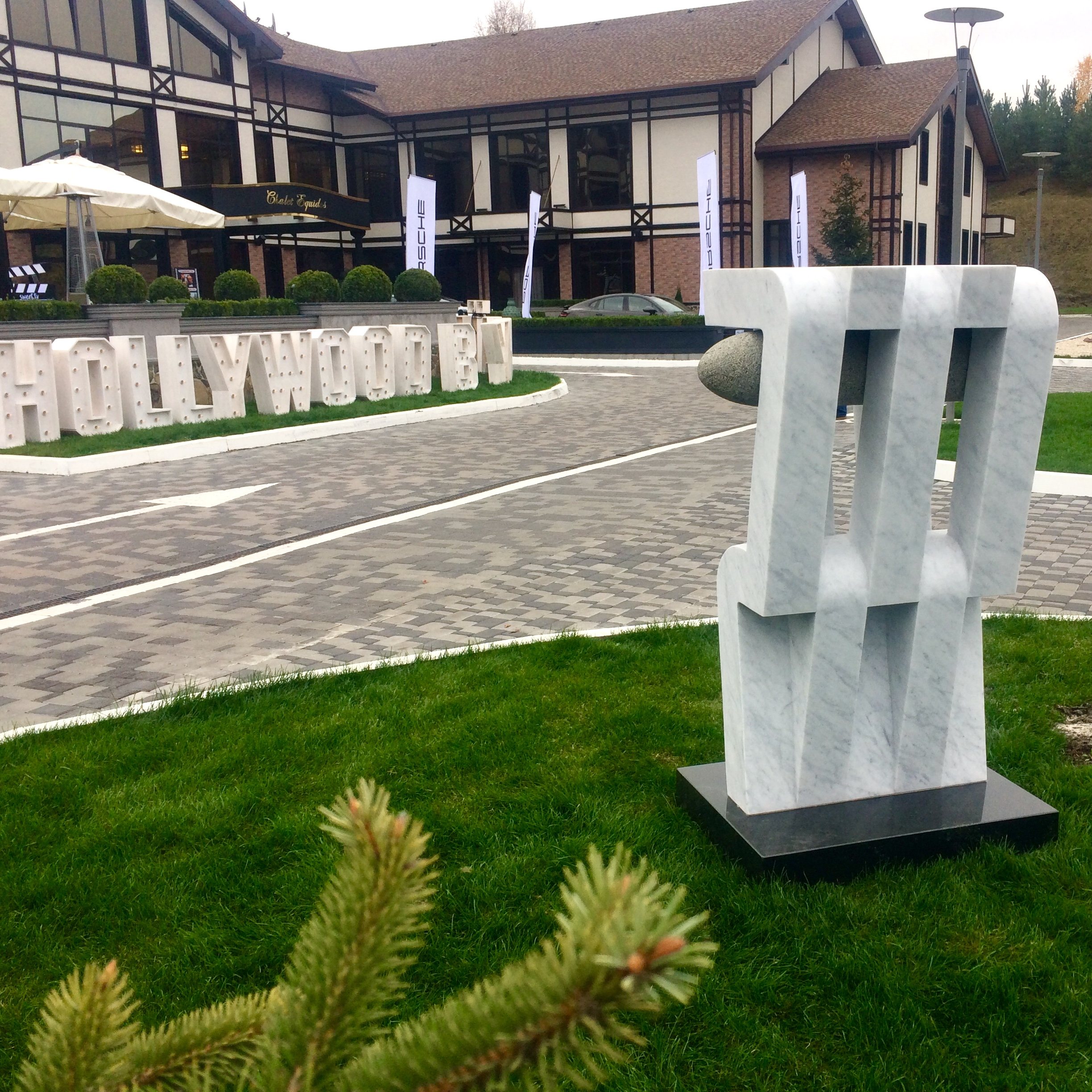
«Солідарність», 2020, карарський мармур, габро, 160х100х60см, м.Київ
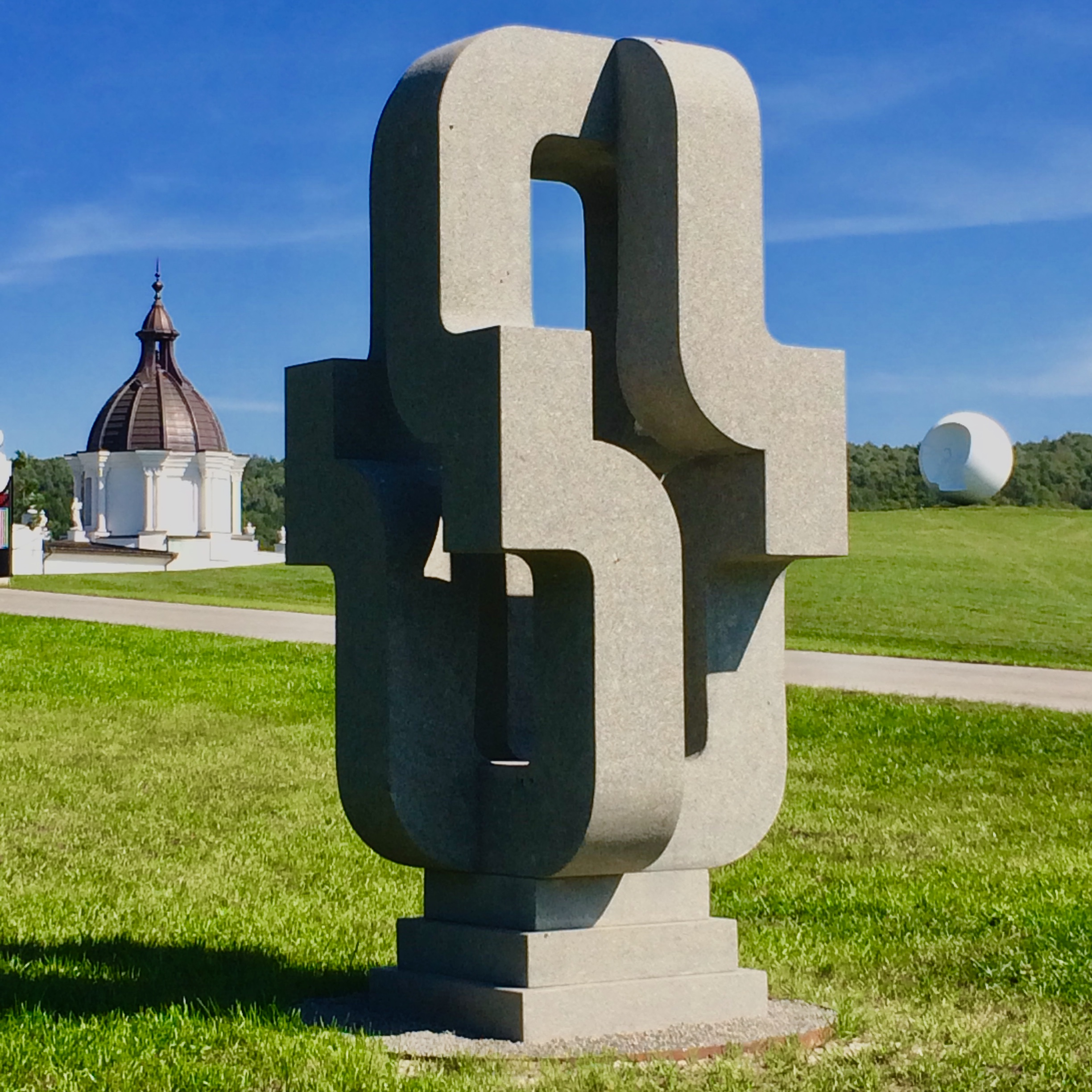
«Магнітний конструктор 5», 2020, габро, 236х100х100 см, парк 3020, Едем резорт, Стрілки, Львівська область
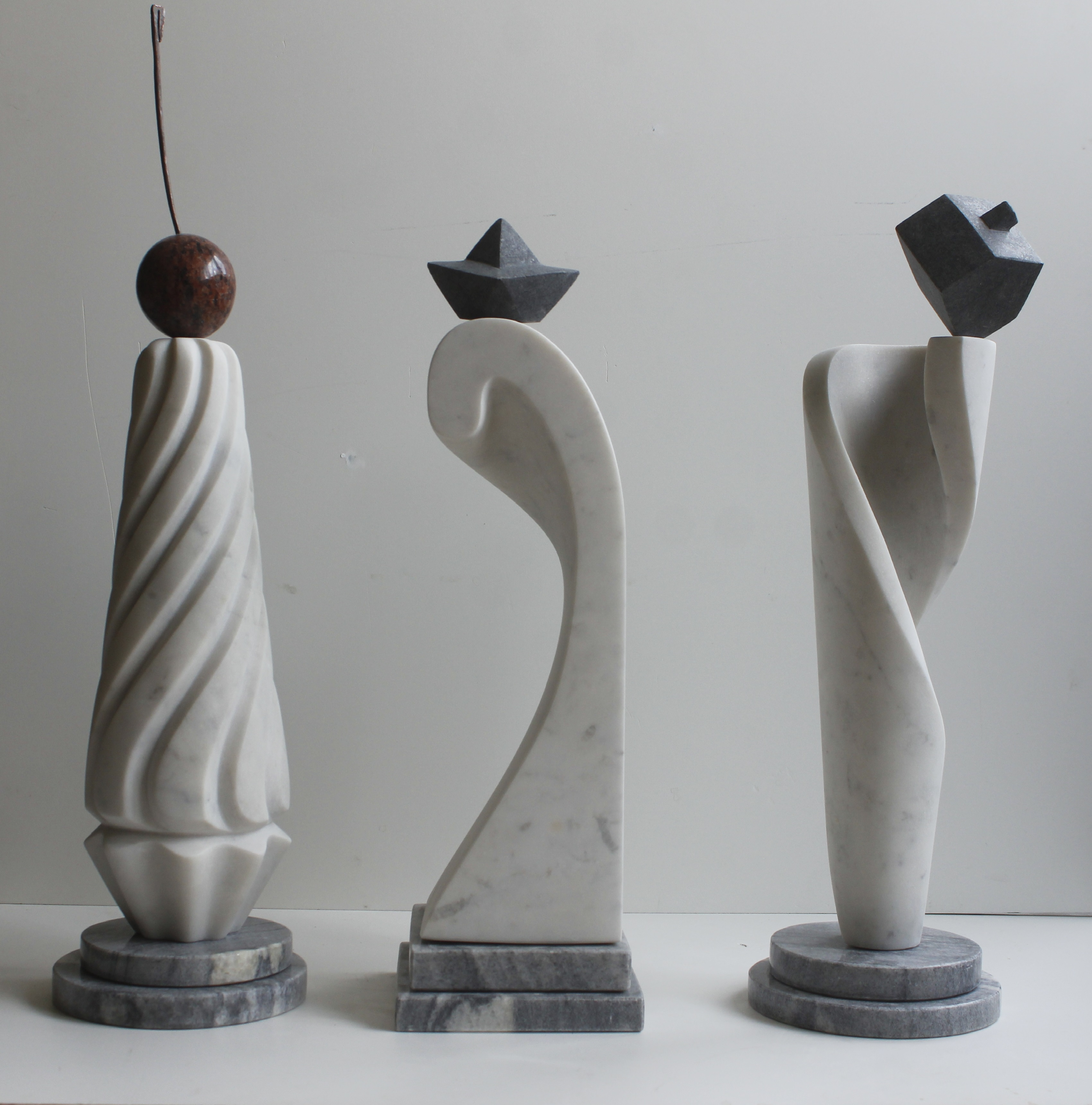
«Вишенька», 2020, мармур, граніт, мідь, висота – 58 см, діаметр – 15 см, власність автора. «Торнадо», 2020, мармур, габро, висота – 47 см, діаметр – 15,5 см, власність автора. «Цунамі», 2020, мармур, габро, 45,5х14х14 см, власність автора.
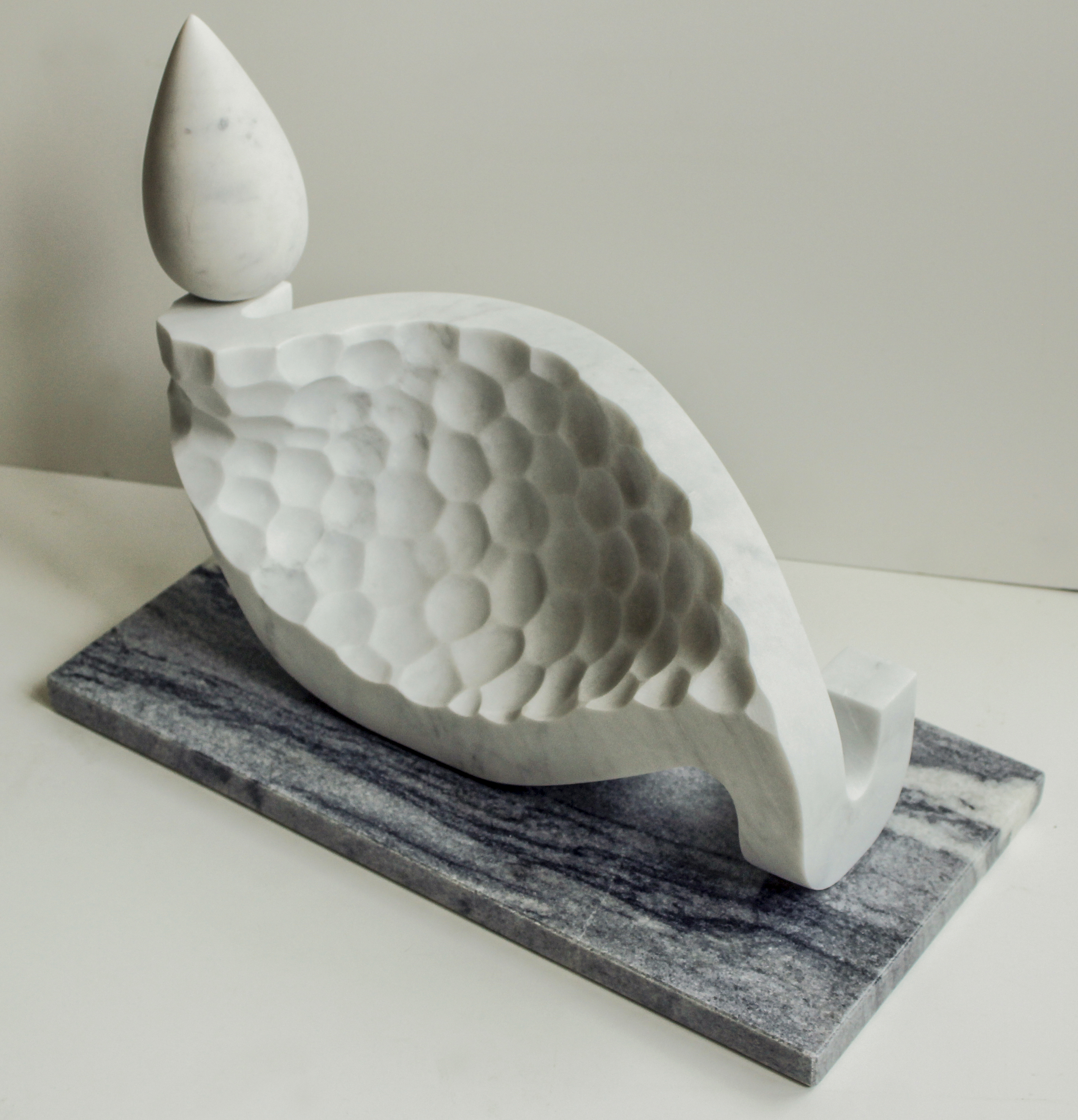
"Перша крапля дощу", 2020, мармур, 32x40x20.5 см, м.Київ
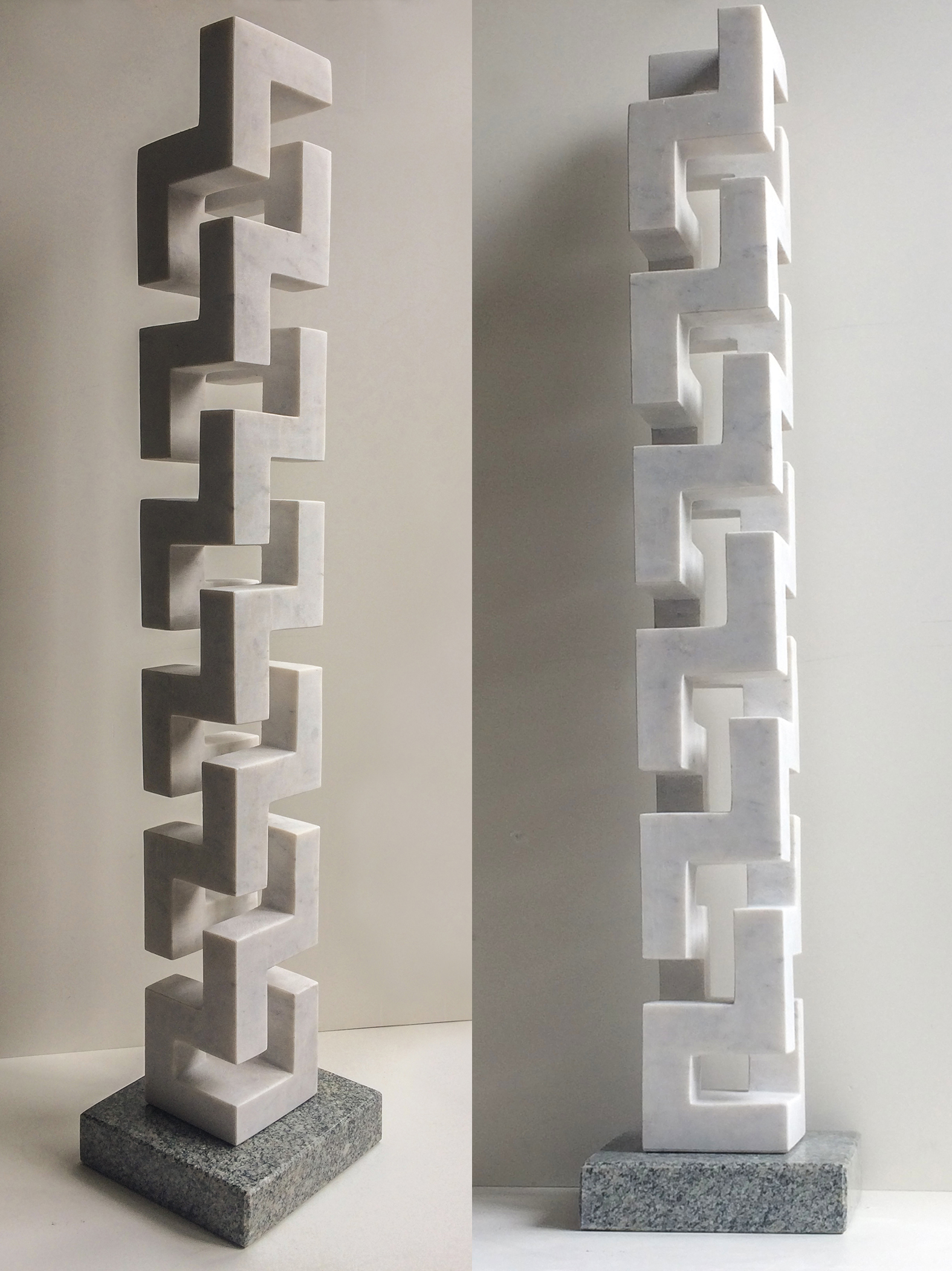
«Сходи до неба», 2020, мармур, 105х20х20 см, продана художньою галереєю Saatchi приватному американському колекціонеру, Чикаго, США
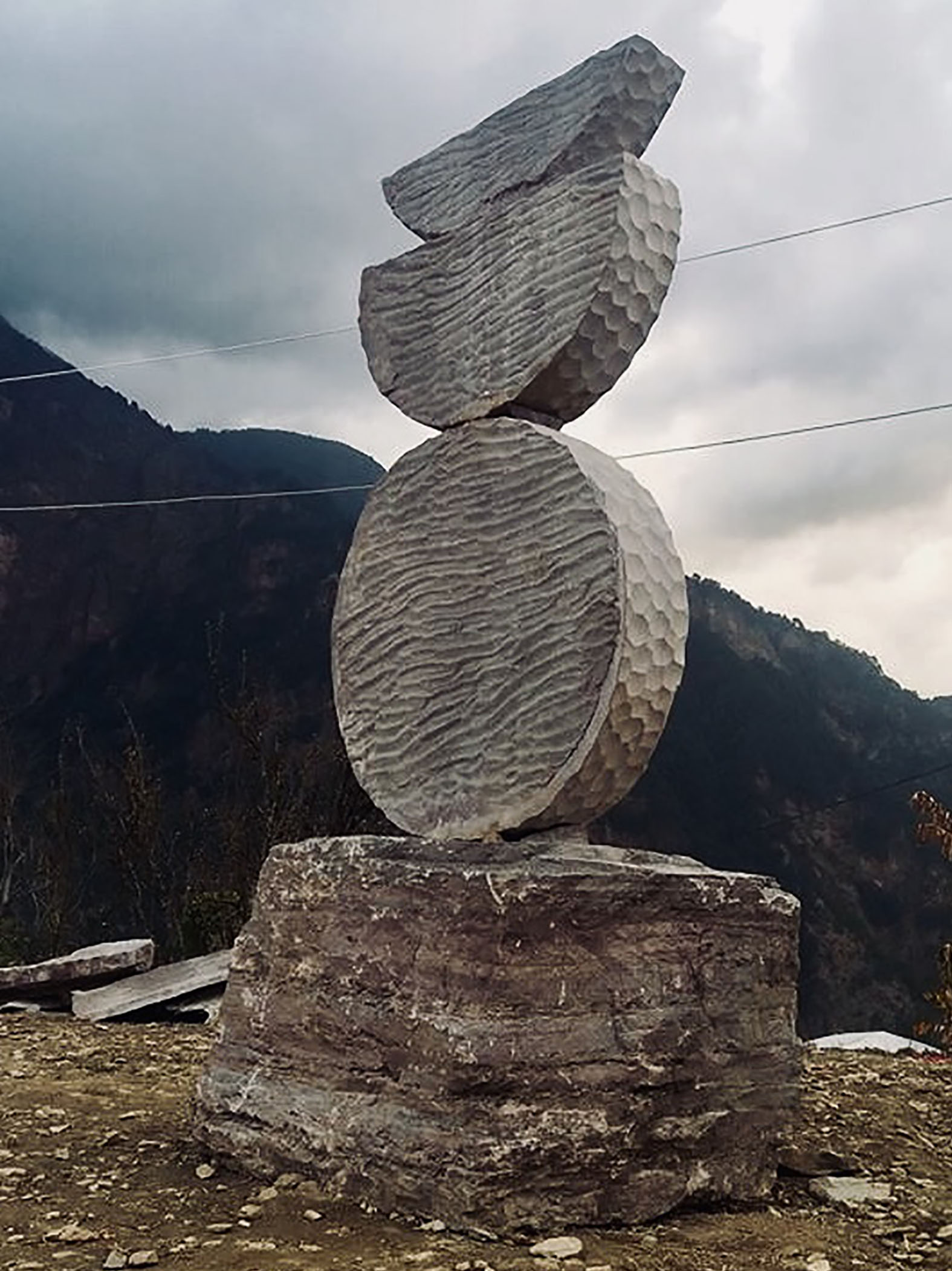
«Гімалайський місяць», 2020, пісковик, 255х130х75 см, Галькот, Непал
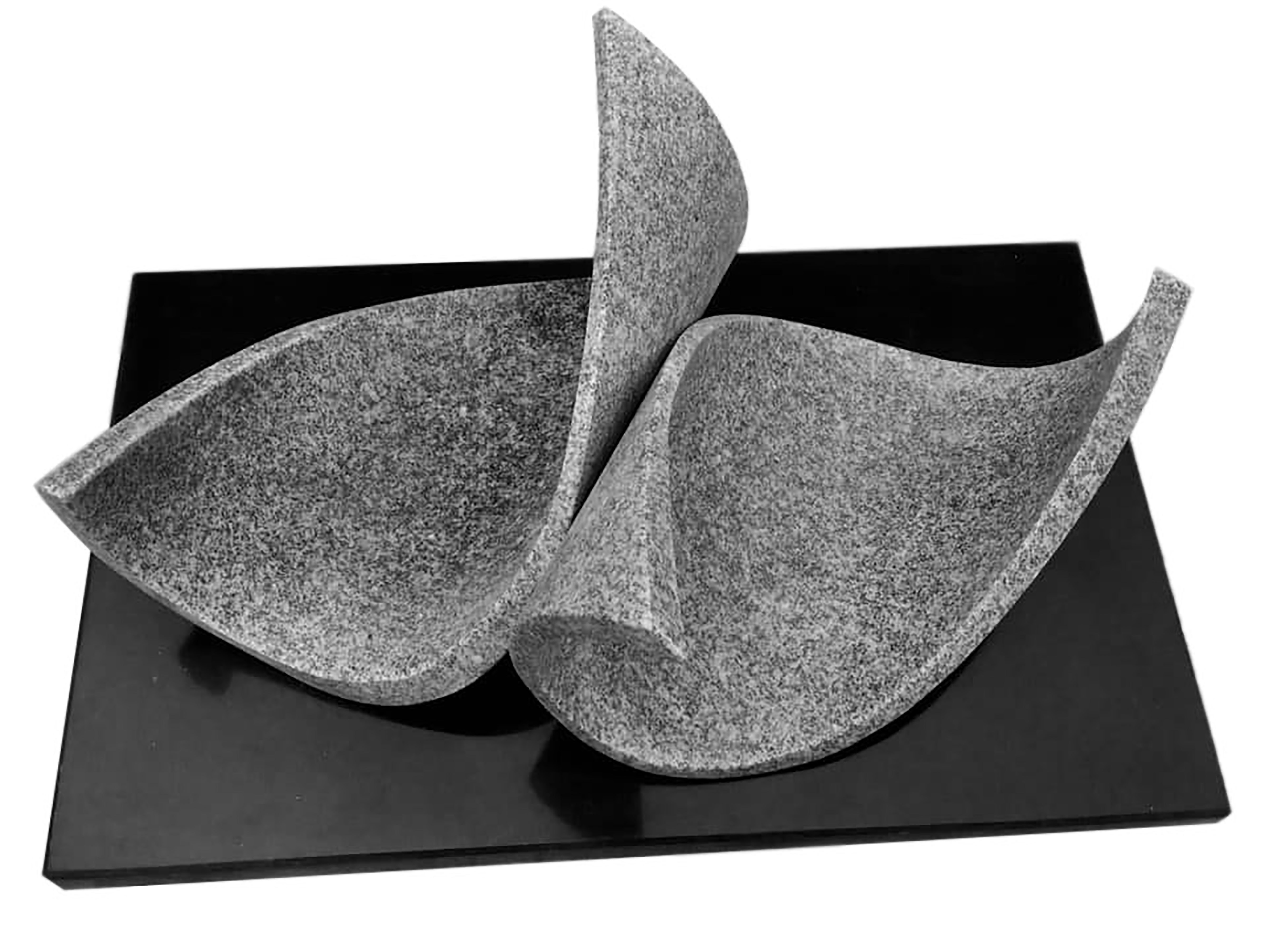
«Листопад», 2019, граніт, базальт, 25x55x33 см, Mosan Art Museum, Борийонг, Південна Корея
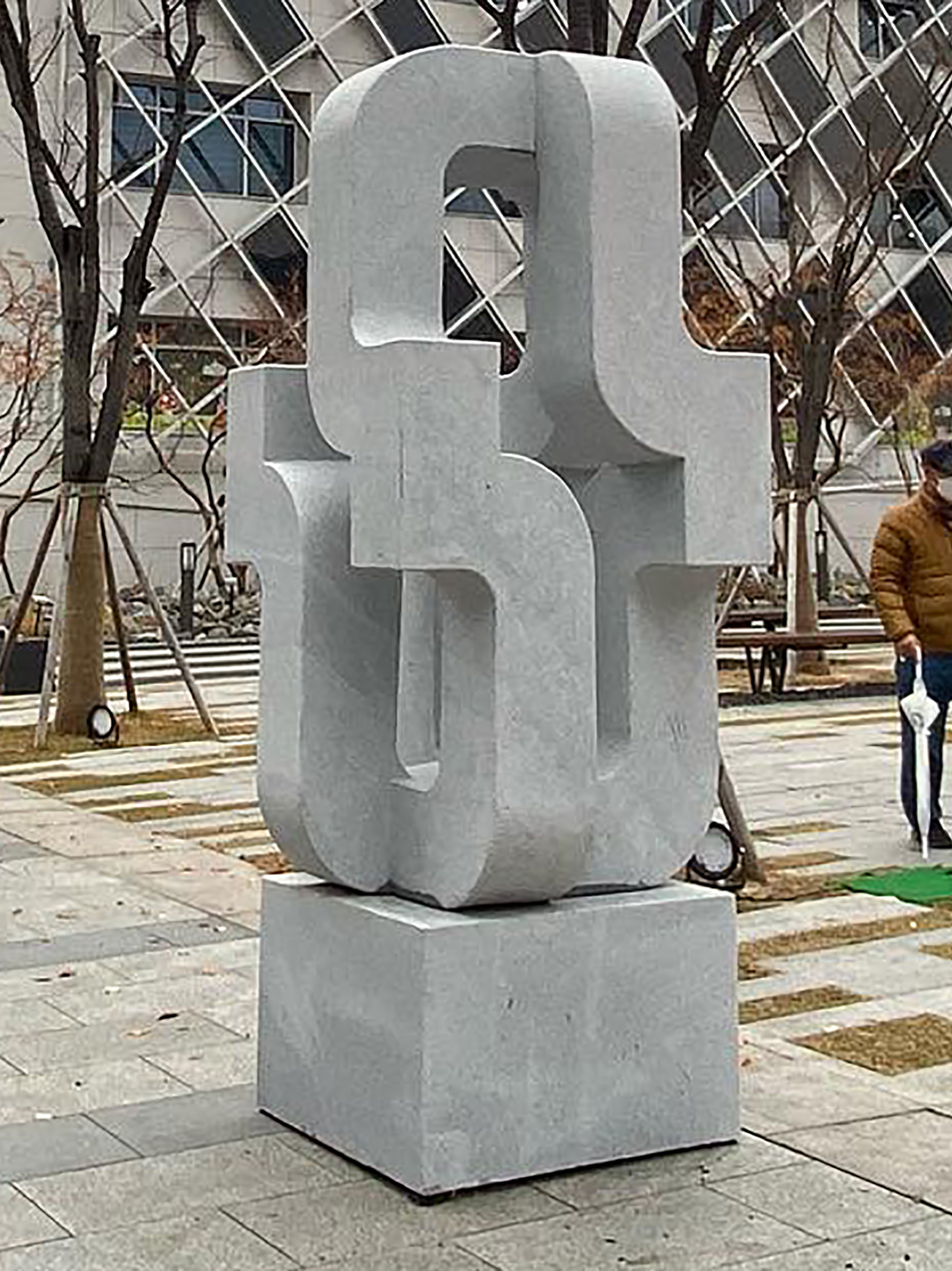
«Магнітний конструктор 4», 2019, граніт, 240х100х100 см, м.Борийонг, Південна Корея
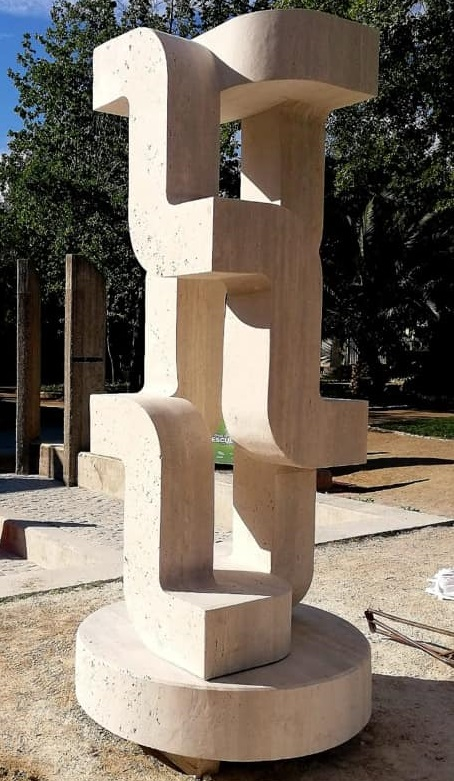
«Рівень довіри», 2019, травертин, 265х125х125 см, Сантьяго-де-Чилі, Чилі
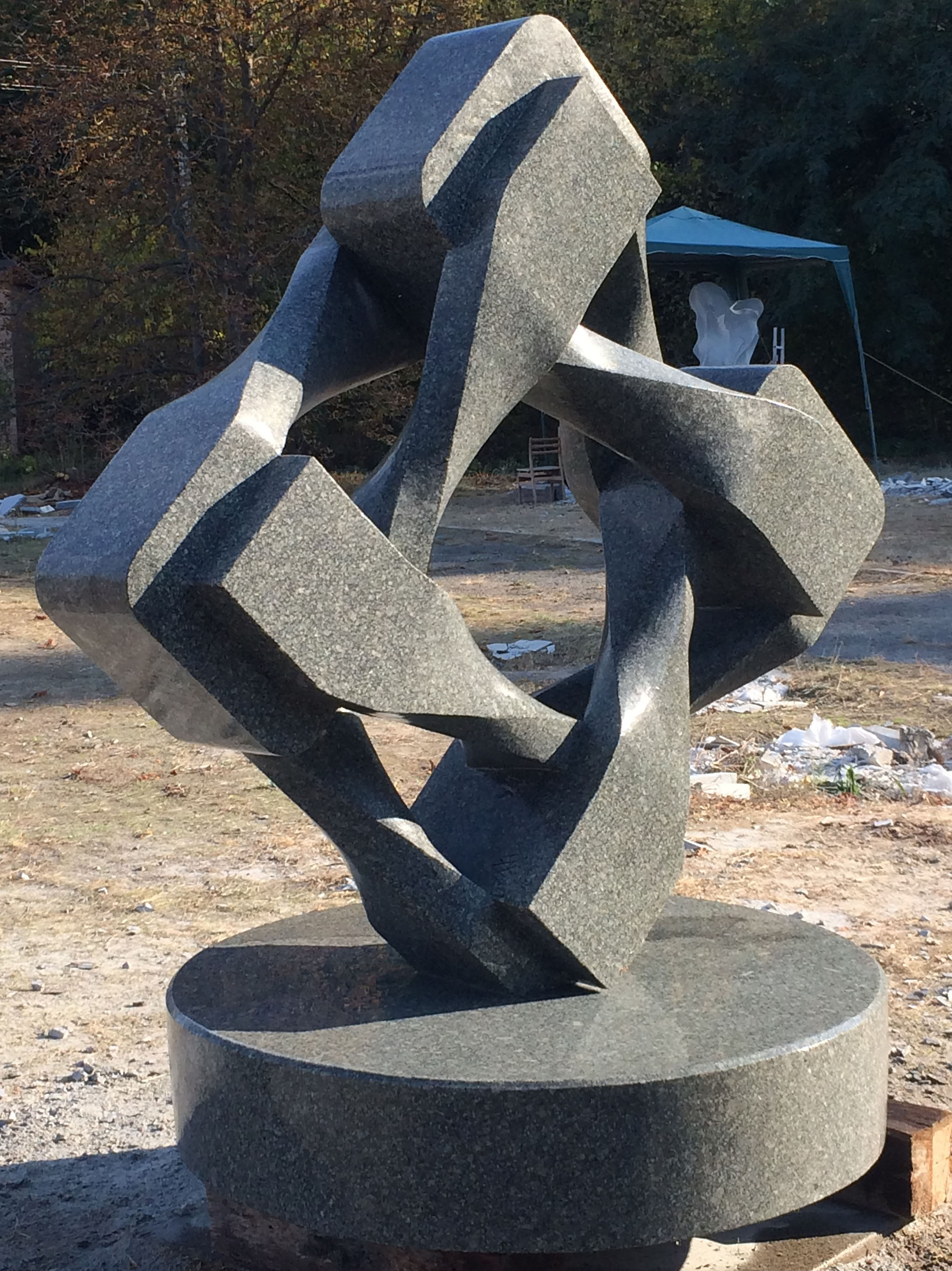
«Лабіринт любові», 2019, граніт, 180х163х120 см, м.Канів, Україна
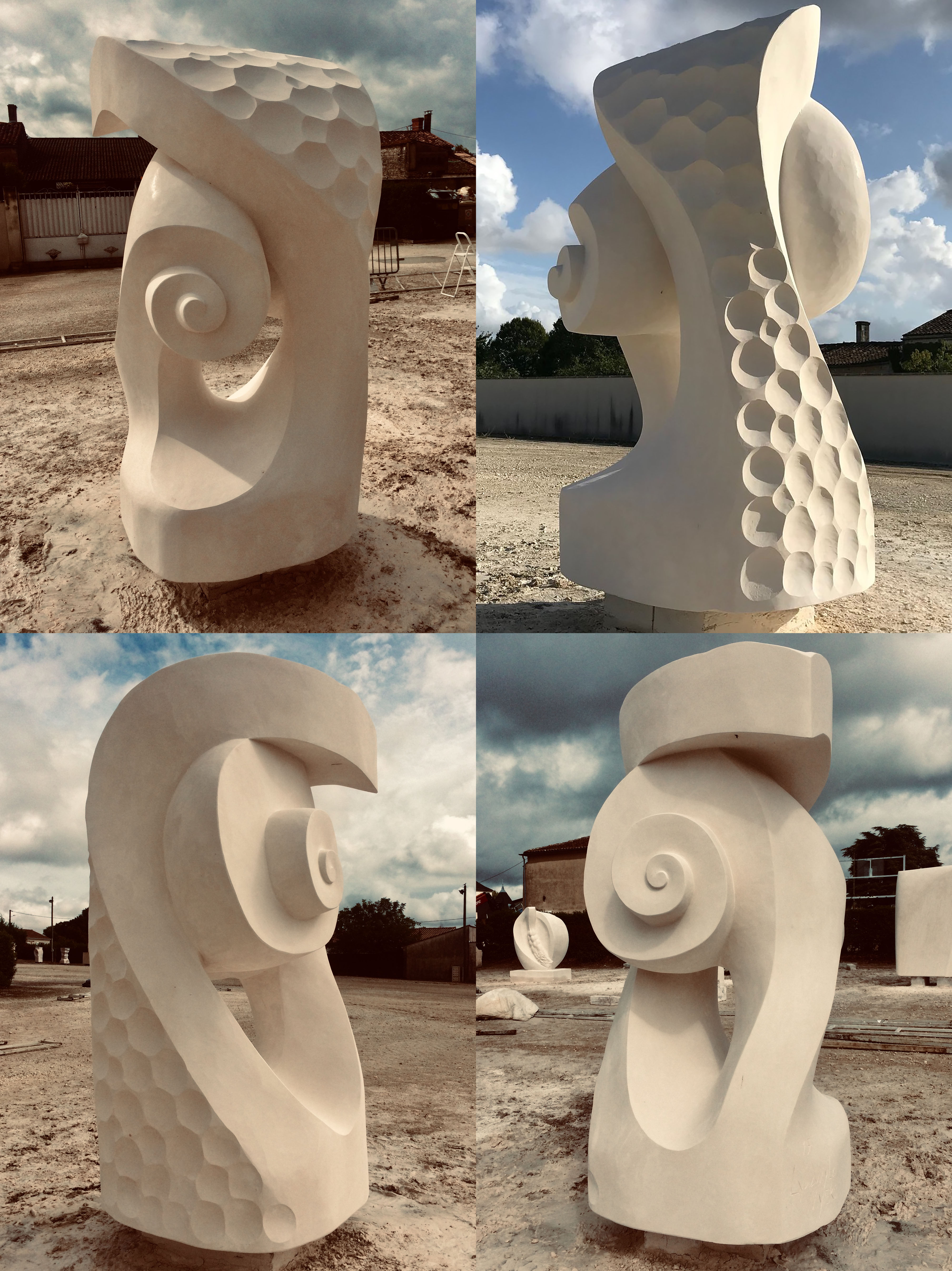
«Гармонія природи», 2019, вапняк, 210х100х100 см, Жульєн, Коньяк, Франція
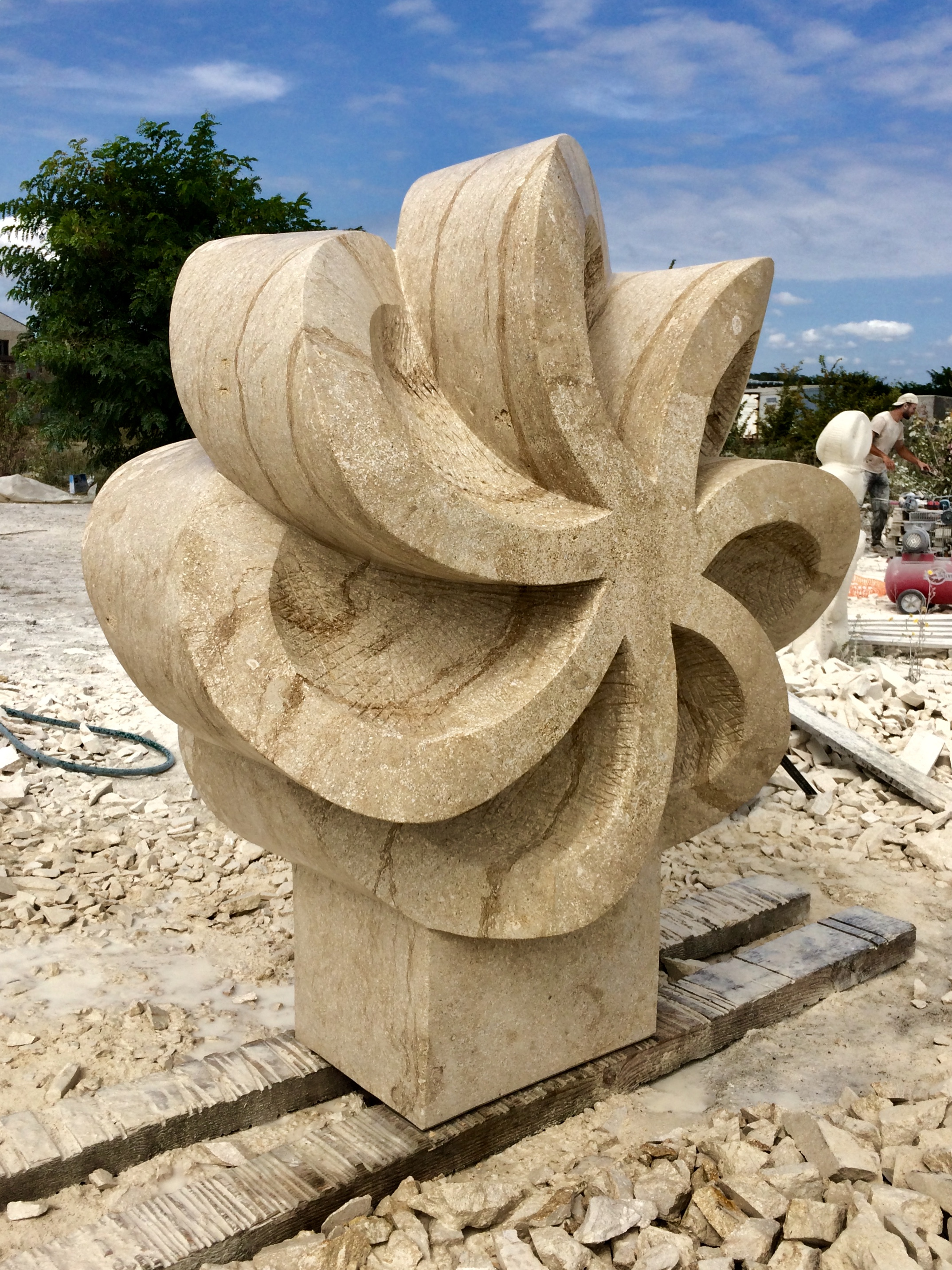
«Сонце», 2019, вапняк, 145х120х65 см, м.Миколаїв, Львівська область, Україна
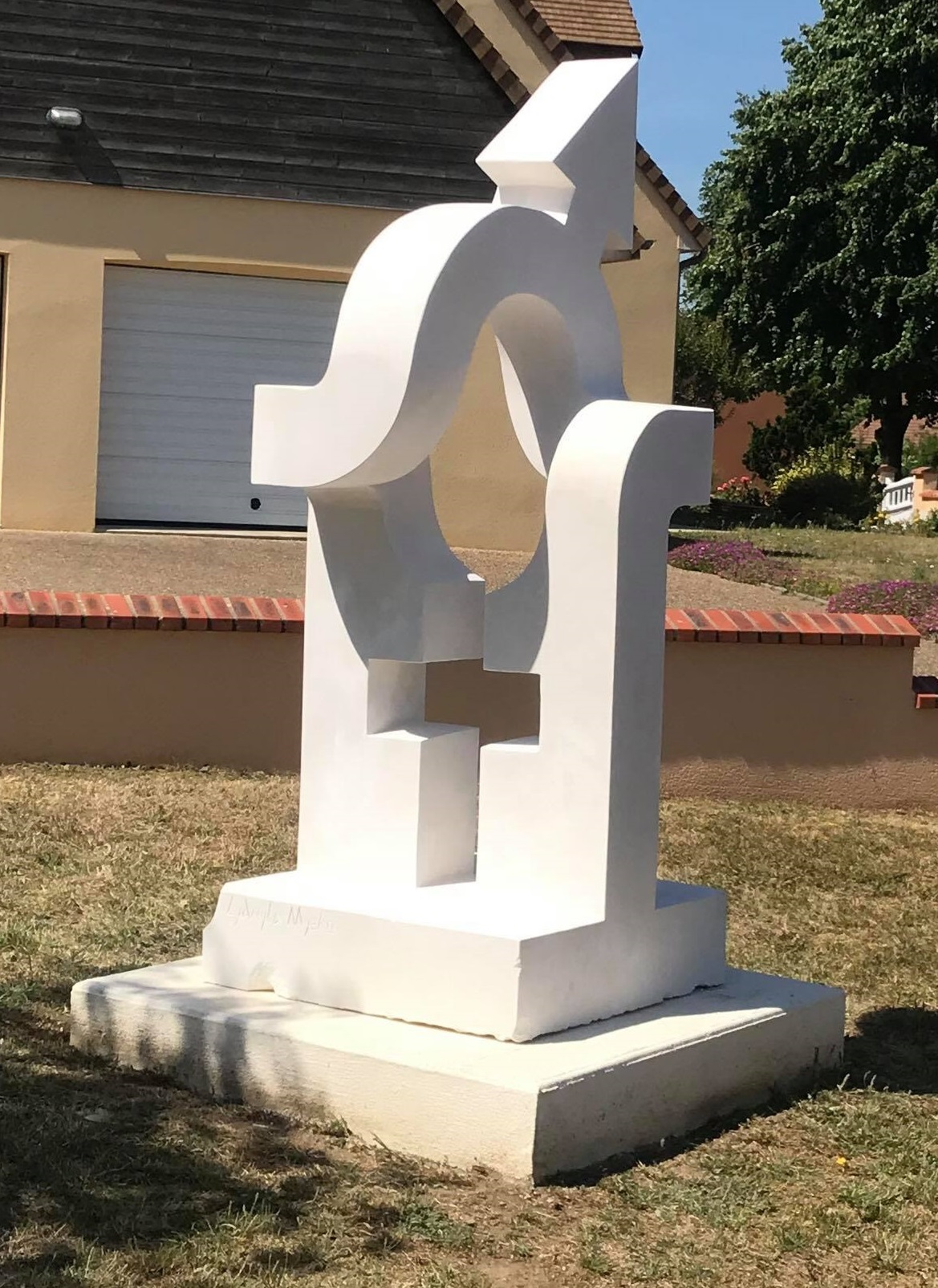
«Гендерна рівність», 2019, вапняк, 200х80х80 см, Сан-Мішель-де-Шавень, Франція
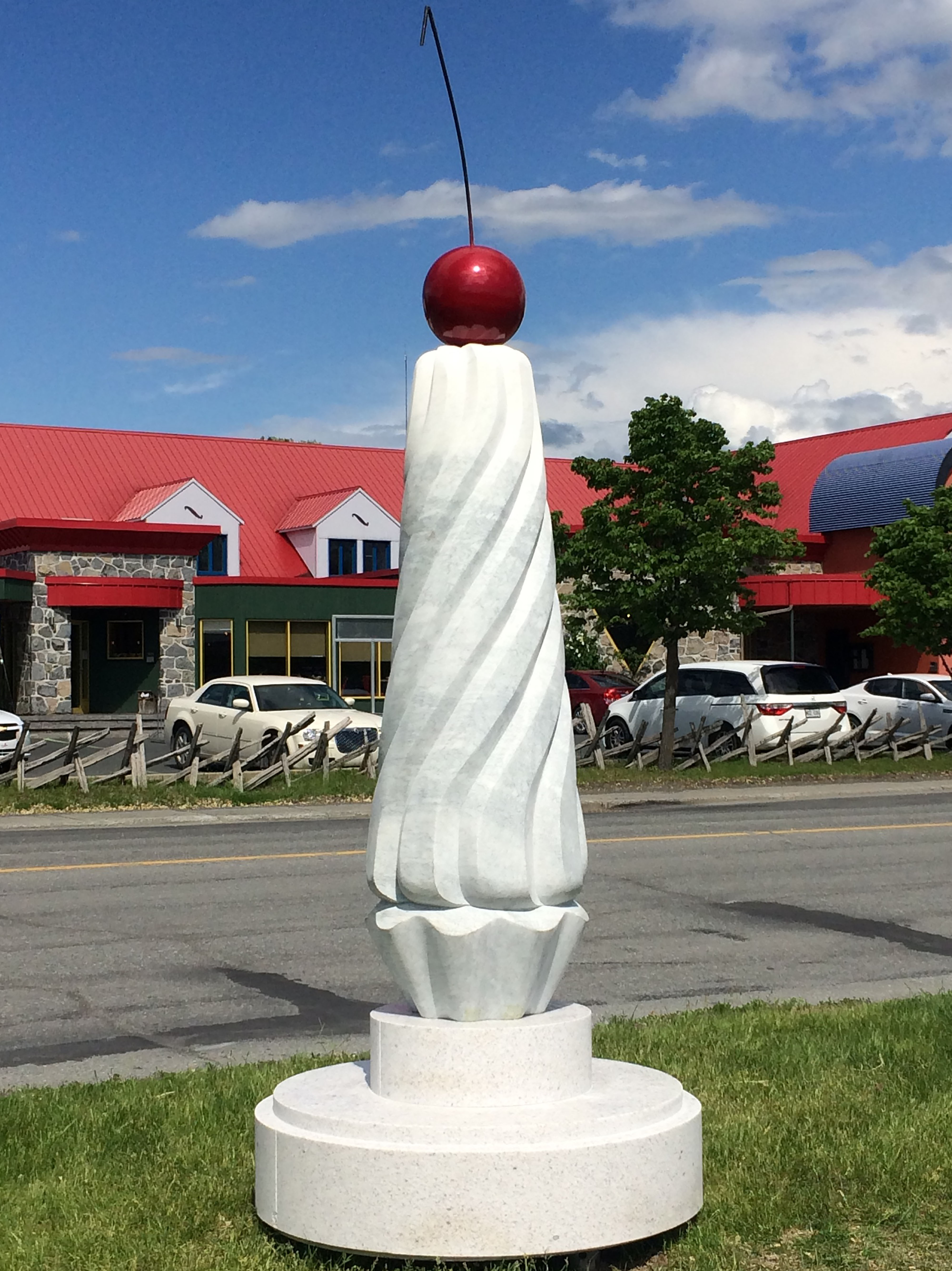
«Вишня», 2019, мармур, метал, граніт, 330х120х120 см, Сент-Джордж, Квебек, Канада
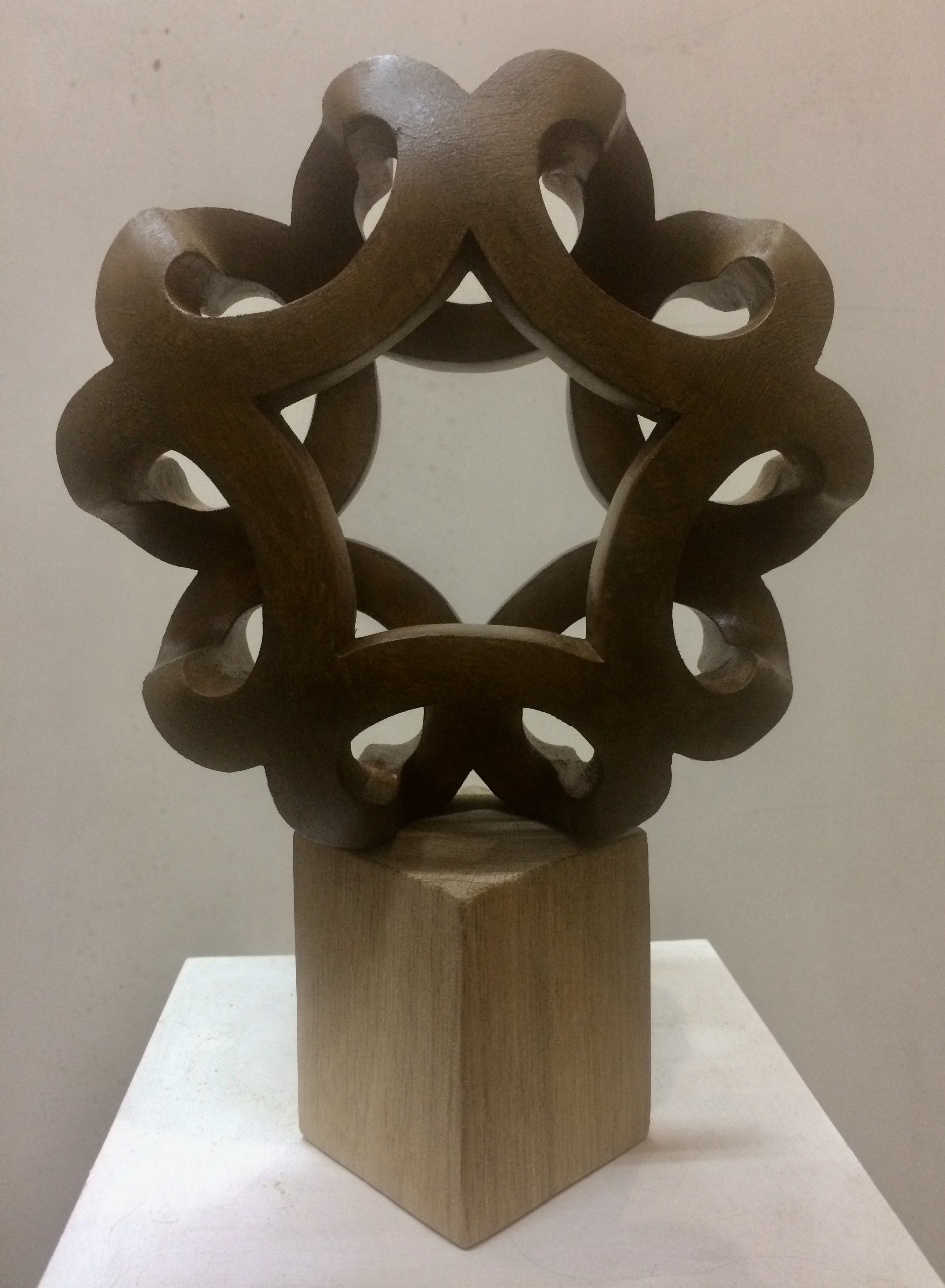
«Безкінечний рух І», 2019, h-30см, дерево, приватна колекція Jennifer Macklem, Монреаль, Канада
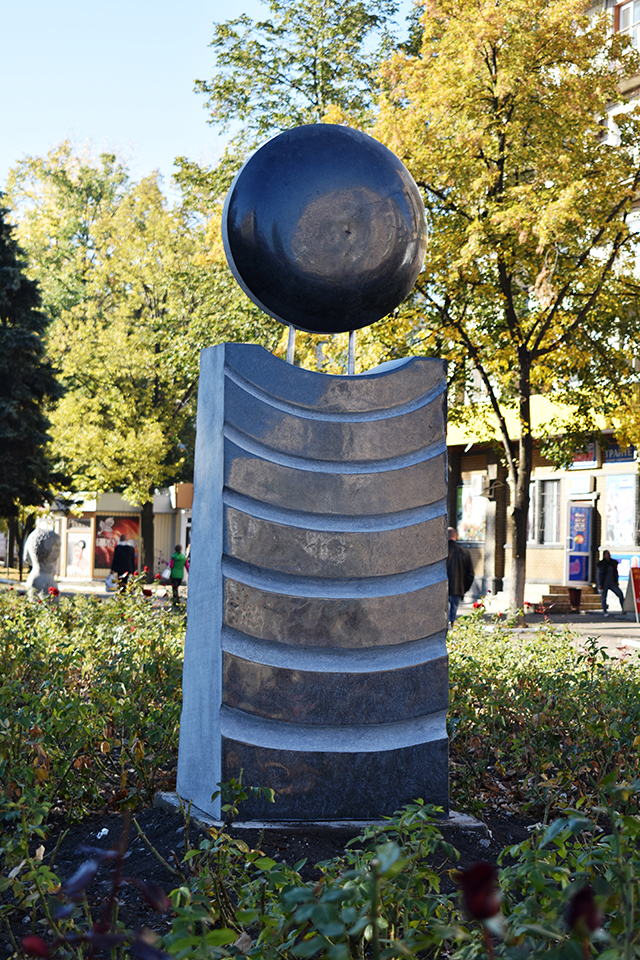
"Чорне сонце Донбасу", 2018, граніт, 210х70х50 см, Покровськ, Донецька область, Україна
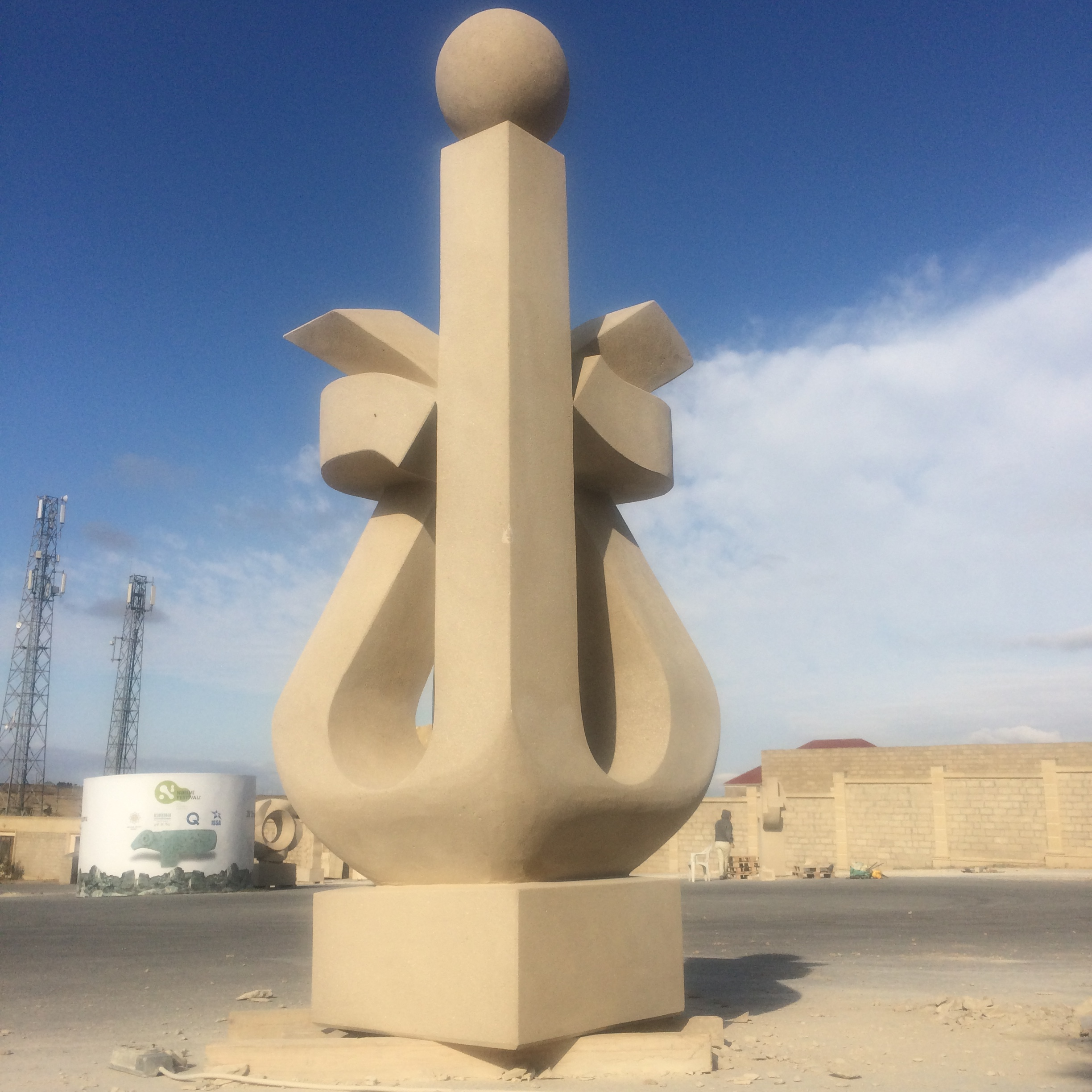
"Незалежність II", 2018, вапняк, 190х75х75 см, Баку, Азербайджан
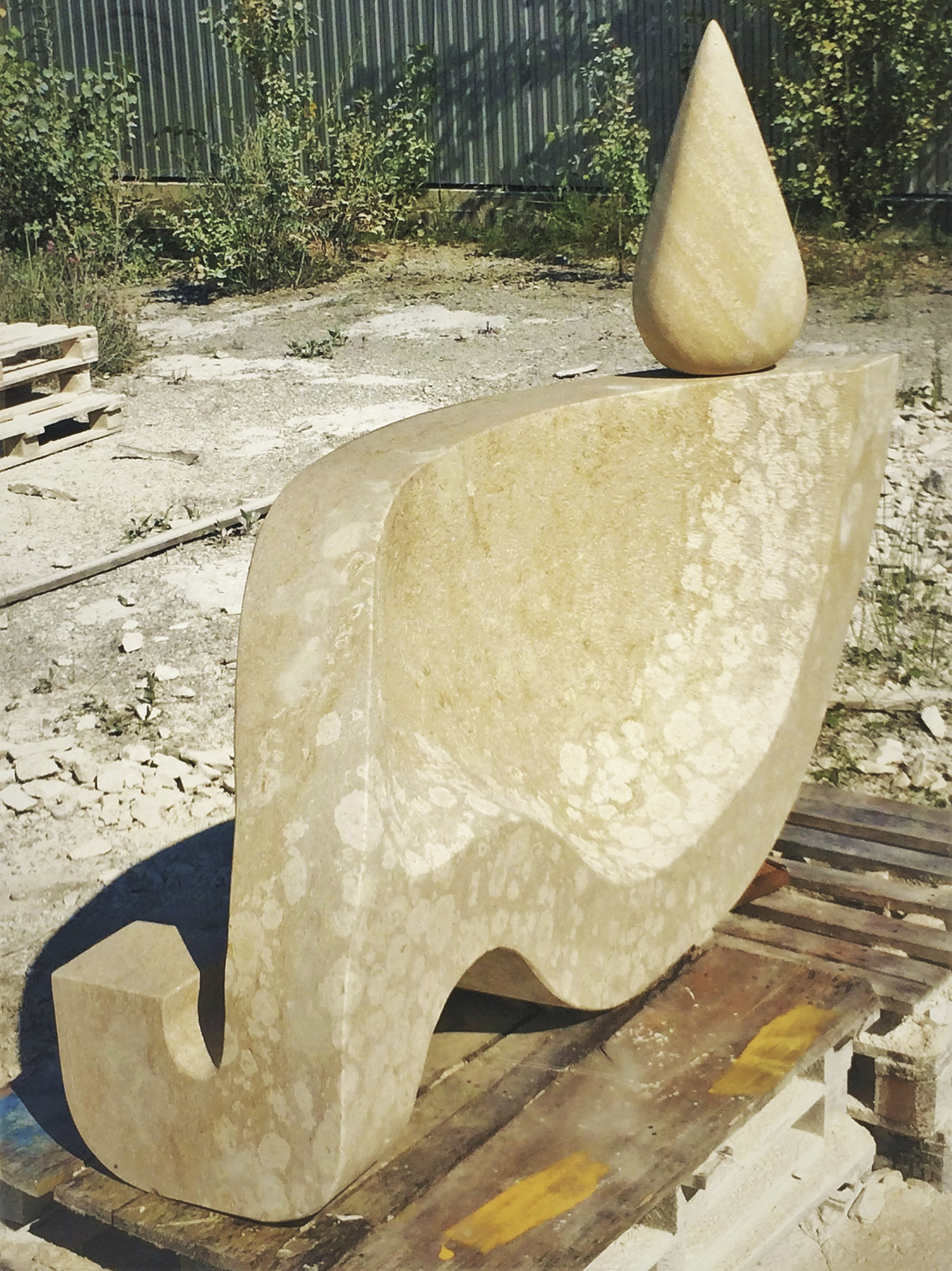
"Дощ", 2018, вапняк, 152х185х46 см, м. Миколаїв Львівської області, Україна
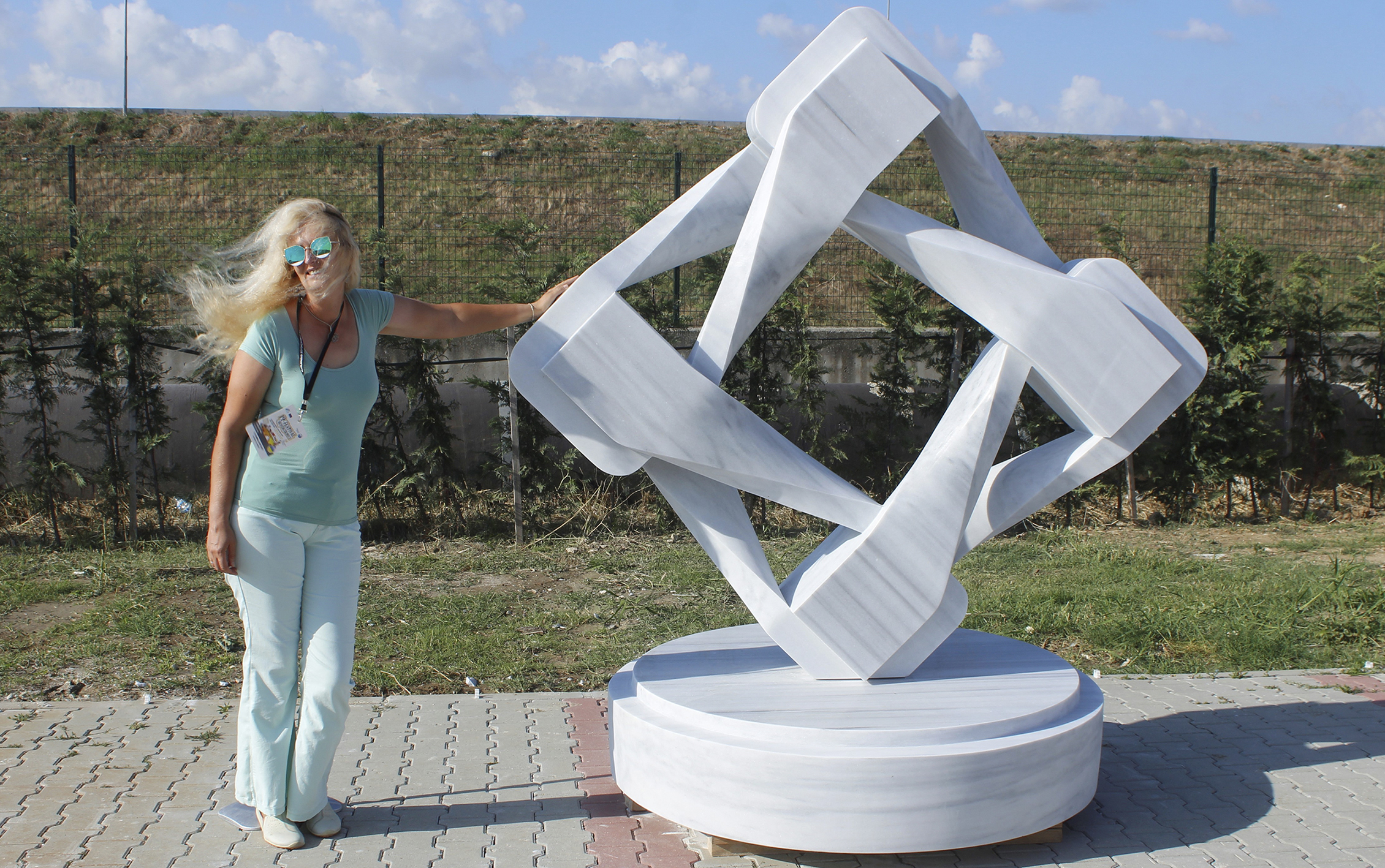
"Лабіринт любові", 2018, мармур,  225х210х150 см, м.Стамбул, Туреччина
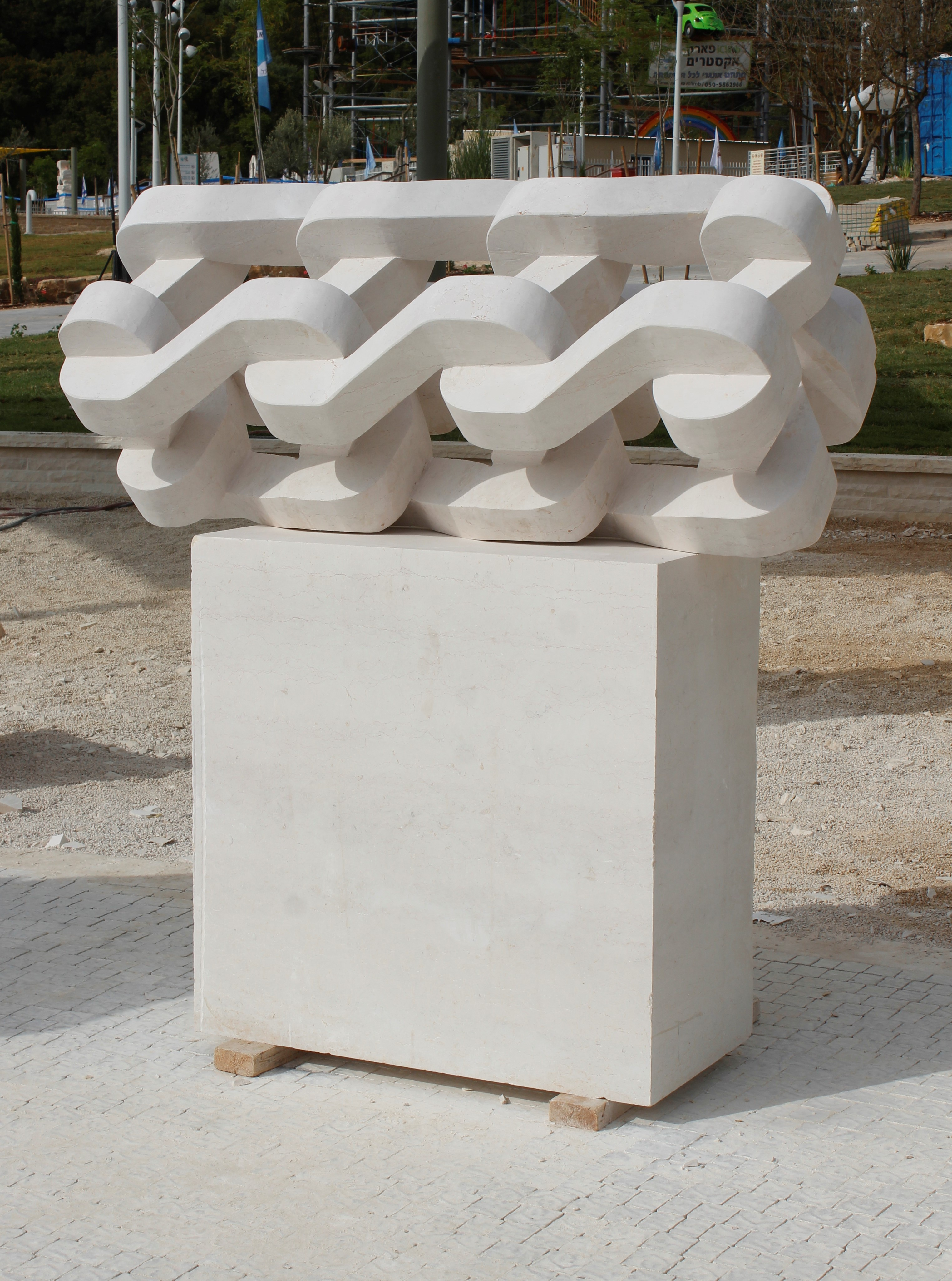
"Кам'яне плетиво 2", 2018, вапняк, 170х150х70 см, Маалот-Таршиха, Ізраїль
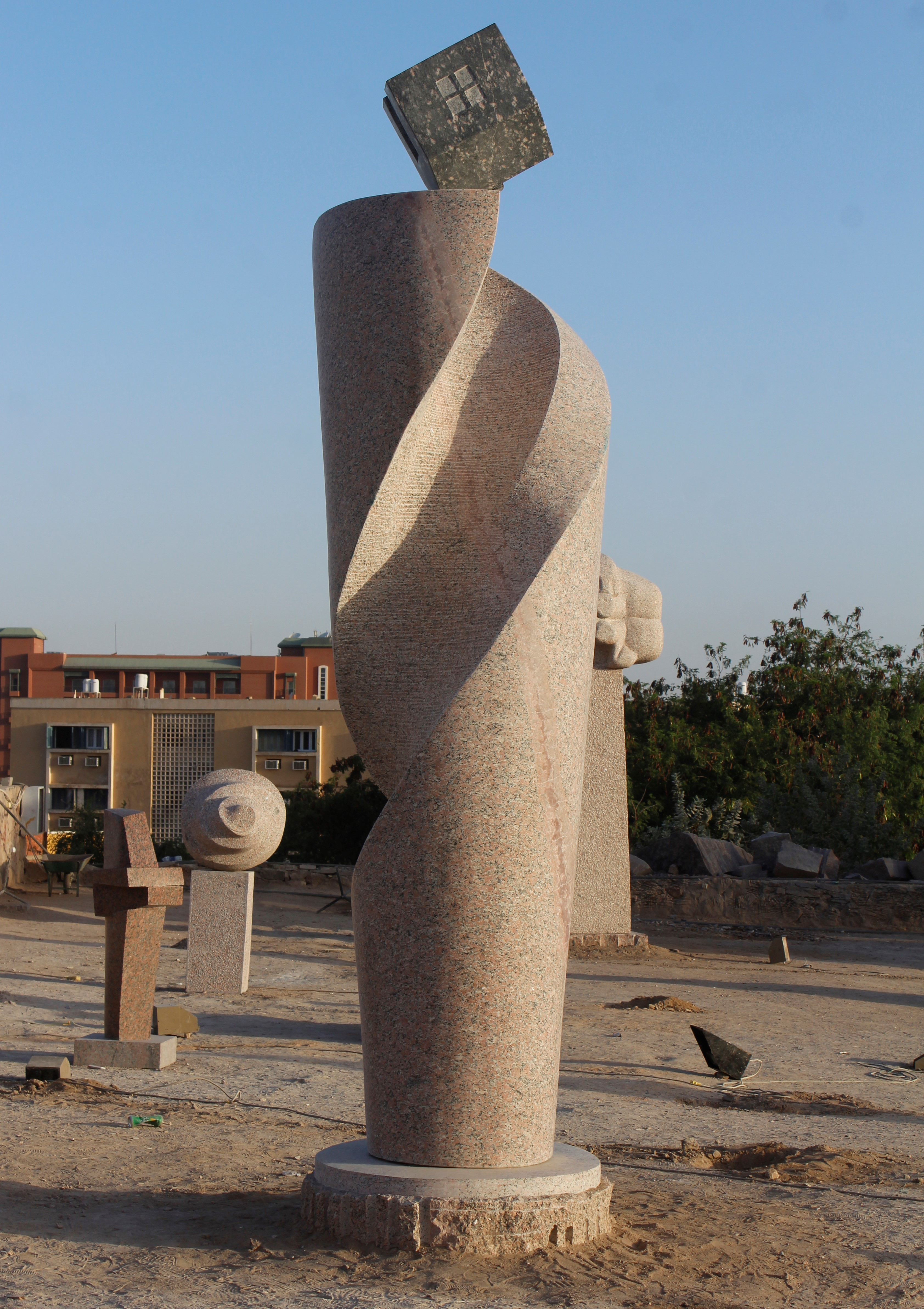
"Торнадо", 2018, граніт, 420х110х110 см, Асван, Єгипет
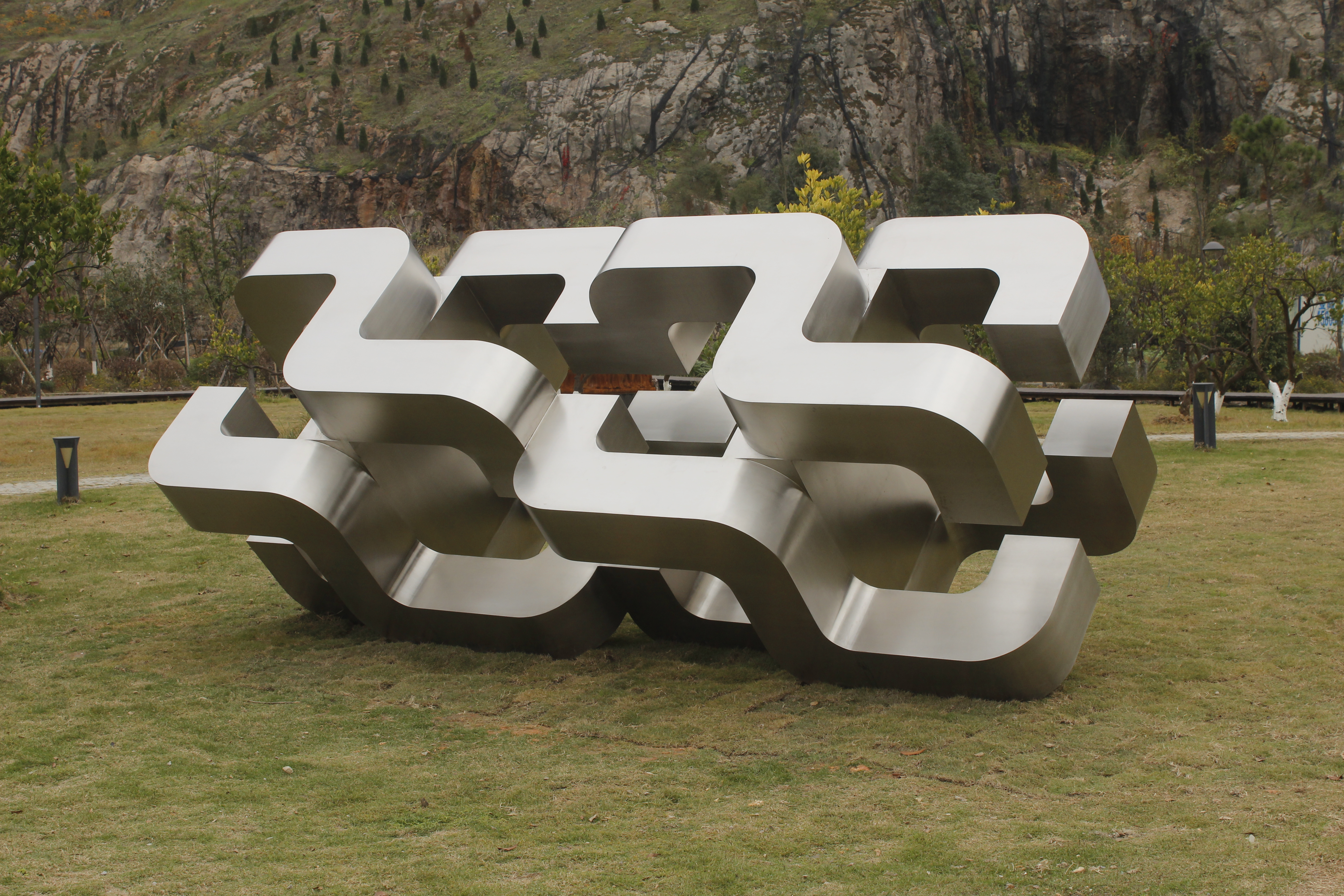
"Перекотиполе", 2017, нержавіюча сталь, 400х200х200 см, Венчьжоу, Китай, III премія Китайського інституту скульптури
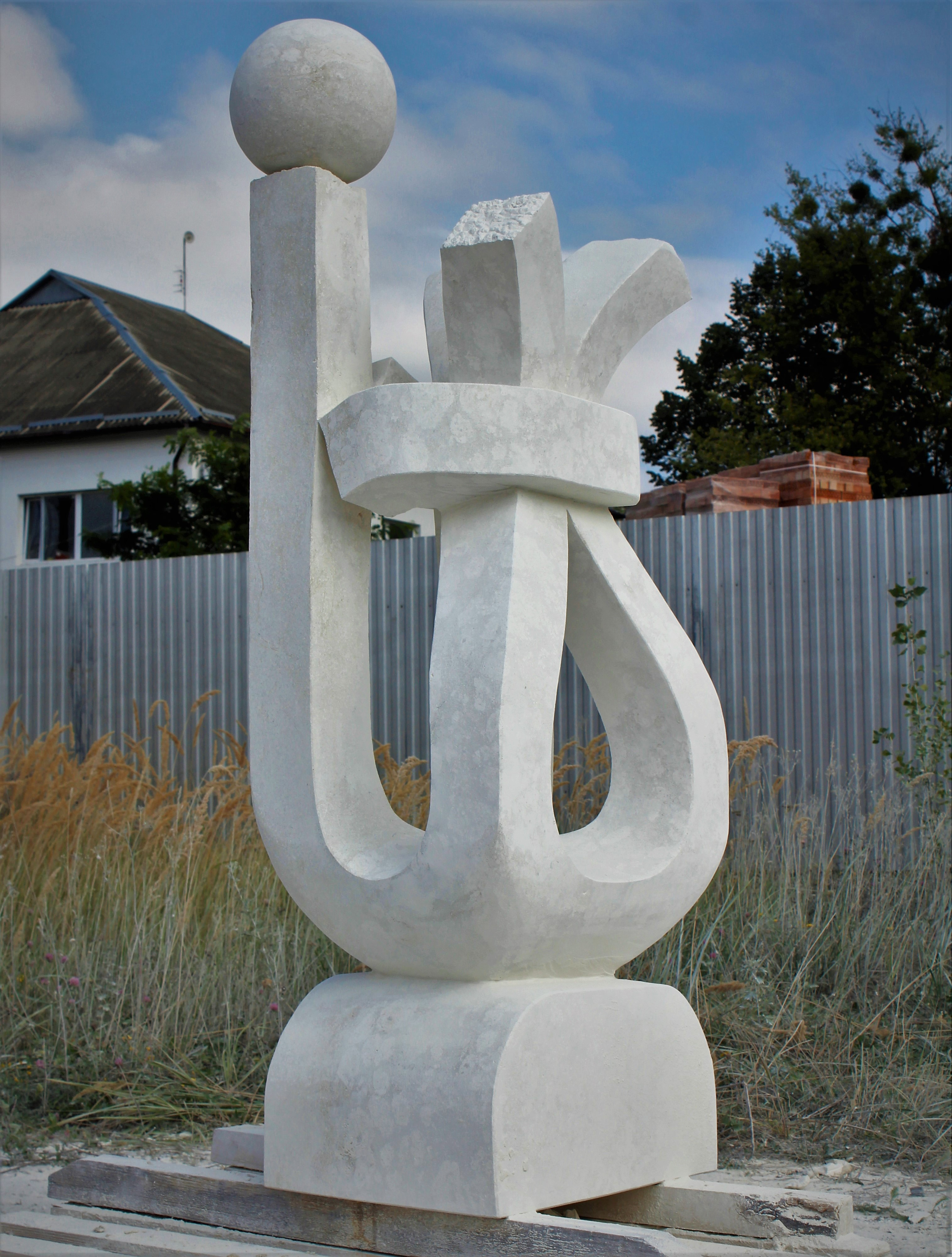
"Незалежність", 2017, вапняк, 170х60х45 см, м.Миколаїв Львівської області, Україна
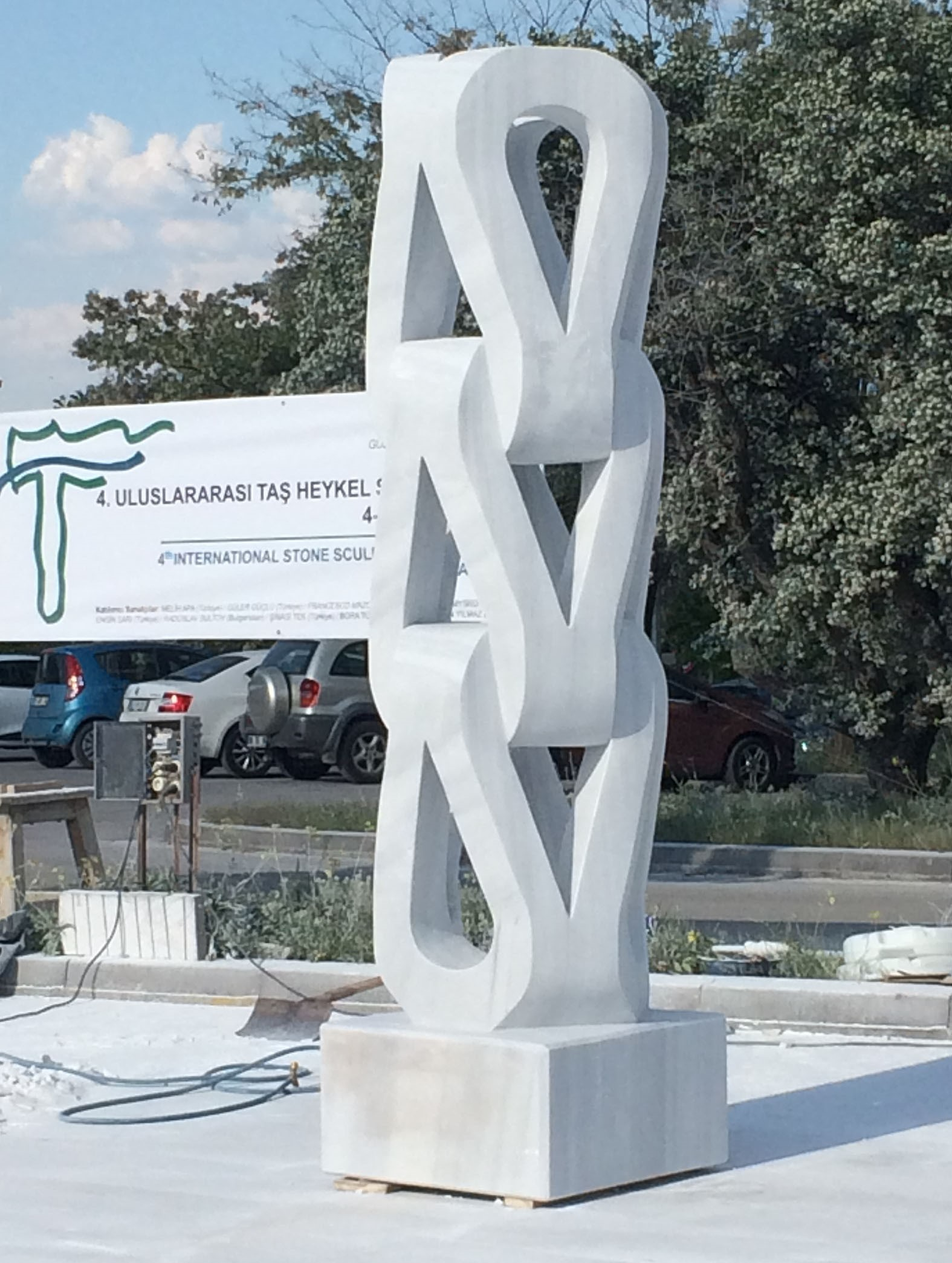
"Кам'яне плетиво", 2017, мармур, 295х80х80 см, Анкара, Туреччина
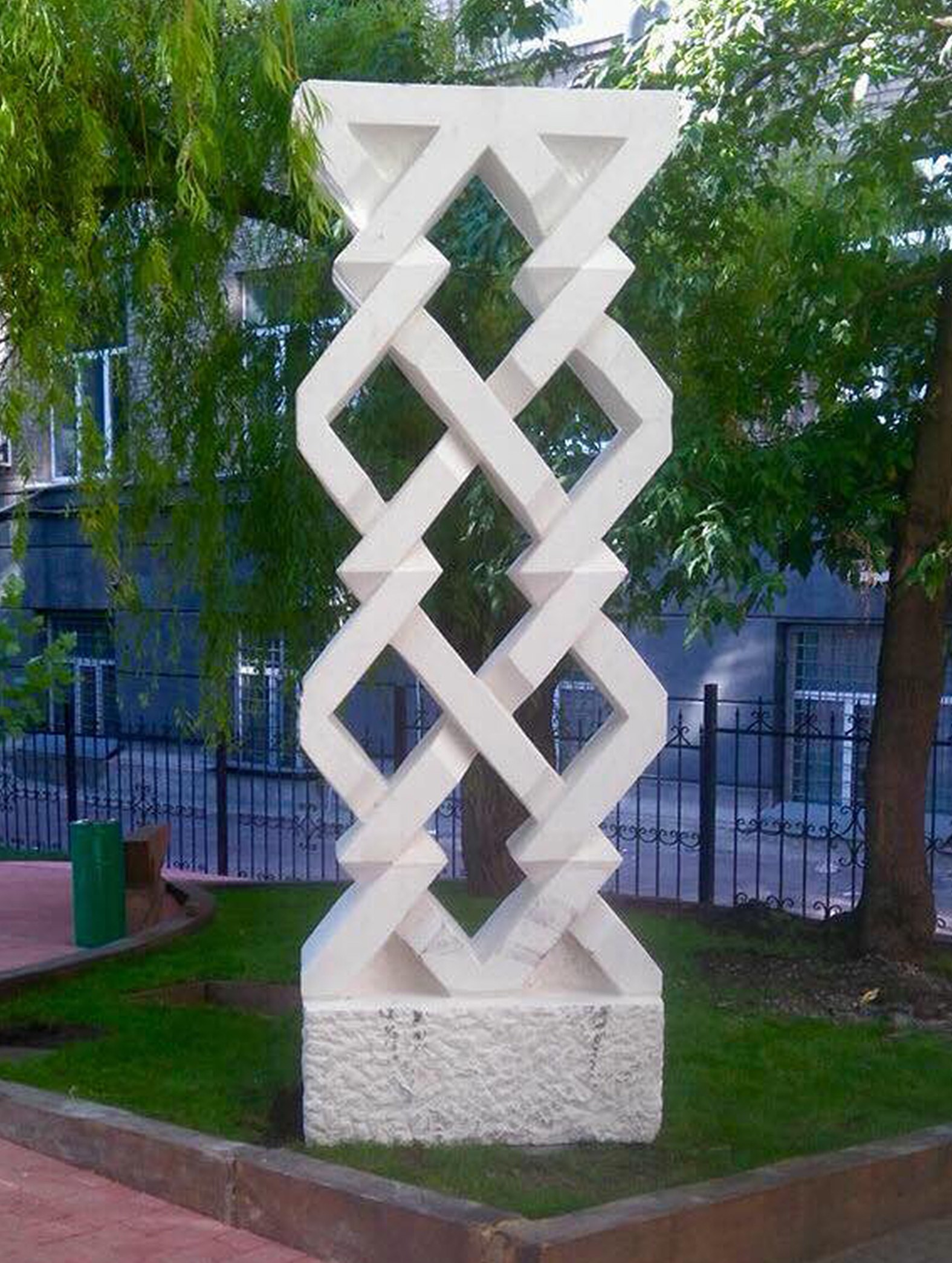
"Вишиванка", 2017, вапняк, 280х100х50 см, м.Дніпро, Україна
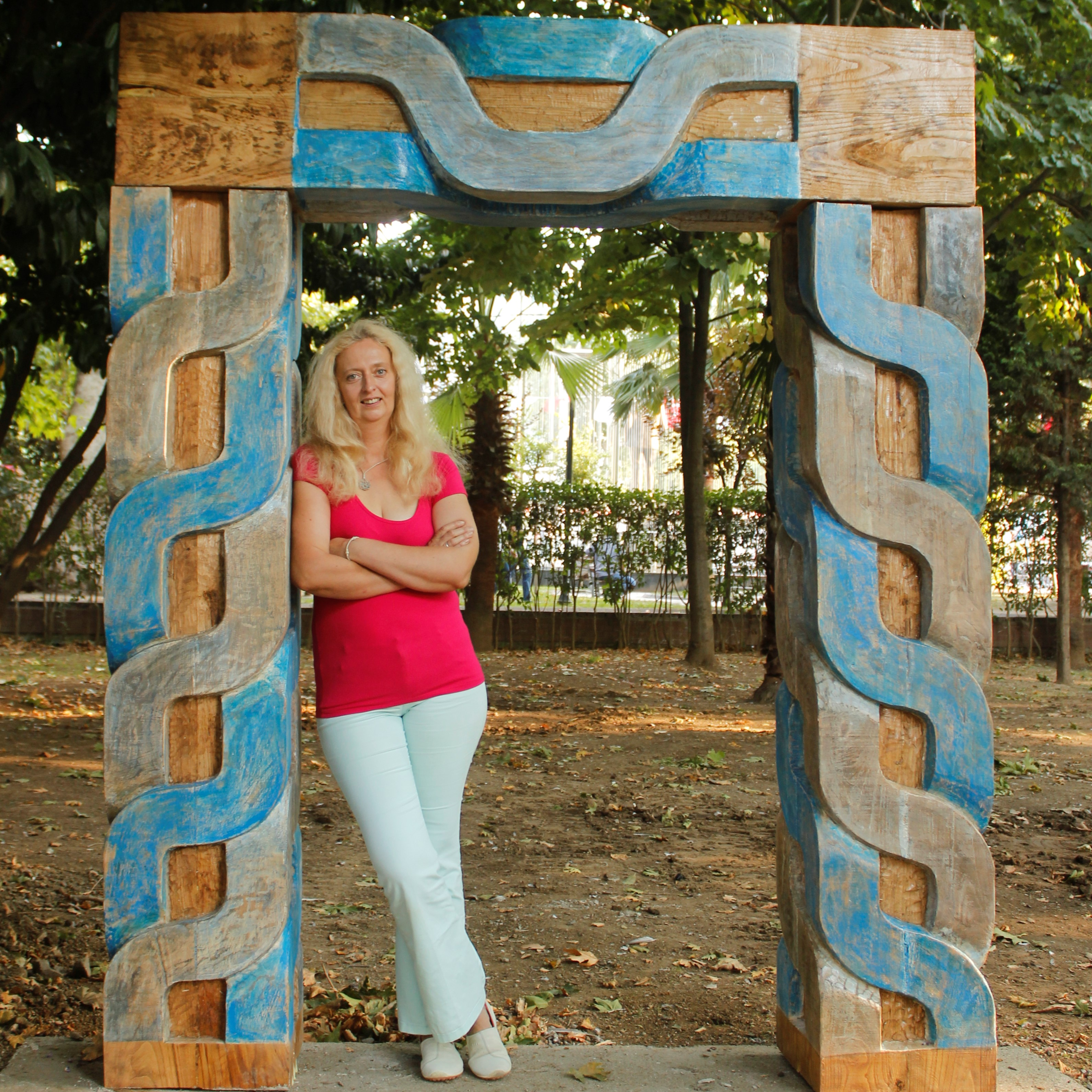
"Вода", 2017, граб, 240х200х40 см, м.Гельджюк, Туреччина
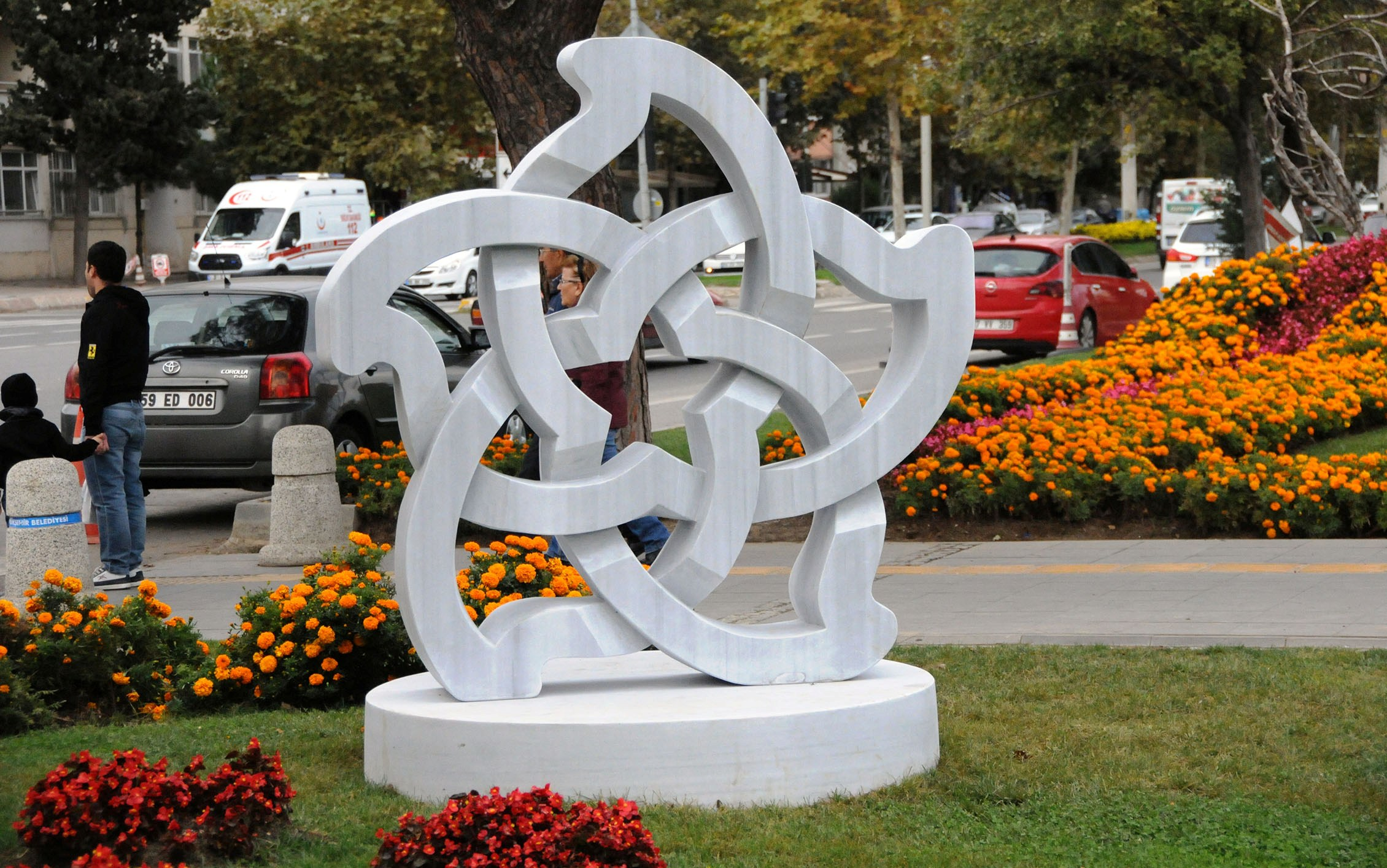
«Квітка м. Сулейманпаша», 2016, мармур, 210х180х160 см, Текірдаж, Туреччина
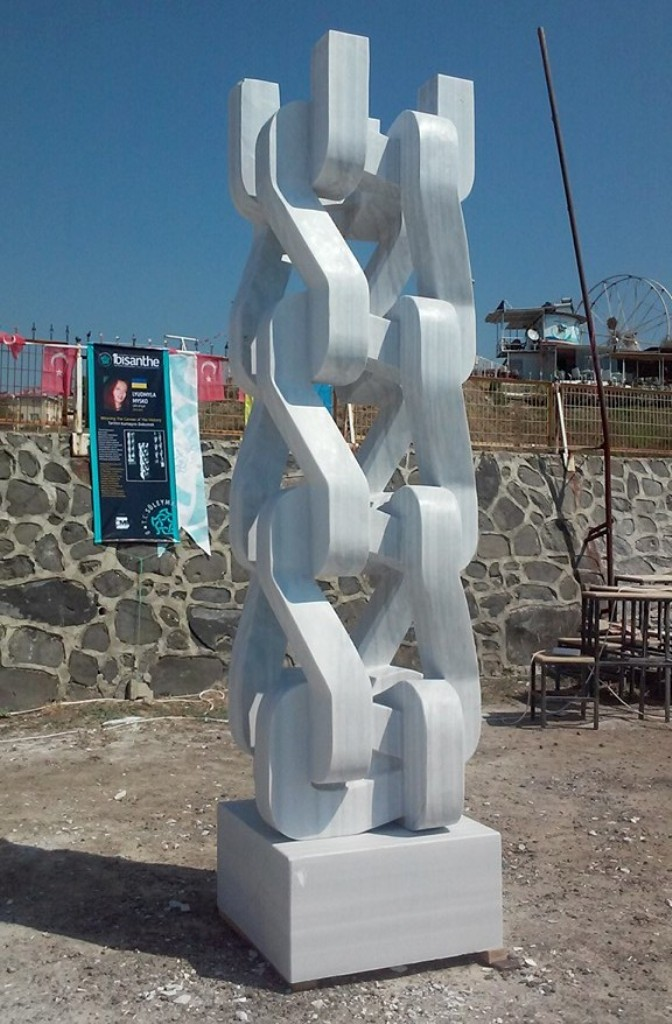
«Ткання полотна історії», 2015, мармур, 320x80x80 см, Текірдаг, Туреччина
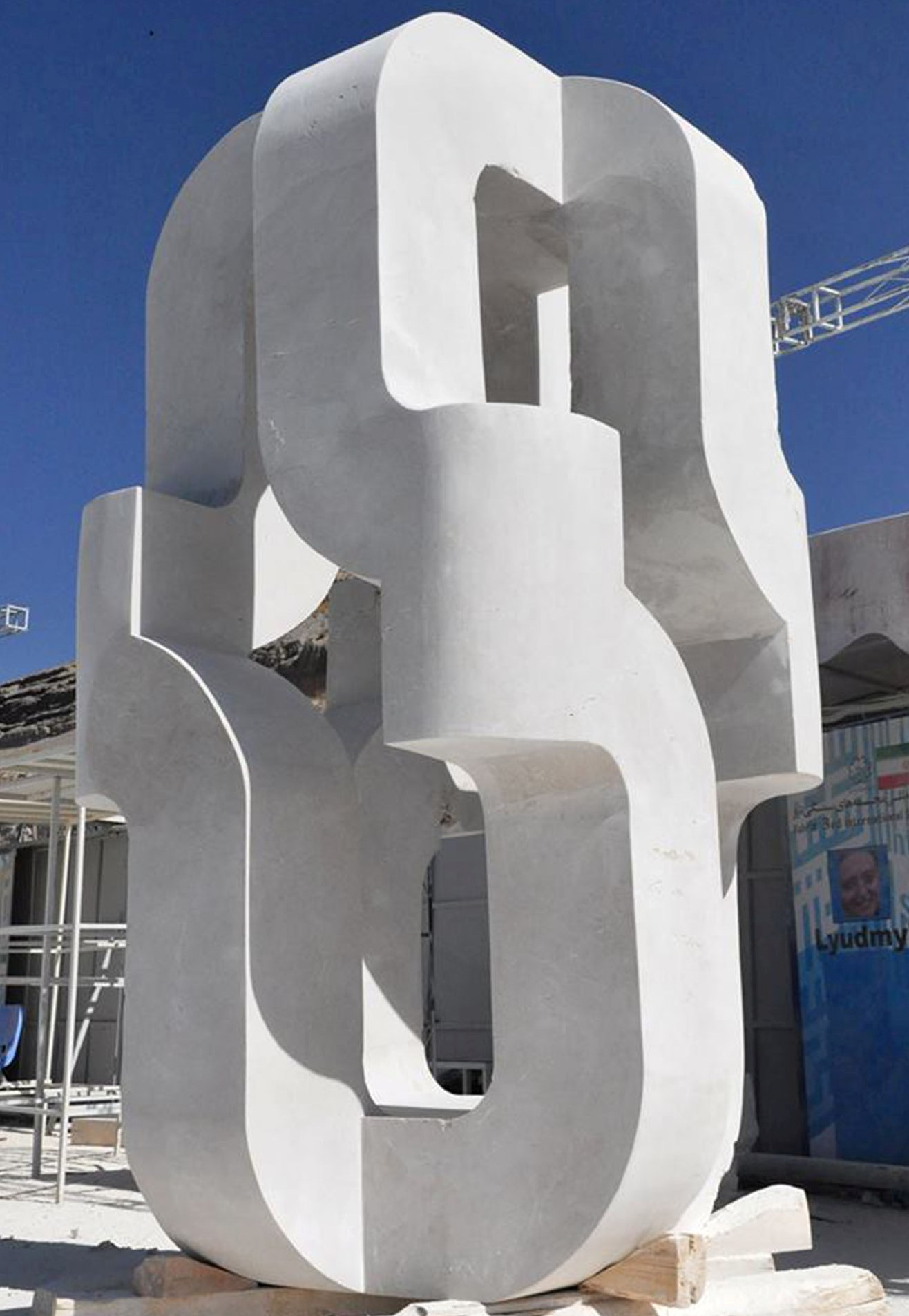
«Магнітний конструктор IV», 2016, мармур, 300х150х150 см, Табріз, Іран
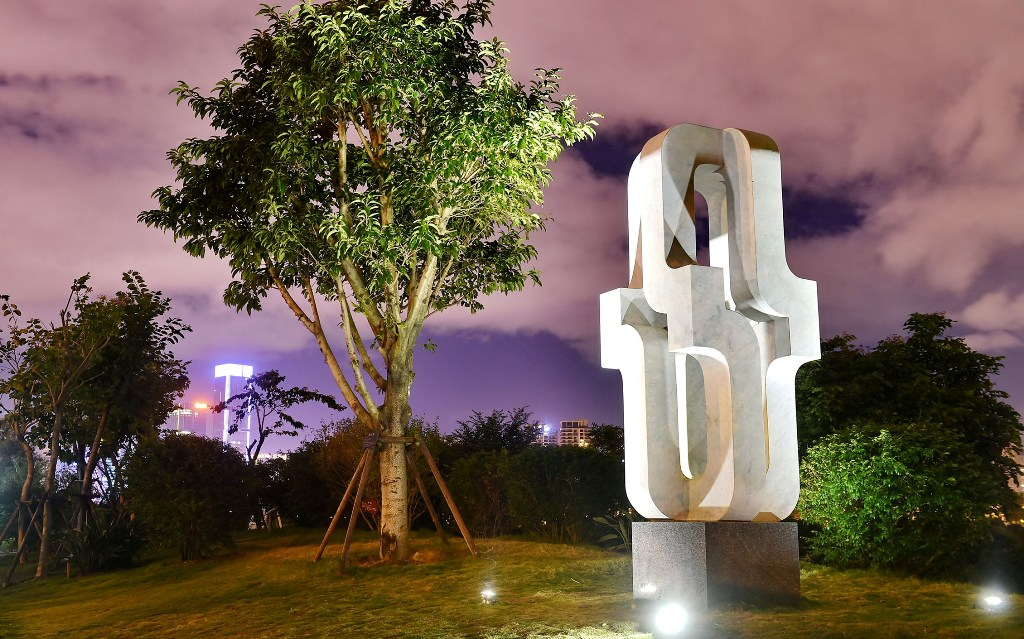
«Магнітний конструктор II», 2015, мармур, 300x120x120 см, Фучжоу, Китай, “Excellent” премія
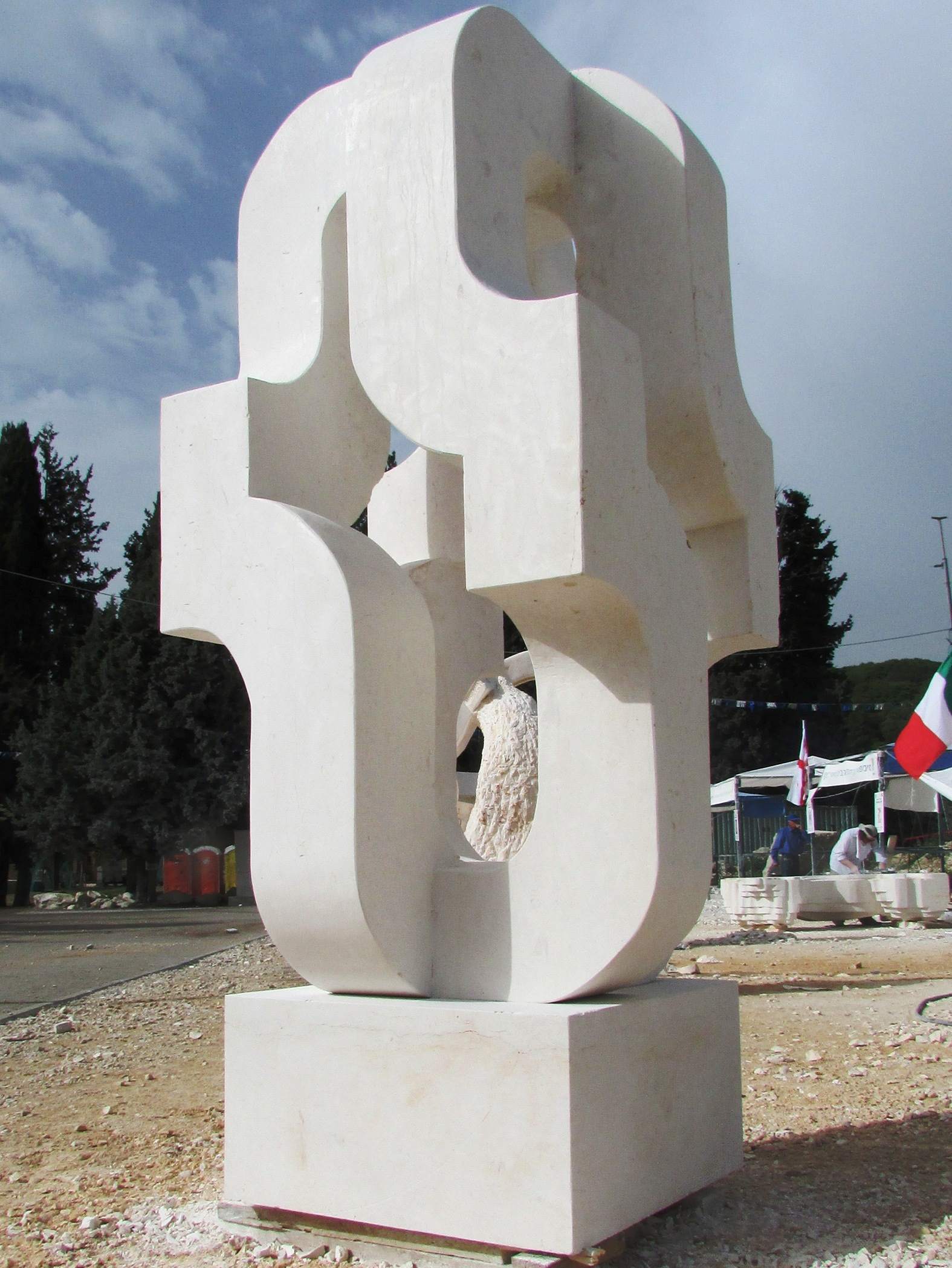
«Магнітний конструктор», 2014, вапняк, 240x100x100 см, Маалот-Таршиха, Ізраїль
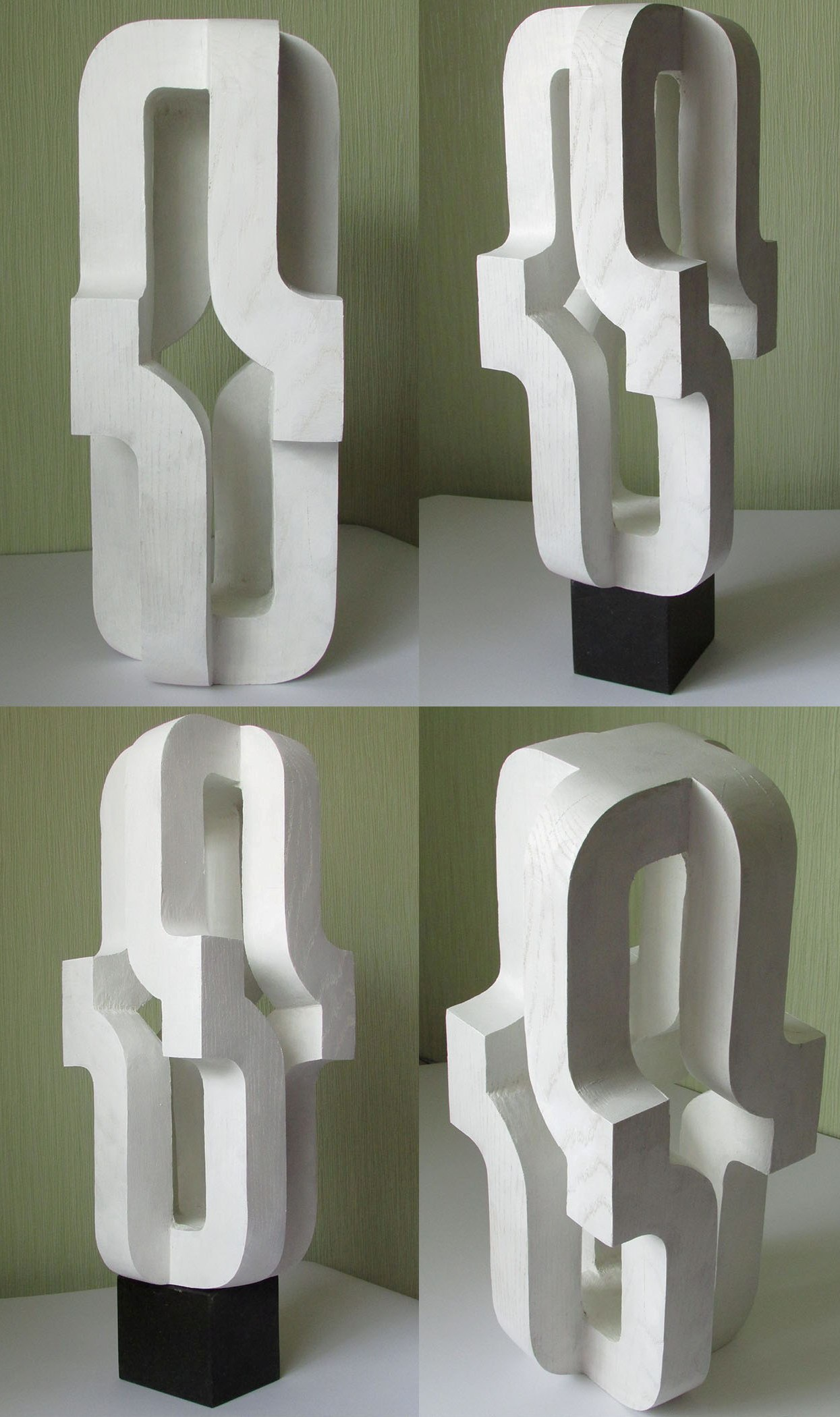
«Магнітний конструктор II», 2015, дуб, 60x20x20 см, міжнародна виставка скульптури, Фучжоу, Китай, “Excellent” премія
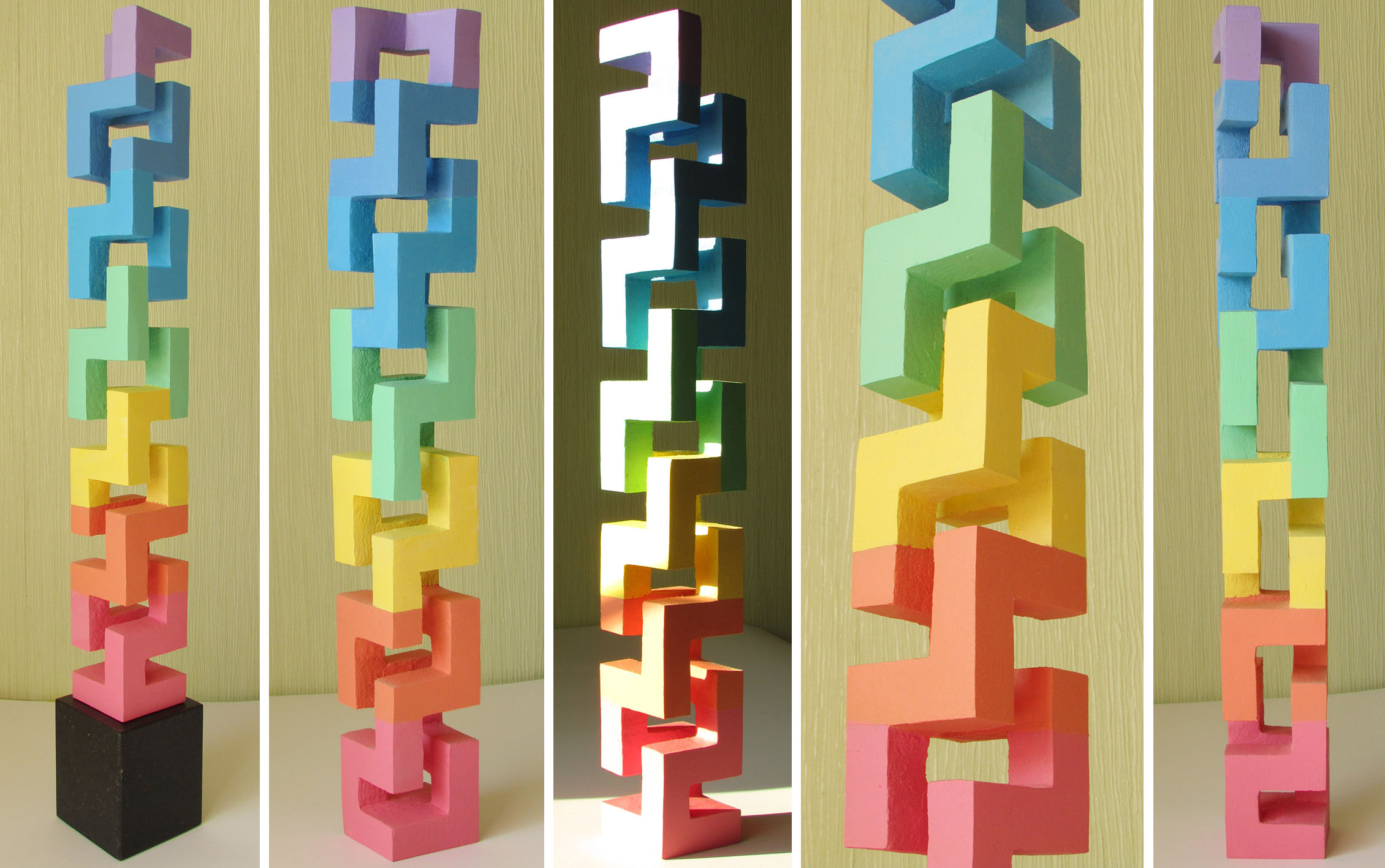
"Веселкові сходи до щастя", 2014, дерево, 72х10х10см, міжнародна виставка скульптури, Фучжоу, Китай, “Nominated” премія
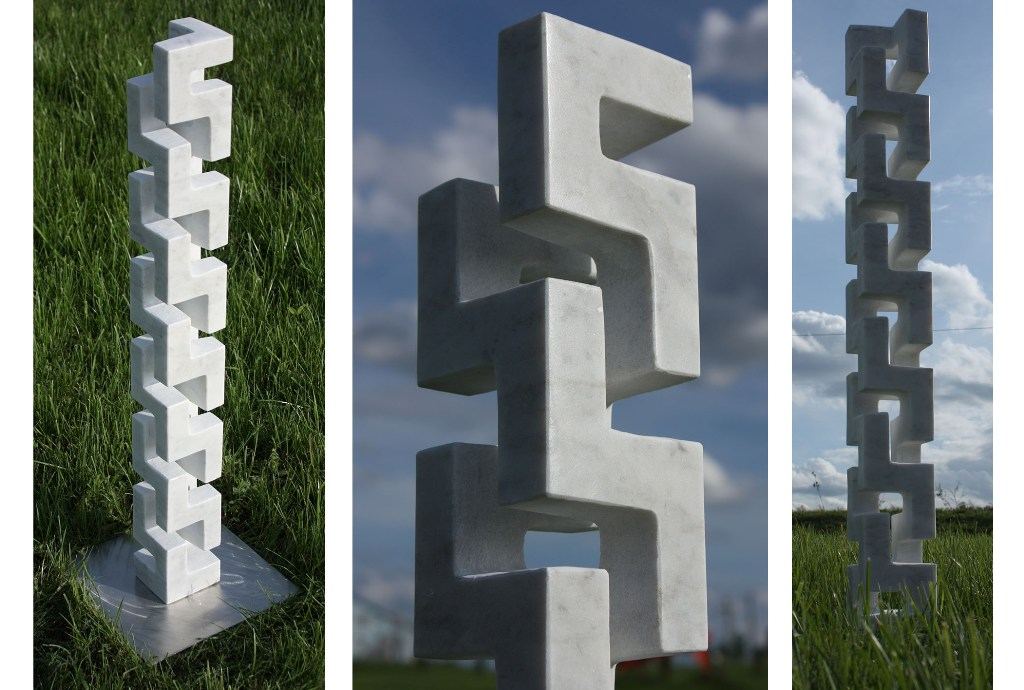
"Сходи на небеса", 2013, мармур, 82х9х9 см, Пенза, Росія
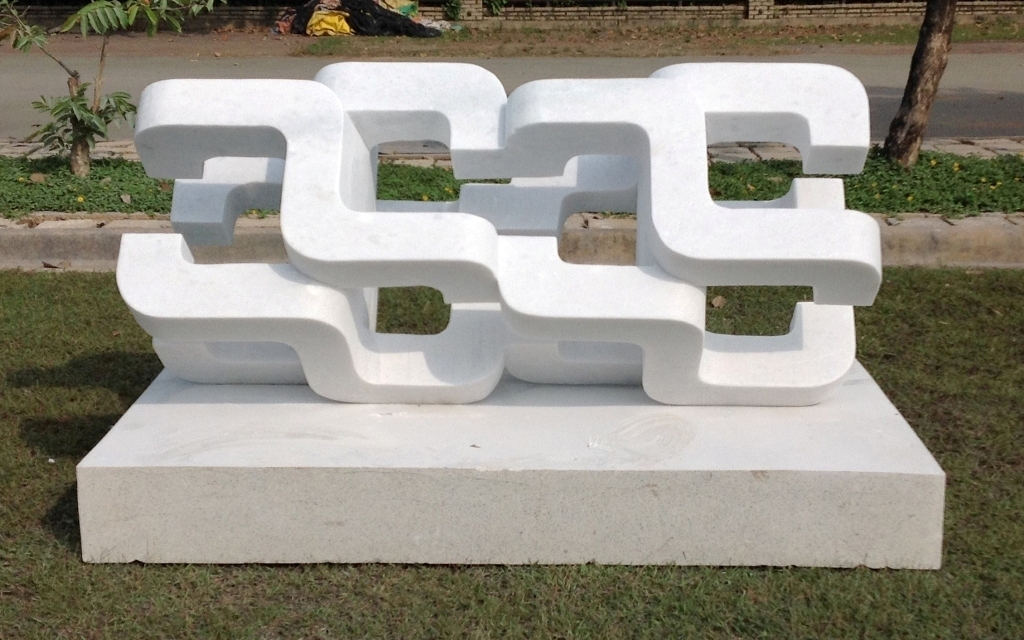
«Магнітний конструктор III», 2015, мармур, 120х210х90 см, Хошимін, В’єтнам, “Excellent” премія
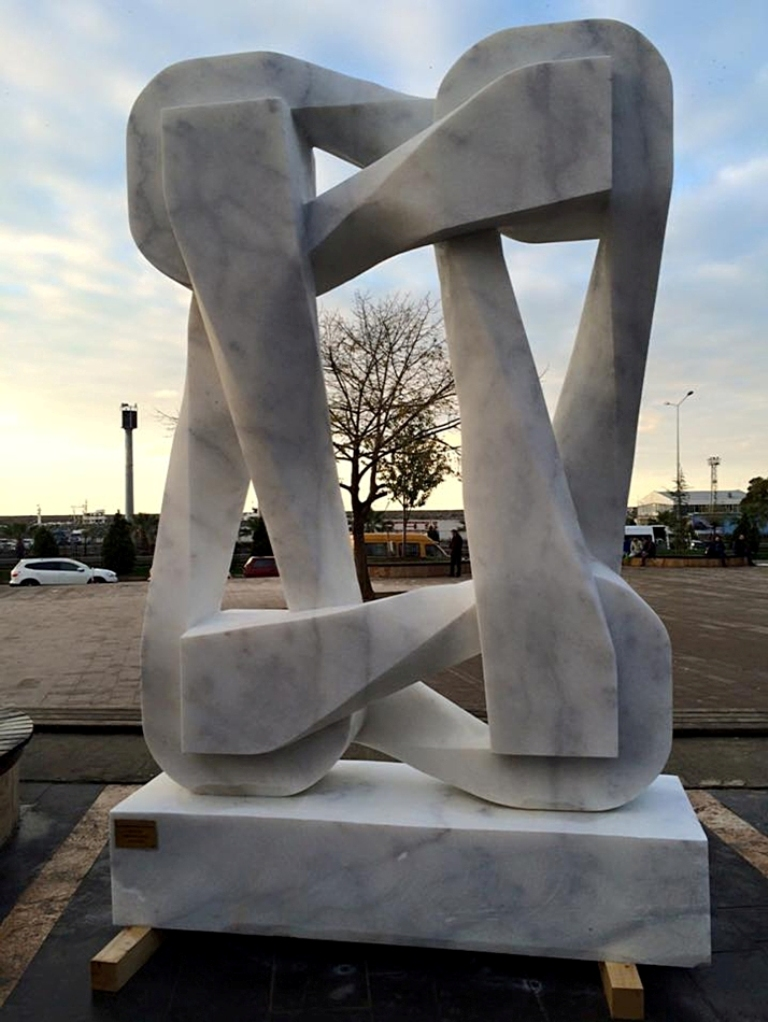
«Дорога у вічність», 2015, мармур, 290х190х60 см, Гіресун, Туреччина
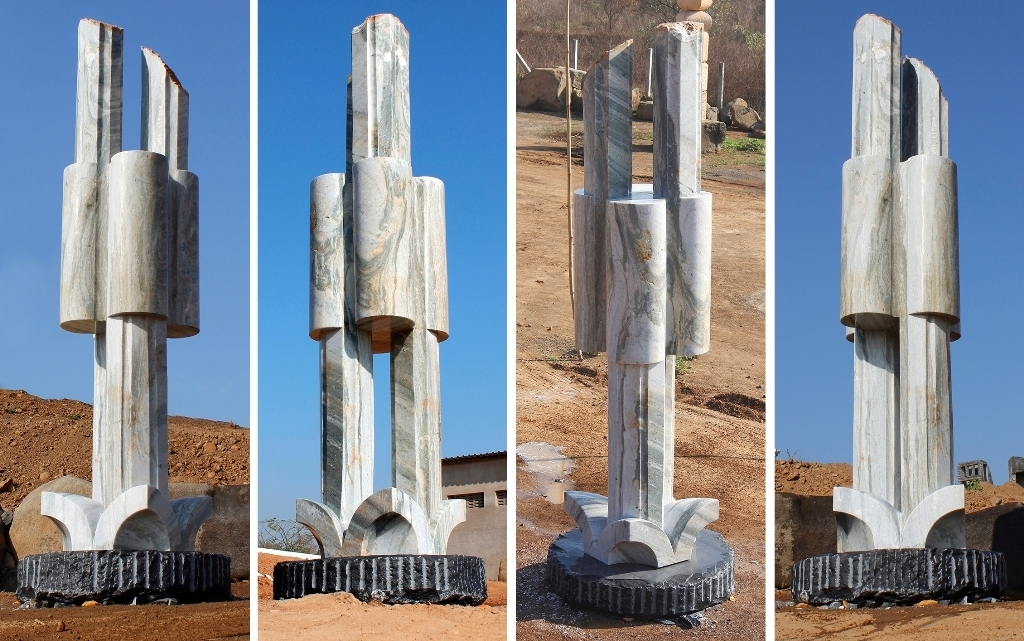
«Шлях до знання», 2016, мармур, 400х140х140 см, Мумбаі, Індія
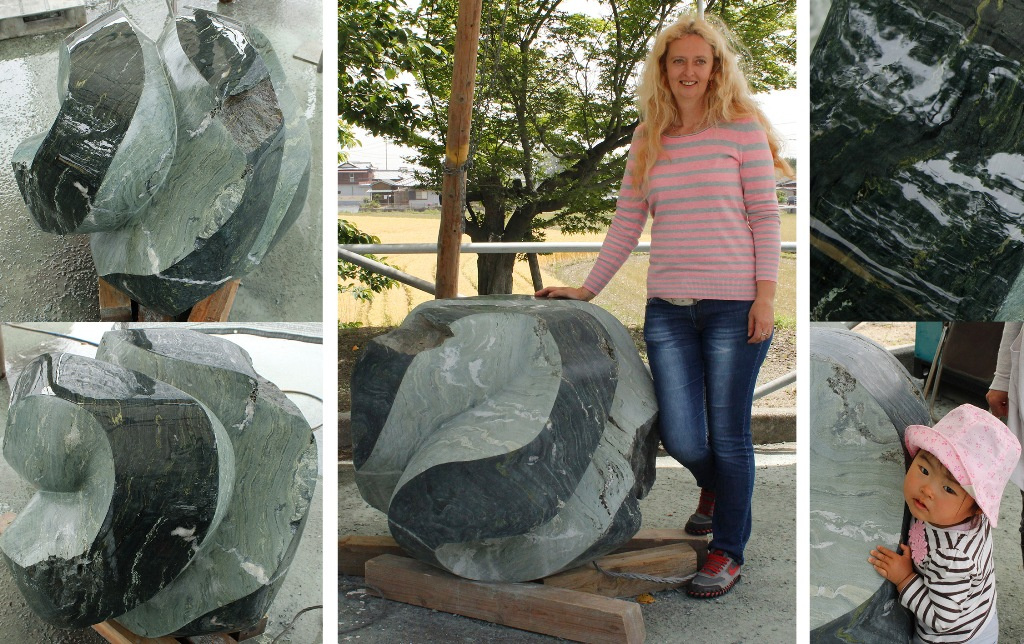
«Сніжка», 2016, сланець, 80х80х80 см, Сайджо, Японія
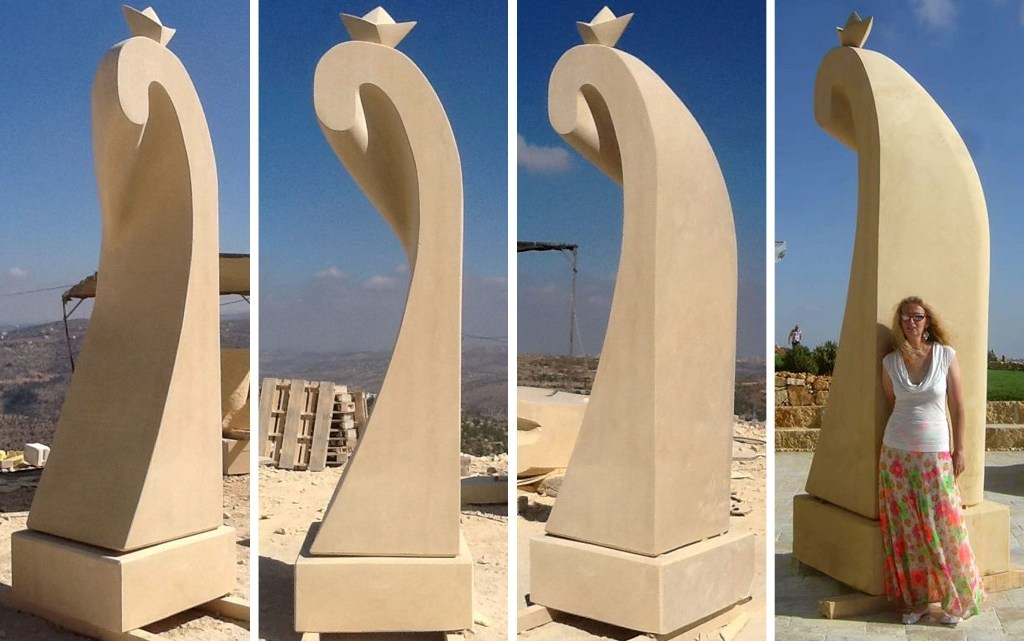
«На гребені хвилі», 2014, пісковик, 355x100x100 см, Равабі, Палестина
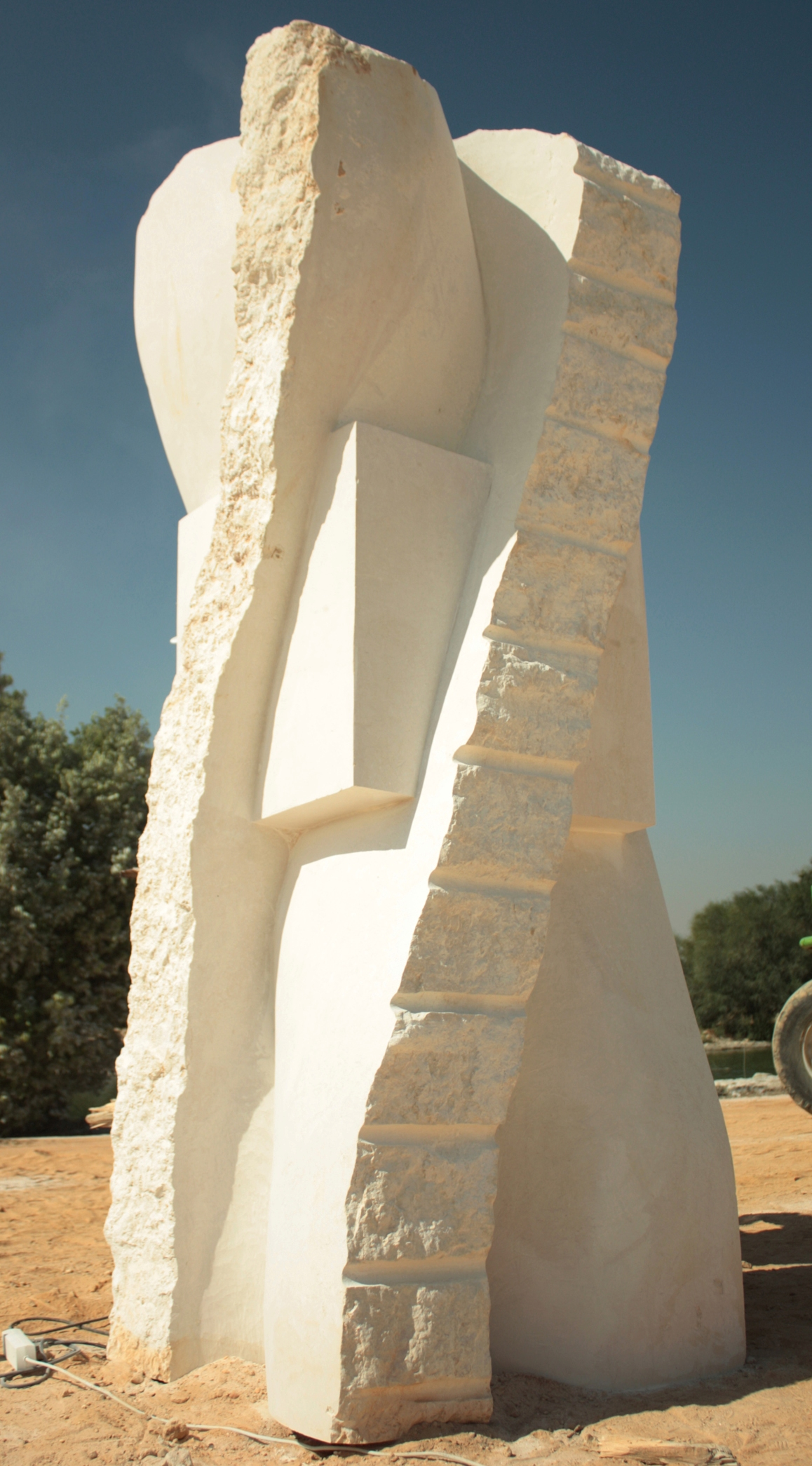
«Рух навколо», 2012, мармур, 300х100х100 см, Каїр, Єгипет
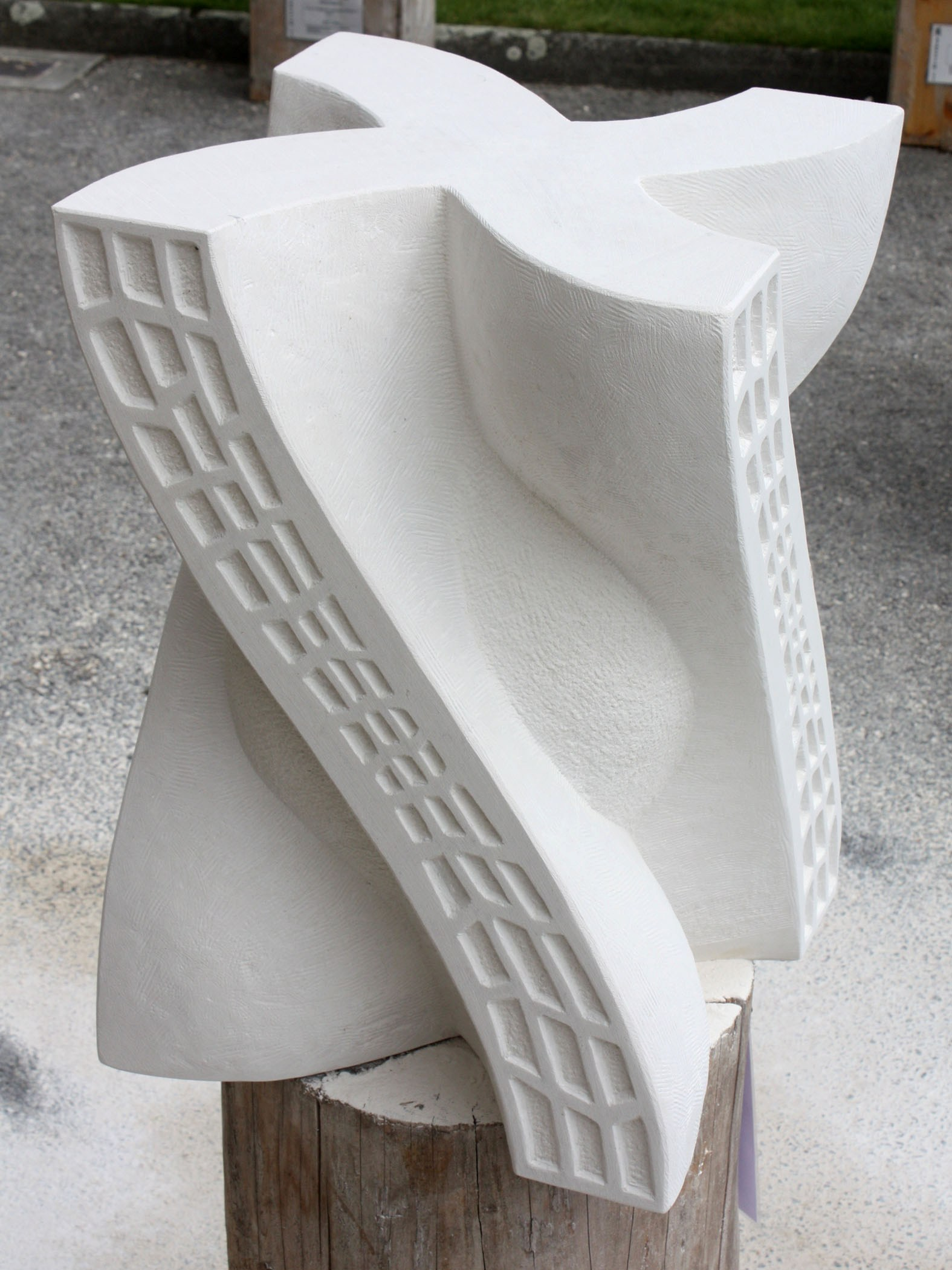
«Мулен Руж», 2013, вапняк, 60x40x40 см, Морж, Швейцарія
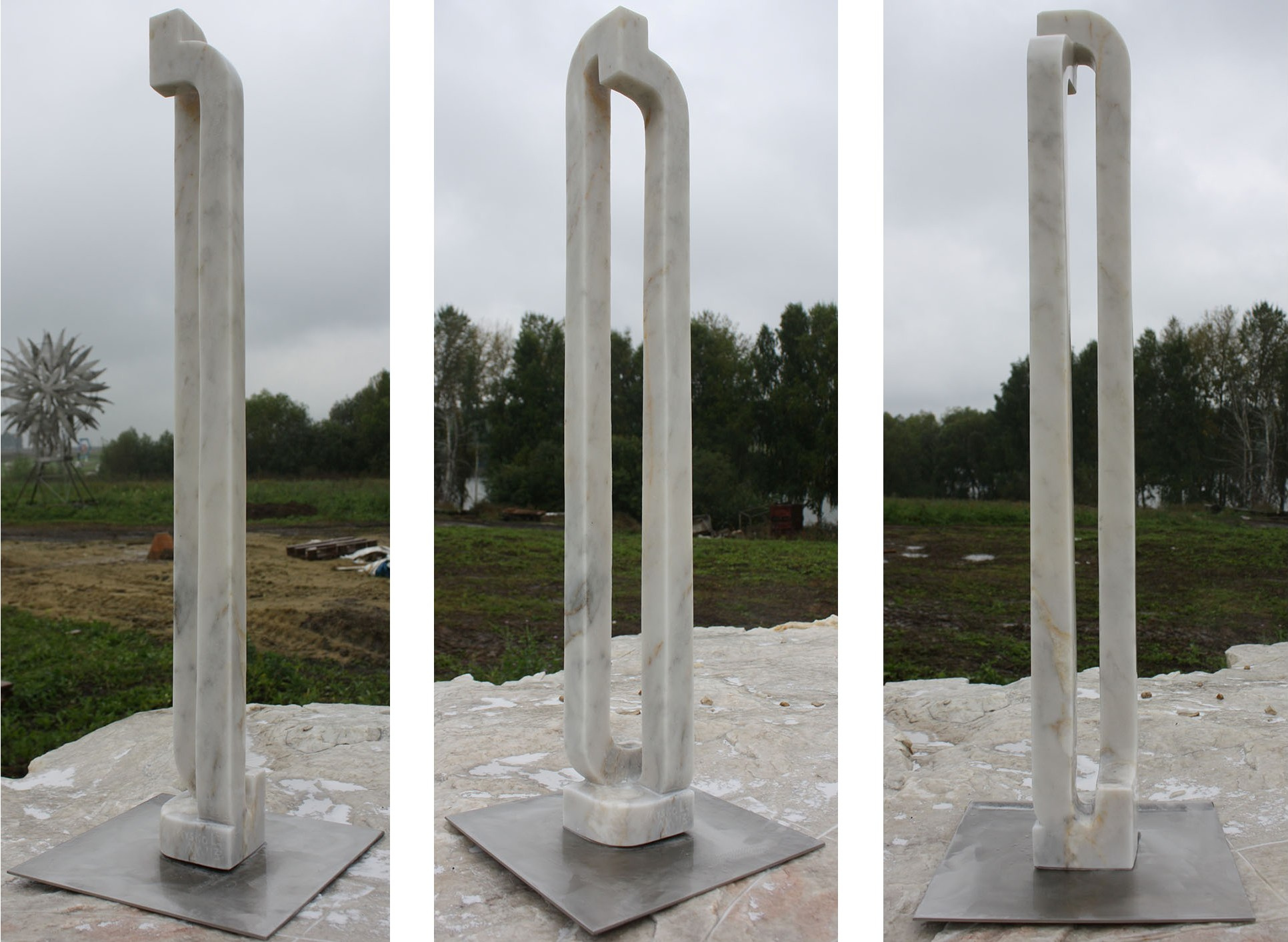
"Еволюція", 2013, мармур, 70х6х6 см, арт-резиденція, Пенза, Росія
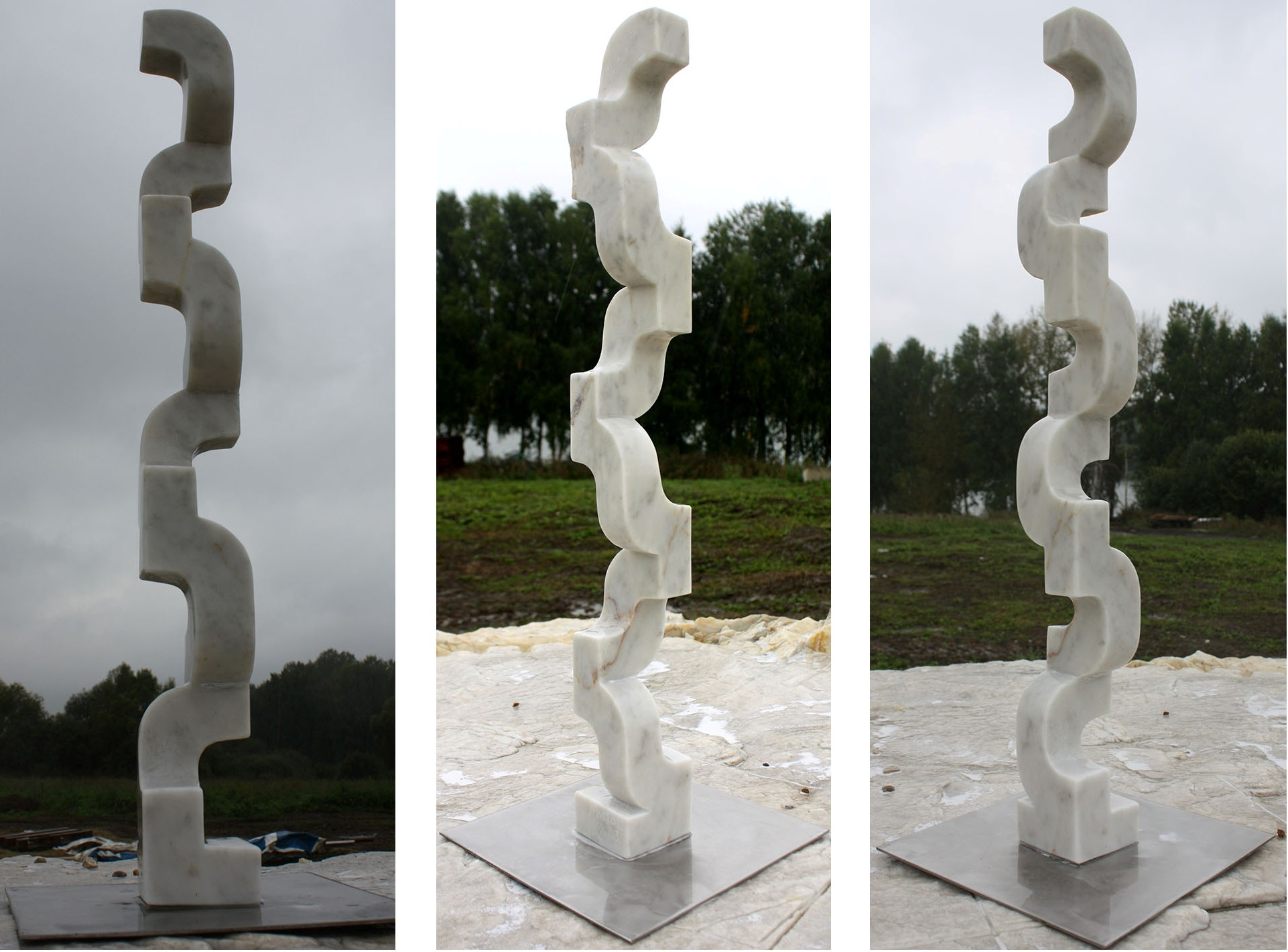
"Крок за кроком", 2013, мармур, 67х7х7 см, арт-резиденція, Пенза, Росія
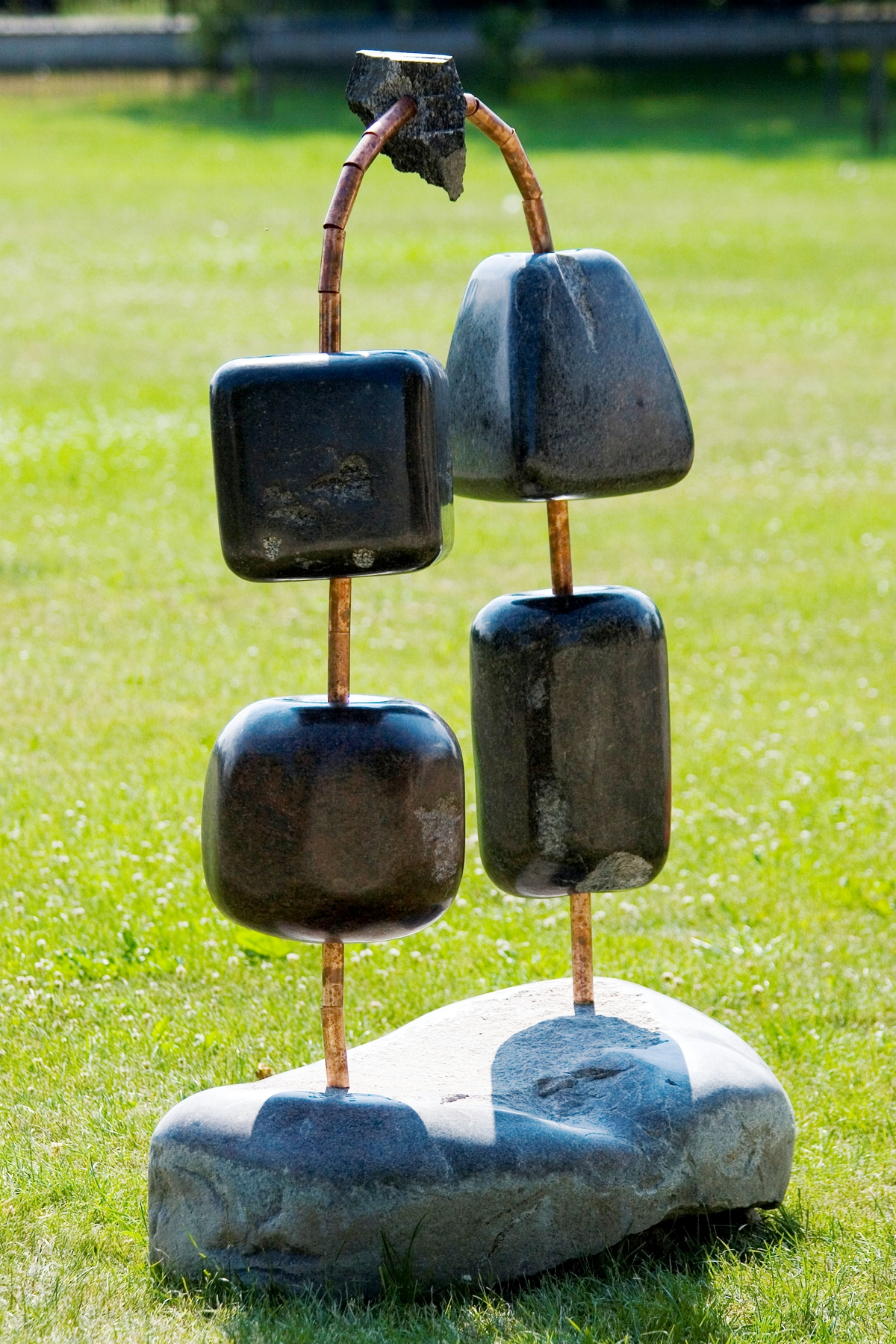
«Коралі», 2007, граніт, мідь, 170х100х50 см, Стальова Воля, Польща

## Участь у симпозіумах, мистецьких акціях та проєктах
- 2025 – Міжнародний симпозіум скульптури, мармур Makrana, Uttarayan Art Foundation, Вадодара, Індія.
- 2024 – І міжнародний симпозіум скульптури у Дубаї, оманський мармур, Обєднані Арабські Емірати.
- 2024 – 30-й міжнародний симпозіум скульптури, трахіт, Фордонджанус, Сардинія, Італія.
- 2024 – III LezArts des Vallons міжнародний симпозіум скульптури, Lanhelin граніт, Понт Реан, регіон Бретань, Франція.
- 2024 – II міжнародний форум скульптури у Мусандамі, мармур, Касап, Оман.
- 2024 – XI міжнародний табір скульпторів, мармур, Сухар, Оман.
- 2023 – IX міжнародний симпозіум зі скульптури з нержавіючої сталі та мармуру, ІТМ Університет, м.Гваліор, Індія.
- 2023 – V Les Geants du Nideck міжнародний симпозіум зі скульптури з пісковика, Обераслах, Ельзас, Франція.
- 2023 – співпраця з фірмою "Granity Skwara im. Stefana Skwary", м. Слопськ, Польща.
- 2023 – IV Tuwaiq міжнародний симпозіум зі скульптури з граніту, м. Ер Ріяд, Саудівська Аравія.
- 2022 – VIII міжнародний симпозіум зі скульптури з вапняка, м. Айа Напа, Кіпр.
- 2022 – La Vista міжнародний симпозіум скульптури з мармуру, нова адміністративна столиця, Єгипет.
- 2022 – кризова резиденція для українських митців під патронатом Інституту Адама Міцкевича, пісковик, Центр польської скульптури, Ороньсько, Польща.
- 2022 – міжнародна приватна ініціатива, openair галерея Ієна Н'юбері Орсхьо, Швеція.
- 2022 – VI міжнародний симпозіум скульптури, мармур, Алмазан, Іспанія.
- 2022 – міжнародна художня резиденція, кераміка, інсталяція, Тілбург, Нідерланди.
- 2022 – міжнародний симпозіум скульптури, онлайн, Портімао, Португалія.
- 2021 – La Vista міжнародний симпозіум скульптури з мармуру, м. Ведіан – нова адміністративна столиця, Єгипет.
- 2021 – II міжнародний симпозіум скульптури з металу, Біла Церква, Київська область.
- 2021 – Aldau міжнародний форум мистецтв, Хургада, Єгипет.
- 2020 – міжнародний мистецький онлайн фестиваль, Люксембург.
- 2020 – національний симпозіум скульптури з габро, Едем резорт, Стрілки, Львівська область.
- 2020 – міжнародний симпозіум скульптури з пісковика, Баглунг, Непал.
- 2020 – Ice Hotel, курорт Буковель Івано-Франківської області.
- 2019 – XVI міжнародна резиденція зі скульптури з граніту, м.Борийонг, Південна Корея.
- 2019 – VI міжнародний симпозіум зі скульптури з травертину, м.Сантьяго-де-Чилі, Чилі.
- 2019 – IX міжнародний симпозіум скульптури з граніту, м.Канів Черкаської області.
- 2019 – XI міжнародний симпозіум зі скульптури з вапняка, Жульєн, Франція.
- 2019 – VIII міжнародний симпозіум зі скульптури з алебастру, Ларань-Монтеглен, Верхні Альпи, Франція.
- 2019 – VI міжнародний симпозіум зі скульптури з вапняка, м. Миколаїв Львівської області.
- 2019 – II Mains d’art міжнародний симпозіум зі скульптури з вапняка, м.Сен-Мішель-де-Шавень (Сарт), Франція.
- 2019 – IV Beauce Art міжнародний симпозіум зі скульптури з каменю та металу, Сен-Джордж, Квебек, Канада.
- 2019 – VII фестиваль снігової скульптури, курорт Буковель Івано-Франківської області, Україна[18].
- 2018 – Кубок сніжно-льодяної скульптури, Ice Hotel, курорт Буковель Івано-Франківської області, Україна[3][4].
- 2018 – міжнародний симпозіум зі скульптури з граніту, м.Покровськ, Україна[8][10][19][20][21].
- 2018 – III міжнародний симпозіум зі скульптури з вапняка, м. Баку, Азербайджан[12][22].
- 2018 – V міжнародний симпозіум зі скульптури з вапняка, м.Миколаїв, Україна.
- 2018 – XIX міжнародний симпозіум зі скульптури з мармуру, Буюкчекмедже, Стамбул, Туреччина.
- 2018 – III міжнародний фестиваль піскової скульптури, м. Малевізі, о. Кріт, Греція[2].
- 2018 – XXVIII міжнародний симпозіум зі скульптури з вапняка, м. Маалот-Таршиха, Ізраїль.
- 2018 – XXIII міжнародний симпозіум зі скульптури, м. Асван, Єгипет[13][14][15].
- 2017 – І міжнародний симпозіум зі скульптури, м. Веньчжоу, Китай[5].
- 2017 – V міжнародний симпозіум зі скульптури з вапняка, м. Айа Напа, Кіпр[23].
- 2017 – IV міжнародний симпозіум зі скульптури з вапняка, м. Миколаїв Львівської області.
- 2017 – XXIV міжнародний симпозіум зі скульптури з дерева, м. Гьольджюк, Туреччина.
- 2017 – І національний симпозіум зі скульптури з вапняка, м. Дніпро.
- 2017 – II міжнародний фестиваль піскової скульптури, м. Малевізі, о. Кріт, Греція.
- 2017 – IV міжнародний симпозіум зі скульптури з мармуру, м. Анкара, Туреччина.
- 2017 – IV міжнародний симпозіум зі скульптури з вапняка, м. Айа Напа, Кіпр.
- 2017 – IX міжнародний симпозіум зі скульптури з бронзи, м.Каїр, Єгипет.
- 2016 – II Bisanthe міжнародний симпозіум зі скульптури з мармуру, м. Текірдаг, Туреччина.
- 2016 – І міжнародний симпозіум зі скульптури з алебастру, м. Вожур, Франція[24].
- 2016 – І міжнародний фестиваль піскової скульптури, м. Малевізі, о. Кріт, Греція.
- 2016 – III міжнародний симпозіум зі скульптури з каменю, м. Табріз, Іран.
- 2016 – І міжнародний симпозіум зі скульптури з дерева, м. Київ.
- 2016 – Uchinuki 21 міжнародний симпозіум зі скульптури з голубого сланцю, м. Сайжо, Японія.
- 2016 – XV міжнародний симпозіум зі скульптури з мармуру, м. Мумбаї, Індія.
- 2015 – І міжнародний симпозіум зі скульптури з мармуру, м. Хошимін, В'єтнам.
- 2015 – І міжнародний симпозіум зі скульптури з мармуру, м. Гіресун, Туреччина.
- 2015 – V Kuzgun Acar міжнародний симпозіум зі скульптури з мармуру, м. Бурса, Туреччина.
- 2015 – І Bisanthe міжнародний симпозіум зі скульптури з мармуру, м. Текірдаг, Туреччина.
- 2015 – V KÖMÜRCÜOĞLU міжнародна скульптурна колонія, м. Денізлі, Туреччина.
- 2015 – II міжнародний симпозіум зі скульптури, м. Фучжоу, Китай.
- 2015 – II міжнародний симпозіум зі скульптури з вапняка, м. Айа Напа, Кіпр.
- 2015 – конкурс проектів монументів, що символізують Європу, м. Карансебеш, Румунія.
- 2014 – XV Zhong Dong Group міжнародний симпозіум зі скульптури, м. Чангчунь, Китай.
- 2014 – VIII міжнародний симпозіум зі скульптури з воску, м. Убон Ратчатхані, Таїланд.
- 2014 – І міжнародний симпозіум зі скульптури з пісковика, м. Равабі, Палестина.
- 2014 – XXIV міжнародний симпозіум зі скульптури з мармуру, м. Маалот-Таршиха, Ізраїль.
- 2013 – І гумористичний міжнародний симпозіум зі скульптури з мармуру, м. Анталія, Туреччина.
- 2013 – І всеукраїнський симпозіум зі скульптури з вапняка, м. Запоріжжя.
- 2013 – арт-резденція, м. Пенза, Росія.
- 2013 - симпозіум зі скульптури з граніту, с. Буша Вінницької області.
- 2013 – міжнародний симпозіум зі скульптури з пісковика, с. Буковель Івано-Франківської  області[25].
- 2013 – VIII міжнародний симпозіум зі скульптури з граніту, м. Бресюїр, Франція[26].
- 2013 – XI міжнародний симпозіум зі скульптури з каменю, м. Морж, Швейцарія.
- 2012 - III Ostraka міжнародний симпозіум зі скульптури з мармуру, м. КаЇр, Єгипет.
- 2012 - симпозіум зі скульптори з пісковику та граніту, с. Буша Вінницької області.
- 2012 - VI міжнародний симпозіум зі скульптури з дерева, м. Сіон, Швейцарія.
- 2012 - X міжнародний симпозіум зі скульптури з мармуру, м. Карансебеш, Румунія.
- 2012 - VI міжнародний симпозіум зі скульптури з дерева, м. Дамаск, Сирія.
- 2011 – VI міжнародний симпозіум зі скульптури з вапняку, м. Геракліон, о. Кріт, Греція.
- 2011 – VI  міжнародний симпозіум зі скульптури з воску, м. Убон Ратчатхані, Таїланд.
- 2011 – X міжнародний симпозіум зі скульптури з каменю, м. Морж, Швейцарія.
- 2010 – симпозіум зі скульптури з вапняку, Київська дитяча Академія мистецтв, м. Київ, Україна.
- 2010 – І міжнародний симпозіум скульптури з каменю, м. Хуст, Україна.
- 2010 – I Ostraka міжнародний симпозіум скульптури з мармуру, м. Шарм-Ель-Шейх, Єгипет.
- 2010 – І міжнародний фестиваль снігової скульптури у Львові «Снігослід».
- 2009 – I міжнародний фестиваль емалі в Україні, музей українського народного декоративного  мистецтва, м. Київ.
- 2008 – конкурс дизайнерських колекцій одягу тематики антиСНІД «Поглянь Навколо», м. Львів.
- 2008 – «Авторський майстер-клас скульптури з гіпсу Юрія та Людмили Миськів»  організований ТМ   Blend-a-med, м. Київ.
- 2008 – Volkswagen фестиваль піскової скульптури, м. Мінськ, Білорусь.
- 2008 – міжнародний скульптурний симпозіум в камені «Батурин — 2008»  за підтримки Президента України Віктора Ющенка, м. Батурин[27][28].
- 2008 – II симпозіум з крижаної скульптури «Сад танучих скульптур», м. Львів.
- 2007 – всеукраїнський скульптурний симпозіум в камені «Шевченкова алея»  організований за ініціативи Президента України Віктора Ющенка, м. Канів[29][30].
- 2007 – симпозіум зі скульптури (вапняк), спорудження пам'ятника Ярославу Мельнику – «Роберту» – провідникові ОУН-УПА, с. Липа Долинського району Івано-Франківської області.
- 2007 – міжнародний симпозіум зі скульптури (граніт), створення «Галереї  через дотик» для осіб з  вадами зору, м. Стальова Воля, Польща[17].
- 2007 – V міжнародний фестиваль піскової скульптури, м. Київ[1].
- 2007 – І симпозіум із крижаної скульптури «Вертеп», м. Львів.
- 2006 – проект піскової скульптури «Парад історії. Романови», м. Санкт-Петербург, Росія.
- 2006 – IV міжнародний фестиваль піскової скульптури, м. Київ.
- 2006 – фестиваль піскової скульптури, Гідропарк, клуб «Опіум», м. Київ.
- 2006 – проект льодової скульптури, ТРЦ «Ритм», Київ.
- 2006 – проект льодової скульптури, ТРЦ «Альта-центр», м. Київ.
- 2005 – мистецька акція-конкурс фотографії «АнтиСНІД», м. Львів.
- 2005 – III міжнародний фестиваль піскової скульптури, м. Київ.
- 2004 – симпозіум зі скульптури (пісковик), с. Букатинка Чернівецького району Вінницької області.
- 2004 – симпозіум зі скульптури (вапняк), м. Калуш Івано-Франківської області.
- 2004 – симпозіум зі скульптури (вапняк), м. Жовква Львівської області[6].
- 2003 – мистецька  акція-конкурс «АнтиСНІД. Театралізована презентація авторського костюму», м. Львів.
- 2003 – симпозіум зі скульптури (пісковик), спорудження пам'ятника жертвам Голодомору і репресій, с. Сокіл Чернівецького району Вінницької області.
- 2003 – симпозіум зі скульптури (вапняк) «Алея Шевченка», парк «Шевченківський гай», м. Львів.
- 2002 – мистецька  акція-конкурс «АнтиСнід. Бодіарт», м. Львів.
- 2002 – симпозіум зі скульптури (пісковик), м. Кременчук Полтавської області, Україна.
- 2002 – міжнародний симпозіум зі скульптури «Дорога мистецтва» (пісковик), м. Вельки Шаріш,  Словаччина.
- 1999 – мистецька акція-конкурс «Україна і СНІД. Перехрестя тисячоліть», м. Львів.
- 1999 – міжнародний симпозіум зі скульптури (вапняк), м. Івано-Франківськ[31].
- 1998 – мистецька акція-конкурс «Молодь проти СНІДу», м. Львів.
- 1998 – І міжнародний фестиваль ковалів «Галицька імпреза-98», м. Львів.
- 1998 – мистецький пленер «Кераміка-98», м. Полтава.
- 1998 – пленер із садово-паркової скульптури «Сад українських пісень та байок» (дуб), м. Охтирка Сумської області.
- 1998 – симпозіум зі скульптури «Подільський оберіг» (пісковик), с. Буша Ямпільського району Вінницької області.

## «Пазли війни», персональний виставковий проект, 2022, Тільбург, Нідерланди
- "Буча", 2022, шамот, глина, 132x34 см, Тільбург, Нідерланди.
- “Кривава земля” 2022, шамот, дуб, 53,5х43 см, Тілбург, Нідерланди.
- “Білий Мир” 2022, дерев’яні пазли, дуб, акрил, 53,5х43 см, Тілбург, Нідерланди.
- «Діти підземелля, Азовсталь, Маріуполь» 2022, папір, олівці, 2 частини 110х110 см, Тілбург, Нідерланди.
- “Діти – цілі руZZкава міра” 2022, інсталяція, полотно на картоні, акрил, картон, дерево, 210х350 см, Тілбург, Нідерланди.

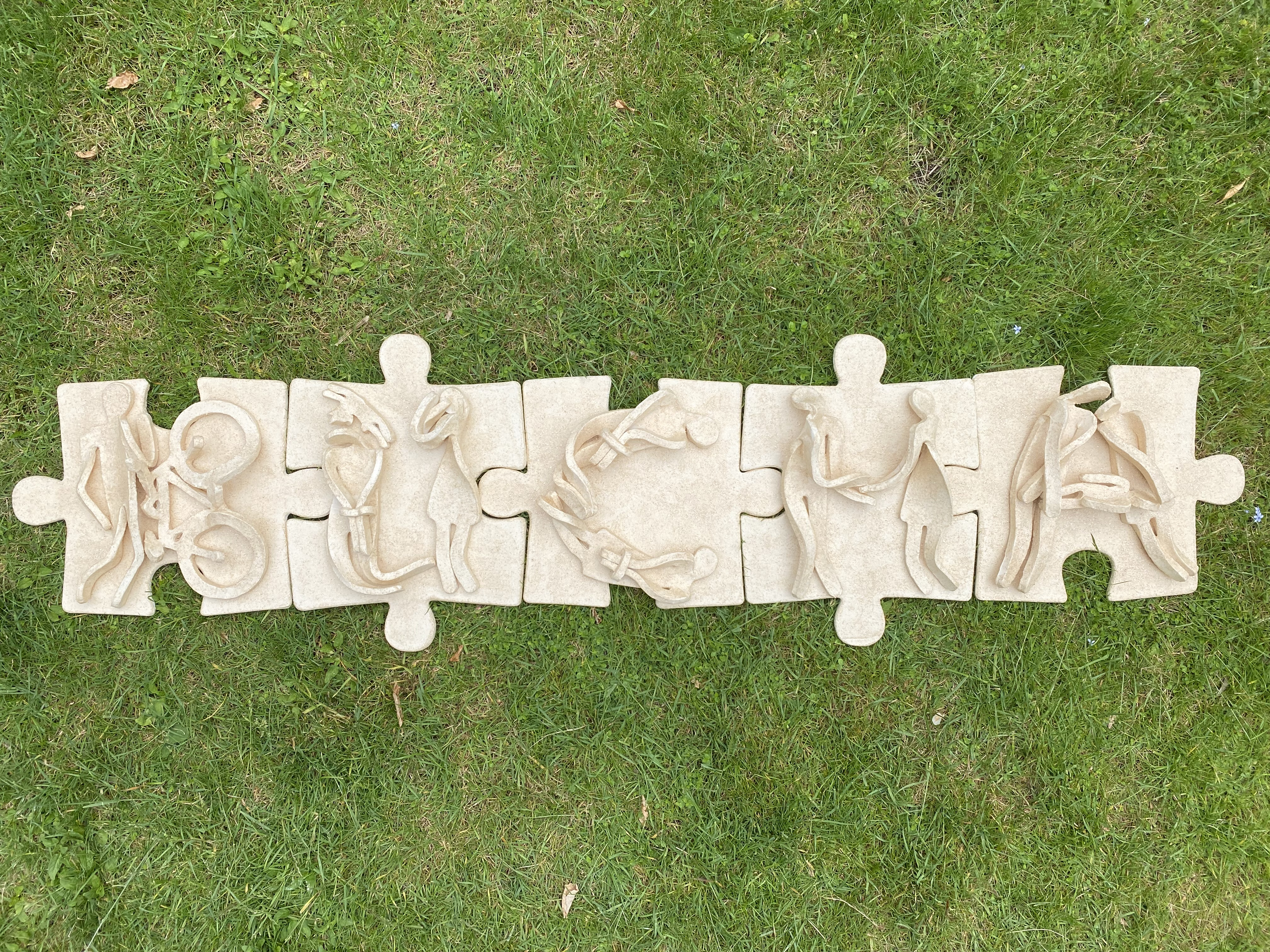
«Буча» 2022, шамот, 132х34 см, Тілбург, Нідерланди
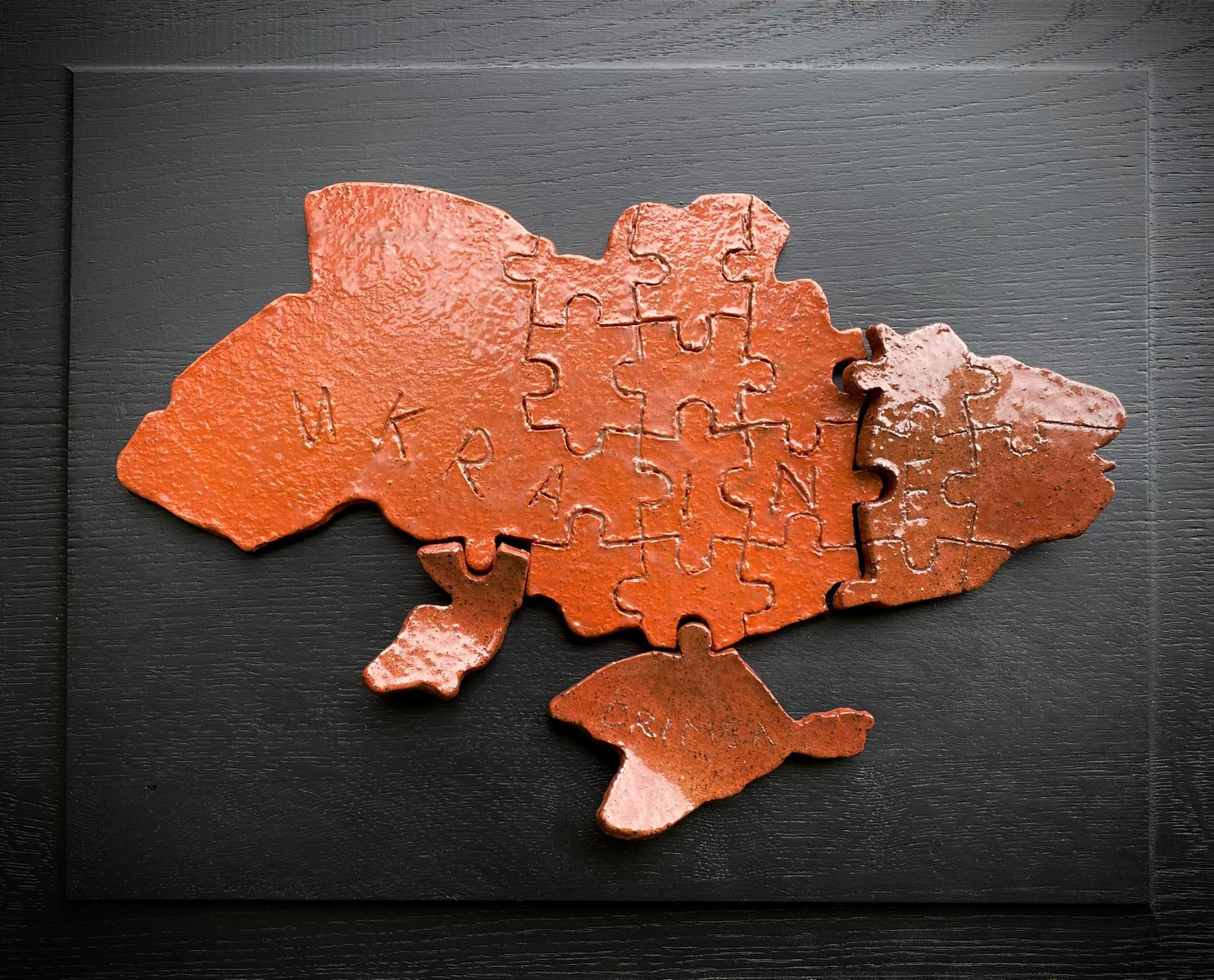
“Кривава земля” 2022, шамот, дуб, 53,5х43 см, Тілбург, Нідерланди
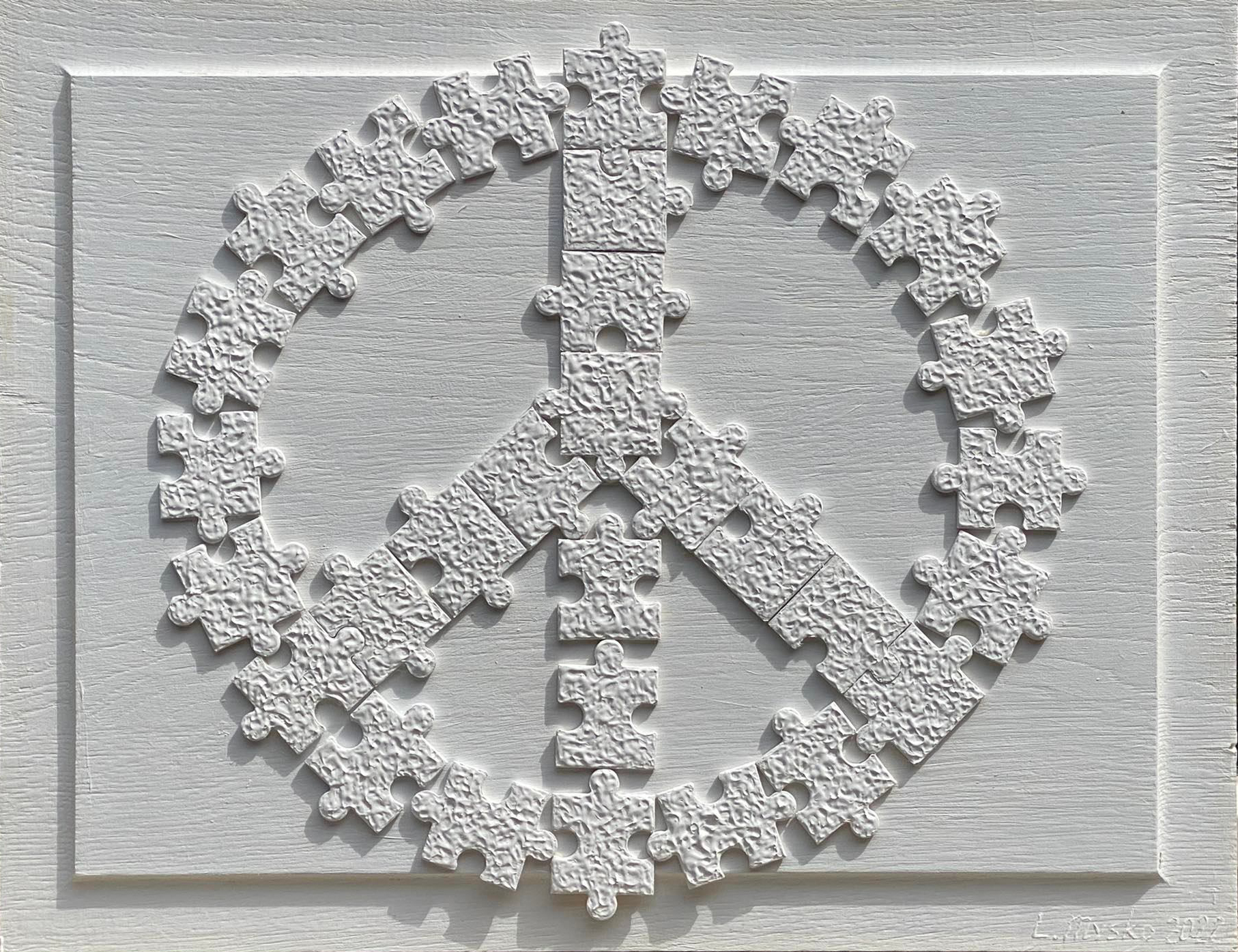
“Білий Мир” 2022, дерев’яні пазли, дуб, акрил, 53,5х43 см, Тілбург, Нідерланди
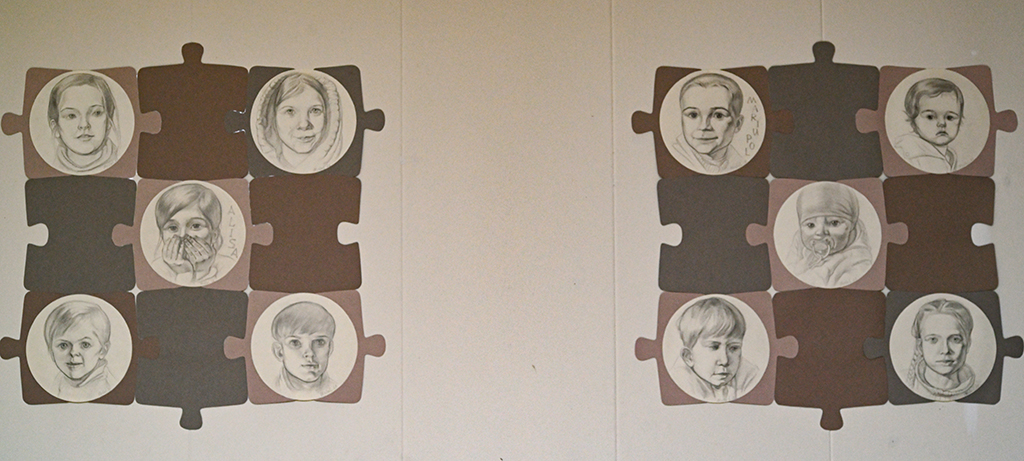
«Діти підземелля, Азовсталь, Маріуполь» 2022, папір, олівці, 2 частини 110х110 см, Тілбург, Нідерланди
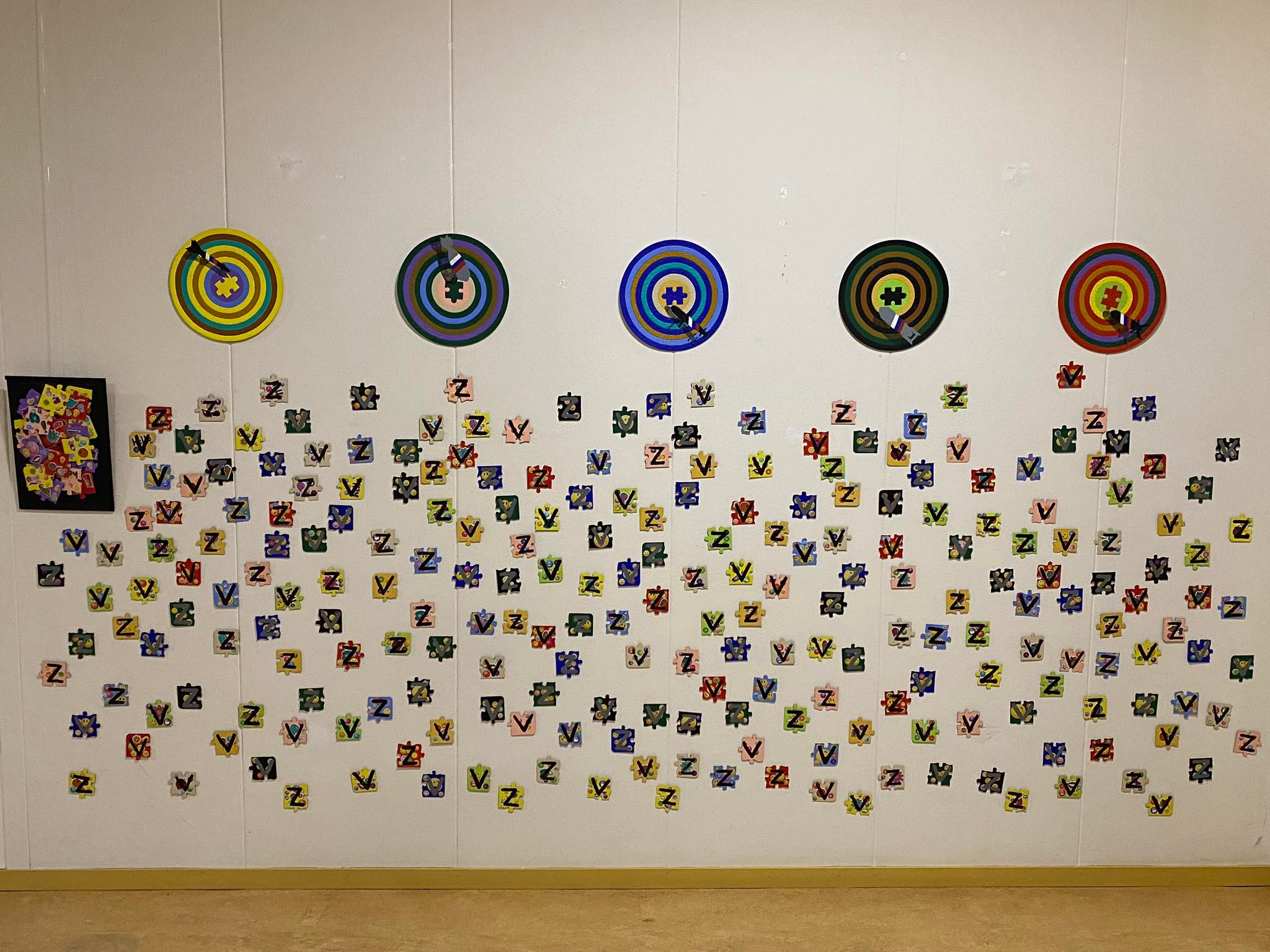
“Діти – цілі руZZкава міра” 2022, інсталяція, полотно на картоні, акрил, картон, дерево, 210х350 см, Тілбург, Нідерланди

## Символічний фігуратив

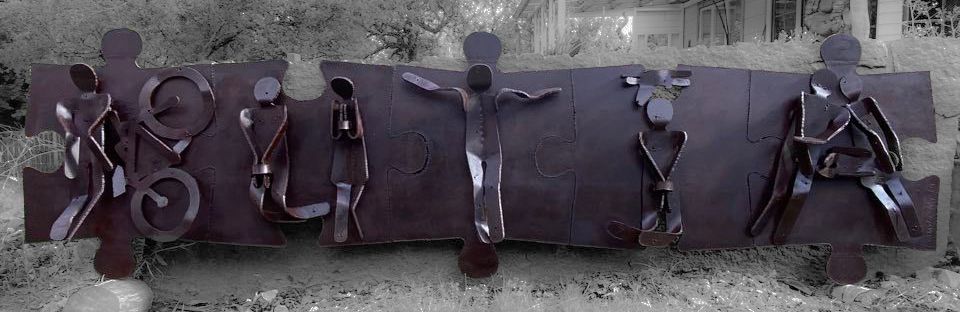
«Буча» шведськомовний варіант, 2022, метал, 475х130 см, Орсхьо, Швеція
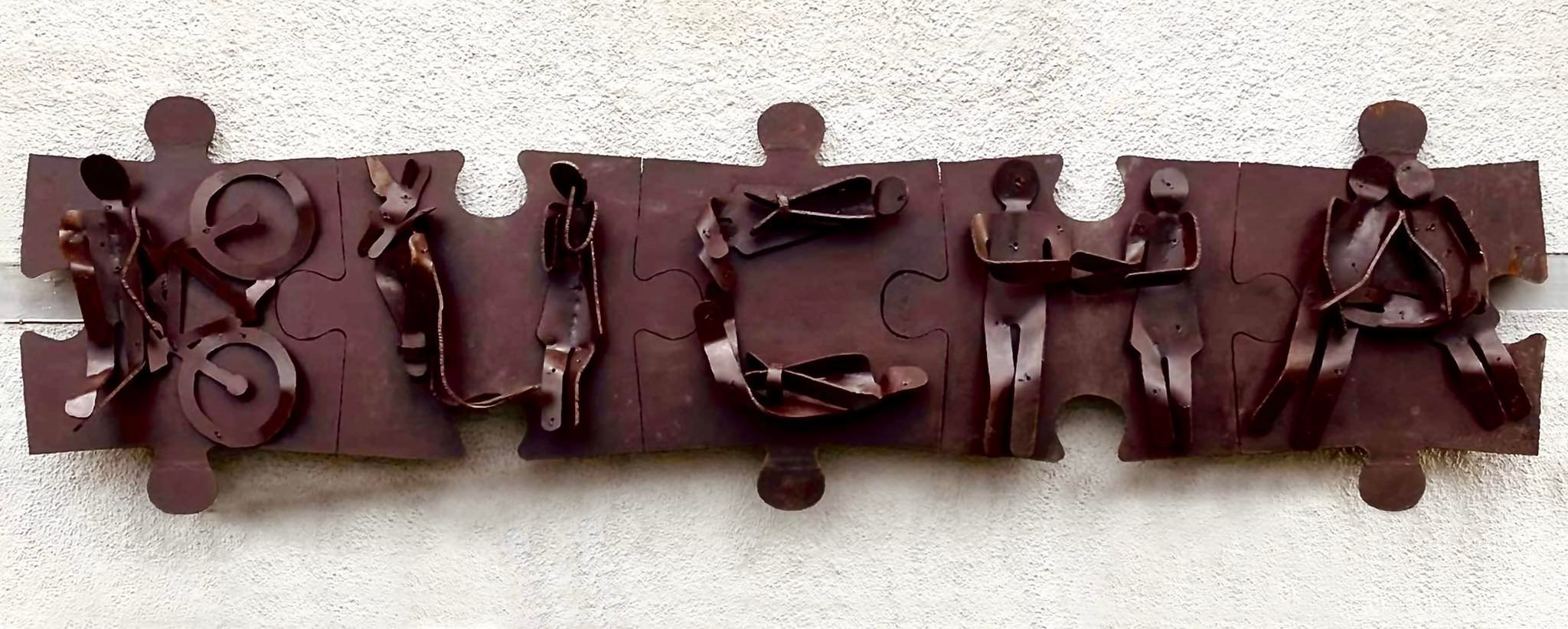
«Буча» англомовний варіант, 2022, метал, 475х130 см, Орсхьо, Швеція
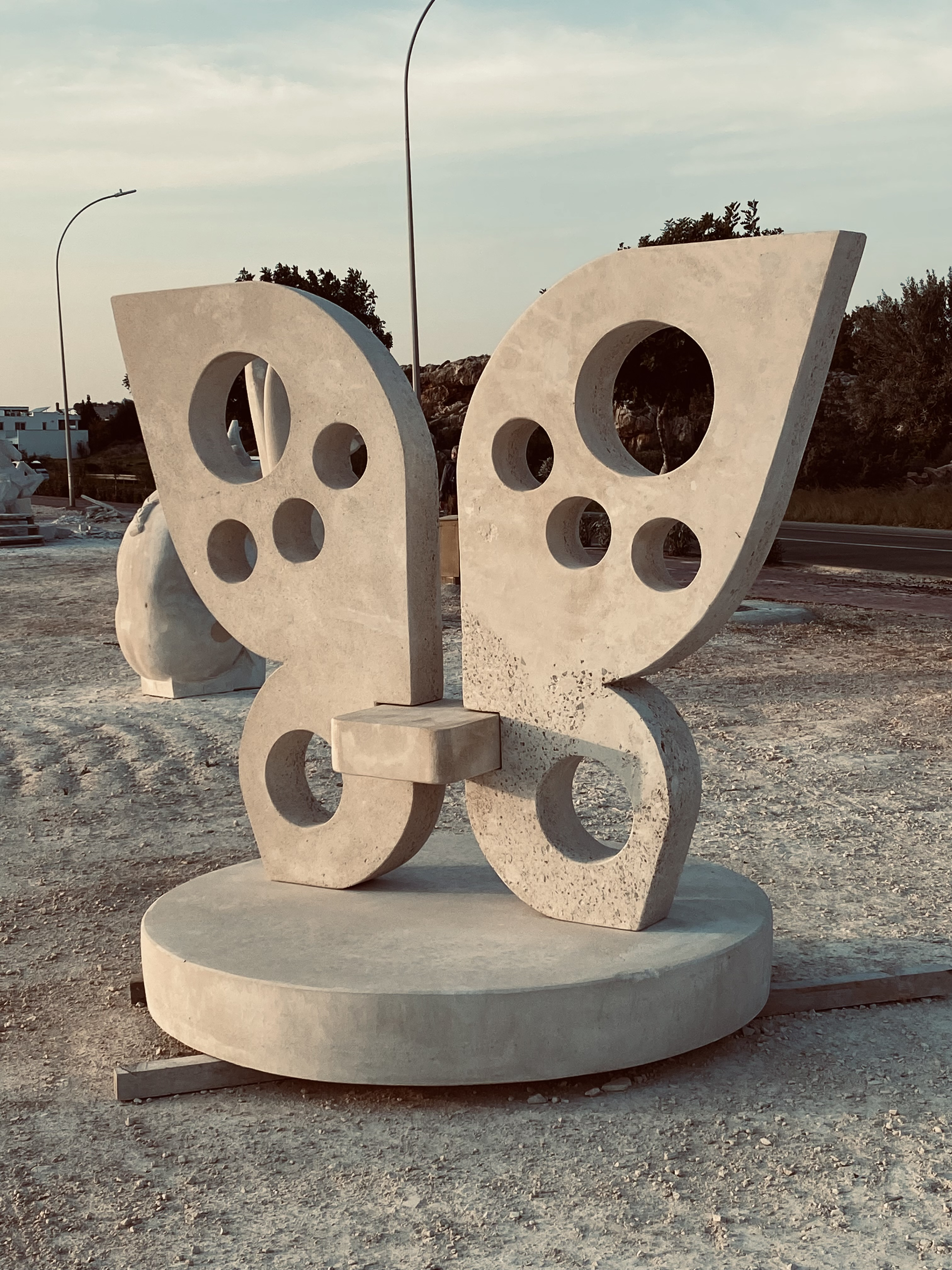
"Психея", 2022, вапняк, 202х243х178 см, Айя-Напа, Кіпр
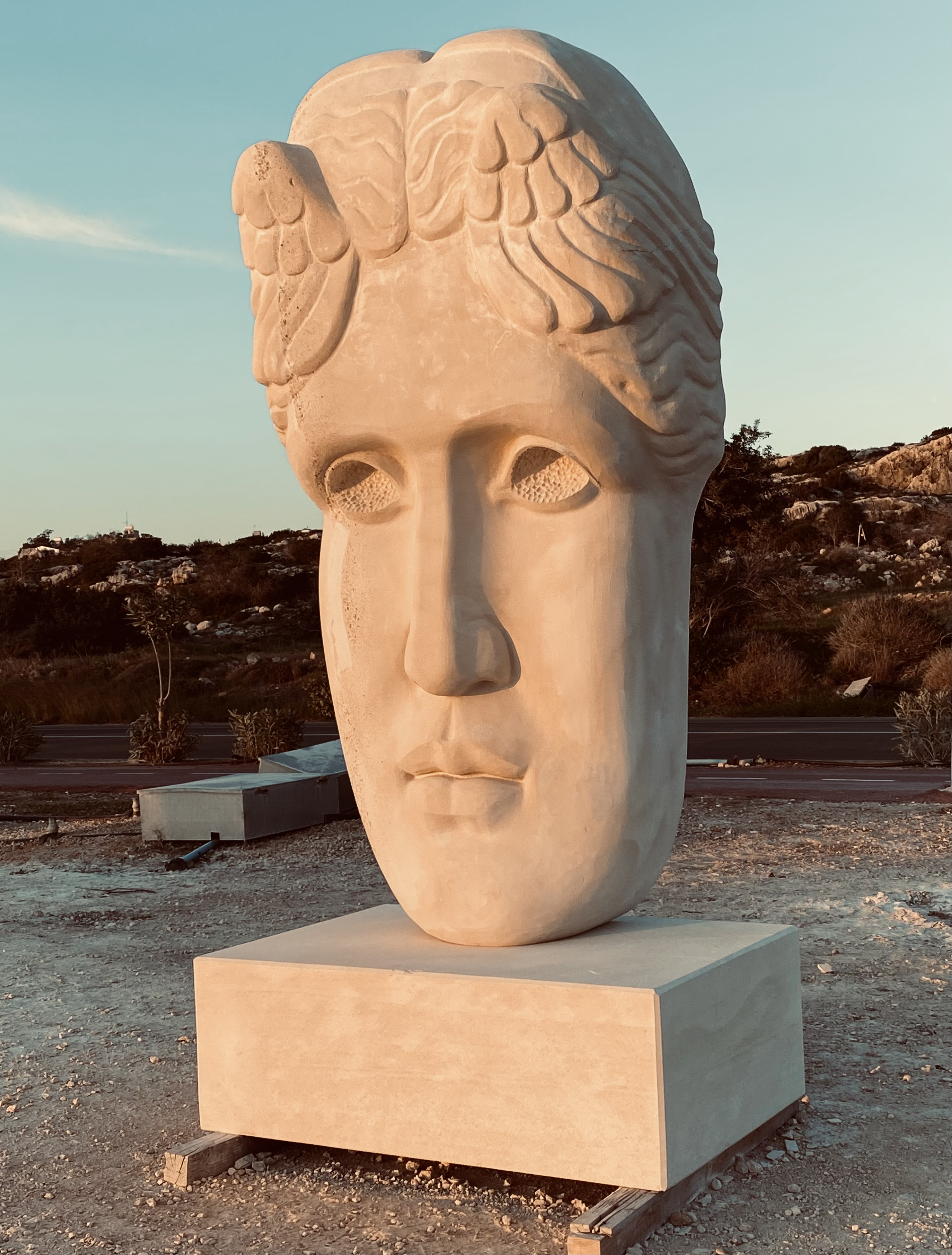
"Гіпноз", 2022, вапняк, 250х120х80 см, Айя-Напа, Кіпр
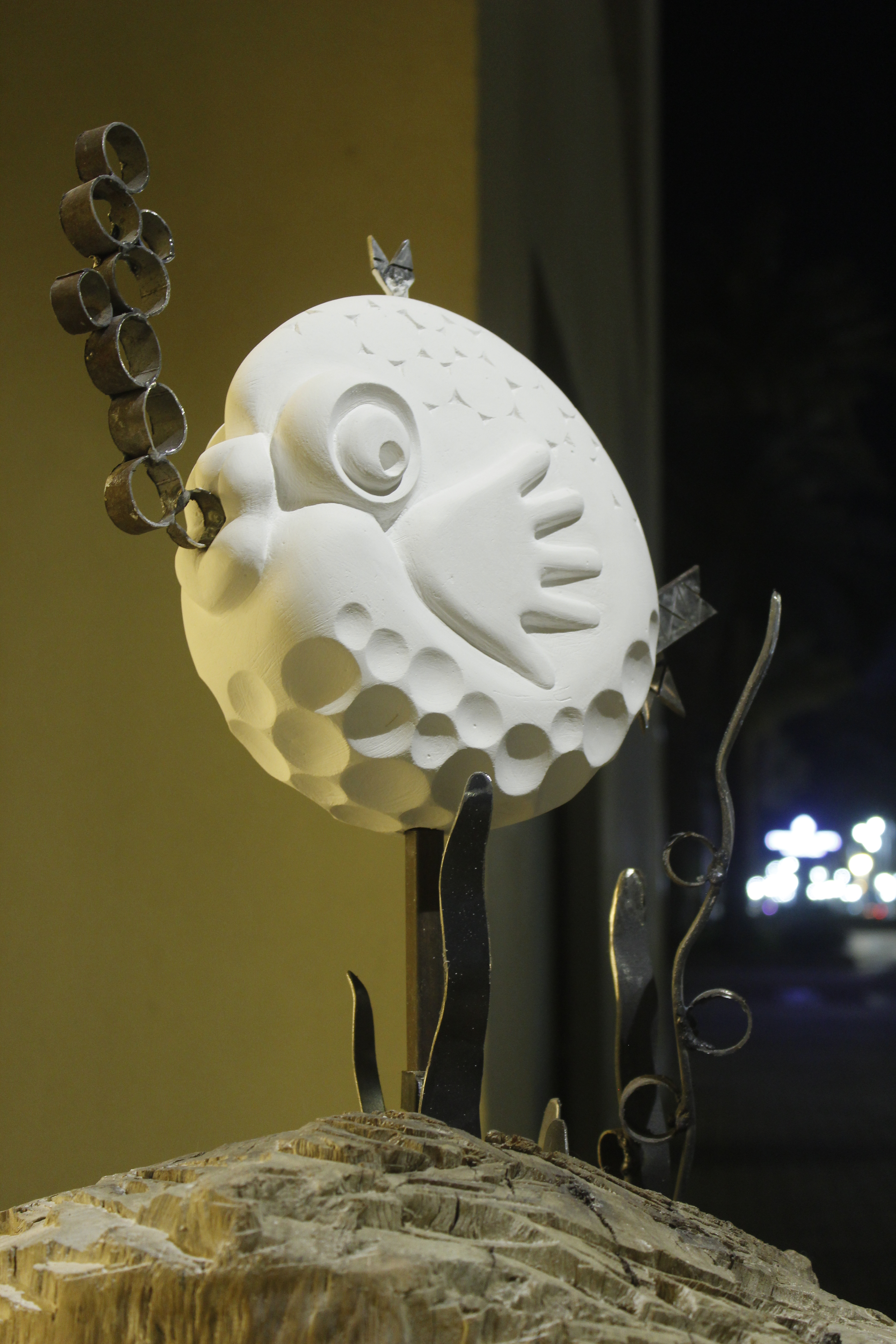
«Жартівлива червономорська риба», 2021, гіпс, метал, дерево, 62х55х50 см, Steigenberg Aldau Beach Hotel, м.Хургада, Єгипет
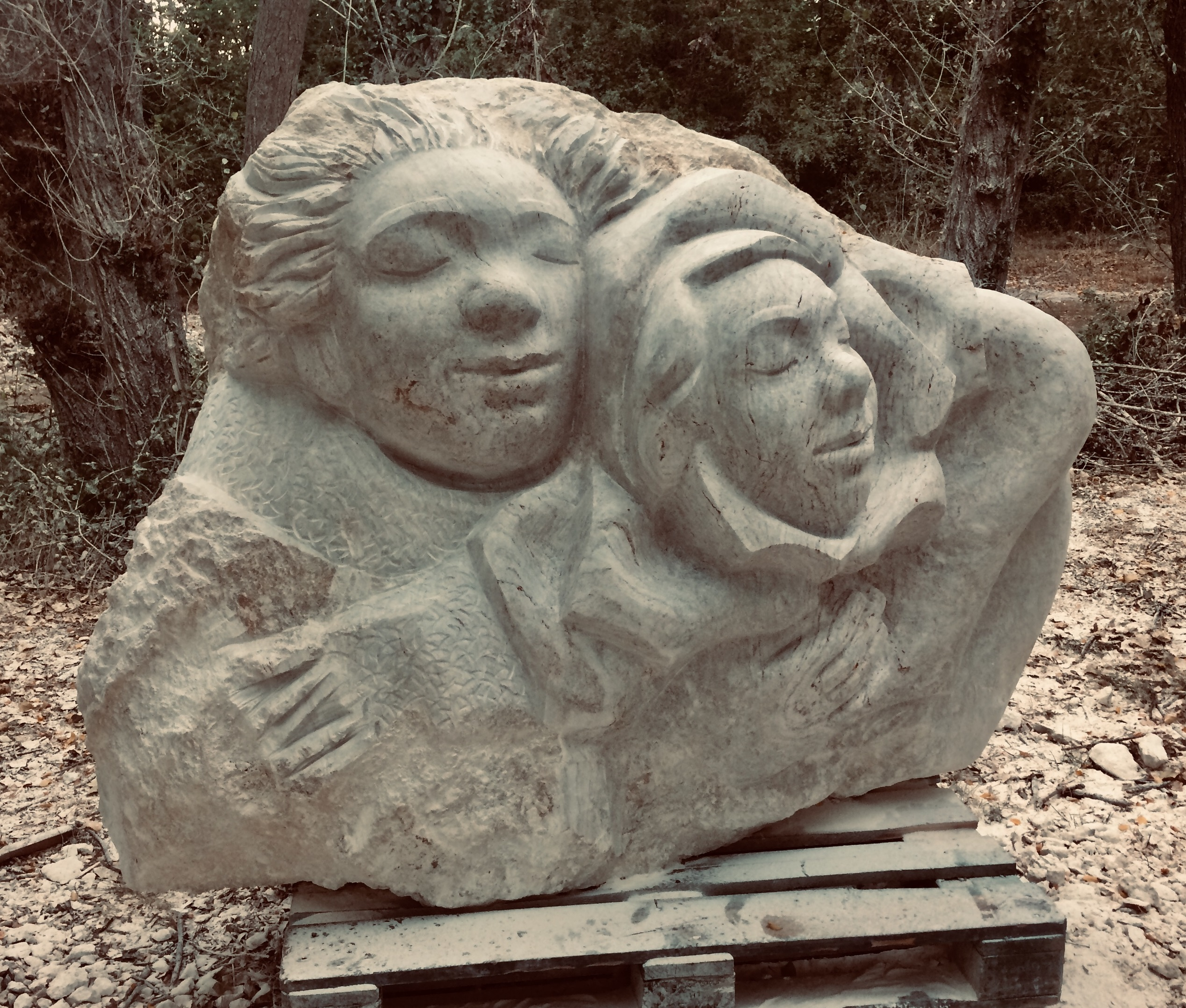
«Маленький принц», 2019, алебастр, 130х170х100 см, Ларань-Монтеглен, Верхні Альпи, Франція
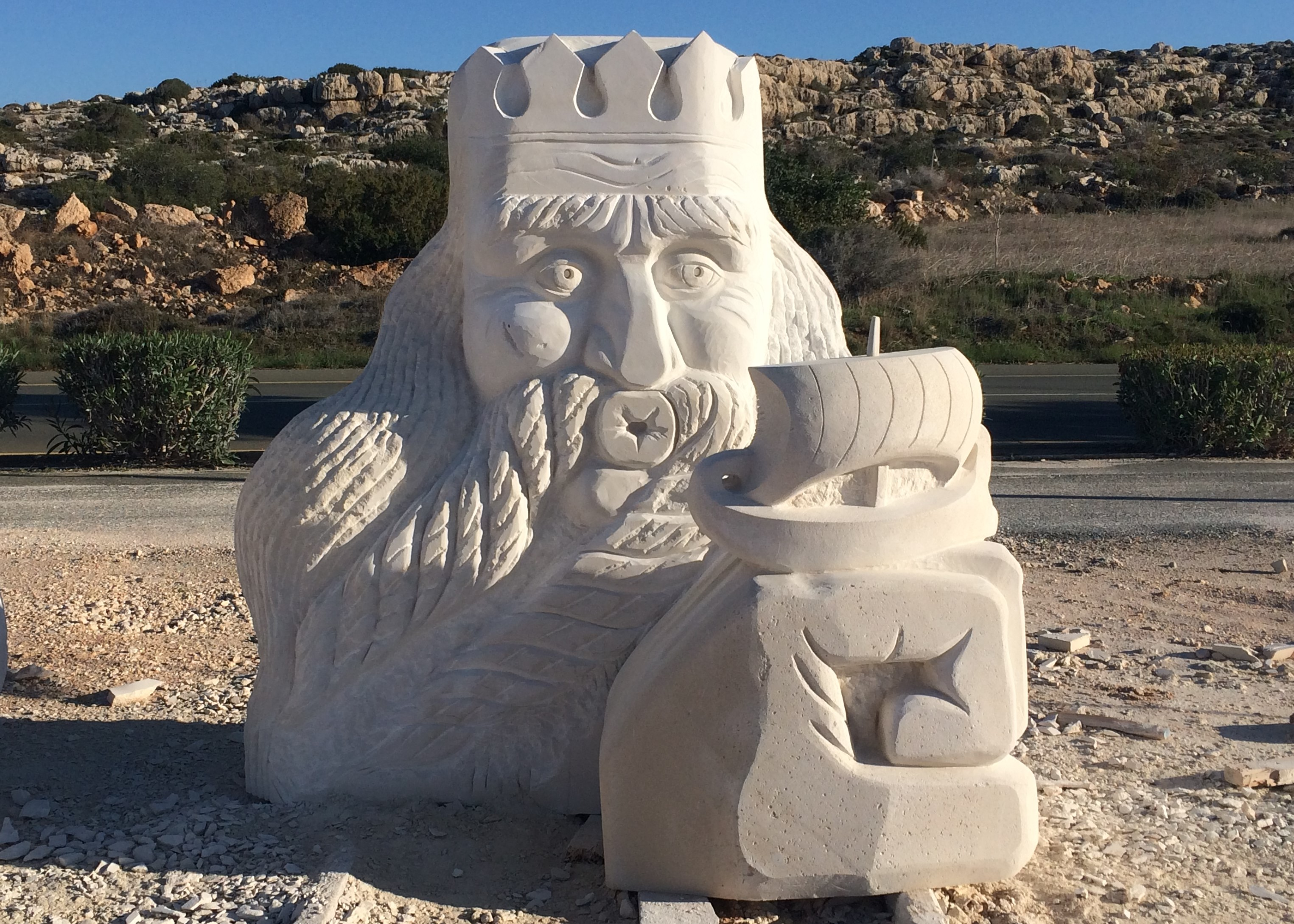
"Посейдон", 2017, вапняк, 200х200х120 см, Айа Напа, Кіпр, у співавторстві.
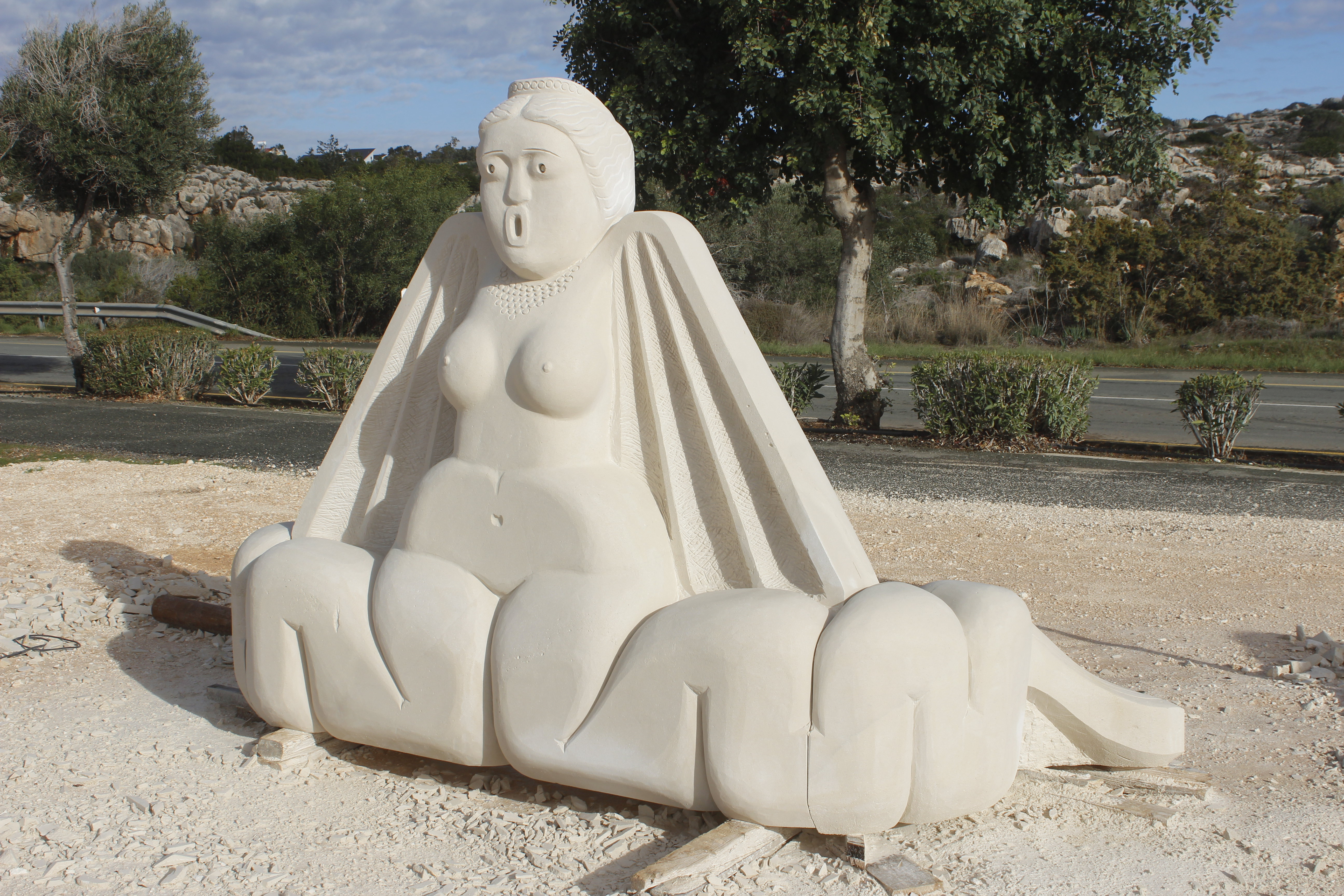
"Сирена", 2017, вапняк, 200х335х125 см, Айа Напа, Кіпр, у співавторстві.
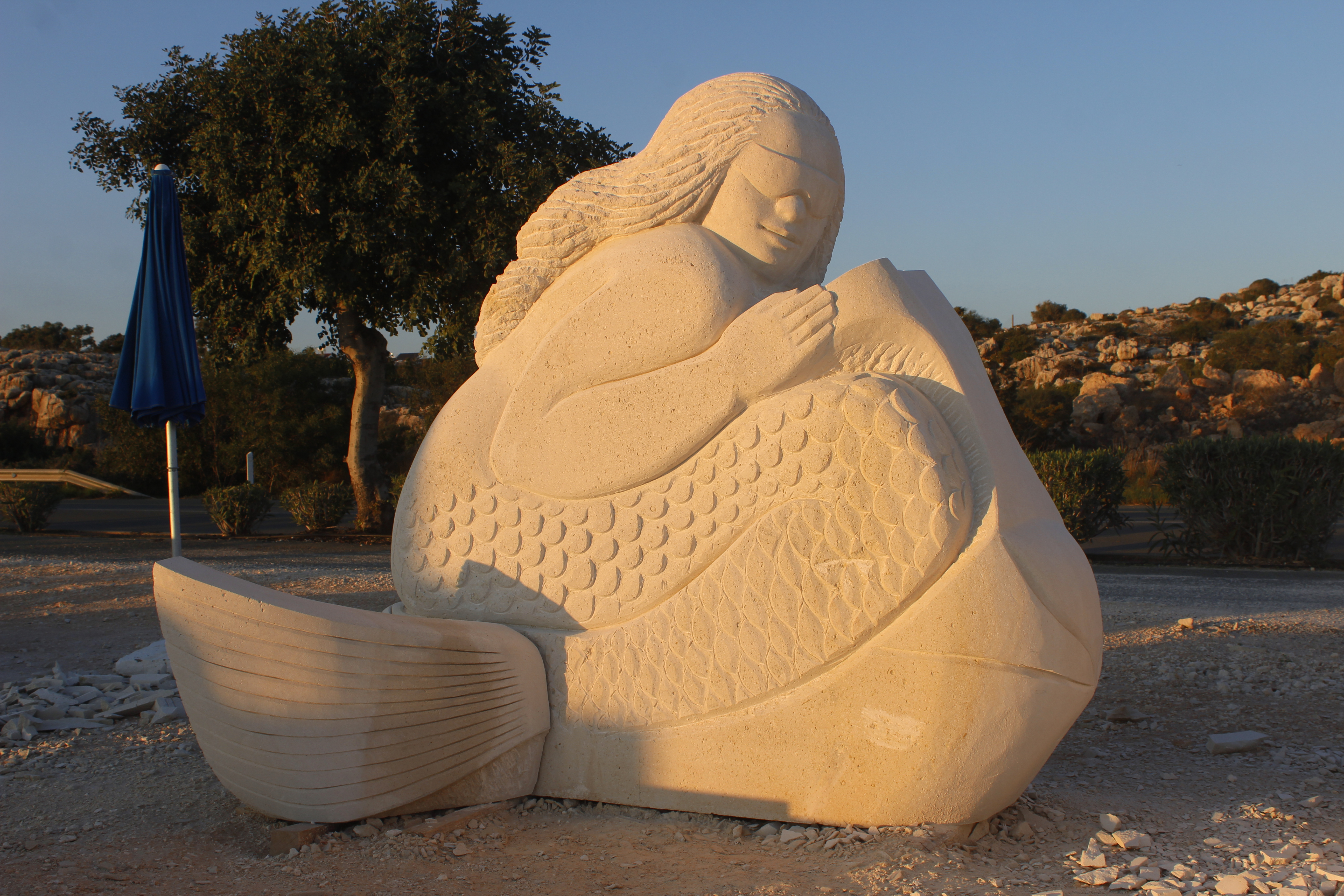
"Русалка", 2017, вапняк, 190х200х130 см, Айа Напа, Кіпр, у співавторстві[23].
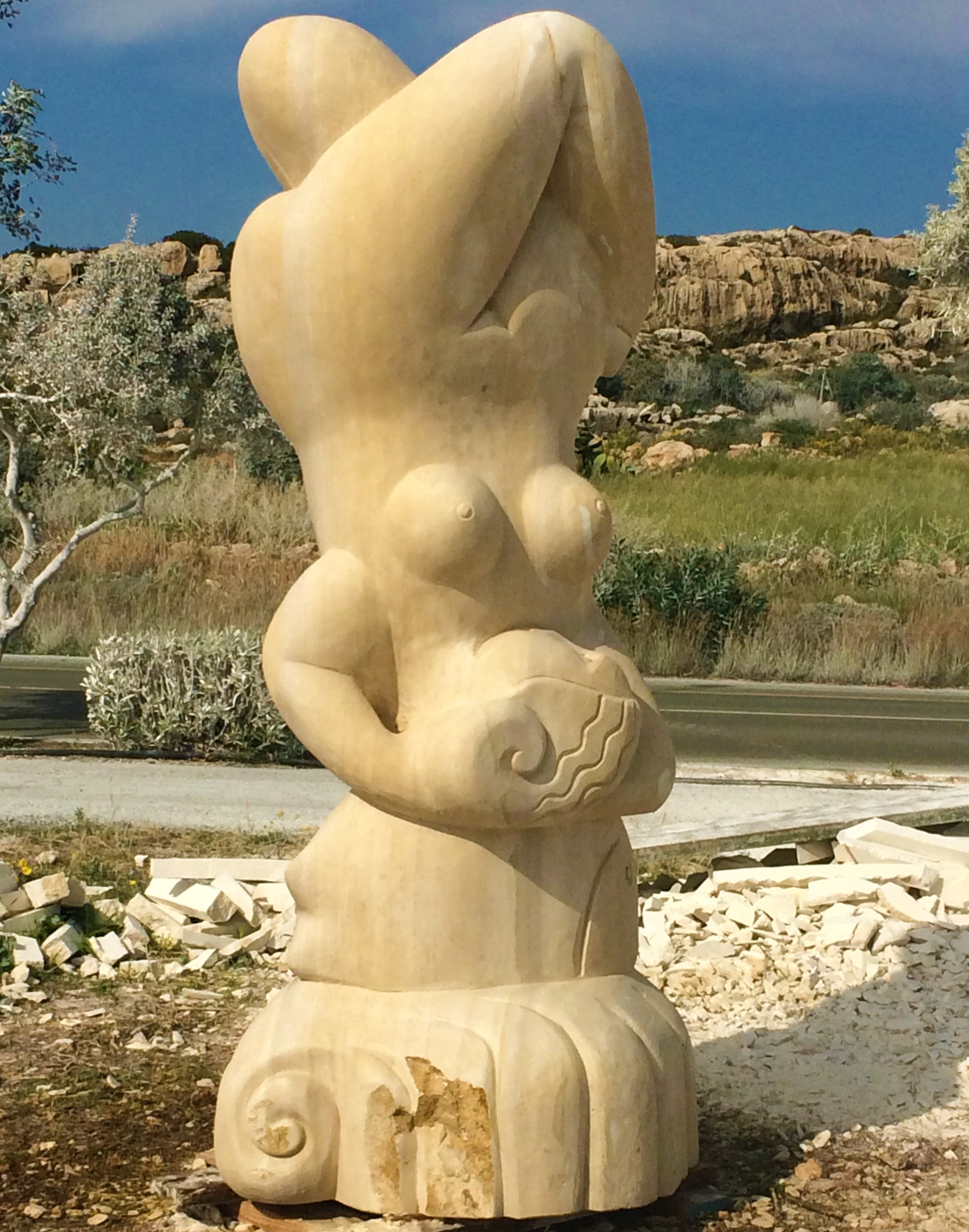
"Народження Афродіти", 2017, вапняк, 260х95х95 см, Айа Напа, Кіпр.
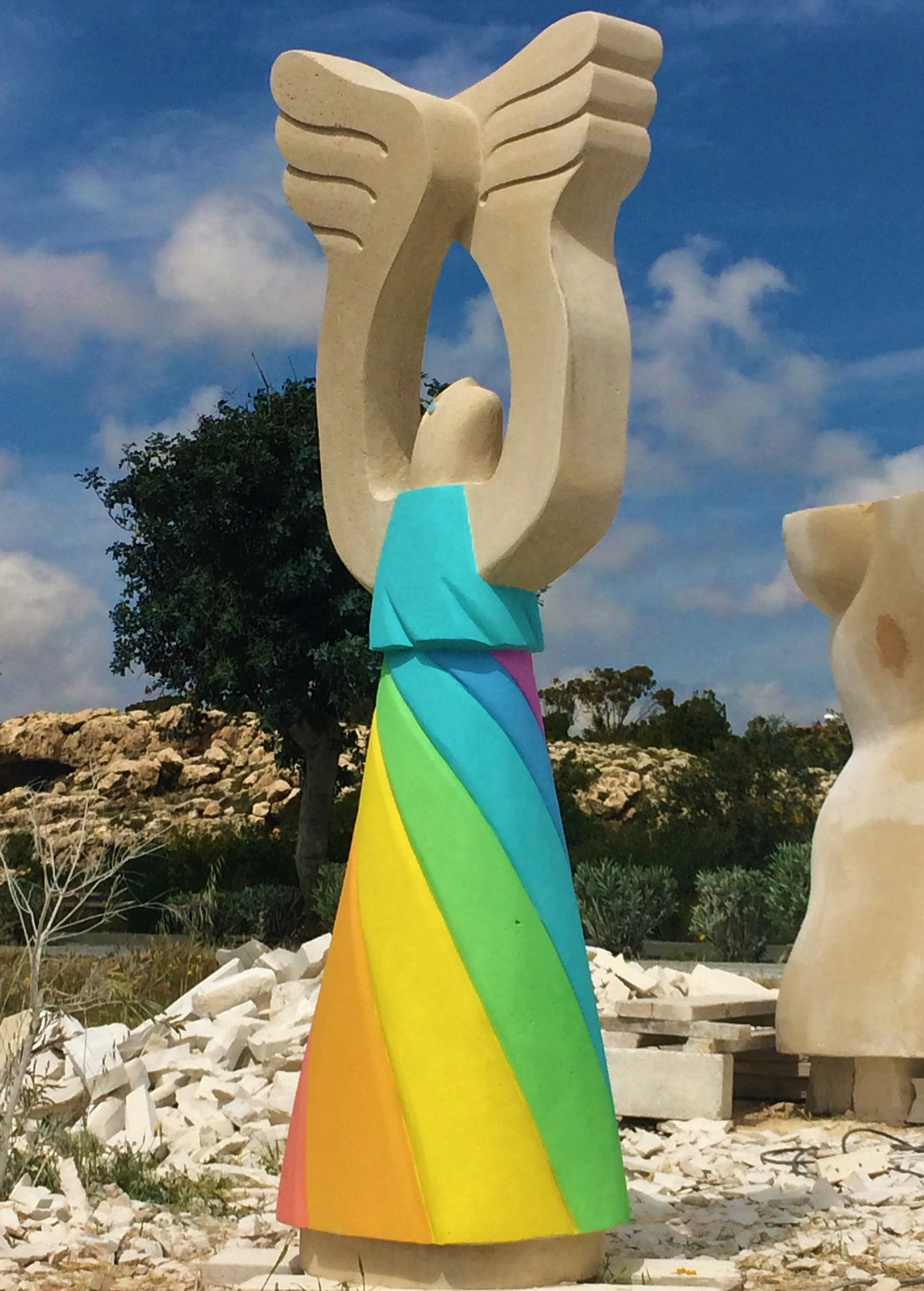
"Ірис - богиня веселки", 2017, вапняк, 250х70х70 см, Айа Напа, Кіпр.
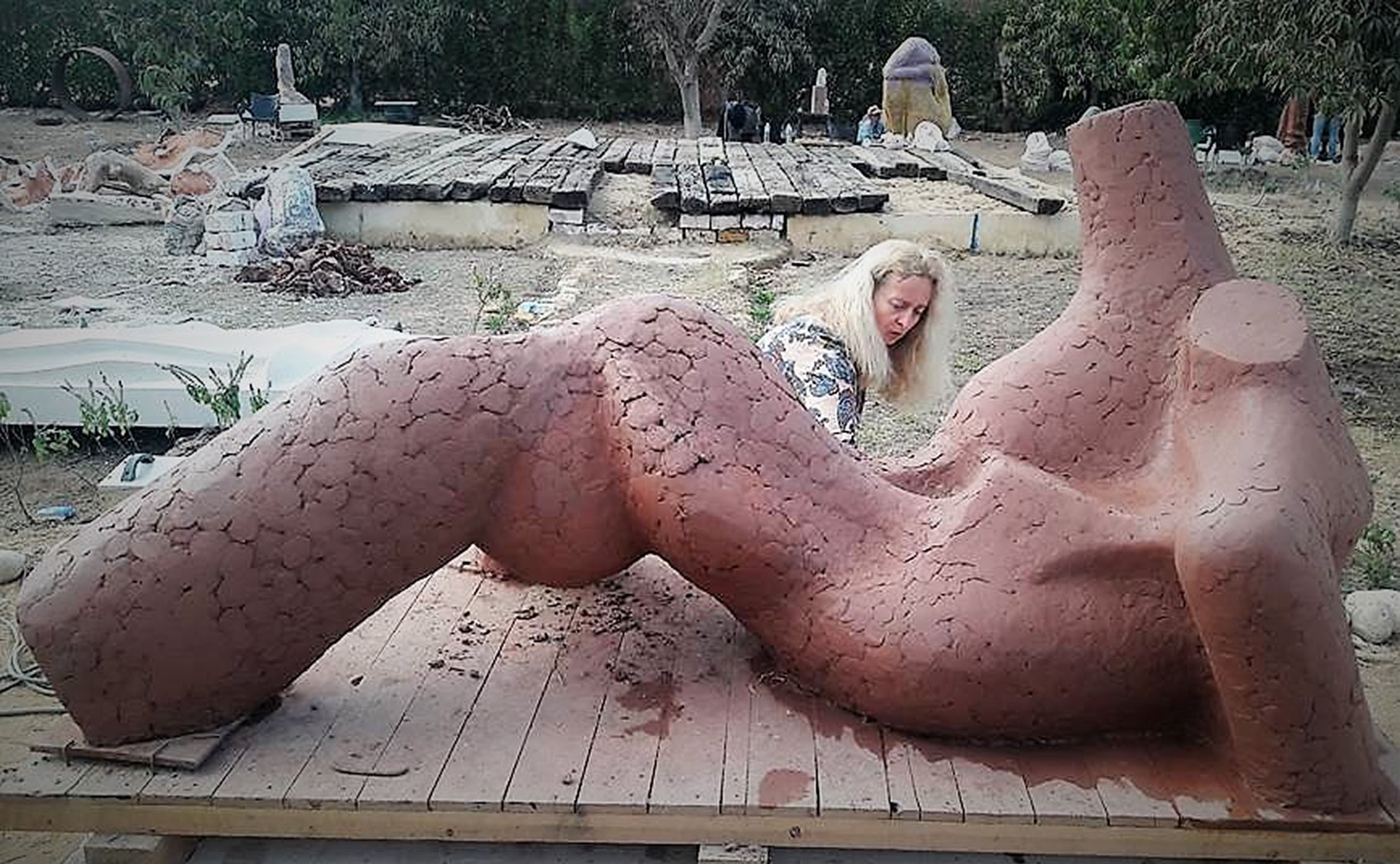
"Міст", 2017, глина, 100х200х100 см, м.Каїр, Єгипет.
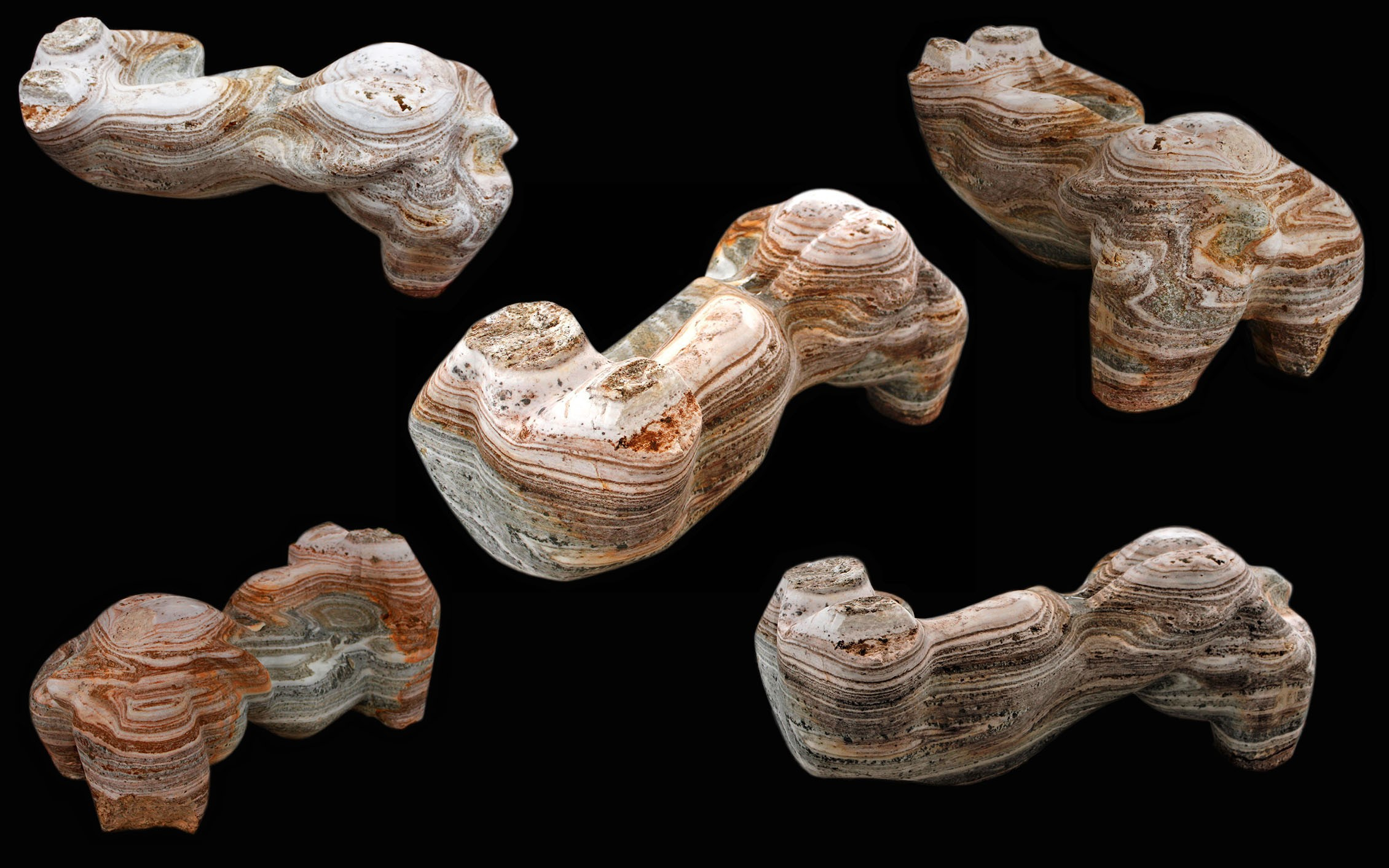
"Міст", 2017, алебастр, 40х40х100 см, м. Важур, Франція[32].
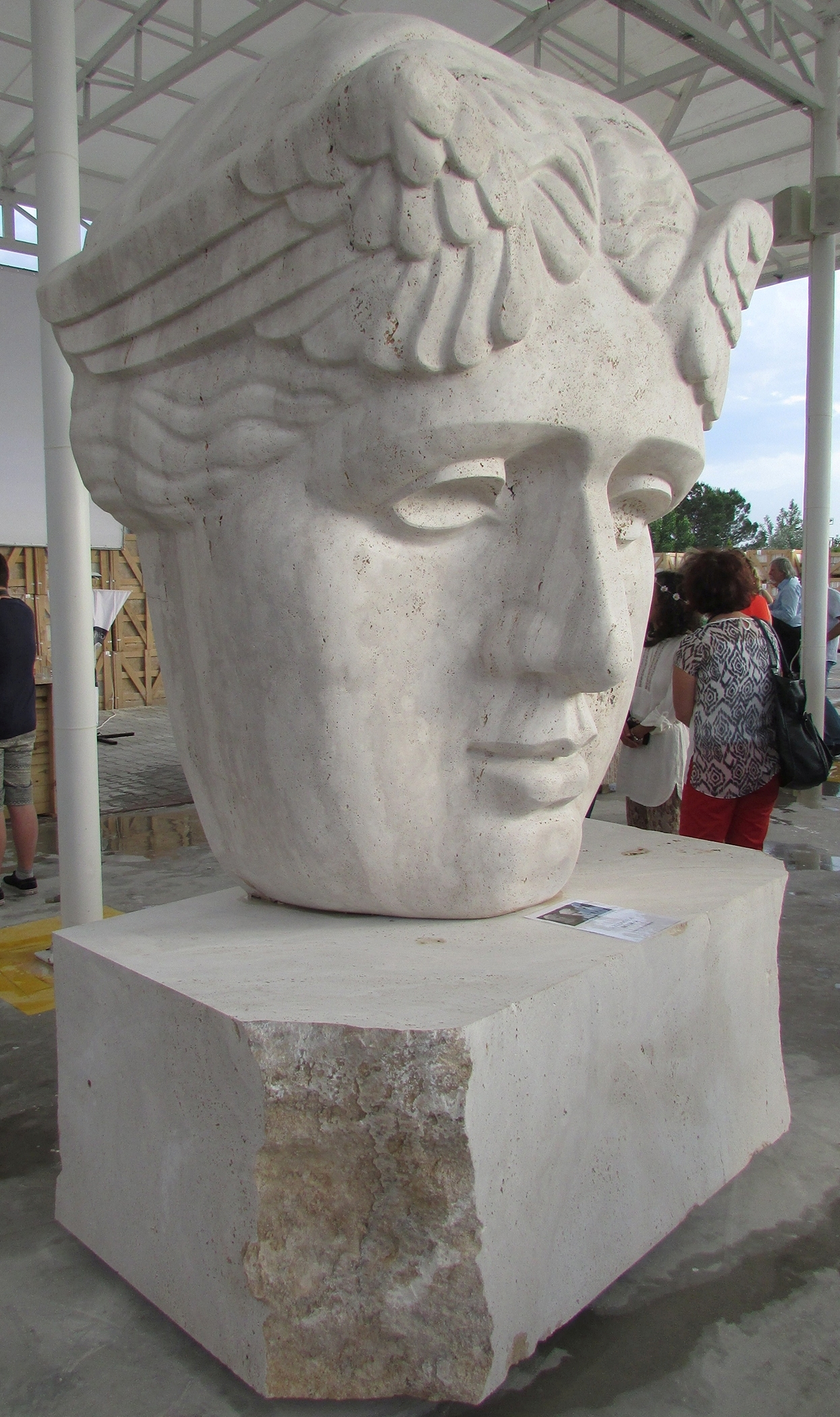
«Гіпноз», 2015, травертин, 270x180x100 см, Денізлі, Туреччина.
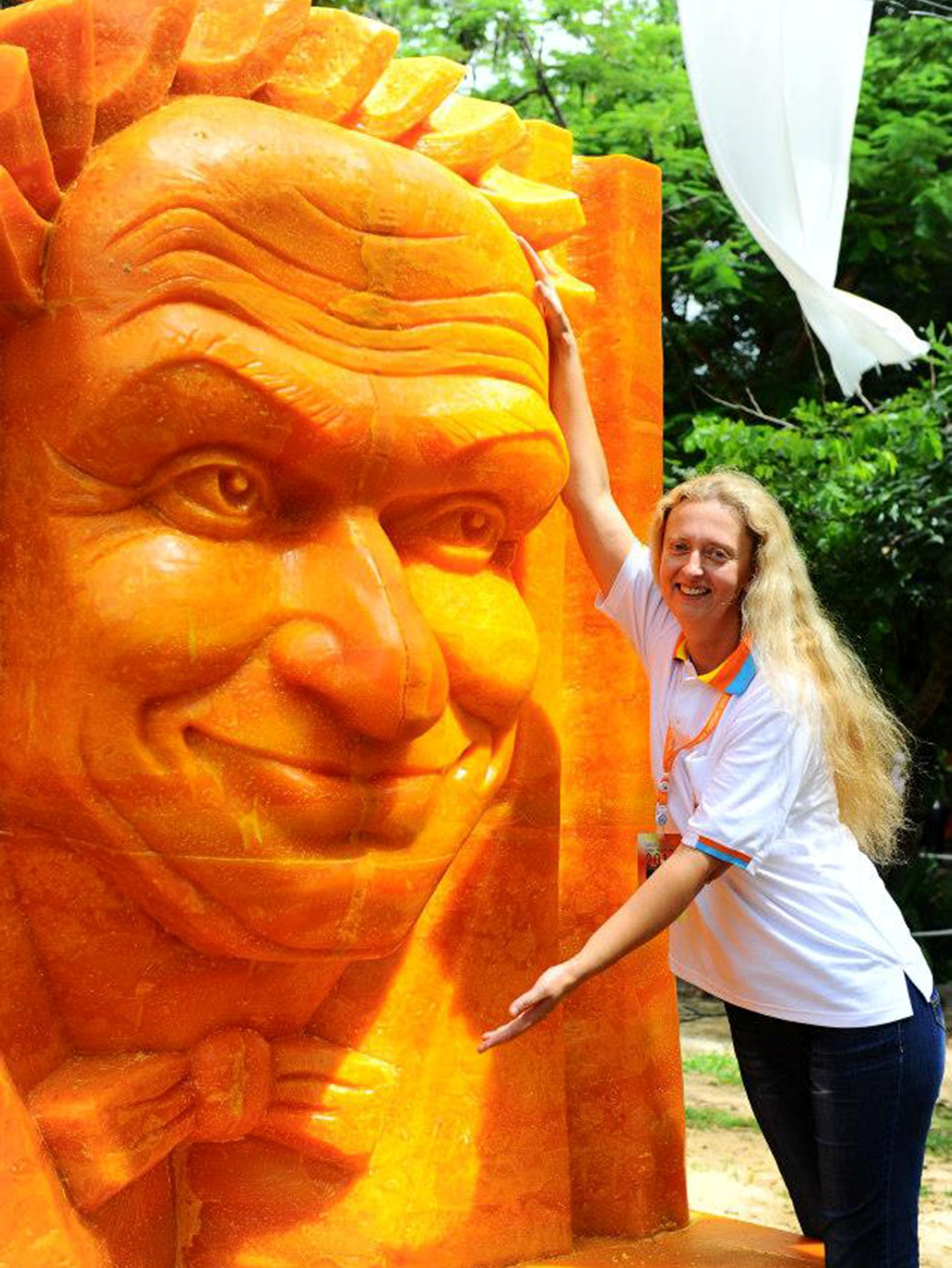
«Обличчям до обличчя», портрет французького коміка Луї де Фюнеса, 2014, віск, 250х200х80 см, Убон Ратчатхані, Таїланд.
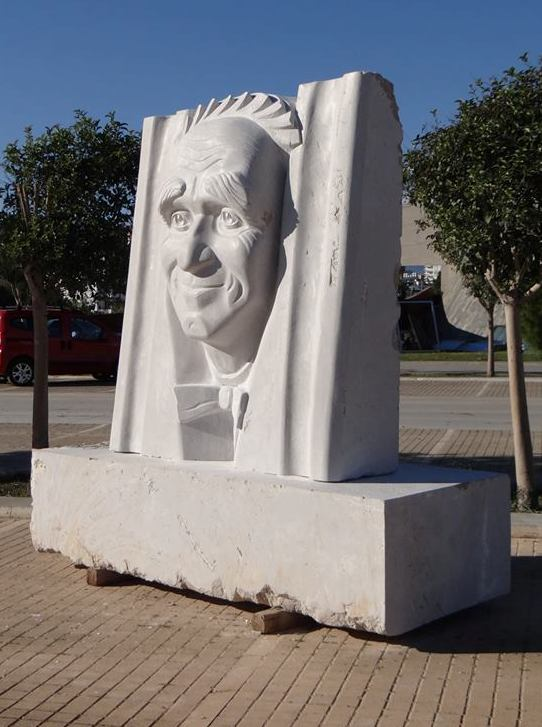
«Портрет відомого турецького актора-коміка Ісмаїла Дюмбуллю», 2013, мармур, 200x200x70 см, Анталія, Туреччина.
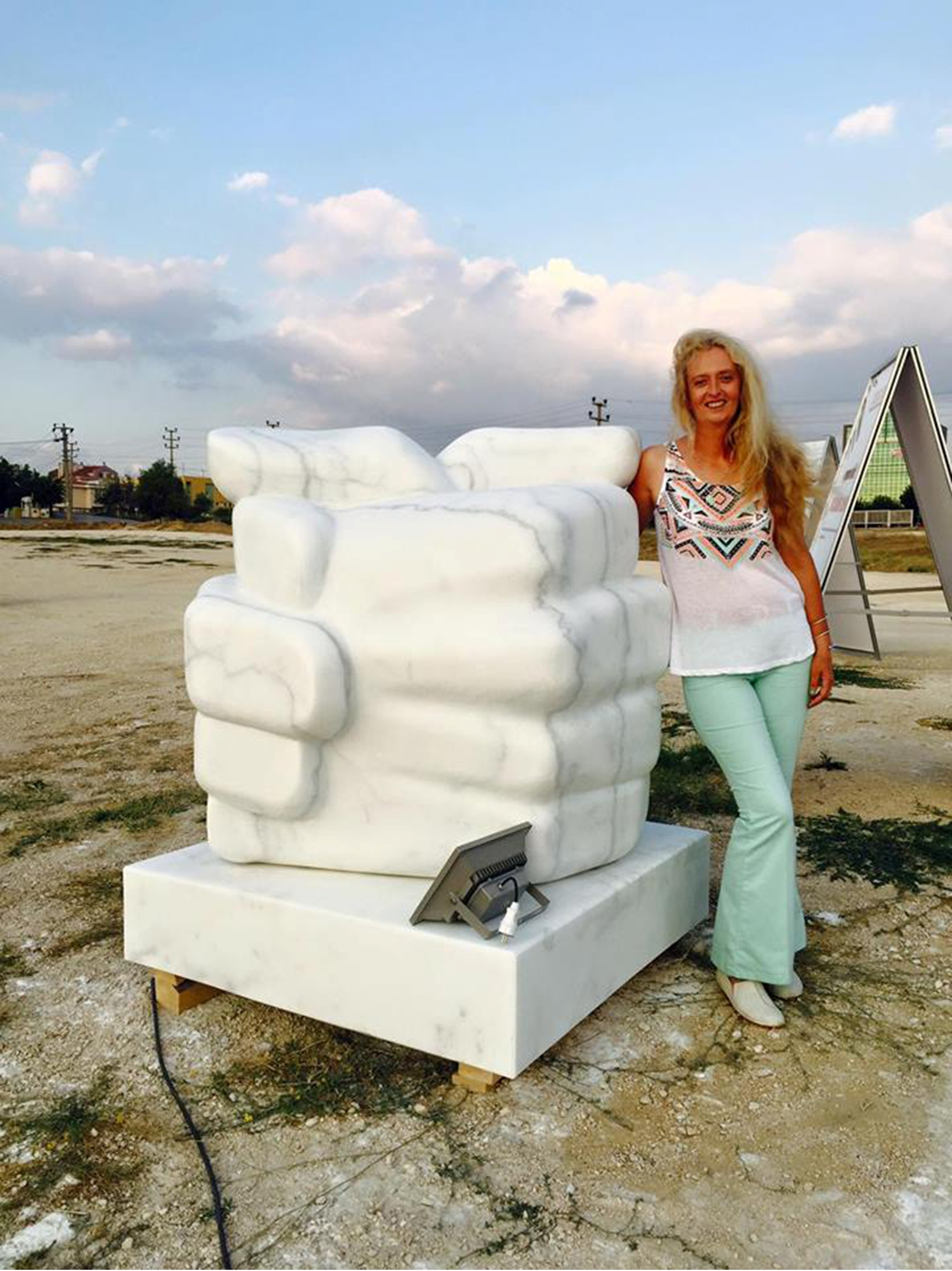
«У гармонії з совістю», 2015, мармур, 145x120x120 см, Бурса, Туреччина.
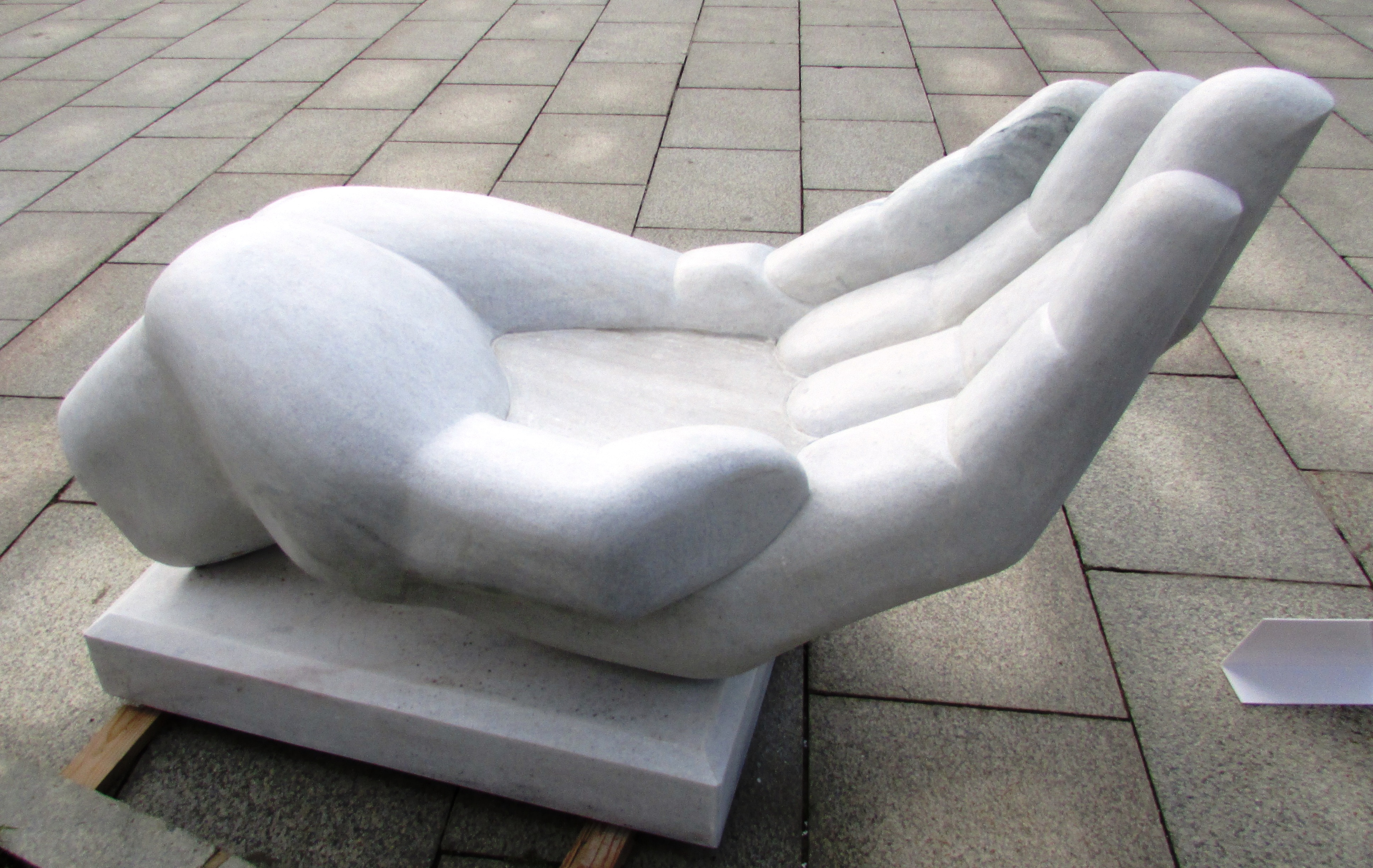
«Жменя води», 2014, мармур, 120x180x90 см, Чанчунь, Китай.
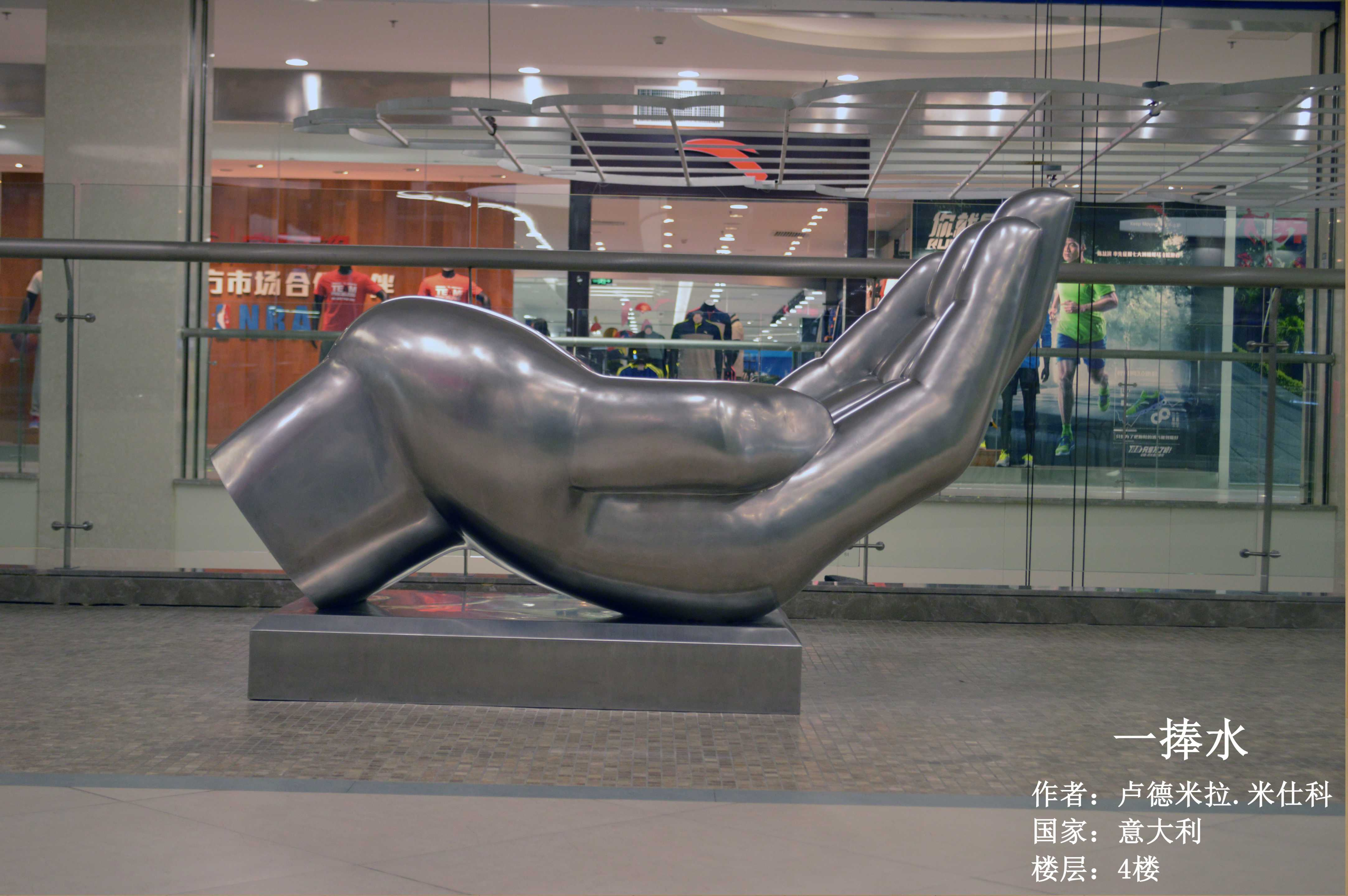
«Жменя води», 2014, бронза, 120x180x90 см, 3 копії, Чанчунь, Китай.
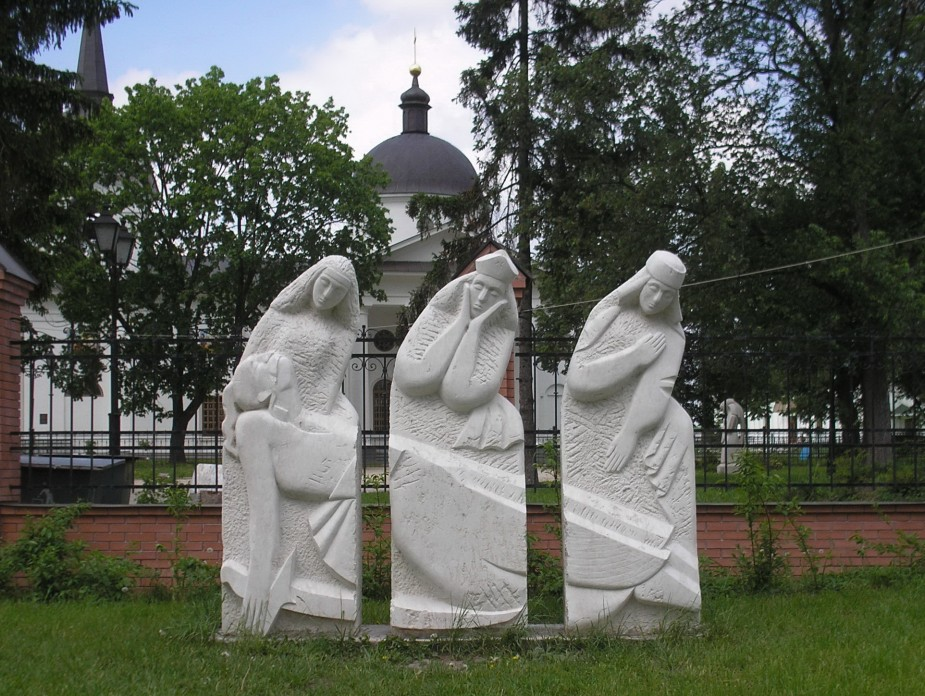
«Плач над героєм Батурина», 2008, вапняк, 230х270х50 см, Батурин, Україна[28][33].
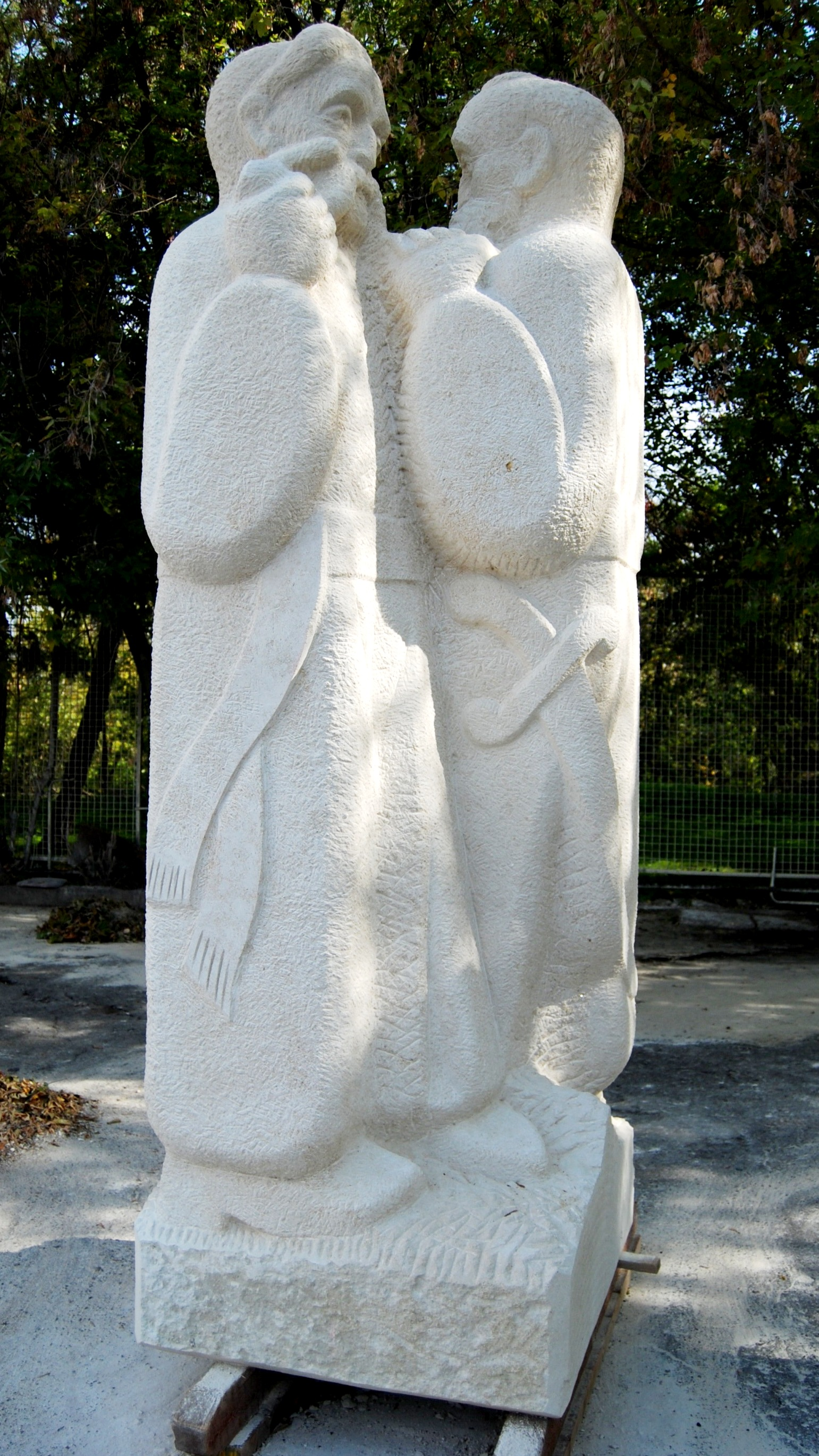
«Побратими», 2013, вапняк, 280x100x100 см, Запоріжжя, Україна.
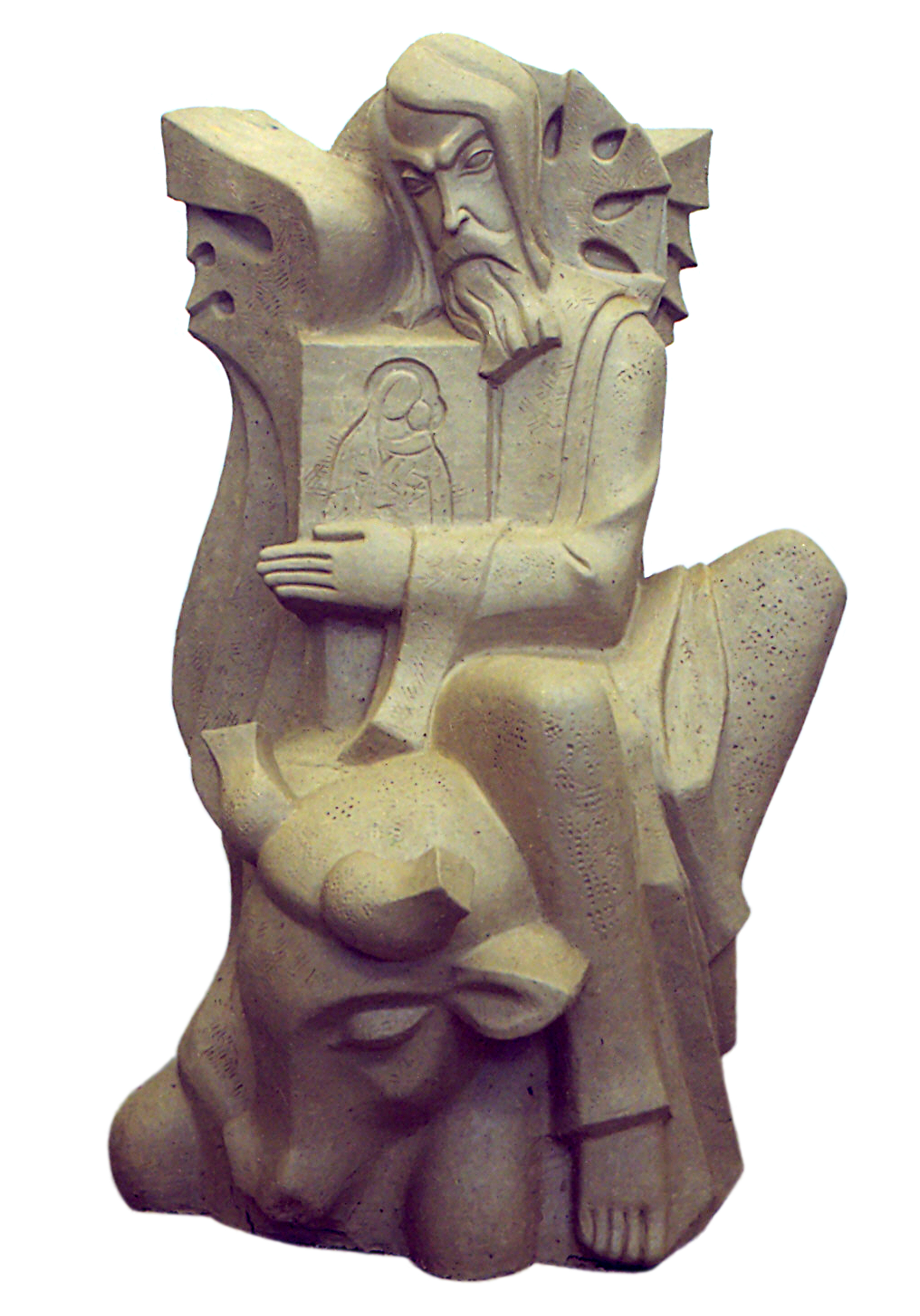
«Євангеліст Лука», 2000, глина, 160х80х80 см, дипломна робота, Національна академія образотворчого мистецтва та архітектури, Київ, Україна.
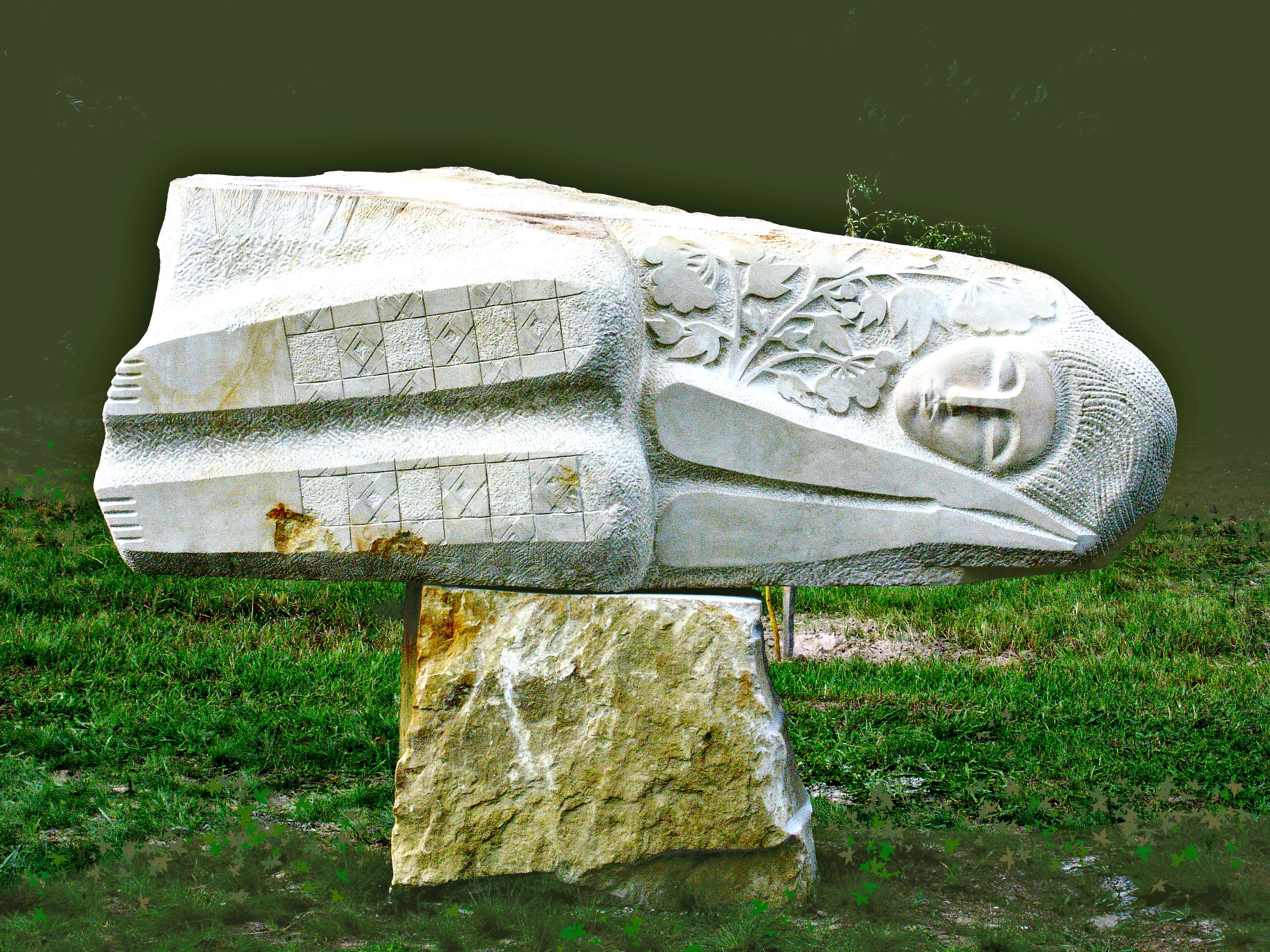
«Сон», 2007, пісковик, 170х270х100 см, Канів, Україна[29][30][34].
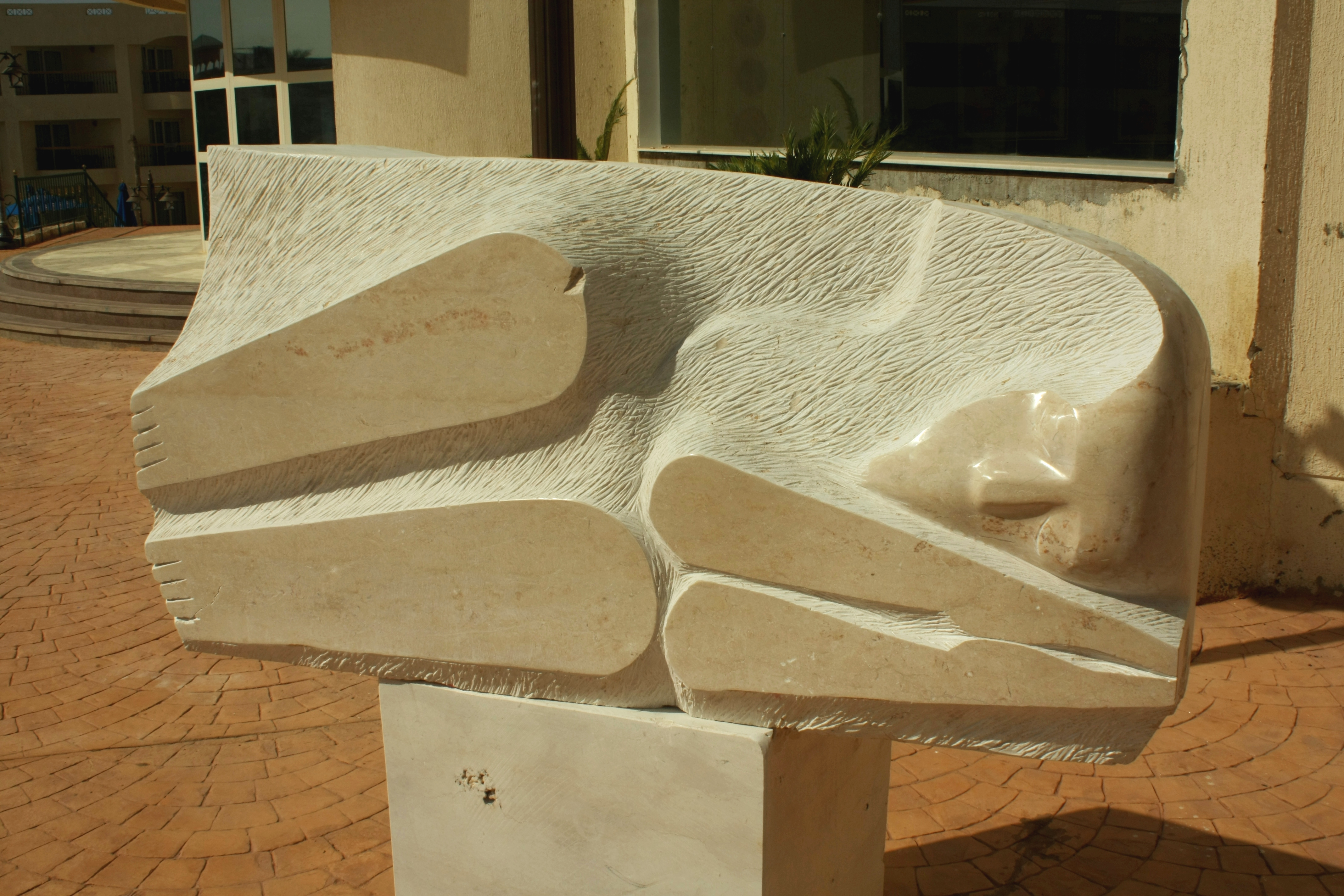
«Сон маленького фараона», 2010, 160х150х65 см, Шарм-Ель-Шейх, Єгипет.
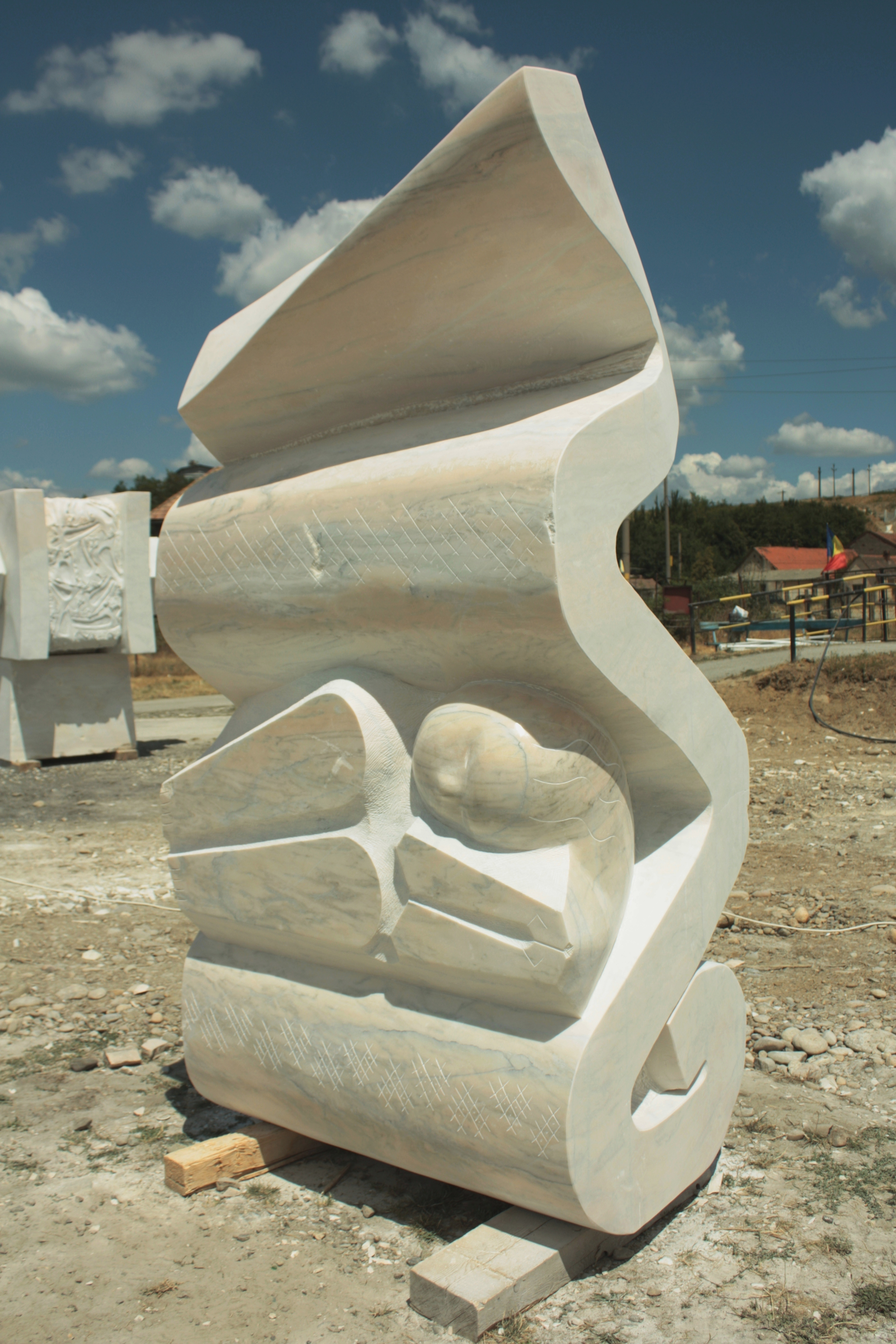
«Солодкий сон», 2012, мармур, 270х145х120 см, Карансебеш, Румунія.
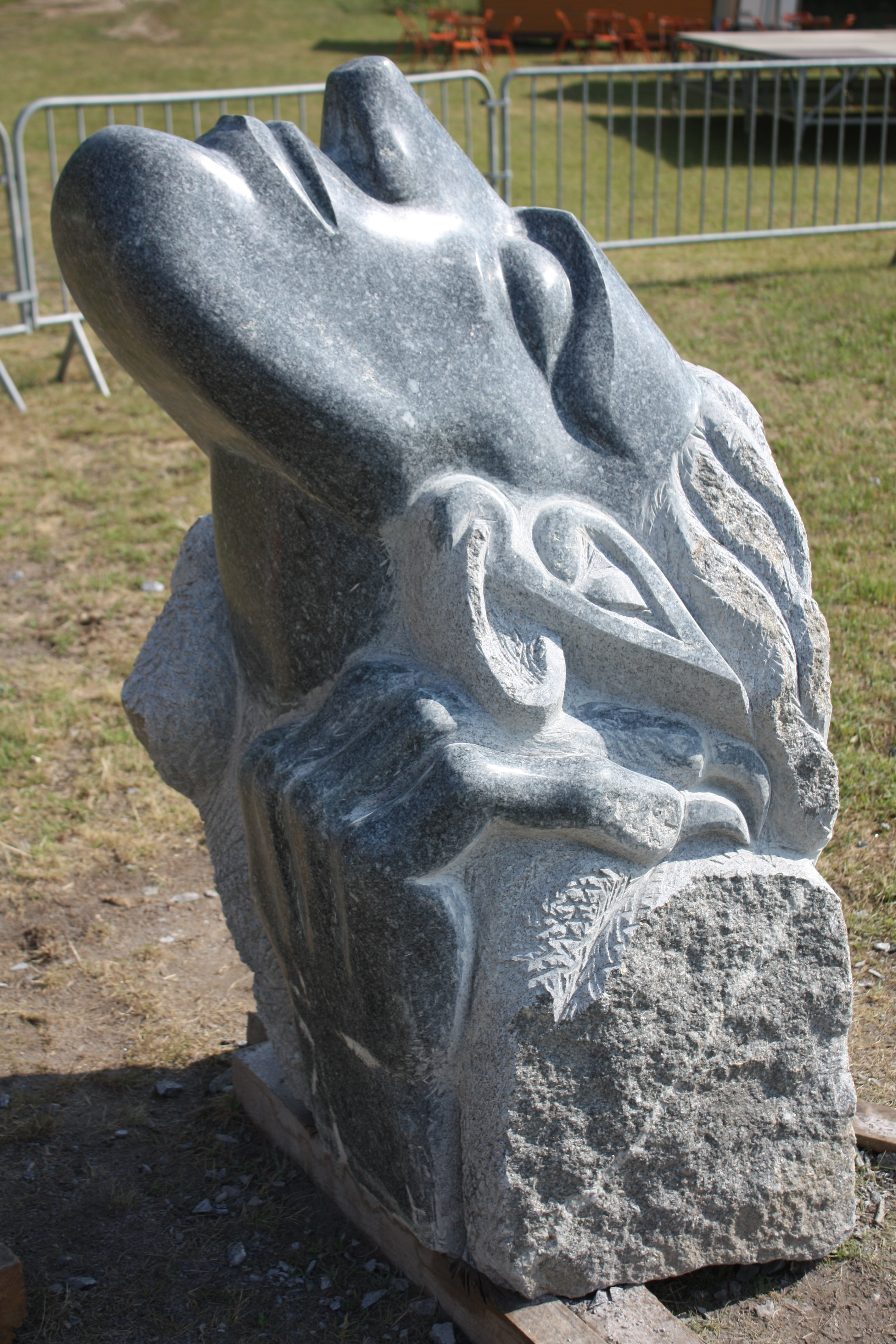
«Демон», 2013, граніт, 140x75x60 см, Бресюїр, Франція[26].
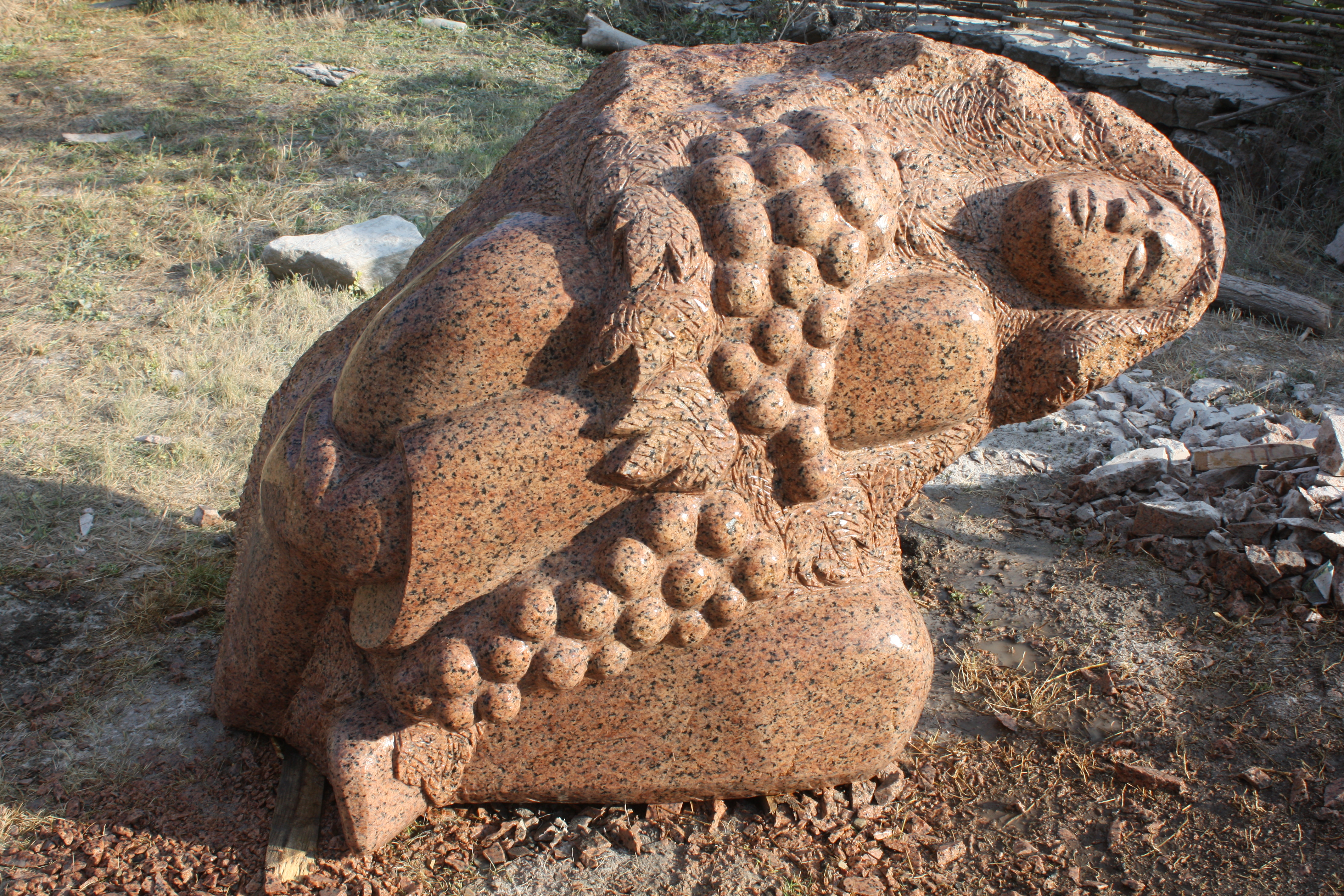
«Виноградна лоза», 2013, граніт, 110x140x60 см, Буша, Україна.
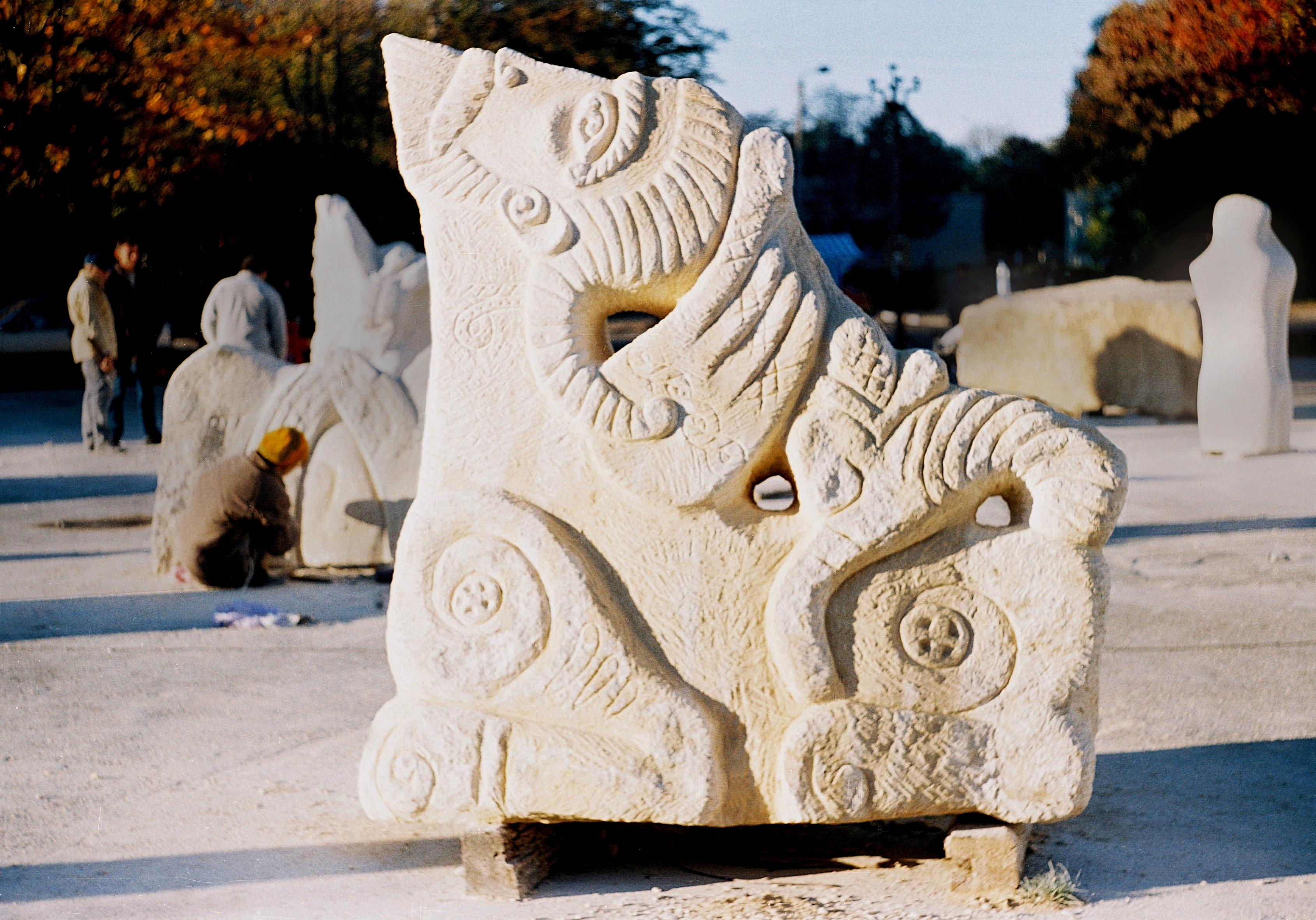
«Галицький лев», 2004, вапняк, 200х180х100 см, Калуш, Україна.
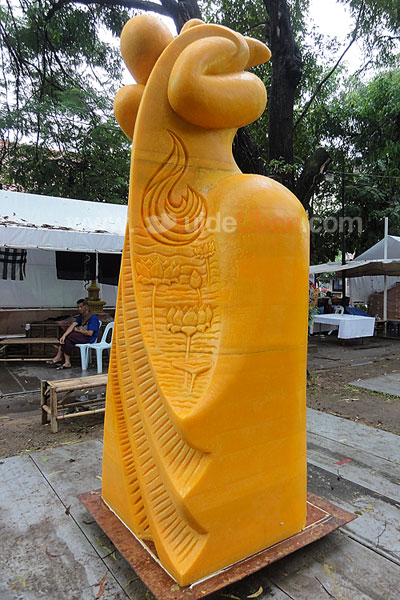
«Пісня мого серця», 2011, віск, 300х100х100 см, Убон Ратчатхані, Таїланд.
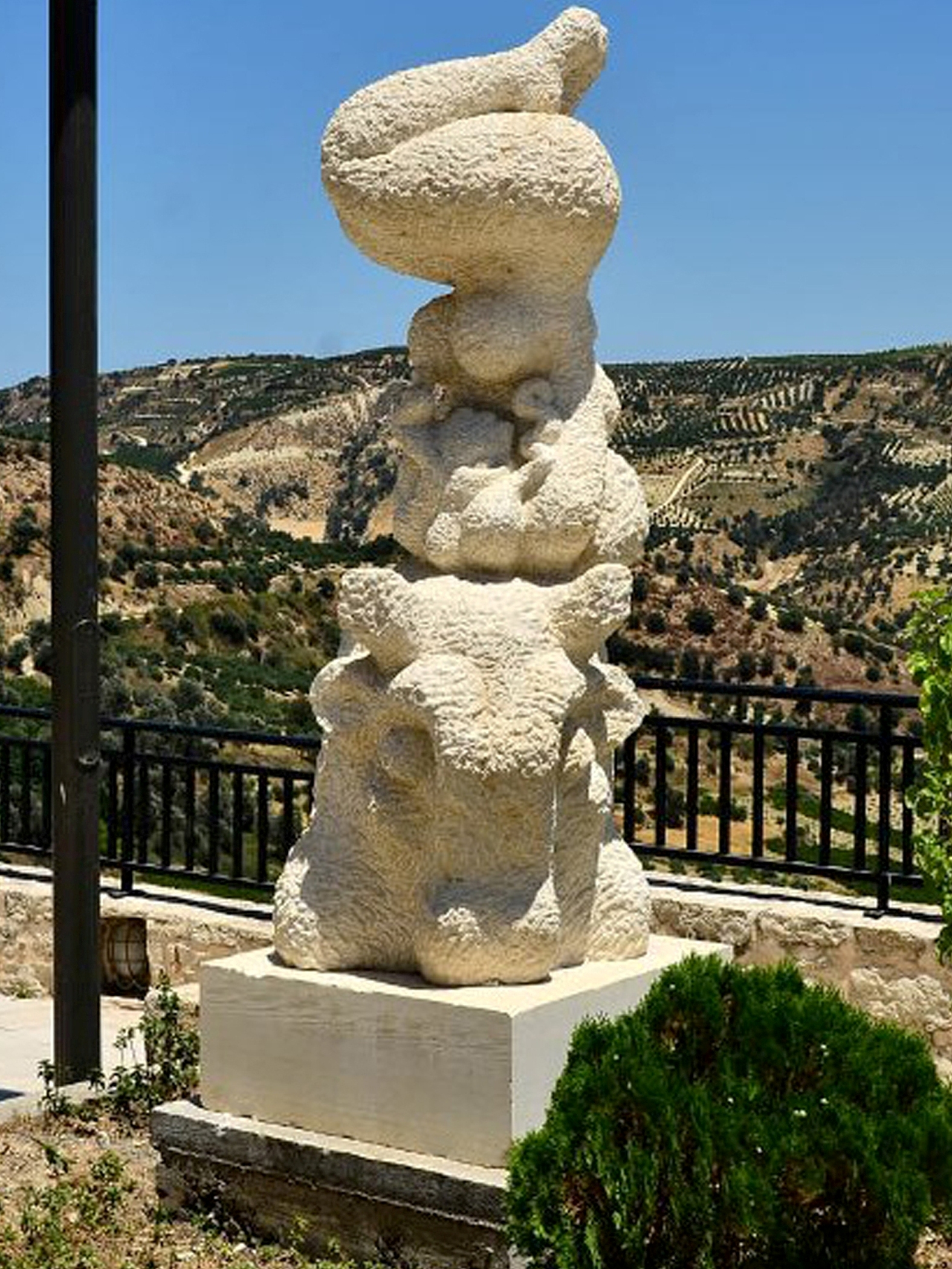
«Викрадення Європи», 2011, вапняк, 230х80х80 см, Венерато, Крит, Греція.
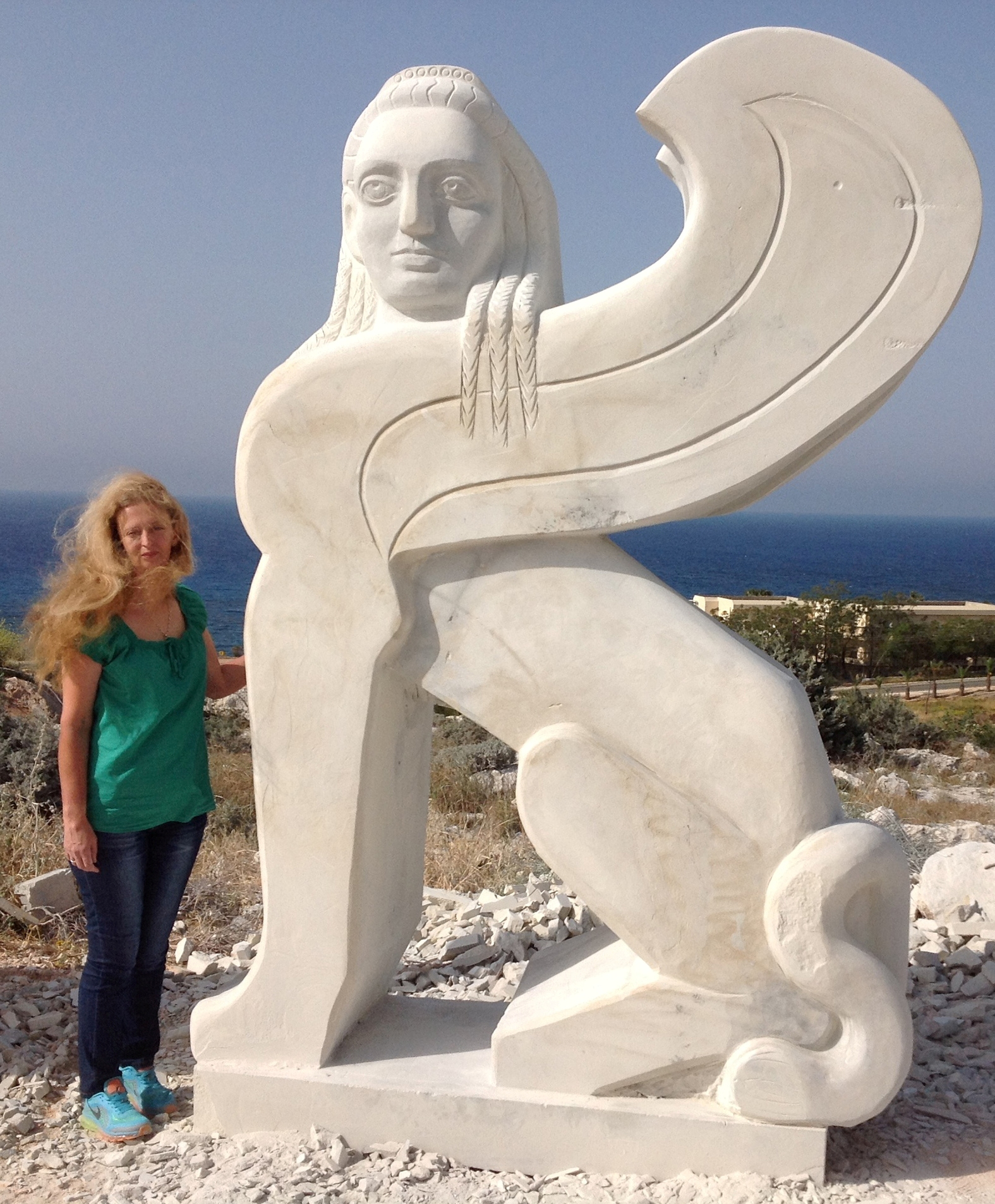
«Грецький Сфінкс», 2015, пісковик, 300x200x70 см, Айя-Напа, Кіпр, у співавторстві з Юрієм Миськом.
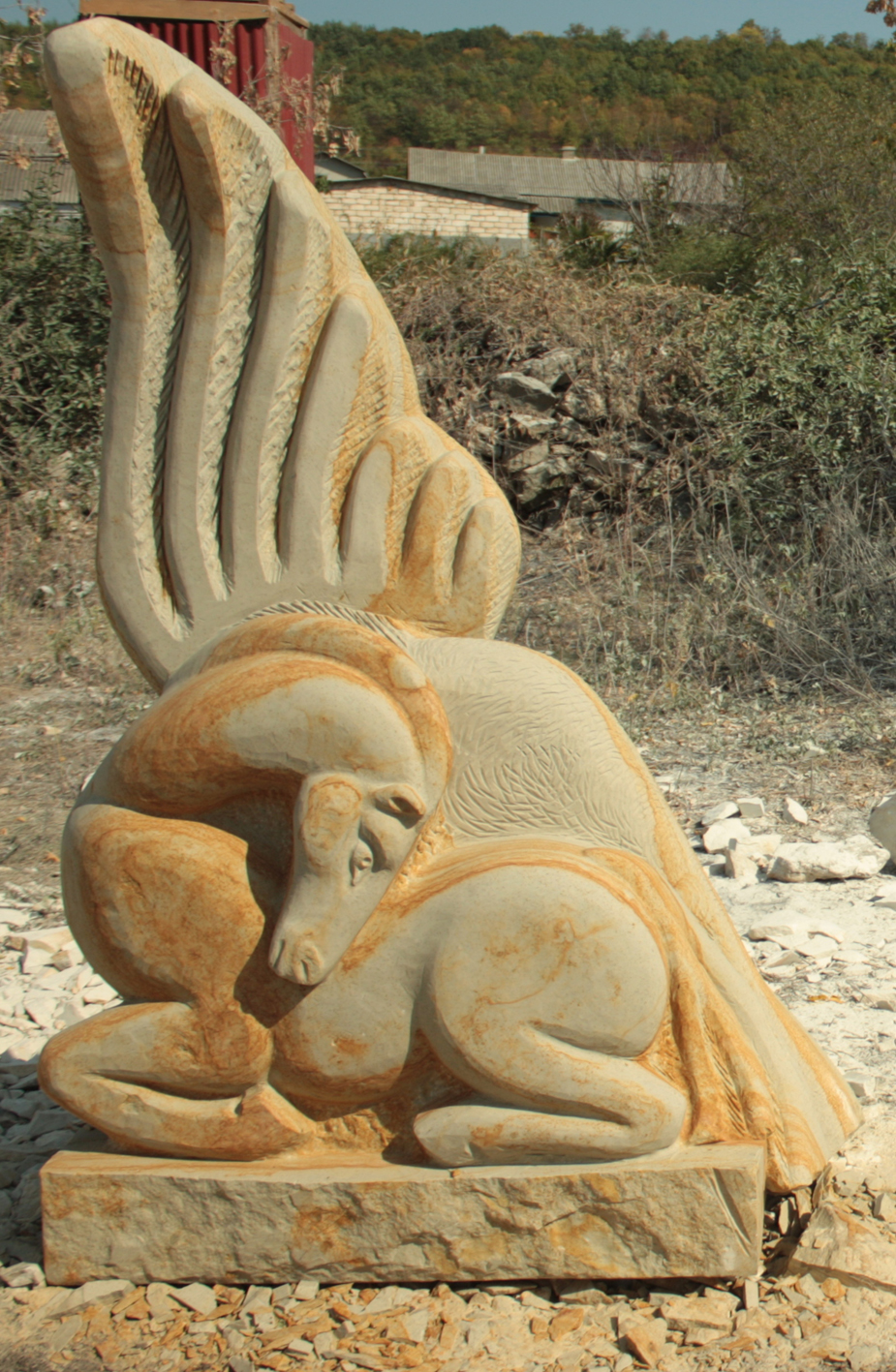
«Пегас», 2012, пісковик, 180х115х40 см, Фрумушика, Україна.
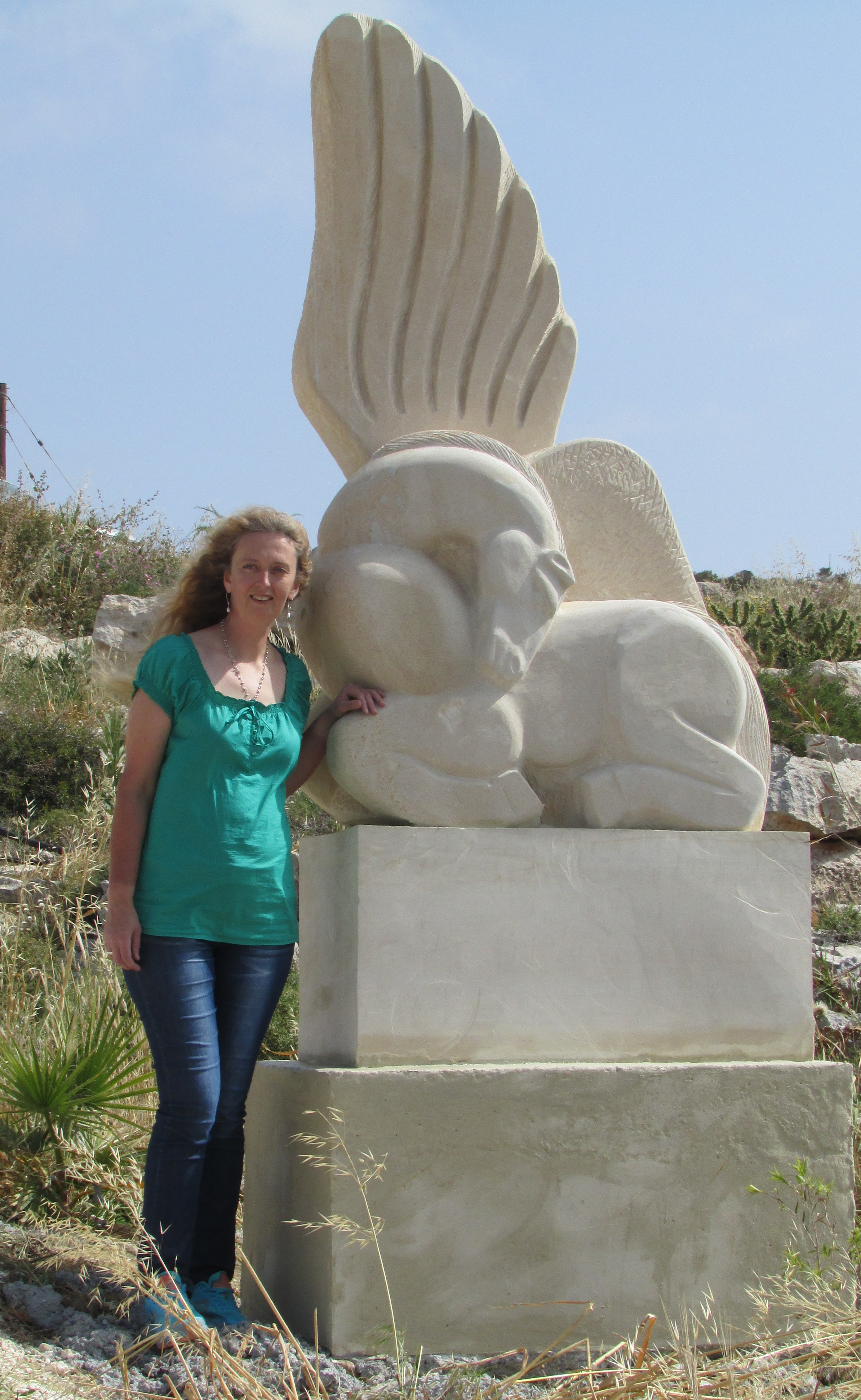
«Пегас», 2015, пісковик, 280x130x60 см, Айя-Напа, Кіпр.

## Основні скульптурні твори
- «Квантовий портал II» 2025, мармур Makrana, 218x190x187 см, Uttarayan Art Foundation, Вадодара, Індія.
- «Лабіринт кохання IV», 2025, мармур Makrana, 280x260x197 см, Uttarayan Art Foundation, Вадодара, Індія.
- «Магнітний конструктор», 2024, оманський мармур, 280х60х60 см, Дубай, Обʼєднані Арабські Емірати.
- «Близнюки», 2024, трахіт, 307х60х40 см, Фордонджанус, Сардинія, Італія.
- «Фрагмент Еволюції», 2024, Lanhelin граніт, 300х75х75 см, Понт Реан, регіон Бретань, Франція.
- "Метелик", 2024, мармур, 225х278х200 см, Мусандам, Буха, Оман.
- "Біле навіжене сонце пустелі", 2024, мармур, 165х60х50 см, Сухар, Оман.
- "Магнітний конструктор VIII”, 2023, нержавіюча сталь, 300x300x250 см, Університет ITM, Гваліор, Індія.
- “Звільнення IV”, 2023, чорний індійський мармур, 179x29x29 см, приватна колекція  Рами Шанкара Сінгха, голови університету ITM, Гваліор, Індія.
- “Звільнення III” 2023, каррарський мармур, граніт, метал, 39,5х28,5х28,5 см, Слопськ, Польща.
- “Молекула пам’яті” 2023, граніт, метал, 51х47х47 см, Слопськ, Польща.
- "Звільнення II" 2023, македонський мармур, граніт, 78х18х18 см, Слопськ, Польща.
- “Веселка завжди всередині шторму», 2023, габро, вапняк, 41,5х67,5х34,5 см, Слопськ, Польща.
- "Сходи до неба III" 2023, пісковик, 420х60х60 см, приватна колекція Маріуша Сквари, Слопськ, Польща.
- "Звільнення", 2023, пісковик, 310х80х80 см, Обераслах, Ельзас, Франція.
- "Квантовий портал", 2023, шведське габро, 185х160х80 см, приватна колекція Маріуша Сквари, Слопськ, Польща.
- "Лабіринт любові", 2023, мармур, 180х163х120 см, приватна колекція Маріуша Сквари, Слопськ, Польща.
- "Гармонія довіри", 2023, граніт, 435х70х70 см, Ер Ріяд, Саудівська Аравія.
- "Гіпноз", 2022, вапняк, 250х120х80 см, Айя-Напа, Кіпр.
- "Психея", 2022, вапняк, 202х243х178 см, Айя-Напа, Кіпр.
- "Вогонь", 2022, мармур Galala Beige, 350х100х100 см, житловий квартал La Vista у новій адміністративній столиці Єгипту.
- "Вертикальний рай", 2022, мармур, граніт, 84х17х17 см, подарована Мачею Александровічу, Ороньсько, Польща.
- "Плетена колона", 2022, граніт, 153х32х31 см, Ороньсько, Польща.
- "Фрагмент сходів до Раю", 2022, пісковик, метал, цемент, 153х32х31 см, Ороньсько, Польща.
- "Безкінечний рух II", 2022, метал, граніт, 82х62х20 см, Орсхьо, Швеція.
- "Буча", 2022, метал, 2 частини 475х130 см, Орсхьо, Швеція.
- "Чорний вузол", 2022, мармур Black Marquina, 200х110х110 см, Алмазан, Іспанія.
- “Bucha”, 2022, chamotte clay, 132x34 cm, Tilburg, Netherlands.
- "Магнітний конструктор VII", 2021, мармур Galala Beige, 155х160х140 см, житловий квартал La Vista у новій адміністративній столиці Єгипту.
- "Сходи до Раю", 2021, нержавіюча сталь, 500х120х120 см, м. Біла Церква
- "Жартівлива червономорська риба", 2021, гіпс, метал, дерево, 62х55х50 см, Steigenberg Aldau Beach Hotel, м.Хургада, Єгипет.
- "Резонанс", 2021, сірий карарський мармур, македонський мармур, Український габро, 61,5х25х12 см, Київ.
- "Туманність. Парад галактик." 2021, карарський мармур, український граніт, 64х14х12 см, м.Київ.
- "Солідарність", 2020, карарський мармур, габро, 160х100х60см, м.Київ.
- "Магнітний конструктор VI", 2020, габро, 236х100х100 см, парк 3020, Едем резорт, Стрілки, Львівська область.
- "Вишенька", 2020, мармур, граніт, мідь, висота – 58 см, діаметр – 15 см, власність автора.
- "Торнадо", 2020, мармур, габро, висота – 47 см, діаметр – 15,5 см, власність автора.
- "Перша крапля дощу", 2020, мармур, 32х40х20,5 см, власність автора.
- "Цунамі", 2020, мармур, габро, 45,5х14х14 см, власність автора.
- "Сходи до неба", 2020, мармур, 105х20х20 см, продана художньою галереєю Saatchi приватному американському колекціонеру, Чикаго, США.
- "Гімалайський місяць", 2020, пісковик, 255х130х75 см, Галькот, Непал.
- "Магнітний конструктор V", 2019, граніт, 240х100х100 см, м.Борийонг, Південна Корея.
- "Рівень довіри", 2019, травертин, 265х125х125 см, Сантьяго-де-Чилі, Чилі.
- "Лабіринт любові", 2019, граніт, 180х163х120 см, м.Канів, Україна.
- "Гармонія природи", 2019, вапняк, 210х100х100 см, Жульєн, Коньяк, Франція.
- "Маленький принц", 2019, алебастр, 130х170х100 см, Ларань-Монтеглен, Верхні Альпи, Франція.
- "Сонце", 2019, вапняк, 145х120х65 см, м.Миколаїв, Львівська область, Україна.
- "Гендерна рівність", 2019, вапняк, 200х80х80 см, Сан-Мішель-де-Шавень, Франція
- "Вишня", 2019, мармур, метал, граніт, 330х120х120 см, Сент-Джордж, Квебек, Канада.
- "Маленький принц", 2019, сніг, 300х140х140  см, курорт Буковель, Івано-Франківська область, Україна, у співавторстві[18].
- "Рай", 2018, крига, 200х700х500 см, номер з 2 кімнат у крижаному готелі, курорт Буковель, Івано-Франківська область, Україна, у співавторстві[3][4].
- "Чорне сонце Донбасу", 2018, граніт, 210х70х50 см, Покровськ, Донецька область, Україна[7][8][10][20].
- "Незалежність II", 2018, вапняк, 190х75х75 см, Баку, Азербайджан[12][35].
- "Дощ", 2018, вапняк, 152х185х46 см, Миколаїв, Україна.
- "Лабіринт любові", 2018, мармур, 225х210х150 см, Стамбул, Туреччина.
- "Немовля-пловець", 2018, пісок, 250х300х300 см, Малевізі, Кріт, Греція, у співавторстві.
- "Русалка з дитинчам", 2018, пісок, 250х300х300 см, Малевізі, Кріт, Греція, у співавторстві[2].
- "Народження чайки", 2018, пісок, 250х300х300 см, Малевізі, Кріт, Греція, у співавторстві.
- "Дельфіни", 2018, пісок, 250х300х300 см, Малевізі, Кріт, Греція, у співавторстві.
- "Камяне плетиво II", 2018, вапняк, 170х150x70 см, Маалот-Таршиха, Ізраїль.
- "Торнадо", 2018, граніт, 420х110х110 см, Асван, Єгипет[13][14][15].
- "Перекотиполе", 2017, нержавіючий метал, 200х400х200 см, Веньчжоу, Китай[5].
- "Сирена", 2017, вапняк, 200х335х125 см, Айа Напа, Кріт, у співавторстві.
- "Русалка", 2017, вапняк, 190х200х130 см, Айа Напа, Кріт, у співавторстві[23].
- "Посейдон", 2017, вапняк, 200х200х120 см, Айа Напа, Кріт, у співавторстві.
- "Незалежність", 2017, вапняк, 170х60х45 см, Миколаїв Львівської області, Україна.
- "Вода", 2017, граб, 240х200х40 см, Гьольджюк, Туреччина[16].
- "Вишиванка", 2017, вапняк, 280х100х50 см, Дніпро, Україна.
- "Сучасна русалка", 2017, пісок, 200х200х200 см, Малевізі, Кріт, Греція, у співавторстві.
- "Небезпечний пляж", 2017, пісок, 200х200х200 см, Малевізі, Кріт, Греція, у співавторстві.
- "Мертве море", 2017, пісок, 200х200х200 см, Малевізі, Кріт, Греція, у співавторстві.
- "Море - не твій туалет", 2017, пісок, 200х200х200 см, Малевізі, Кріт, Греція, у співавторстві.
- "Кам'яне плетиво", 2017, мармур, 295х80х80 см, Анкара, Туреччина.
- "Ірис - богиня веселки", 2017, вапняк, 250х70х70 см, Айа Напа, Кіпр.
- "Народження Афродіти", 2017, вапняк, 260х95х95 см, Айа Напа, Кіпр.
- "Міст", 2017, бронза, 100х200х100 см, Каїр, Єгипет.
- «Квітка м. Сулейманпаша», 2016, мармур, 210х180х160 см, Текірдаж, Туреччина.
- «Міст», 2016, алебастр, 40х100х40 см, Вожур, Франція[24].
- «Магнітний конструктор IV», 2016, мармур, 300х150х150 см, Табріз, Іран.
- «Посейдон», 2016, пісок, 300х300х300 см, Амудара, Малевізі, о. Кріт, Греція, у співавторстві.
- «Сирена», 2016, пісок, 300х300х300 см, Амудара, Малевізі, о. Кріт, Греція, у співавторстві.
- «Водиця», 2016, сосна, 230х200х40 см, Київ, Україна.
- «Сніжка», 2016, сланець, 80х80х80 см, Сайджо, Японія.
- «Шлях до знання», 2016, мармур, 400х140х140 см, Мумбаі, Індія.
- «Магнітний конструктор III», 2015, мармур, 120х210х90 см, Хошимін, В'єтнам.
- «Дорога у вічність», 2015, мармур, 290х190х60 см, Гіресун, Туреччина.
- «У гармонії з совістю», 2015, мармур, 145x120x120 см, Бурса, Туреччина.
- «Ткання полотна історії», 2015, мармур, 320x80x80 см, Текірдаг, Туреччина.
- «Магнітний конструктор II», 2015, мармур, 300x120x120 см, Фучжоу, Китай.
- «Гіпноз», 2015, травертин, 270x180x100 см, Денізлі, Туреччина.
- «Пегас», 2015, пісковик, 280x130x60 см, Айя-Напа, Кіпр.
- «Грецький Сфінкс», 2015, пісковик, 300x200x70 см, Айя-Напа, Кіпр, у співавторстві.
- «Жменя води», 2014, мармур, 120x180x90 см, Чанчунь, Китай.
- «Обличчям до обличчя», 2014, віск, 250х200х80 см, Убон Ратчатхані, Таїланд.
- «На гребені хвилі», 2014, пісковик, 355x100x100 см, Равабі, Палестина.
- «Магнітний конструктор», 2014, вапняк, 240x100x100 см, Маалот-Таршиха, Ізраїль.
- «Портрет відомого турецького актора-коміка Ісмаїла Дюмбуллю», 2013, мармур, 200x200x70 см, Анталія, Туреччина.
- «Побратими», 2013, вапняк, 280x100x100 см, Запоріжжя, Україна.
- «Виноградна лоза», 2013, граніт, 110x140x60 см, Буша, Україна.
- «Чорна перлина», 2013, пісковик, 140x100x70 см, Буковель, Україна[25].
- «Демон», 2013, граніт, 140x75x60 см, Бресюїр, Франція[26].
- «Мулен Руж», 2013, вапняк, 60x40x40 см, Морж, Швейцарія.
- «Рух навколо», 2012, мармур, 300х100х100 см, Каїр, Єгипет.
- «Ірис», 2012, дерево, h-220 см, d-80 см, Сіон, Швейцарія.
- «Пегас», 2012, пісковик, 180х115х40 см, Фрумушика, Україна.
- «Мрійниця», 2012, граніт, 180х115х40 см, Фрумушика, Україна.
- «Солодкий сон», 2012, мармур, 270х145х120 см, Карансебеш, Румунія.
- «Місяць», 2012, горіх, 255x50x50 cм, Дамаск, Сирія.
- «Викрадення Європи», 2011, вапняк, 230х80х80 см, Венерато, Крит, Греція.
- «Пісня мого серця», 2011, віск, 300х100х100 см, Убон Ратчатхані, Таїланд.
- «Еротична квітка», 2011, вапняк, 50х50х50 см, Морж, Швейцарія.
- «Місячна царівна», 2010, вапняк, 260х70х60 см, Київ, Україна.
- "Тіні княжого замку", 2010, пісковик, 300х120х120 см, Хуст, Україна.
- "Сон маленького фараона", 2010, вапняк, 160х150х65 см, Шарм-Ель-Шейх, Єгипет.
- "Плач над героєм Батурина", 2008, вапняк, 230х270х50 см, Батурин, Україна[27][28].
- "Руйнація Львова", 2008, крига, 200х200х50 см, Львів, Україна.
- "Сон", 2007, пісковик, 170х270х100 см, Канів, Україна[29][30].
- "Віртуальний рай", 2007, пісок, 500х500х500 см, Київ, Україна.
- "Коралі", 2007, граніт, мідь, 170х100х50 см, Стальова Воля, Польща[17].
- "Янгол", 2007, крига, 215х105х100 см, Львів, Україна.
- "Галицький лев", 2004, вапняк, 200х180х100 см, Калуш, Україна.
- "Козак-характерник", 2004, пісковик, 185х80х80 см, Букатинка, Україна.
- "Пісня вовків", 2005, пісок, 300х250х250 см, Київ, Україна.
- "Лілея", 2003, вапняк, 170х150х150 см, Львів, Україна.
- "Перехрестя долі", 2002, граніт, метал, 136х168х90 см, Кременчук, Україна.
- "Повний місяць", 2002, пісковик, граніт, метал, 170х120х120 см, Кременчук.
- "Божий млин", 2002, пісковик, 333х300х200 см, Вельки Шаріш, Словаччина, у співавторстві.
- "Св. Петро і Павло", 1999, вапняк, 200х95х60 см, Івано-Франківськ, Україна[31].
- "На Івана Купала", 1998, дуб, h-250 см, d-80 см, Охтирка, Україна.
- "Русалії", 1998, пісковик, 170х150х120 см, Буша, Україна.

## Участь у виставках
2024 – 100 видатних митців світу, міжнародна онлайн виставка, Bindaas Artists Group, Мірзапур, Уттар-Прадеш, Індія.
2023 – «Між небом і землею» 2023, персональнана виставка Людмили Мисько та Юрія Миська, Галерея під відкритим небом «Ранчо» компанії Granity Skwara im.Stefana Skwary, Слопськ, Польща, 24/7 з 15.11.2023.
2022 – «Пазли війни», персональна виставка, Тільбург, Нідерланди.
2022 – «Твори мистецтво а не війну», колективна виставка, музей сучасного мистецтва, Неаполь, Італія.
2021 – міжнародні виставки «Високий замок», м.Львів.
2021 – “18 Mart International Art Days Human-Nature Interaction”, міжнародна художня онлайн виставка, факультету мистецтв університету Чанаккале 18 березня, Туреччина.
2021 – Nirantar Art, 3 міжнародна художня онлайн виставка, Чандігар, Індія. 
2020 – всеукраїнська виставка «До дня художника», Будинок художника, м.Київ.
2020 – «Nirantar Art» - 2 міжнародна онлайн виставка, Чандігар, Індія.
2020 – «Gare Art Festival», онлайн виставка, Люксембург.
2020 – міжнародна художня онлайн виставка, Університет Сан-Карлос (USAC),  Гватемала.
2020 – “Anticipation+Immunity”, музей сучасного мистецтва Корсаків, Луцьк.
2020 – всеукраїнське трієнале зі скульптури, Будинок художника, м.Київ.
2020 – «Весняний салон» - всеукраїнська онлайн виставка, м.Львів.
2019 – Seoul Art Show, м.Сеул, Південна Корея.
2019 – 31 міжнародна виставка скульптури асоціації скульпторів м.Даєджеон, Південна Корея. 
2019 – міжнародна виставка скульптури, Mosan Art Museum, м.Борийонг, Південна Корея.
2019 – міжнародна виставка скульптури, Інститут культури Провіденції, Сантьяго-де-Чилі, Чилі.
2019 – міжнародна виставка скульптури у галереї краєзнавчого музею м.Ларань-Монтеглен, Верхні Альпи, Франція.
2019 – міжнародна виставка-аукціон, м.Сент-Джордж, Квебек, Канада.
2019 – міжнародна виставка приурочена до 20 річчя міжнародного скульптурного проекта Uchinuki 21, Сайджо, Японія.
2019 – 58 міжнародна виставка мистецтв у Венеції – La Biennale di Venezia, Італія.
2018 — І міжнародне арт-бієнале, м.Коломия, Україна.
2018 — всеукраїнська виставка «Сучасне „мистецтво вогню“ України», Будинок художника, м. Київ
2017 — міжнародна виставка скульптури, м. Путянь, Китай.
2017 — міжнародна виставка скульптури, м. Веньчжоу, Китай.
2015 — міжнародна виставка скульптури, м. Фучжоу, Китай.
2015 — всеукраїнська виставка «Сучасне „мистецтво вогню“ України», Будинок художника, м. Київ.
2013 — міжнародна виставка скульптури, музей замку м. Морж, Швейцарія.
2013 — міжнародна виставка скульптури, м. Бресюїр, Франція.
2011 — «Серпневий вернісаж», музей книги на території Києво-Печерської Лаври, м. Київ.
2011 — міжнародна виставка скульптури, музей замку м. Морж, Швейцарія.
2009 — «Український тиждень мистецтв» — міжнародна виставка та конкурс сучасного мистецтва, Будинок художника, м. Київ.      
2009 — всеукраїнська виставка «Різдвяний салон» присвячена 100-річчю Марії  Приймаченко, м. Київ.
2008 — групова виставка емальєрів «Майстерня Бородая», музей українського народного декоративного мистецтва, м. Київ.
2007 — виставка художніх робіт із фондів львівських музеїв приватних колекцій «Постать Соломії Крушеницької в образотворчому мистецтві», Палац мистецтв, м. Львів.
2007 — великий скульптурний салон, центр ділового та культурного співробітництва «Український дім», м. Київ.
2006 — виставка секції скульптури ЛСХ «Львівська скульптура», Палац мистецтв, Львів.
2005—2006 пересувна всеукраїнська виставка «Світ левкасу та емалі», Одеса, Чернівці, Івано-Франківськ, Львів.
2005 — міжнародна виставка «Високий замок», м. Львів.
2004 — міжнародна виставка «Високий замок», м. Львів.
2004 — групова виставка емальєрів, галерея «А-хата», м. Київ.
2004 — групова виставка емальєрів у рамках V міжнародного конкурсу на найкращий дизайнерский проект року, інтер'єр року, м. Київ.
2004 — всеукраїнська жіноча виставка, м. Київ.
2003 — міжнародна виставка «Високий замок», м. Львів.
2003 — всеукраїнська виставка «Мальовнича Україна», м. Львів.
2002 — всеукраїнське трієнале зі скульптури, м. Київ.
2002 — всеукраїнська виставка «Великодня», м. Київ.
2002 — всеукраїнська виставка до Жіночого свята, м. Київ.
2001 — всеукраїнська виставка «Різдвяний салон», м. Київ.
2001 — групова  виставка емальєрів «Вогняні барви на металі», галерея «Колта», м. Київ.
2001 — міжнародна виставка «Високий замок», м. Львів.
2001 — всеукраїнська виставка «Осінній салон», м. Київ.
2001 — виставка «Голокост», галерея КСХ «Мистець», м. Київ.
2001 — всеукраїнська виставка, присвячена 15-й річниці Чорнобильської аварії, м. Київ.
2001 — всеукраїнська жіноча виставка, м. Київ.
1999 — всеукраїнська виставка «Різдвяний салон», м. Київ.
1999 — всеукраїнське трієнале зі скульптури, Будинок художника, м. Київ.
1999 — всеукраїнська виставка «Осінній салон», м. Київ.
1998 — групова виставка емальєрів «Олександр Бородай та його учні», галерея музею-майстерні Івана Кавалерідзе, м. Київ.
1998 — виставка «60 років КСХ», Будинок художника, м. Київ.
1998 — виставка «Ковальська імпреза», галерея «Дзиґа», м. Львів.
1998 — всеукраїнська виставка «60 років Спілці художників України», м. Київ.
1998 — виставка «Легенди Криму», галерея КСХ «Мистець», м. Київ.
1998 — виставка «Емаль та ювелірне мистецтво українських художників», галерея «Триптих», м. Київ.
1998 — виставка «Київський пейзаж», галерея КСХ «Мистець», м. Київ.
1998 — групова виставка емальєрів, кавярня «Вернісаж», галерея «Лавра», м. Київ.
1998 — виставка КСХ «Мальовнича Україна», музей книгодрукування, м. Київ.
1998 — групова виставка емальєрів, галерея Києво-Могилянської академії.
1997 — групова виставка емальєрів, галерея Києво-Могилянської академії.
1997 — групова виставка емальєрів, Корпус миру, м. Київ.
1997 — персональна виставка емалі, театр Оперети, м. Київ.
1996 — весняний вернісаж «Творчість без меж», галерея «Лавра», м. Київ.

## Живопис у техніці гарячої емалі

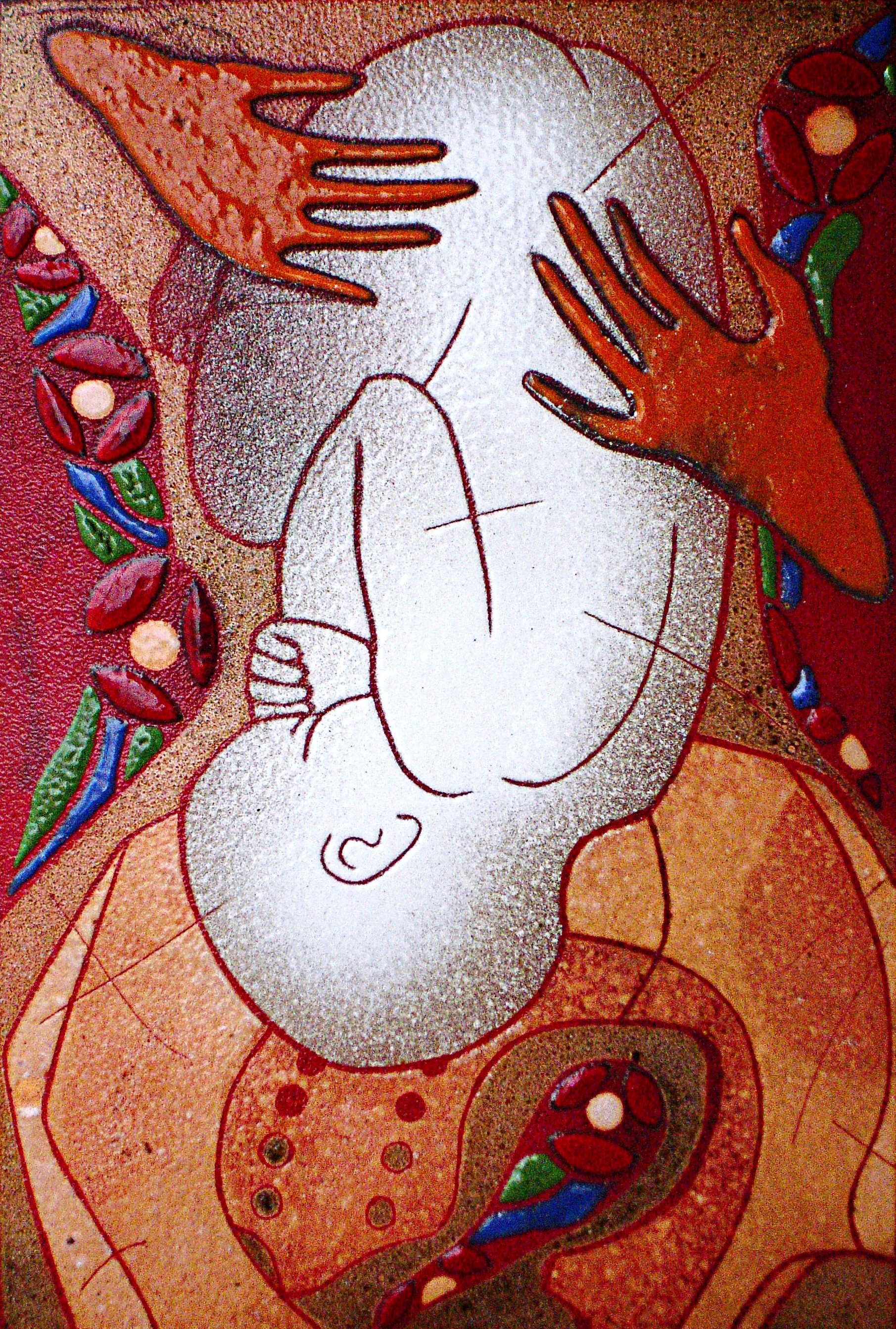
"Ненародженим" 1999, мідь, емаль, 30х20 см
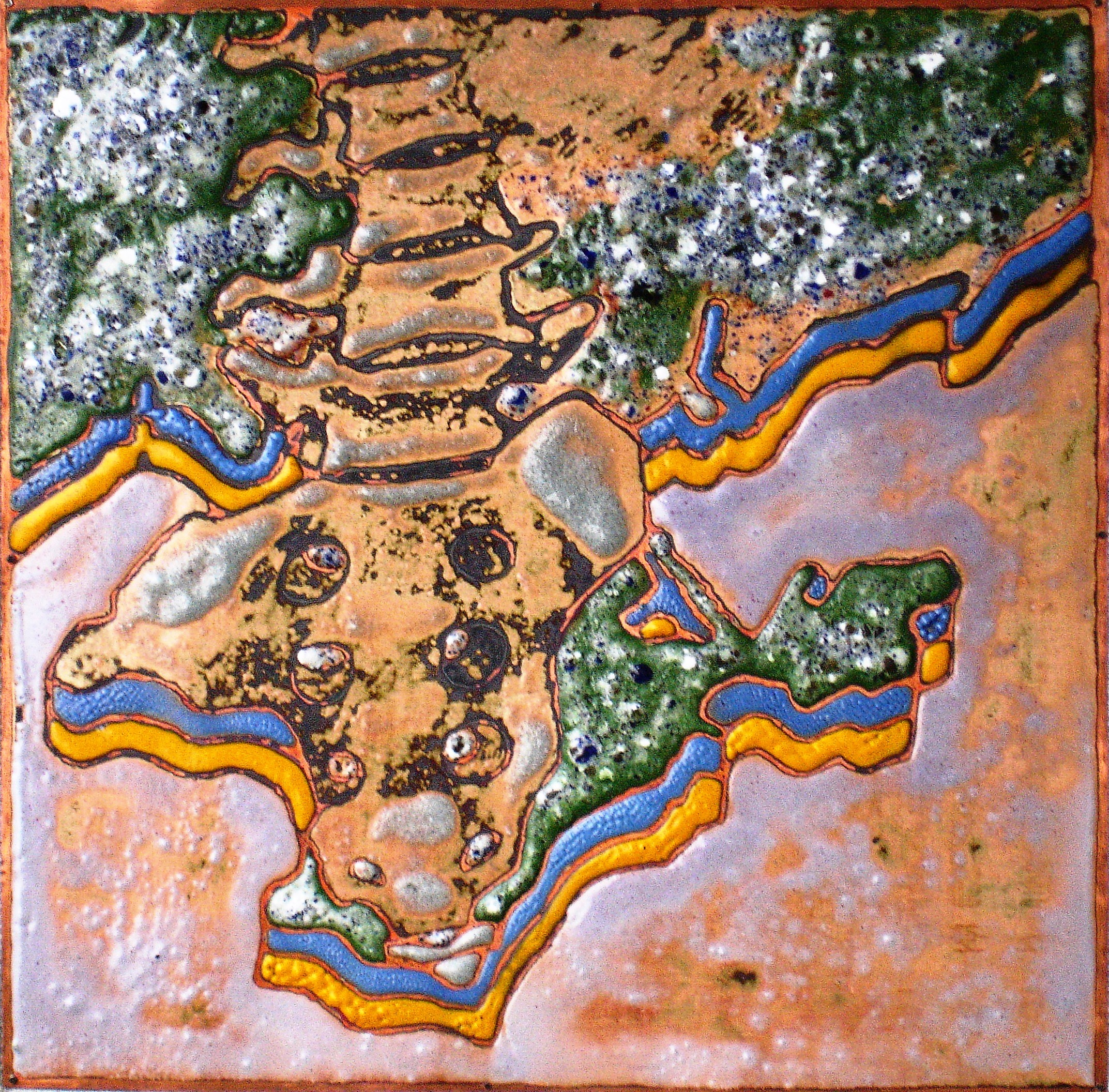
"Найболючіше місце України" 1998, мідь, емаль, 30х30 см
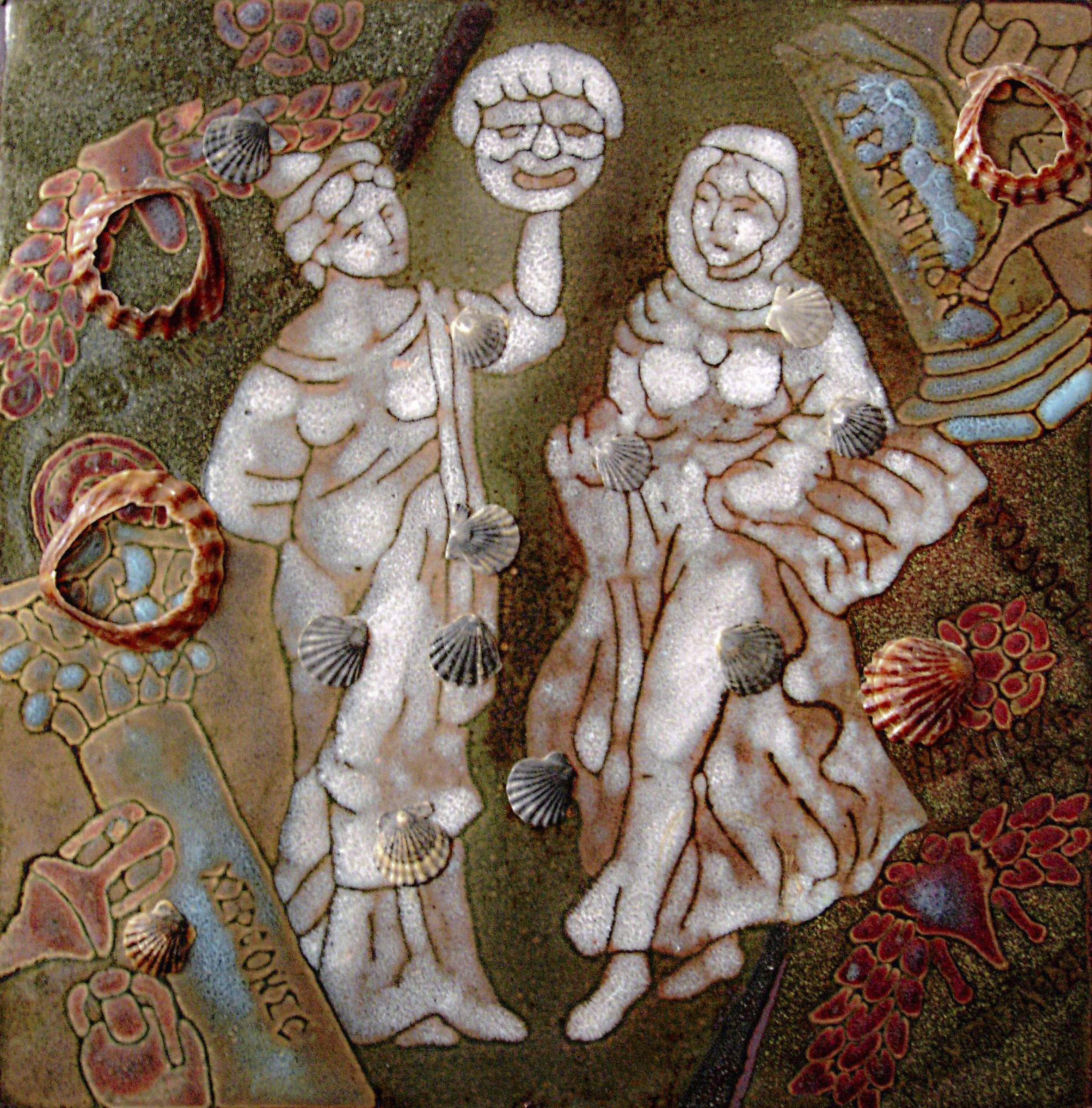
"Легенди Криму" 1998, мідь, емаль, 30х30 см
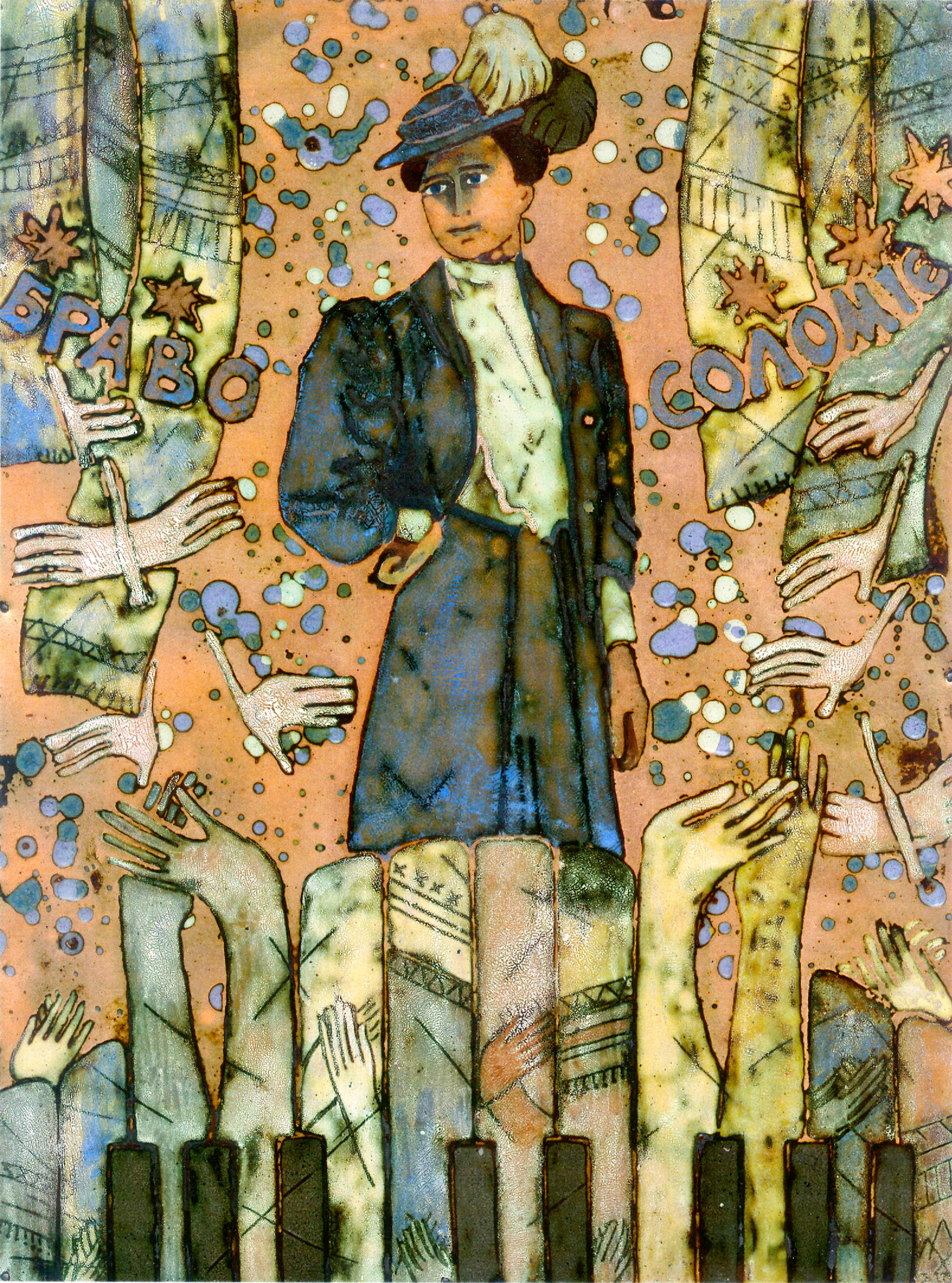
"Браво, Соломіє!" 2007, мідь,емаль, 30х20 см
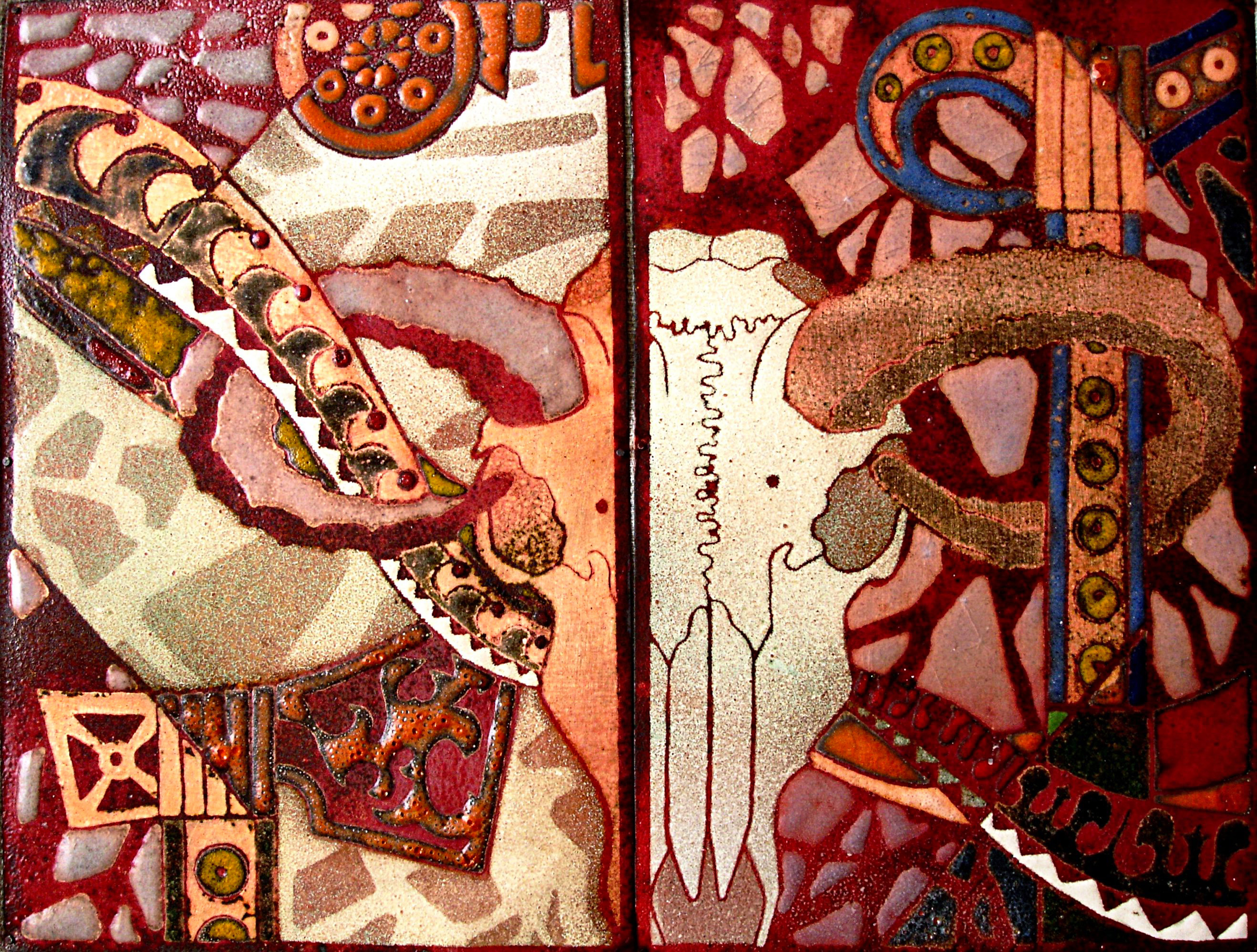
"Спогади про Карпати"1998, мідь, емаль, 30х40 см
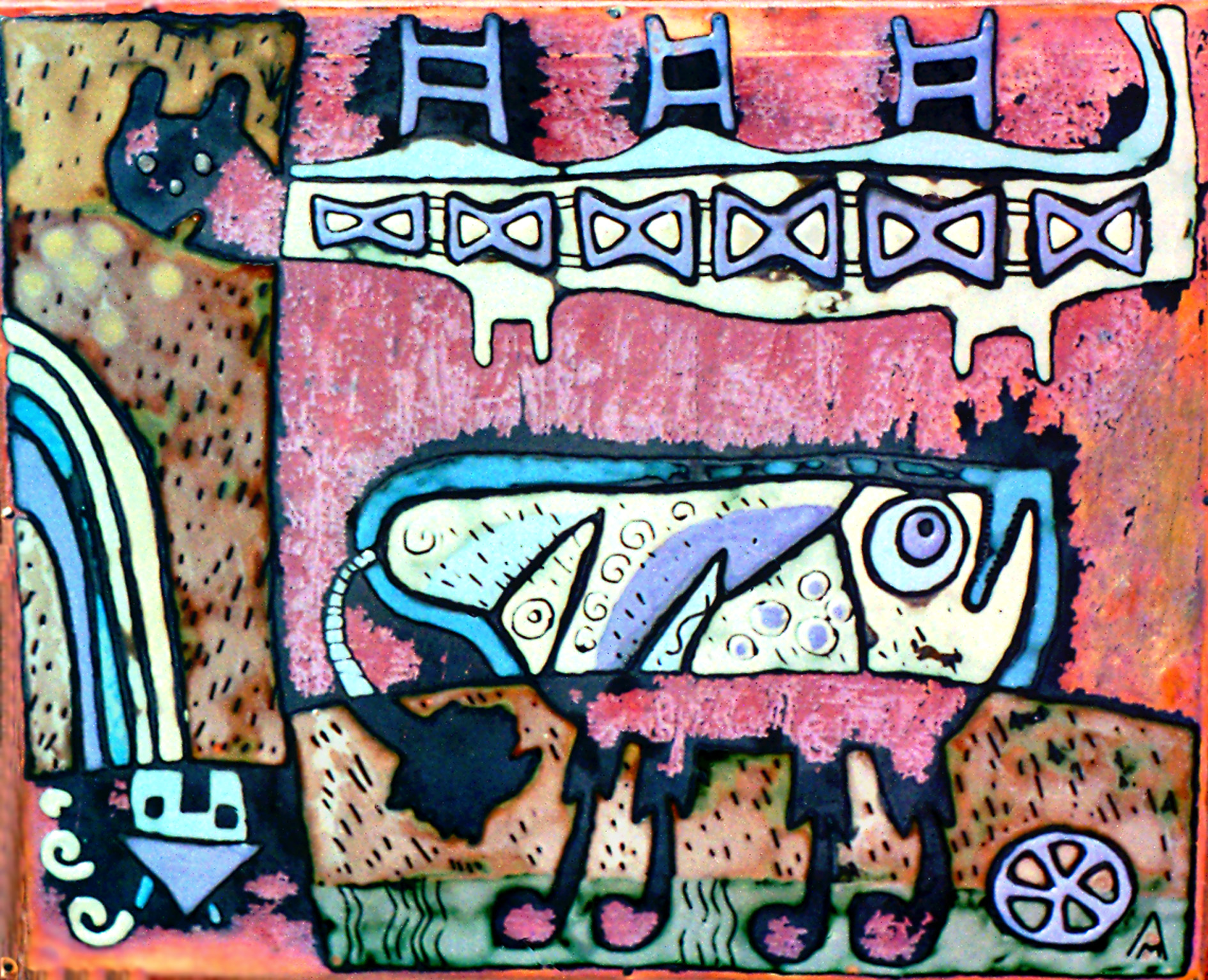
"Мількові Химери І" 2005, мідь, емаль, 30х40 см
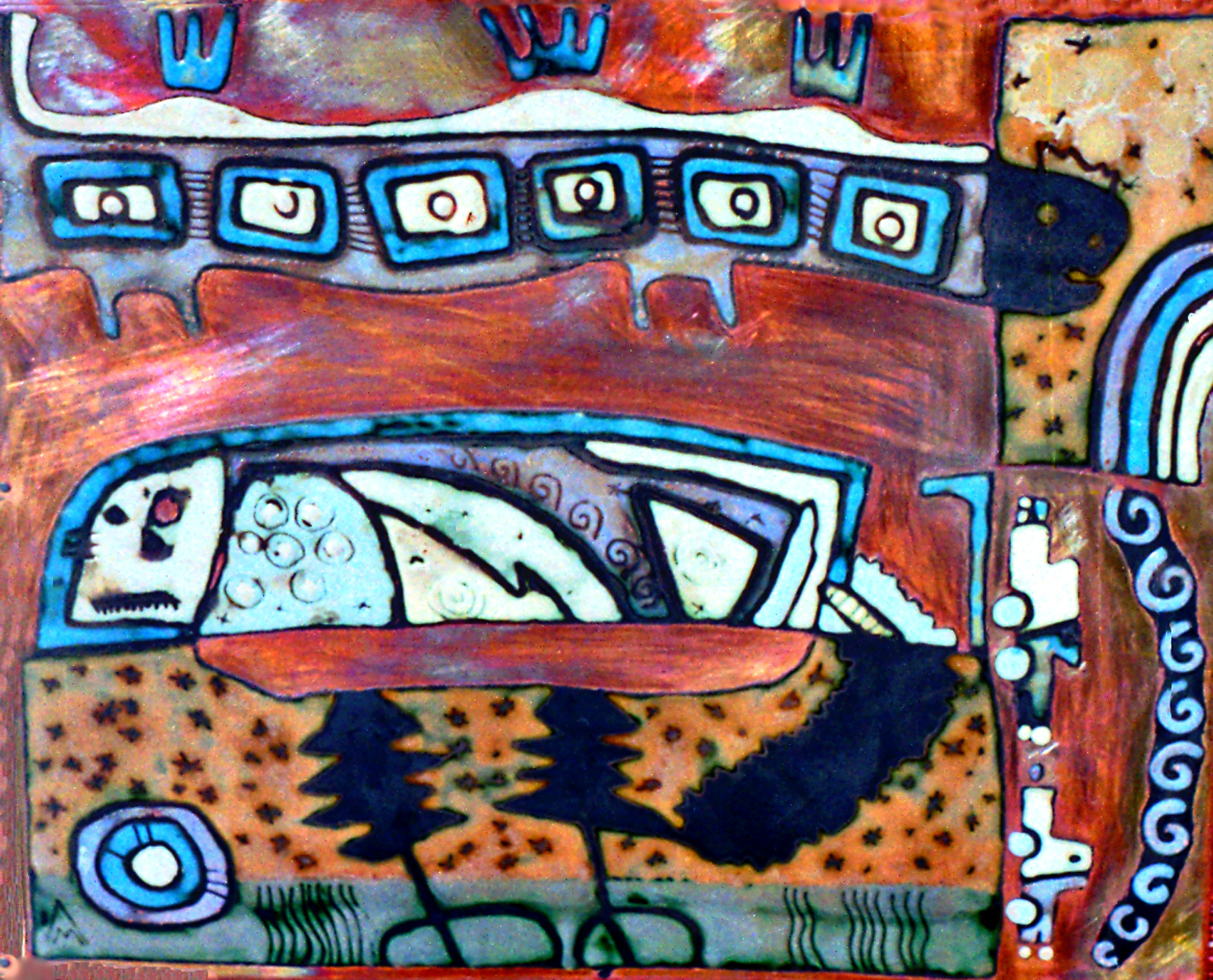
"Мількові Химери II" 2005, мідь, емаль, 30х40 см
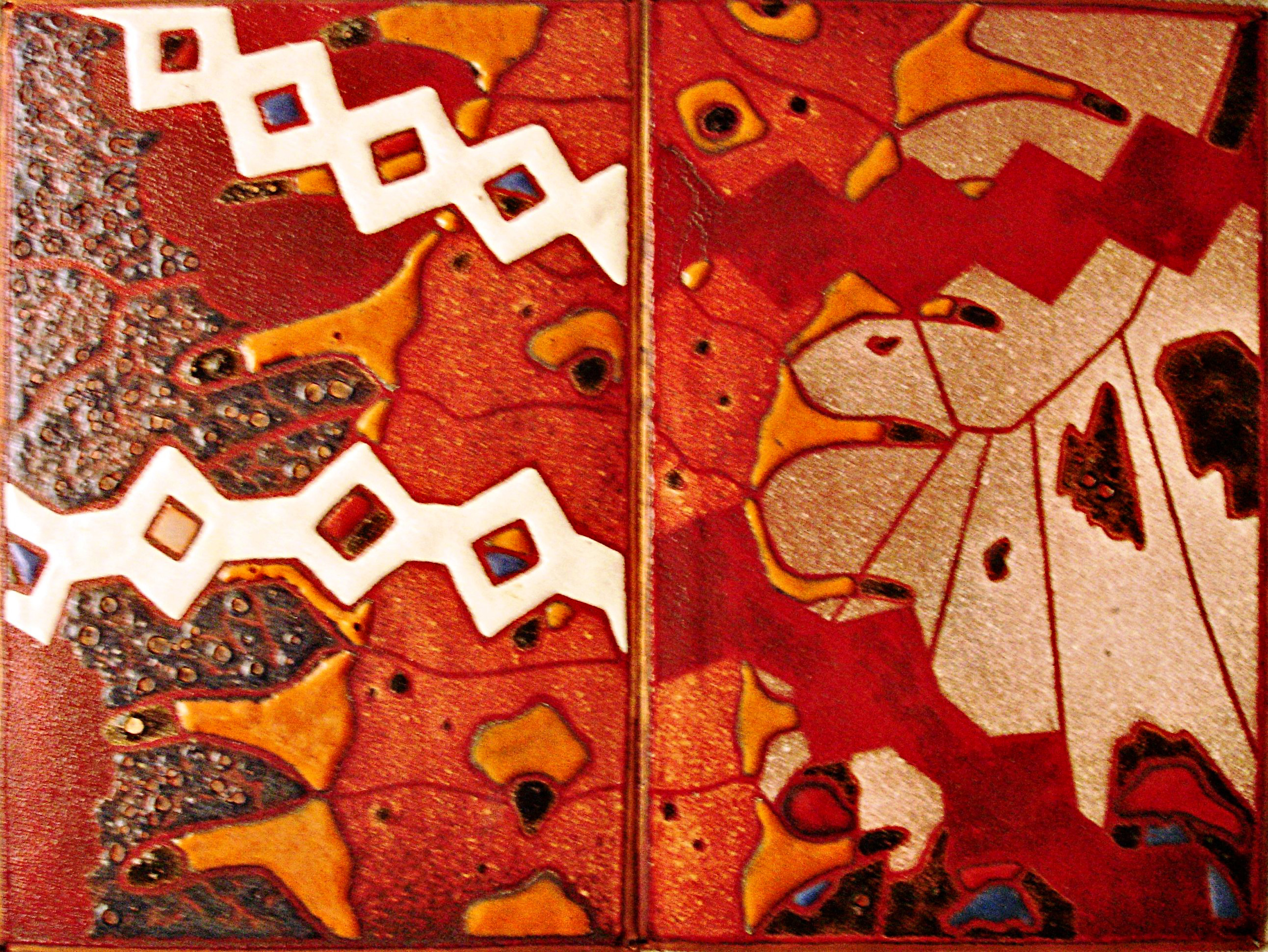
"Метаморфози" 1998, мідь, емаль, 30х40 см
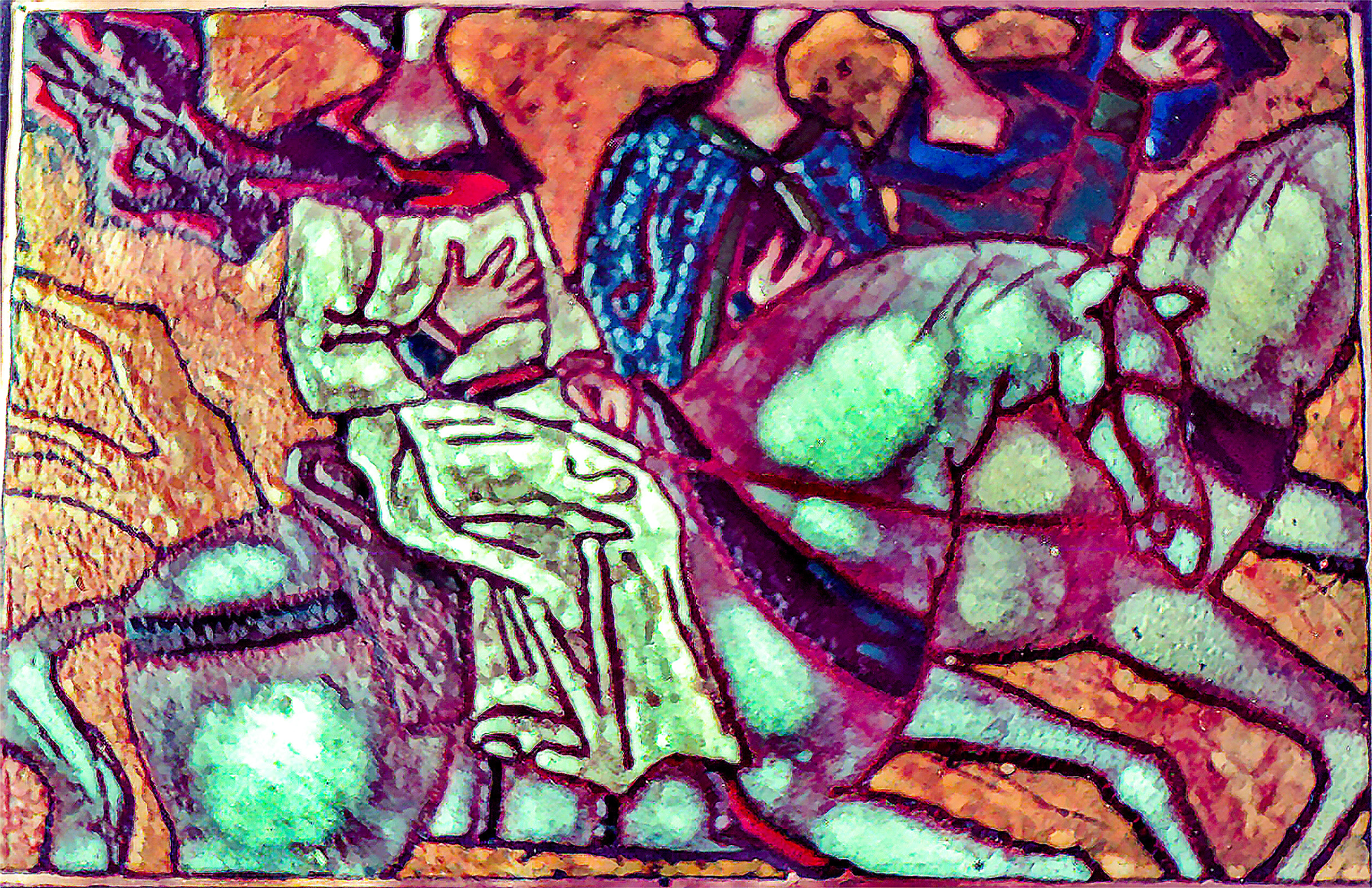
"Фрагменти історії І" 1998, мідь, емаль, 20х30 см
"Фрагменти історії II" 1998, мідь, емаль, 20х30 см"Фрагменти історії II" 1998, мідь, емаль, 20х30 см
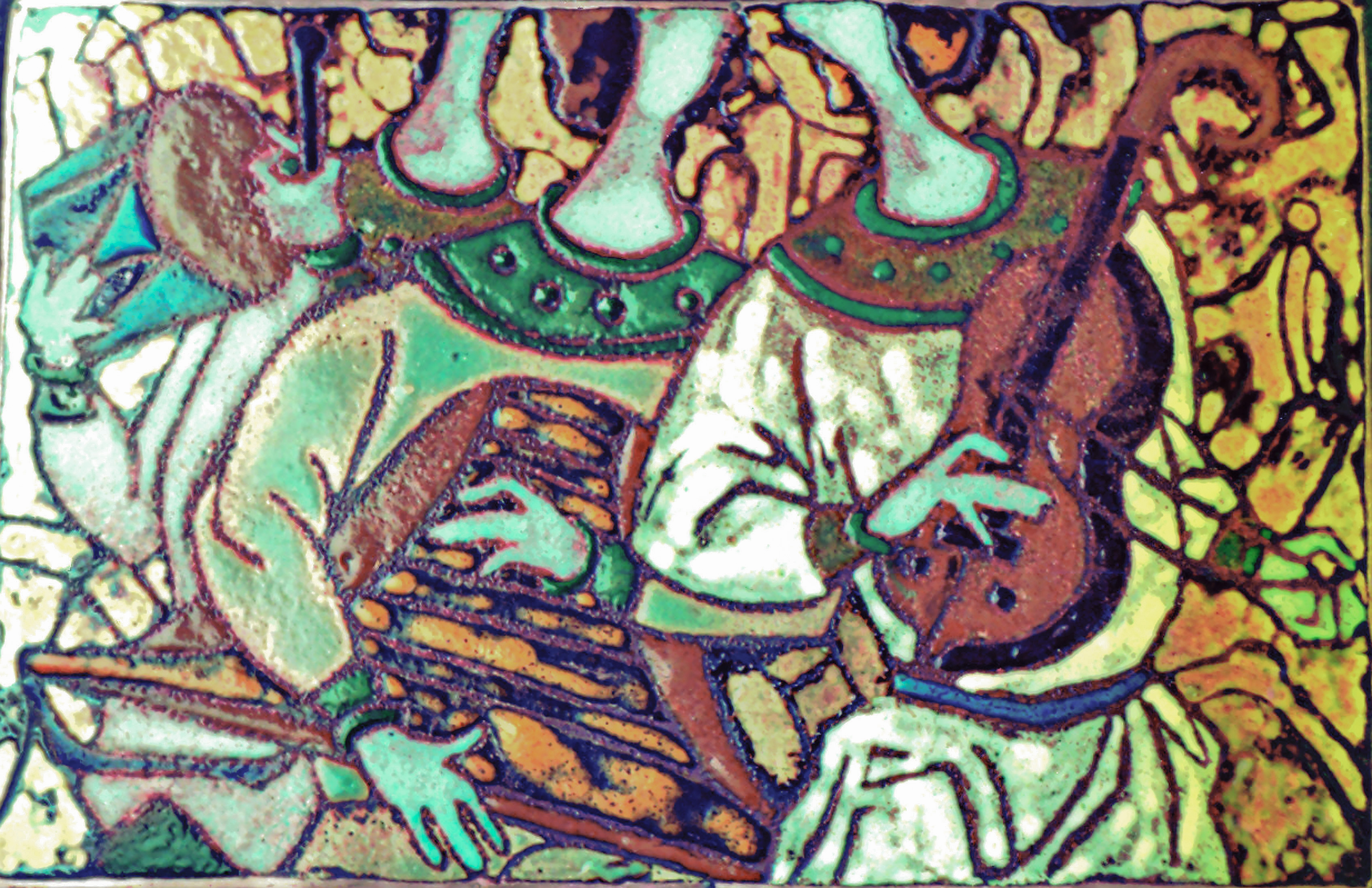
"Фрагменти історії III" 1998, мідь, емаль, 20х30 см
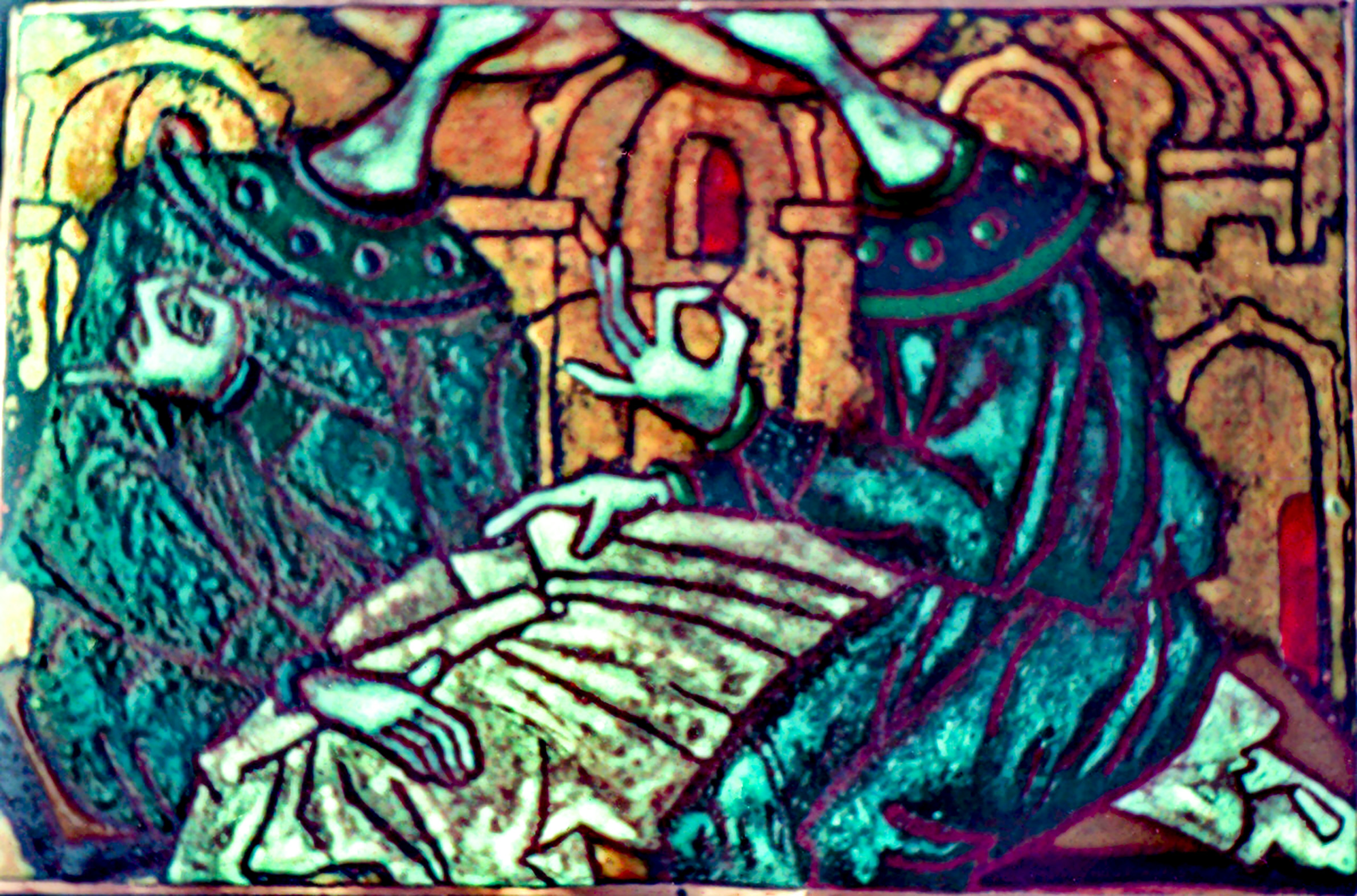
"Фрагменти історії IV" 1998, мідь, емаль, 20х30 см
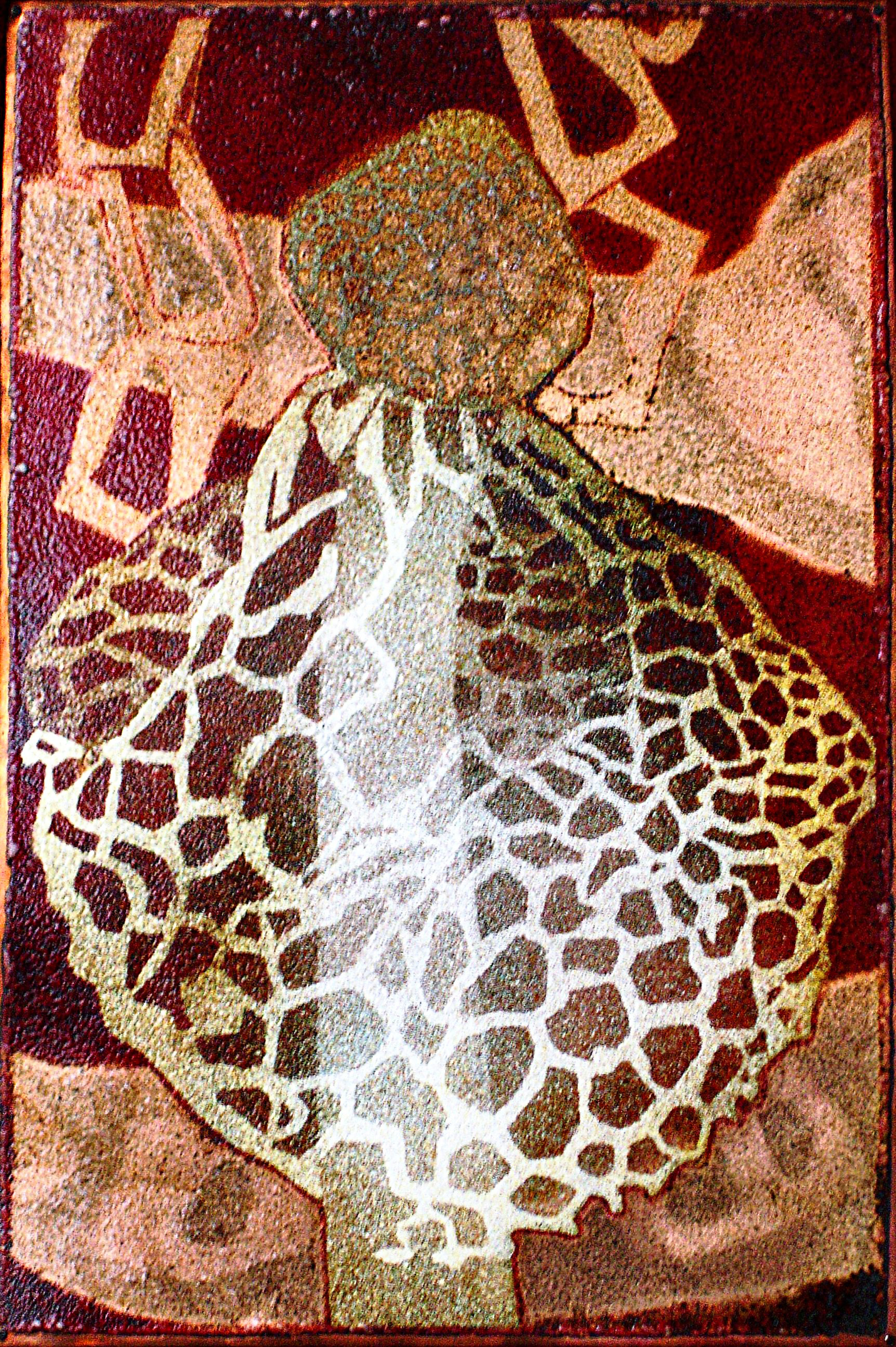
"Примхливість" 1998, мідь, емаль, 30х20 см
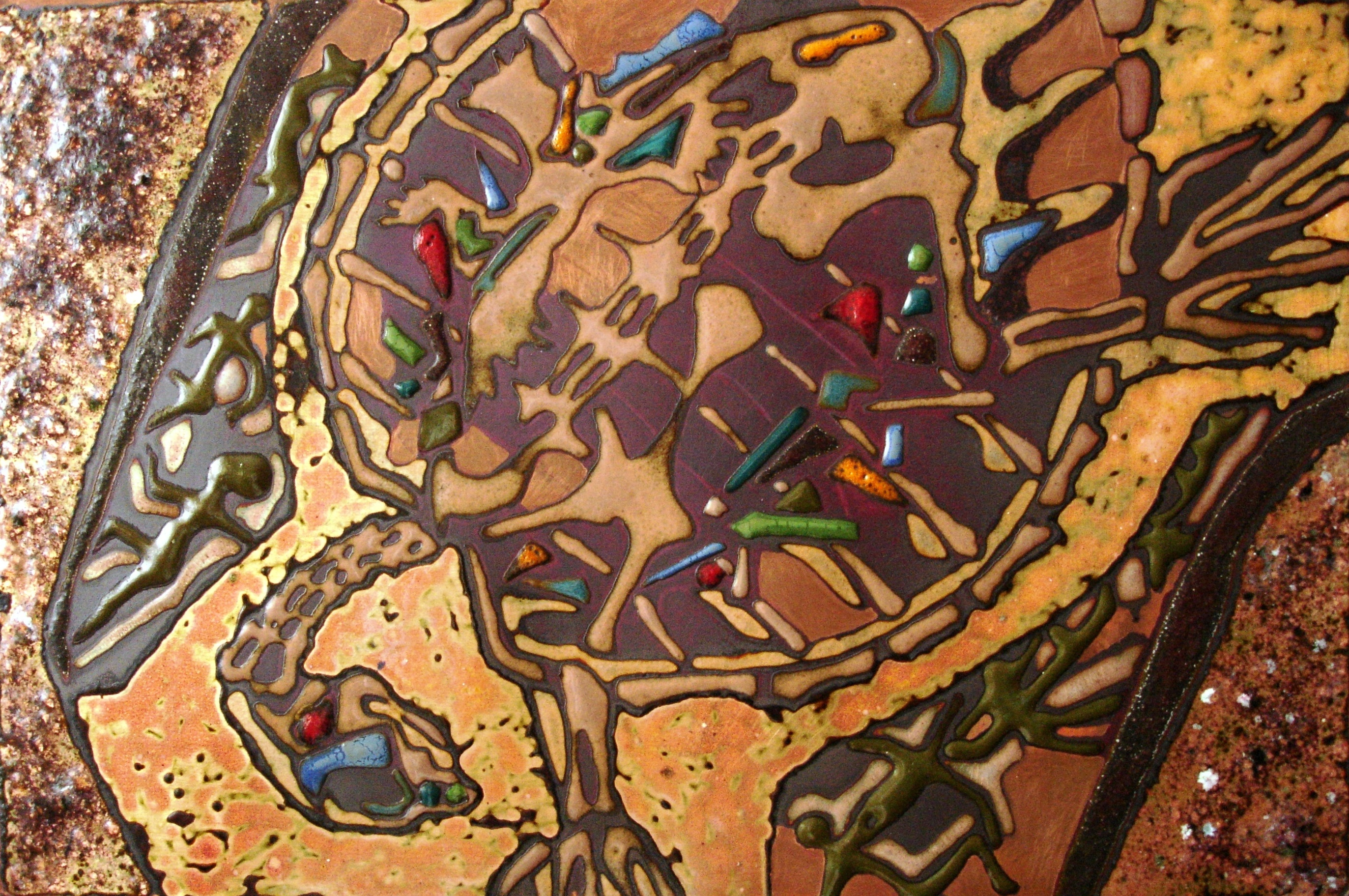
"На початку історії І" 1998, мідь, емаль, 20х30 см
"На початку історії II" 1998, мідь, емаль, 20х30 см"На початку історії II" 1998, мідь, емаль, 20х30 см
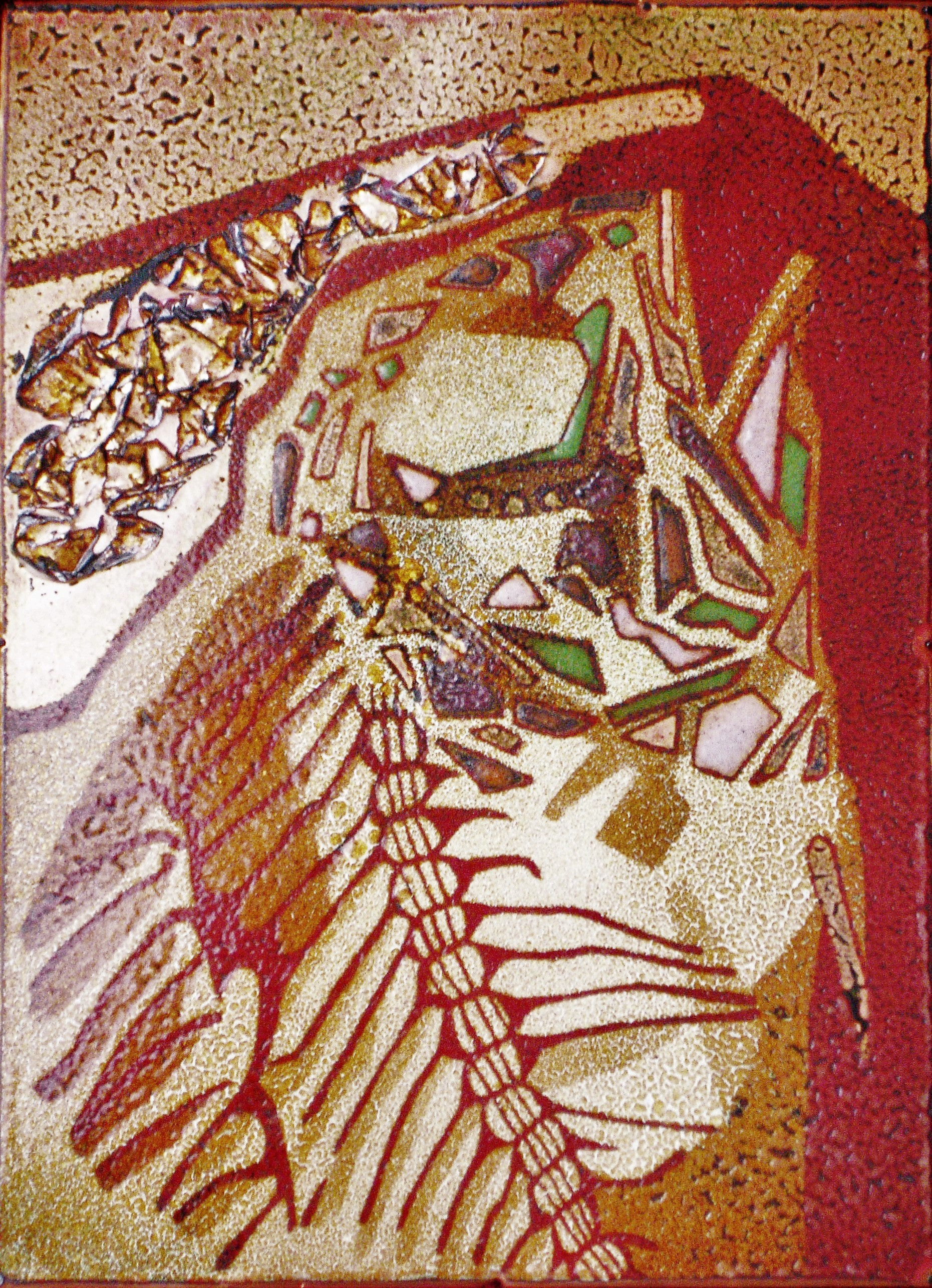
"Риба" 1998, мідь, емаль, 30х20 см
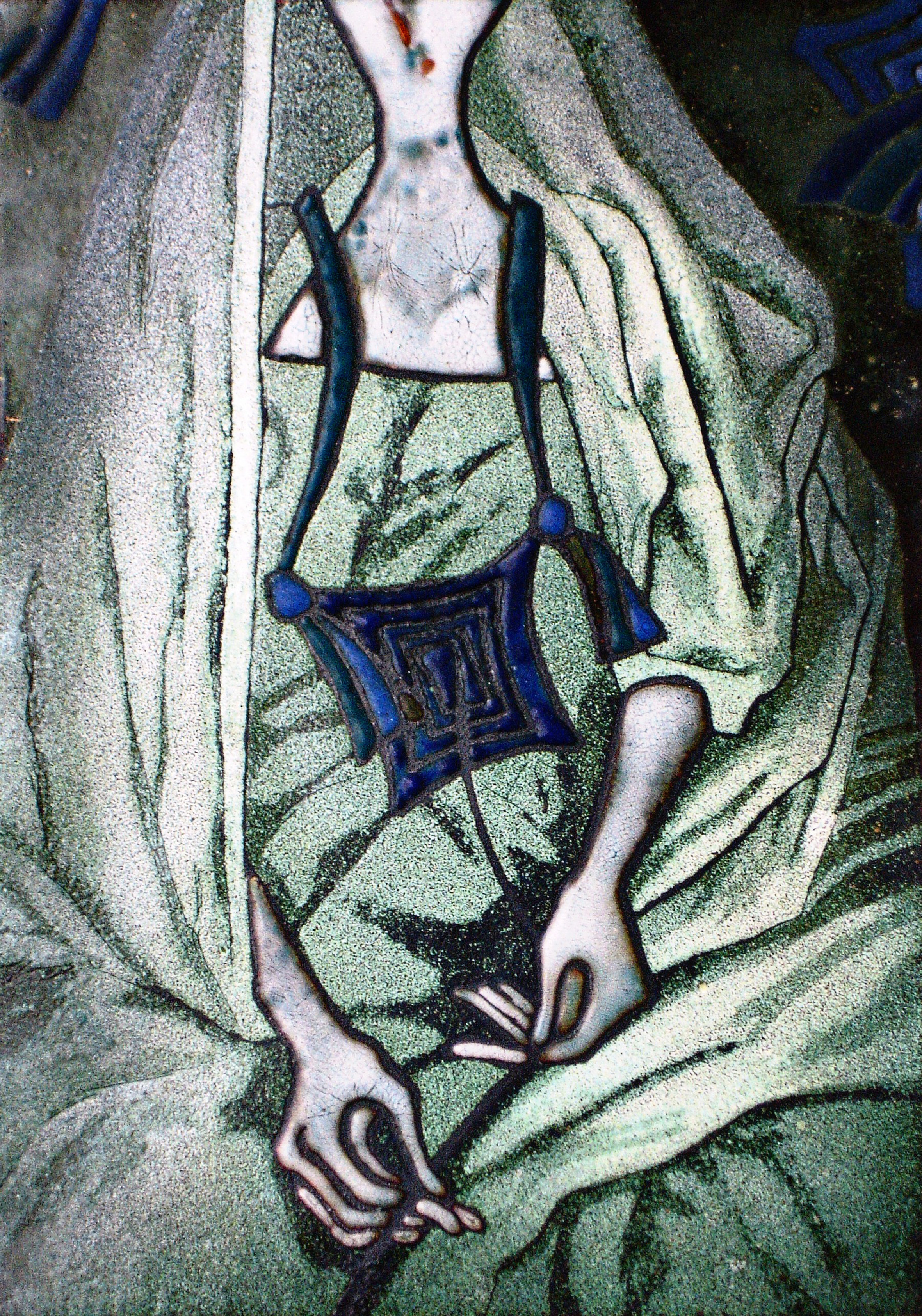
"Шовкова історія І" 1998, мідь, емаль, 30х20 см
"Шовкова історія II" 1998, мідь, емаль, 30х20 см"Шовкова історія II" 1998, мідь, емаль, 30х20 см
"Шовкова історія III" 1998, мідь, емаль, 30х20 см"Шовкова історія III" 1998, мідь, емаль, 30х20 см
"Зранку до ночі II" 1997, мідь, емаль, 30х20 см"Зранку до ночі II" 1997, мідь, емаль, 30х20 см
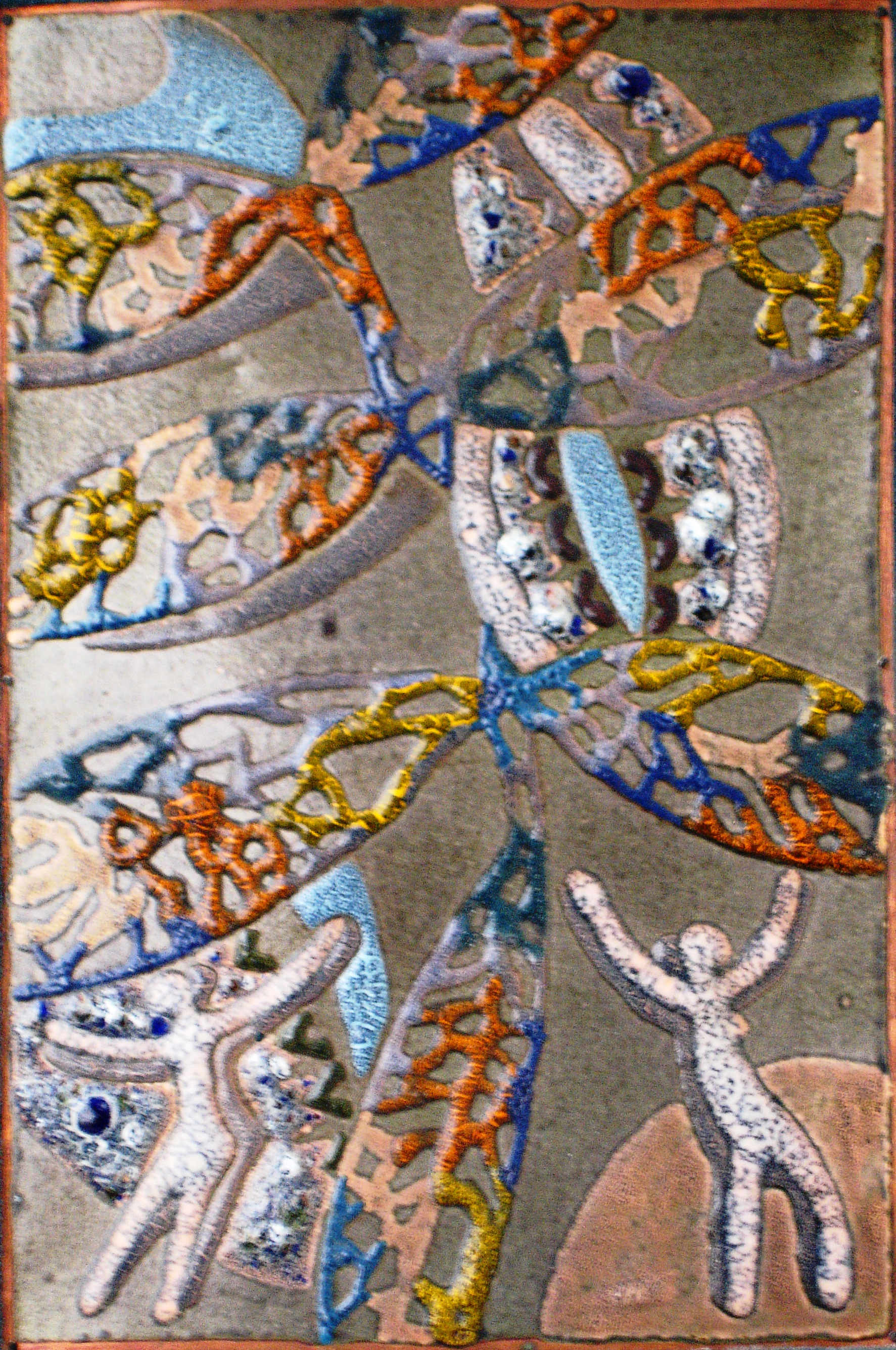
"Зранку до ночі І" 1997, мідь, емаль, 30х20 см
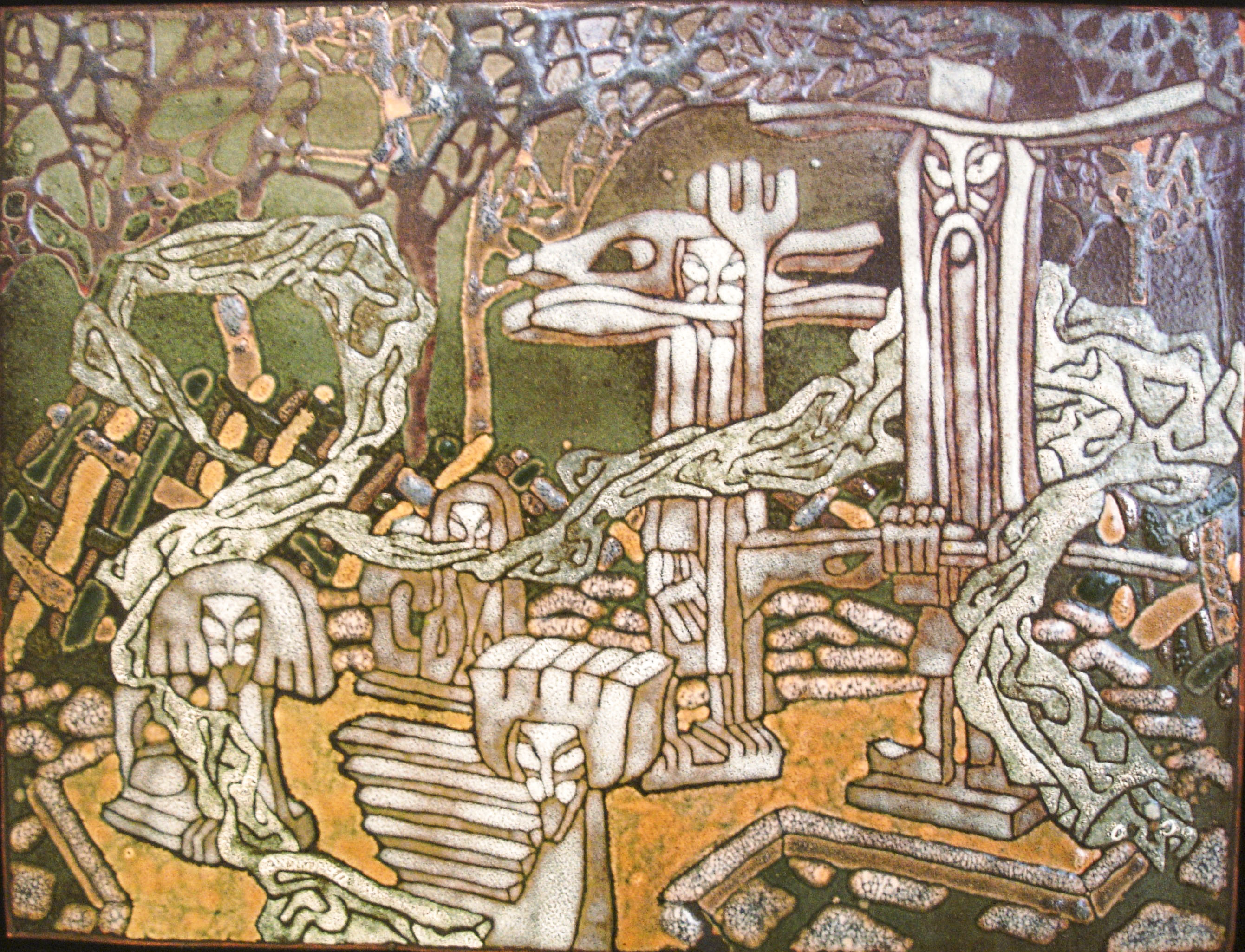
"Видіння скульптора І" 1998, мідь, емаль, 30х40 см
"Видіння скульптора II" 1998, мідь, емаль, 30х40 см"Видіння скульптора II" 1998, мідь, емаль, 30х40 см
"Видіння скульптора III" 1998, мідь, емаль, 30х40 см"Видіння скульптора III" 1998, мідь, емаль, 30х40 см
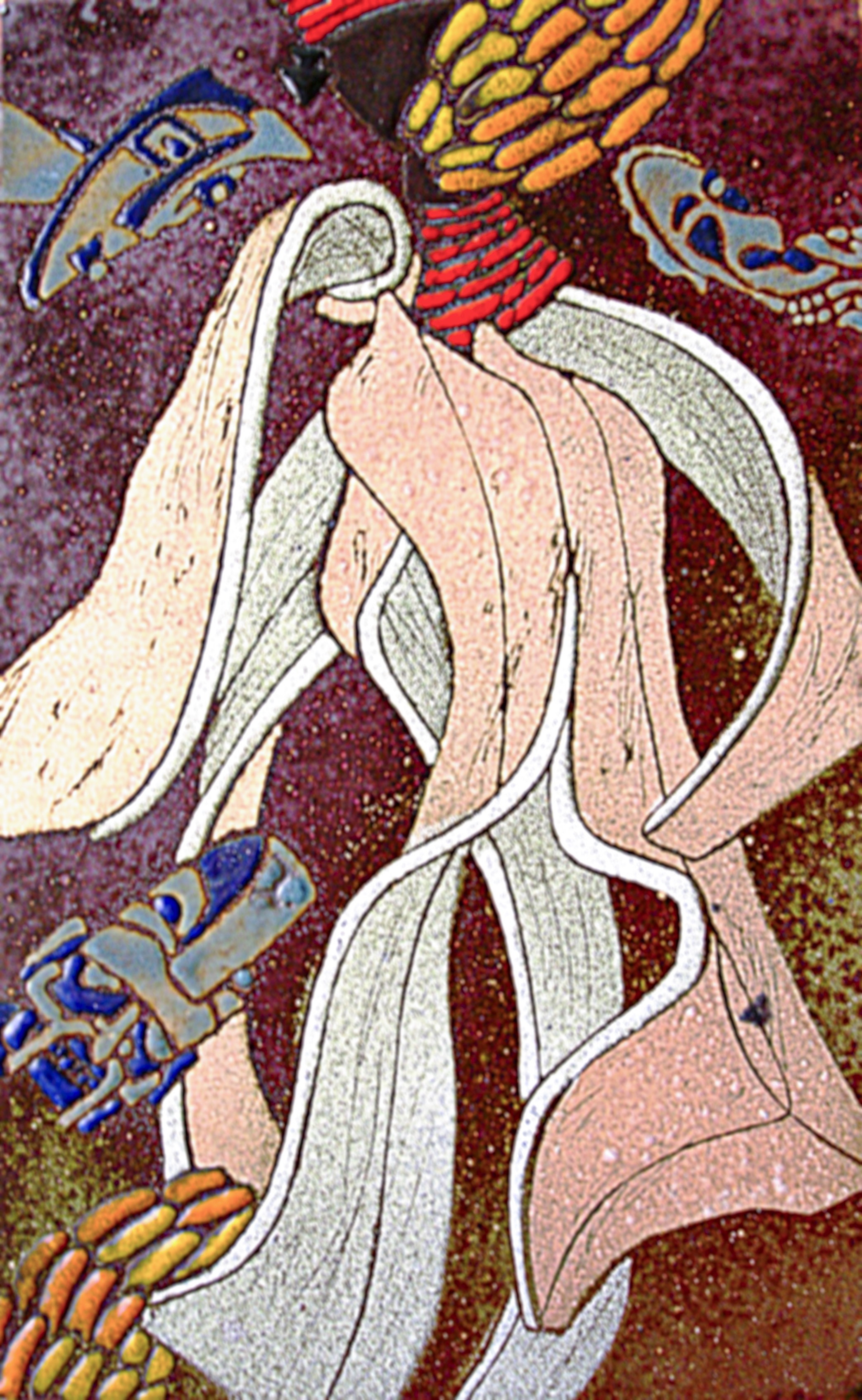
"Африканський мотив" 1998, мідь, емаль, 30х20 см
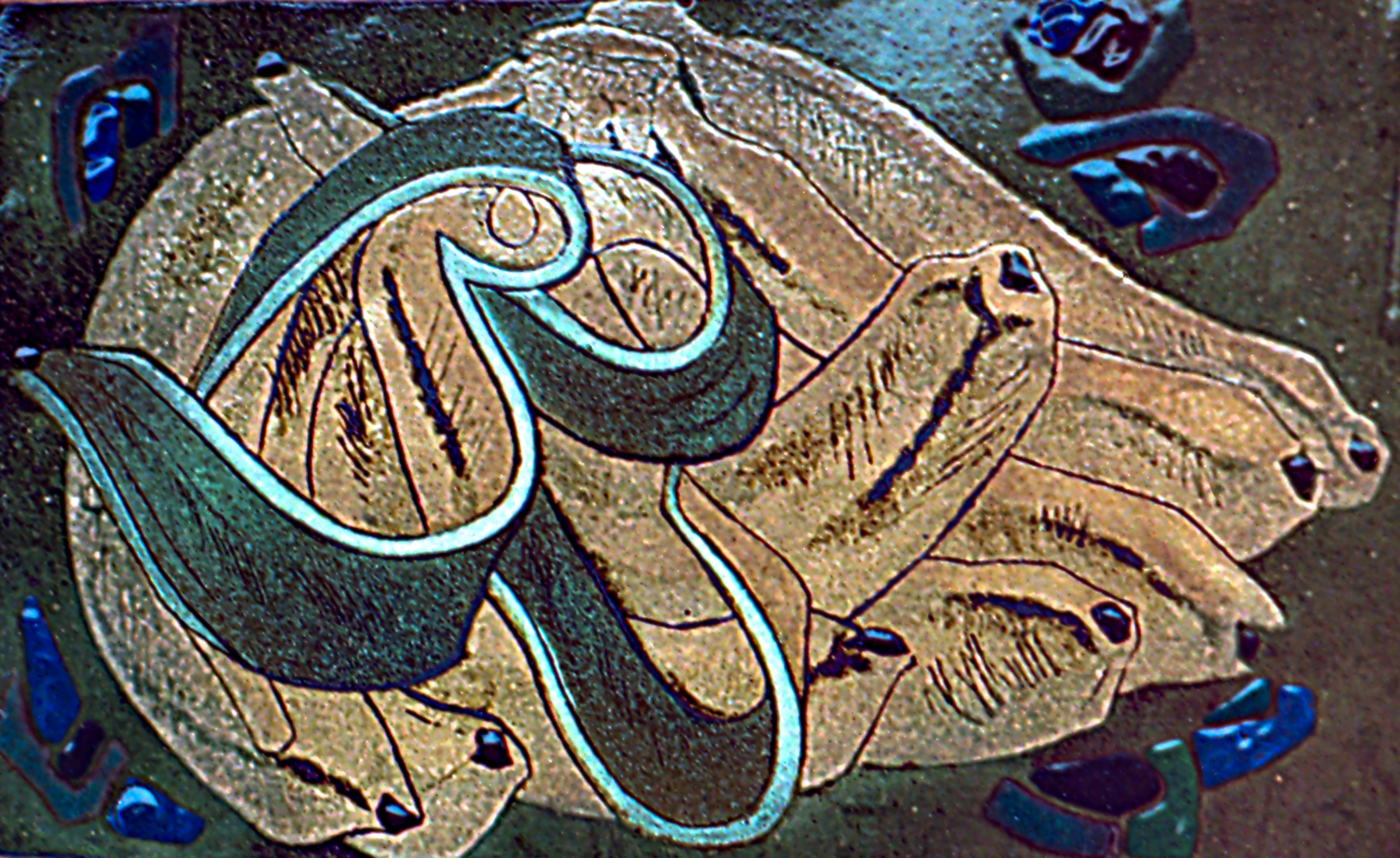
"Суцвіття бананів І" 1997, мідь, емаль, 20х30 см
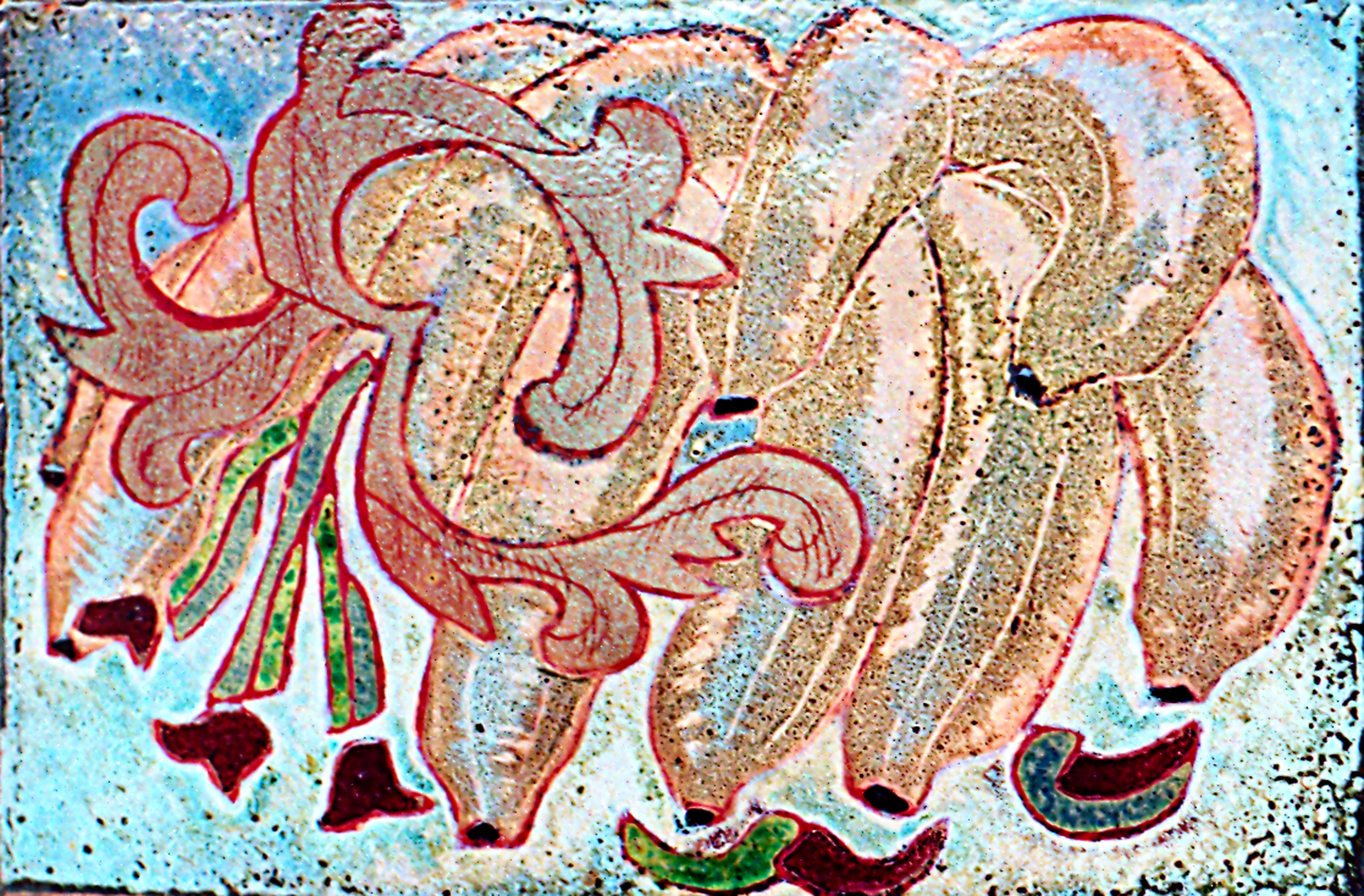
"Суцвіття бананів II" 1997, мідь, емаль, 20х30 см
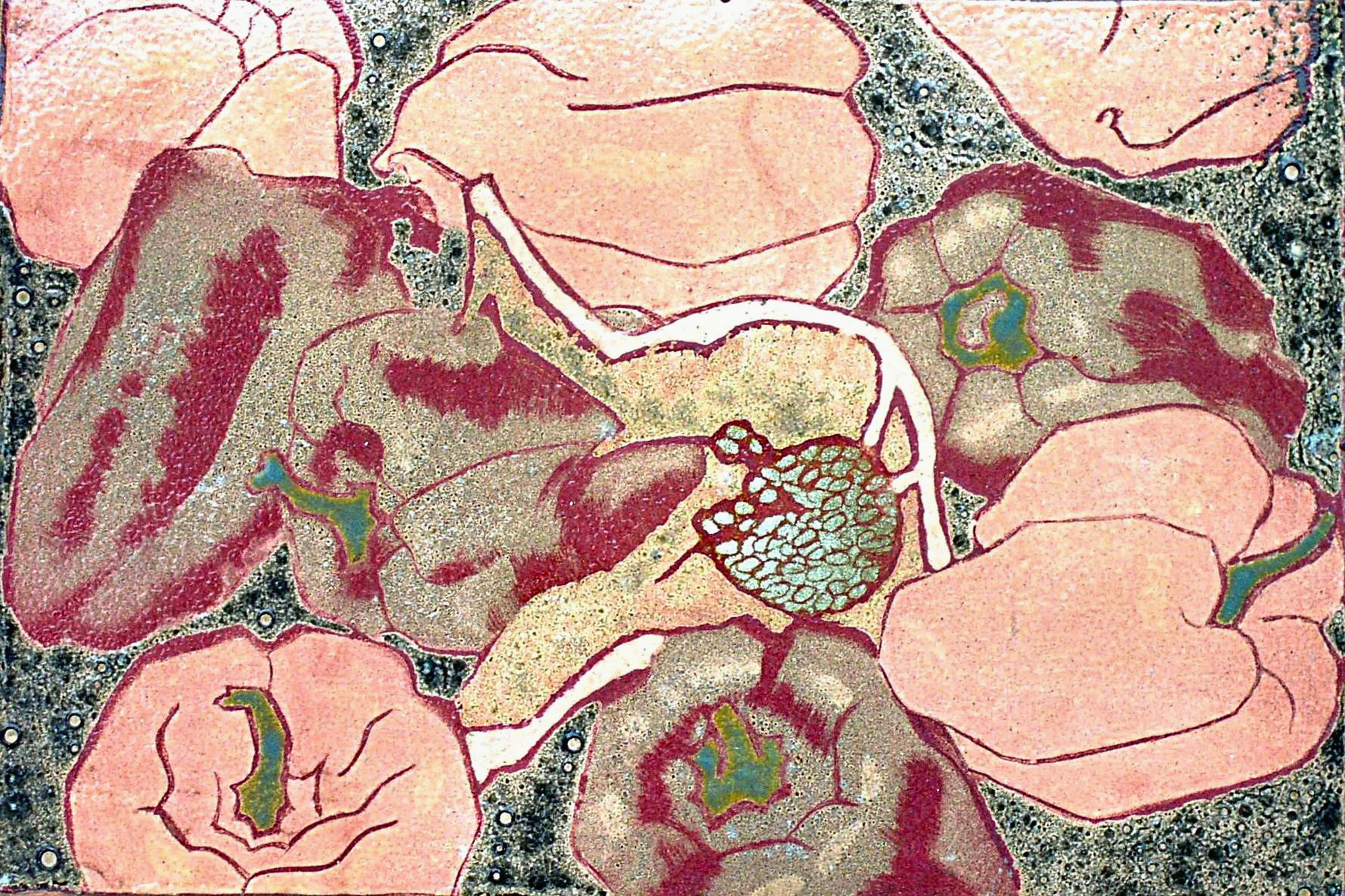
"Перці" 1998, мідь, емаль, 20х30 см
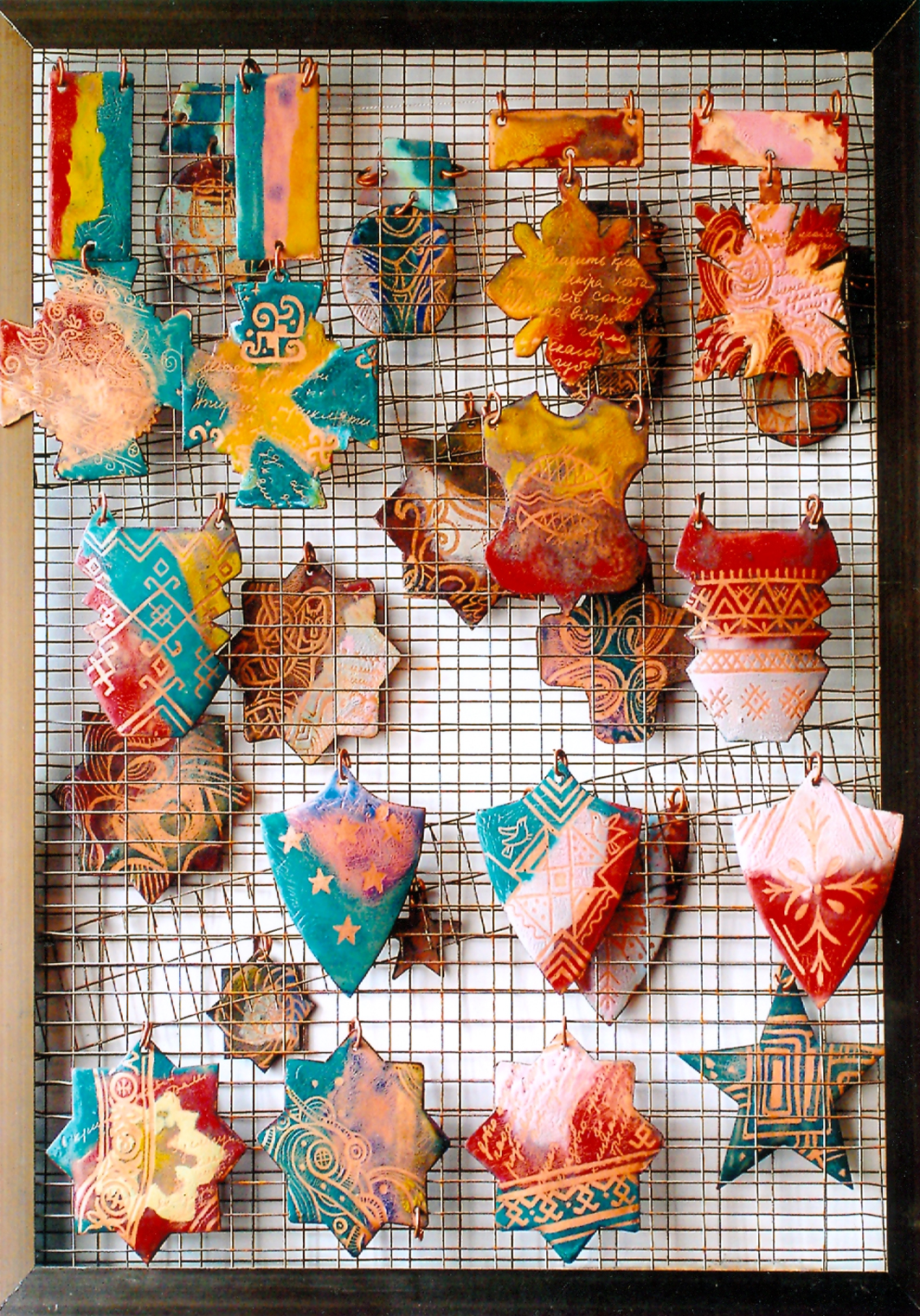
"Гербарій гребеня слави І" 2005, мідь, емаль, 50х40 см, у співавторстві з Тетяною Дреєвою-Баркер та Тетяною Ільїною
"Гербарій гребеня слави II" 2005, мідь, емаль, 50х40 см, у співавторстві з Тетяною Дреєвою-Баркер та Тетяною Ільїною"Гербарій гребеня слави II" 2005, мідь, емаль, 50х40 см, у співавторстві з Тетяною Дреєвою-Баркер та Тетяною Ільїною
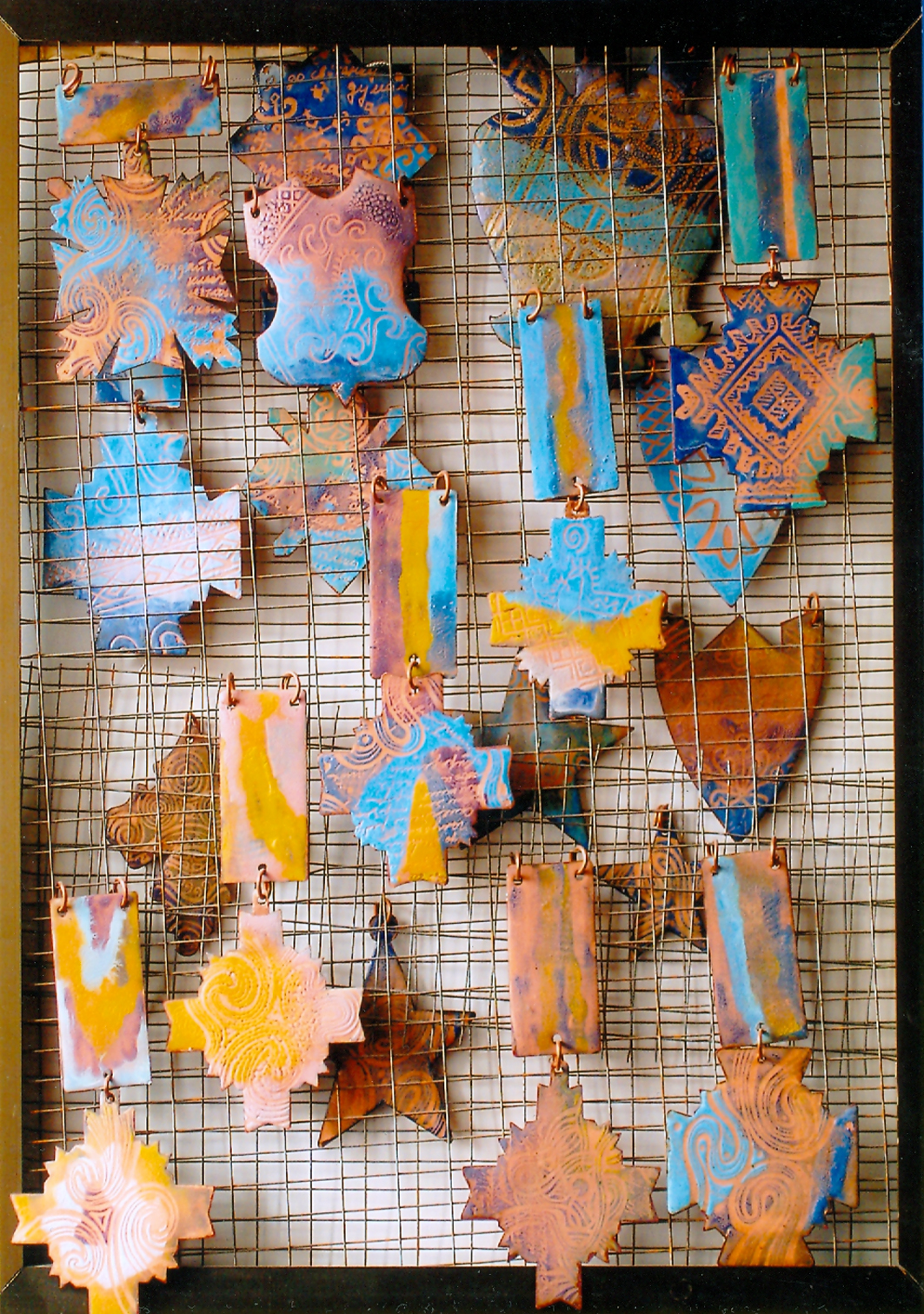
"Гербарій гребеня слави III" 2005, мідь, емаль, 50х40 см, у співавторстві з Тетяною Дреєвою-Баркер та Тетяною Ільїною
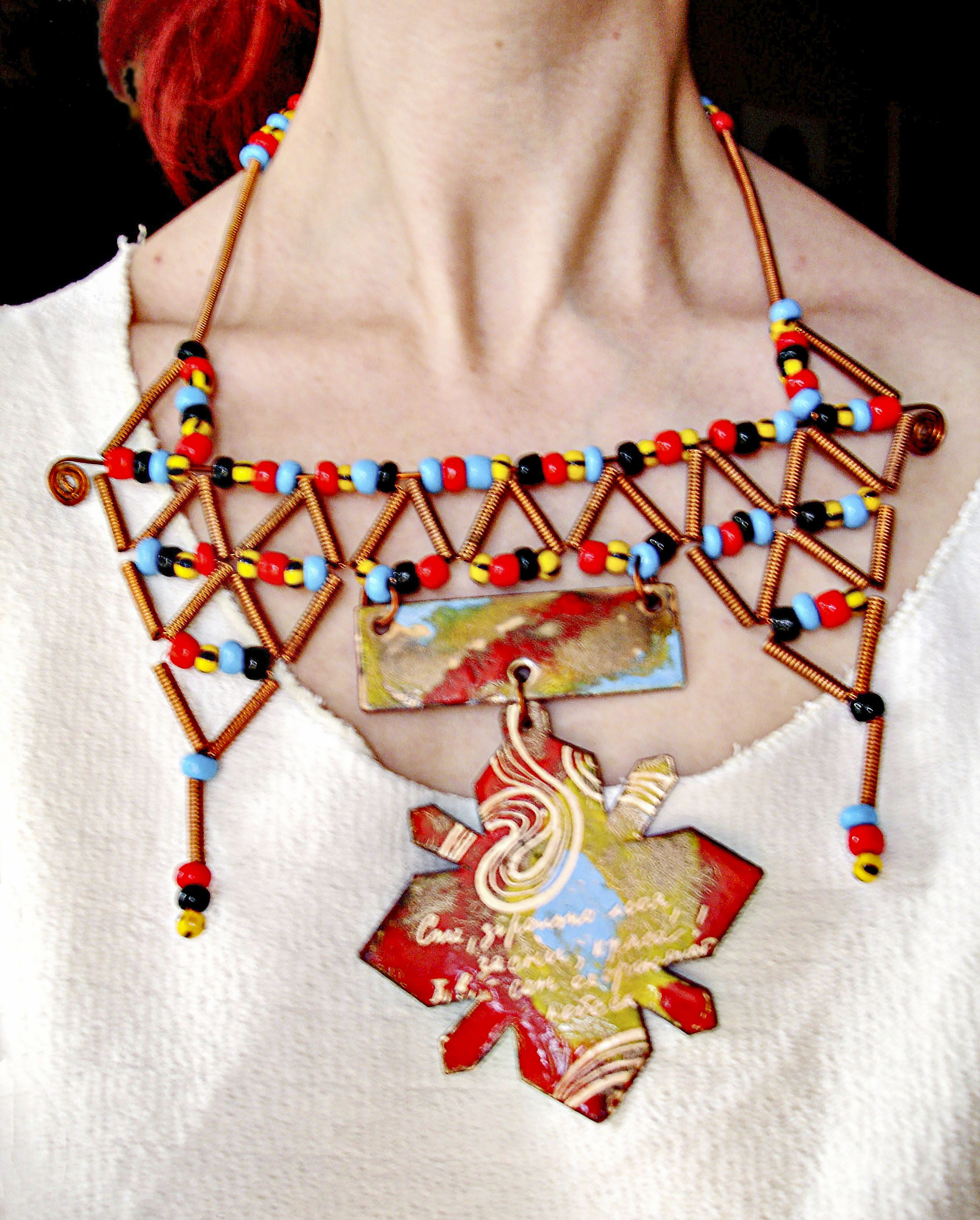
"Концепт кольє І" 2006, мідь, емаль, бісер
"Концепт кольє II" 2006, мідь, емаль, бісер"Концепт кольє II" 2006, мідь, емаль, бісер
"Концепт кольє III" 2006, мідь, емаль, бісер"Концепт кольє III" 2006, мідь, емаль, бісер
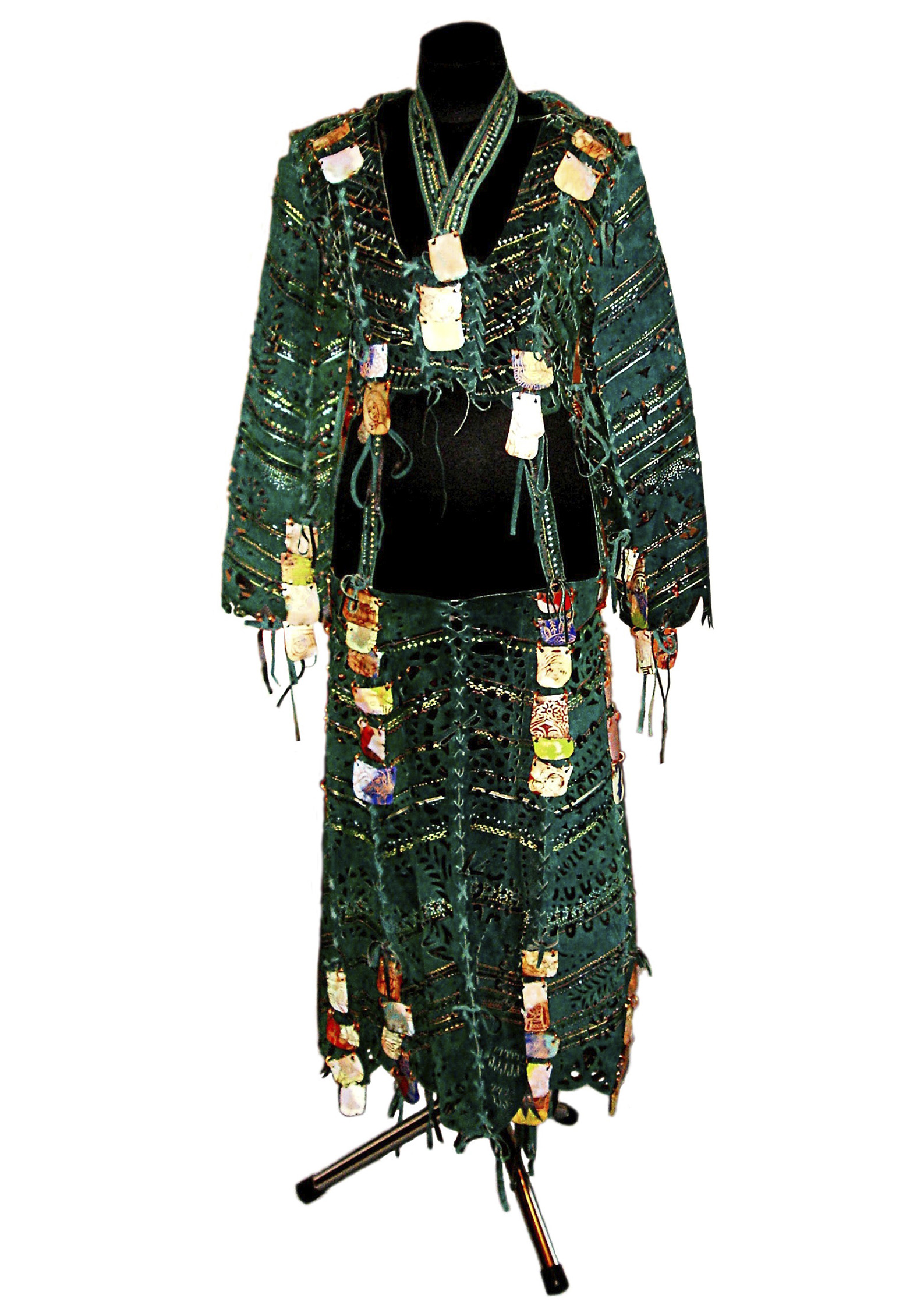
Сукня "Витинанка" 2004-2007, мідь, емаль, перероблена шкіра, у співавторстві з Тетяною Дреєвою-Баркер та Тетяною Ільїною
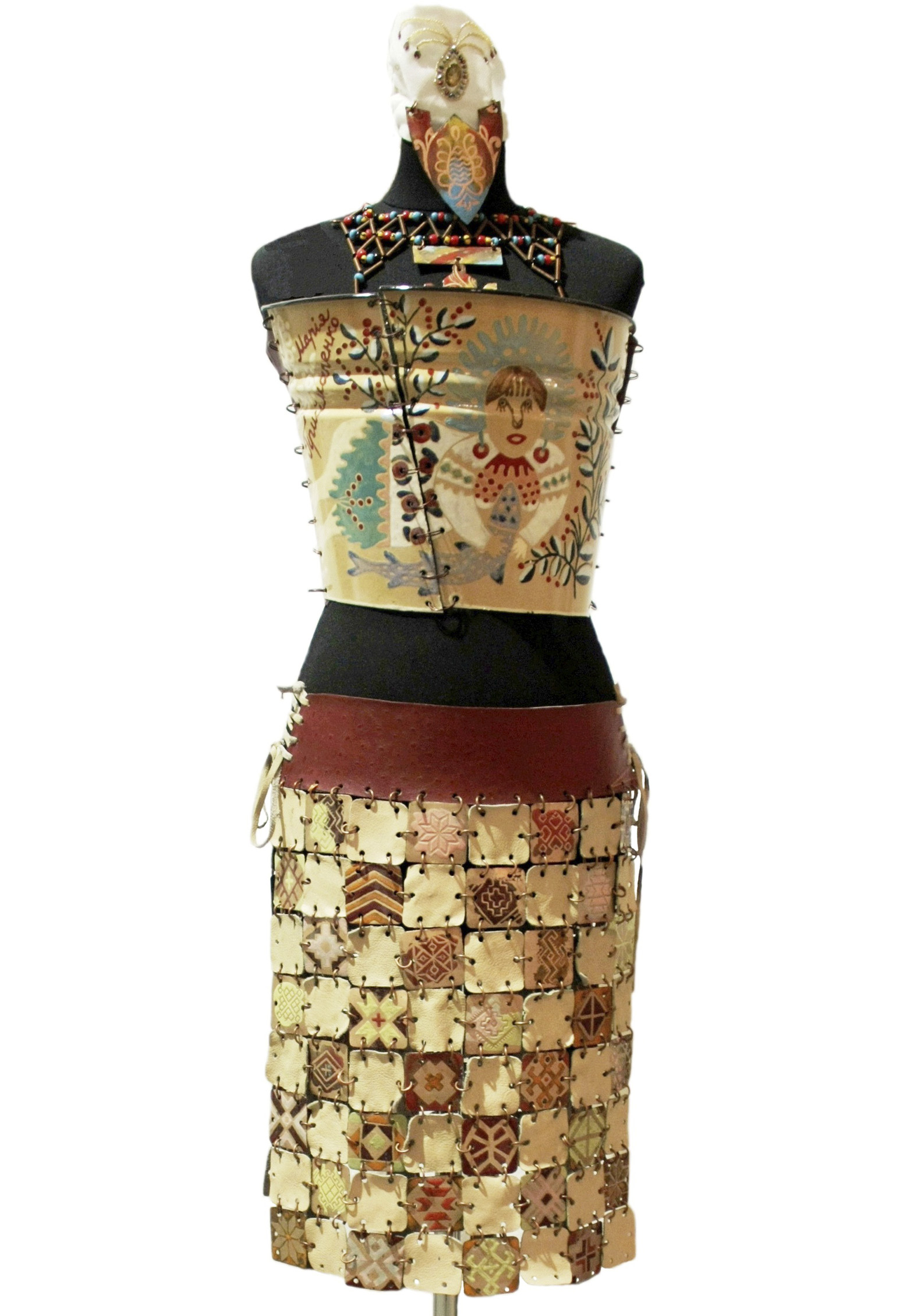
Сукня "Просто Марія" 2004-2007, мідь, метал, емаль, шкіра, у співавторстві з Тетяною Дреевою-Баркер та Тетяною Ільїною
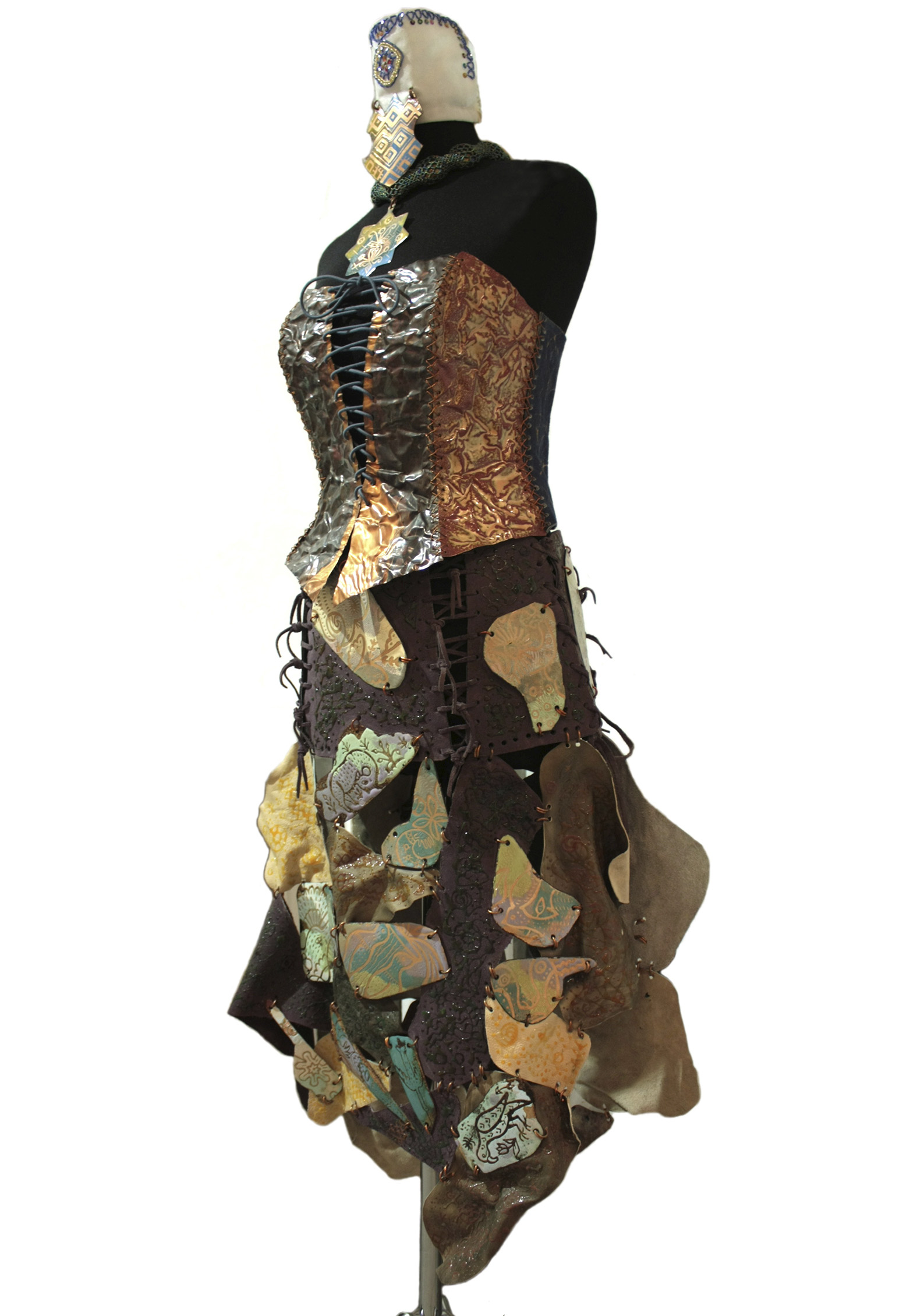
Сукня "Українська мрія" 2004-2007, мідь, емаль, штучна шкіра, у співавторстві з Тетяною Дреєвою-Баркер та Тетяною Ільїною
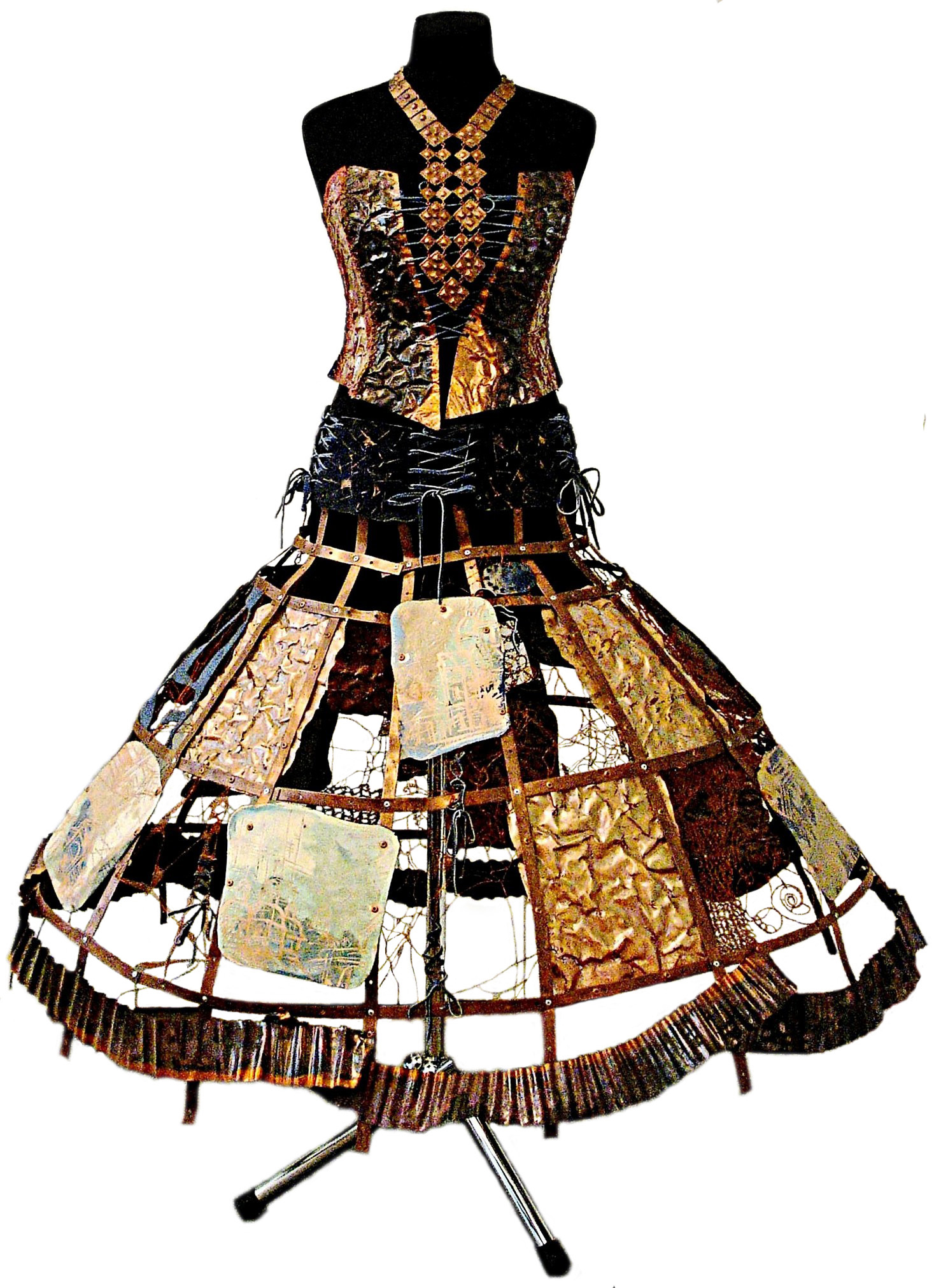
Сукня "Українське бароко" 2004-2007, мідь, емаль, штучна шкіра, у співавторстві з Тетяною Дреєвою-Баркер та Тетяною Ільїною
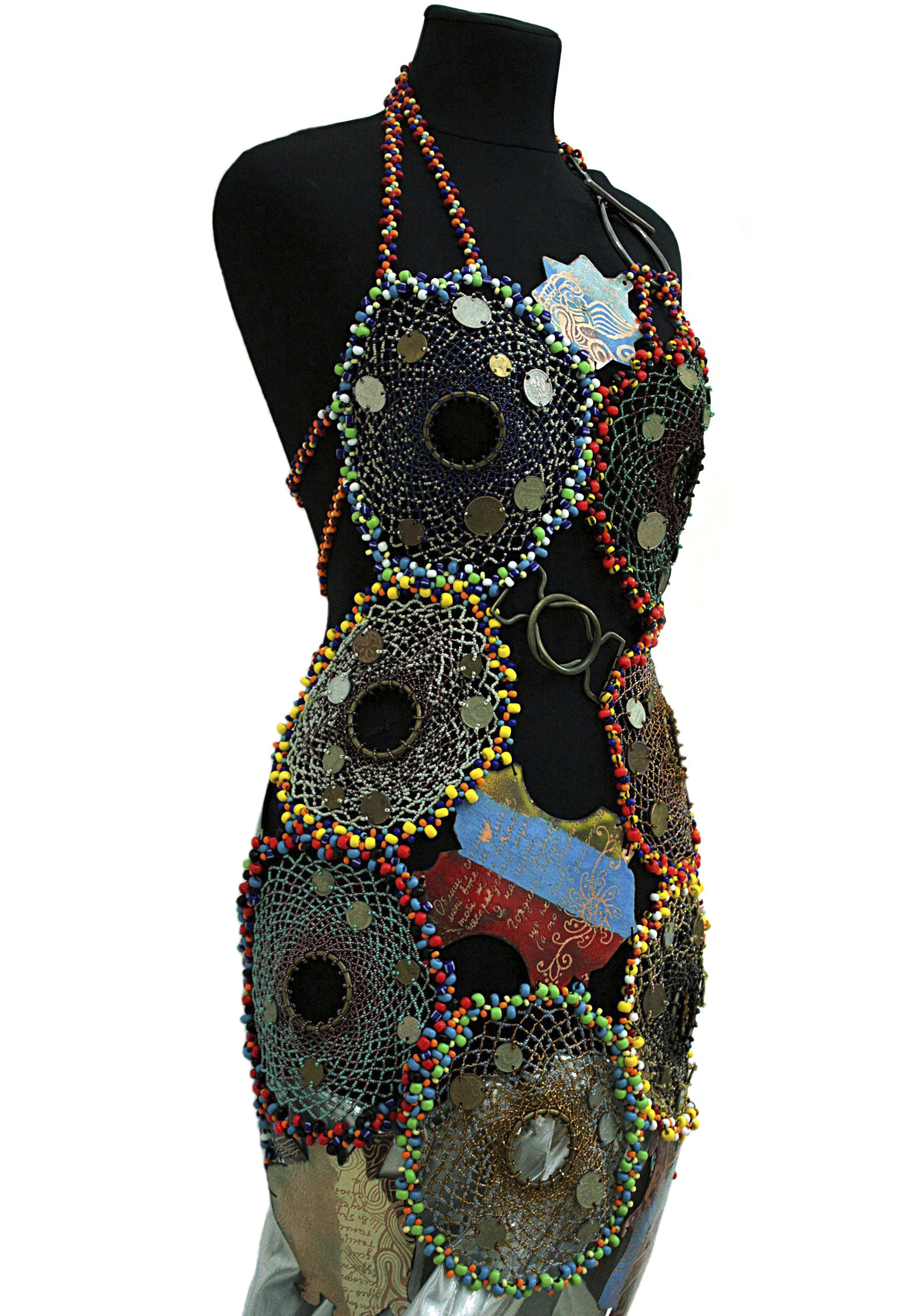
Сукня "Висока мода" 2009, мідь, емаль, бісер
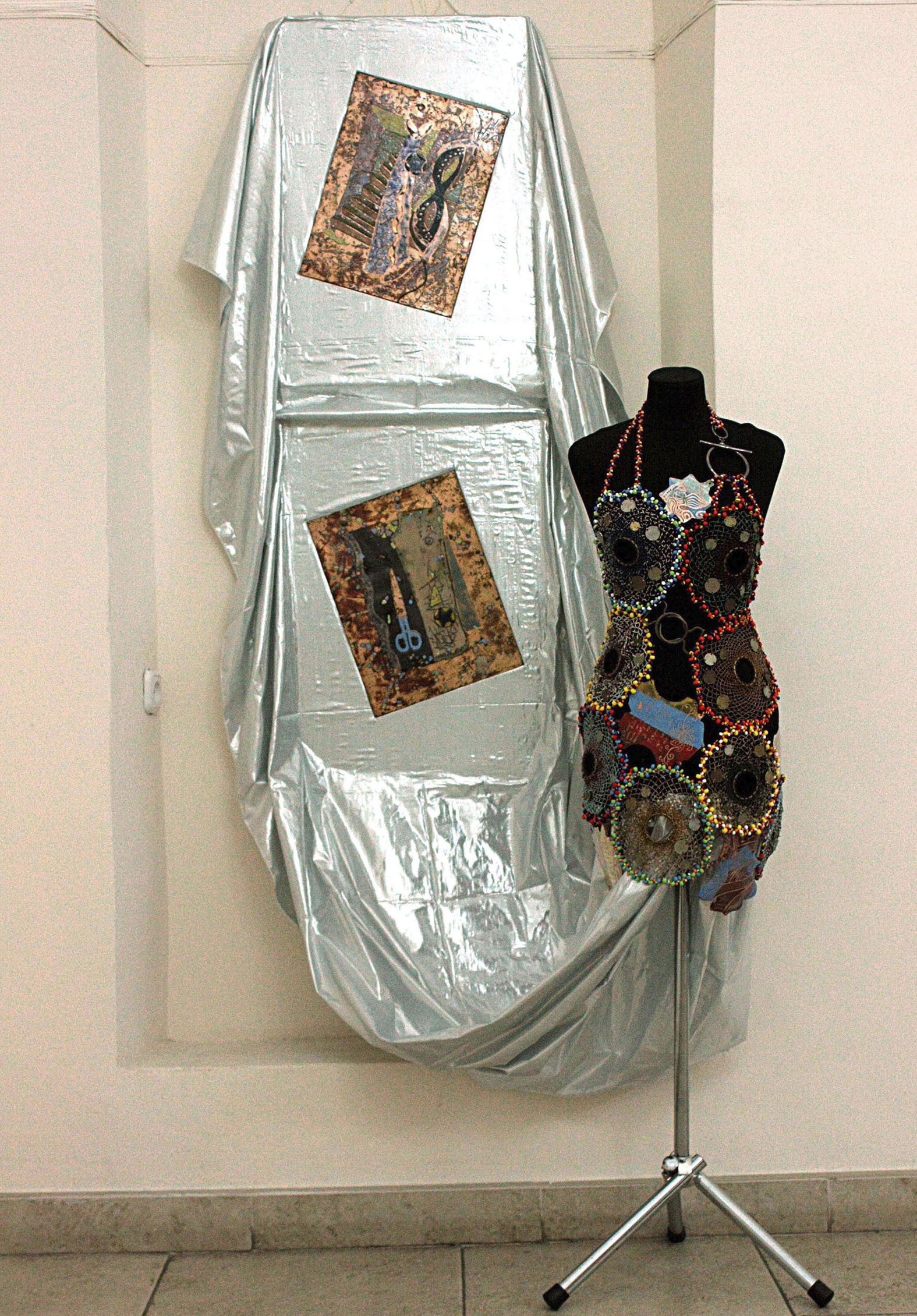
Інсталяція "Висока мода" 2009, мідь, емаль, бісер
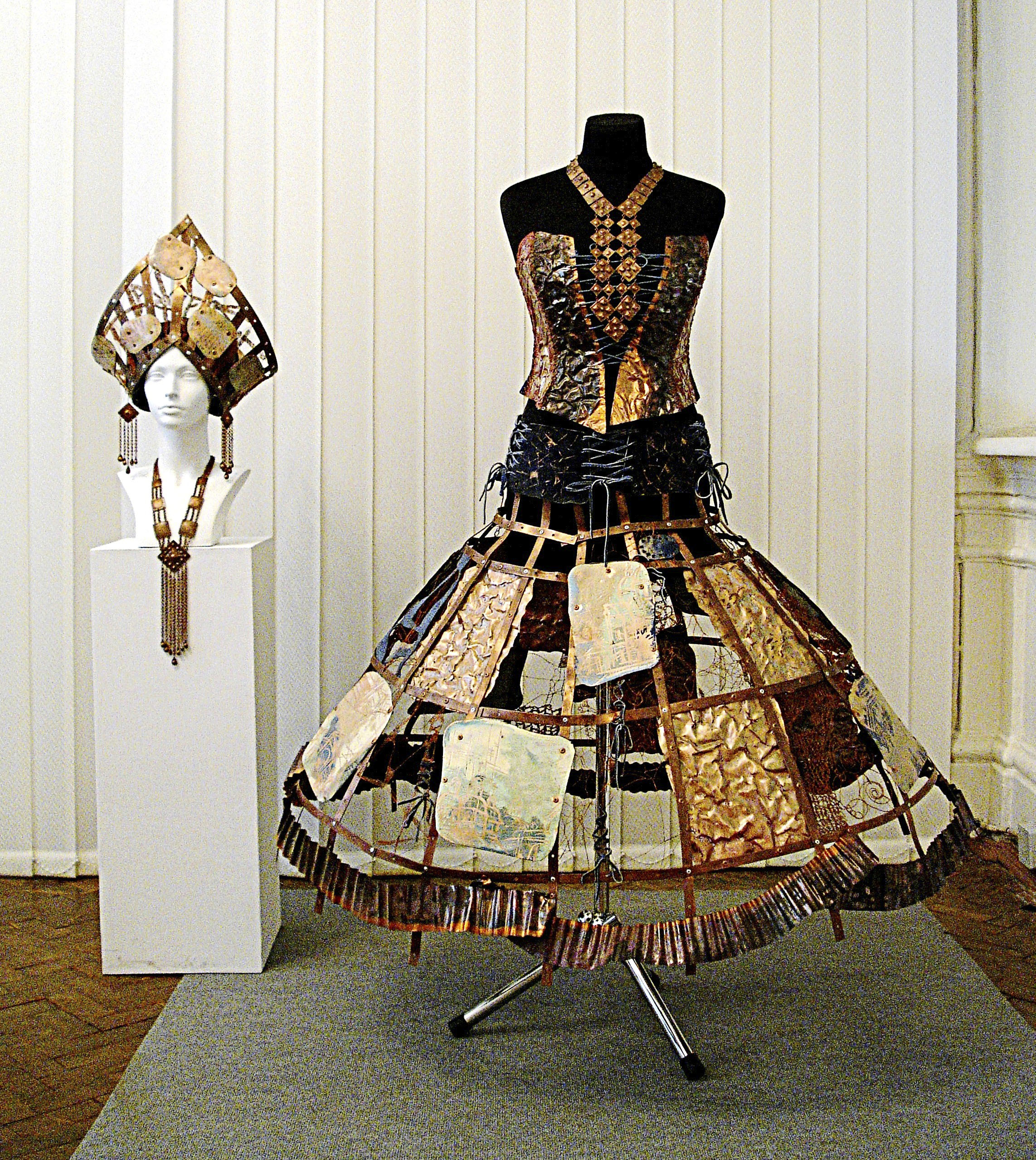
Інсталяція "Українське бароко" 2004-2007, мідь, емаль, штучна шкіра, у співавторстві з Тетяною Дреєвою-Баркер та Тетяною Ільїною
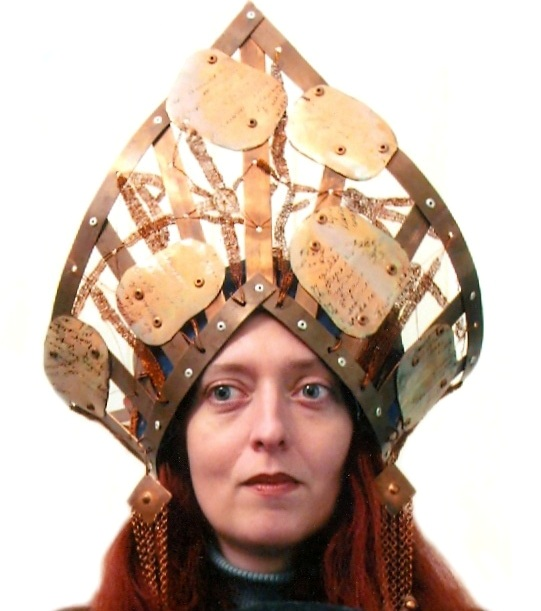
Головний убір "Українське бароко" 2004-2007, мідь, емаль, штучна шкіра, у співавторстві з Тетяною Дреєвою-Баркер та Тетяною Ільїною
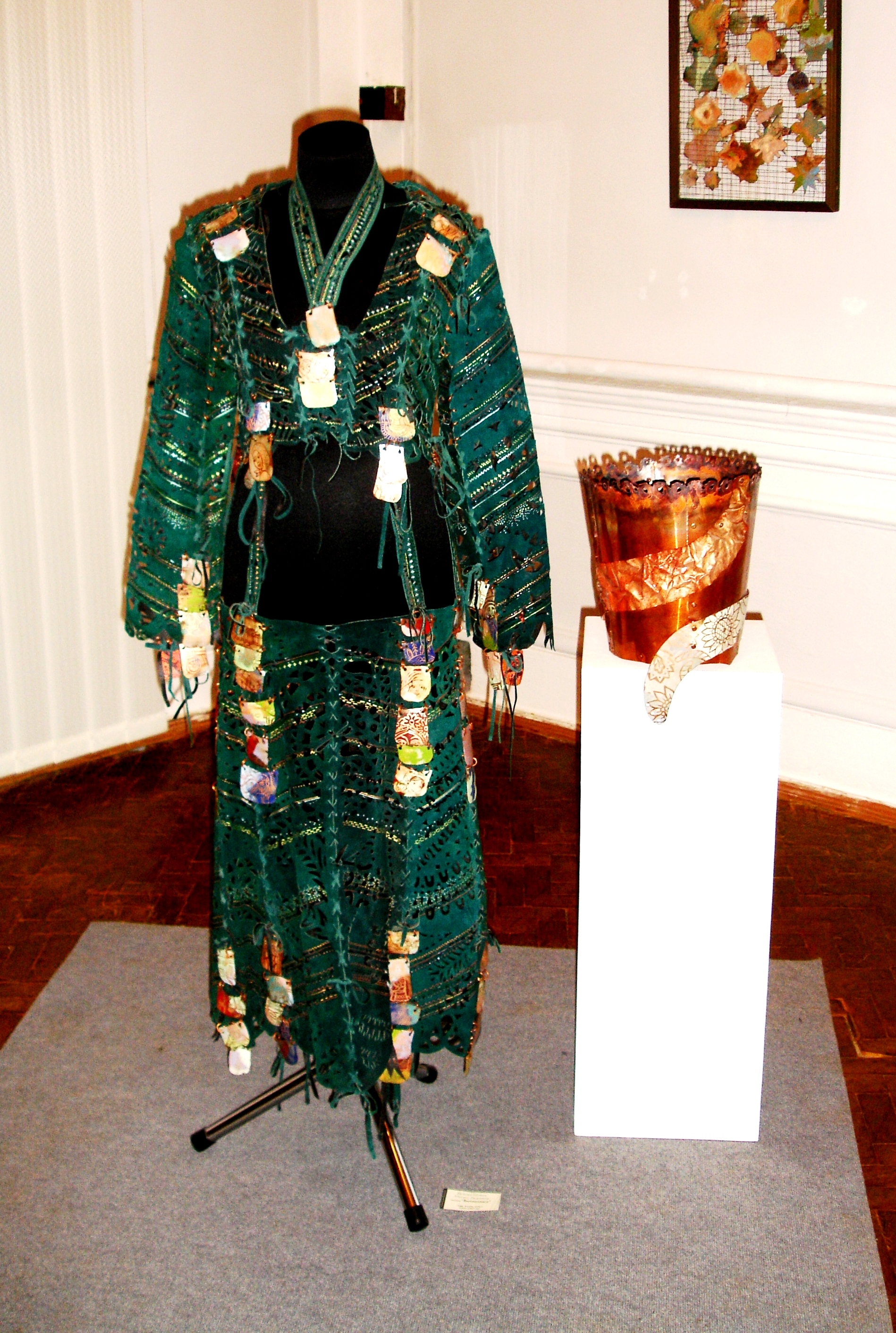
Інсталяція "Витинанка" 2004-2007, мідь, емаль, перероблена шкіра, у співавторстві з Тетяною Дреевою-Баркер та Тетяною Ільїною